# Annecy
Cet article possède des paronymes, voir ANSI, ANSSI et Anssi.
Ne doit pas être confondu avec Annecy-le-Vieux.
Vous lisez un « article de qualité » labellisé en 2008.
Annecy (prononcé /an.si/ ) est une ville du nord des Alpes françaises, chef-lieu et préfecture du département de la Haute-Savoie, en région Auvergne-Rhône-Alpes.
La Perle des Alpes de la monographie urbaine de Raoul Blanchard s'inscrit dans le sillon alpin, en alignement avec les villes de Genève, Chambéry, Grenoble et Valence. Longtemps contenue entre lac et Préalpes, la population concentre son développement sur la plaine des Fins jusqu'à la fusion communale de 2017 avec Annecy-le-Vieux, Cran-Gevrier, Meythet, Pringy et Seynod, hissant la ville en 28e position des villes françaises.
Résidence historique des comtes de Genève au XIIIe siècle, puis des comtes de Savoie au XVe siècle, la bourgade devient, en 1434, capitale de l'apanage de Genevois et Faucigny. En 1536, la Réforme calviniste déclenche la Contre-Réforme à Genève : Annecy se transforme alors en bastion catholique, accueillant l'évêque de Genève et le futur saint François de Sales.
Annexée à la France par le traité de Turin en 1860, la cité met à profit les canaux du Vassé, de Saint-Dominique et du Thiou et protège la Venise des Alpes jusqu'au XIXe siècle, puis apporte la force hydraulique à l'artisanat textile, la papeterie et autres industries du XXe siècle. En 2025, une poignée d'entreprises (Fusalp, SNR, Salomon, Mavic ou Entremont) y possèdent leur siège social.
L'engagement dans une préservation des espaces verts et une valorisation du patrimoine culturel favorise le développement du tourisme alpin dès 1960. Annecy devient alors le cadre du Festival international du film d'animation, ainsi que la fête du lac en 1965, attirant annuellement environ 100 000 visiteurs chacun. En 1973, l'Institut universitaire de technologie d'Annecy ouvre et fusionne, en 1979, avec le centre universitaire de Savoie pour former, en 2015, l'université Savoie-Mont-Blanc.

## Géographie

### Localisation
Annecy s'encastre dans la cluse formée au Pléistocène par un ancien cours de l'Isère entre le nord de la montagne du Semnoz et l'ouest du mont Veyrier, et à la jonction des grands ensembles géographiques et géologiques suivants :
- le lac d'Annecy suivi des Préalpes du massif calcaire des Bauges au sud ;
- le massif des Aravis et le massif des Bornes (mont Veyrier, Parmelan, Tournette, Dents de Lanfon) à l'est ;
- les collines et plaines de l'Albanais à l'ouest ;
- les collines du Genevois au nord.

Le territoire d'Annecy est divisé en deux parties qui se distinguent par le relief, l'urbanisme et la végétation. Le nord et le sud-ouest sont plats, encadrés à l'est par la colline d'Annecy-le-Vieux, qui est en fait une langue morainique, à l'ouest par la dépression occupée par le Fier, et la colline de Seynod et de Gevrier. Fortement urbanisée, la ville s'y étale avec la majorité de ses équipements. Le sud-est est, quant à lui, occupé par la montagne du Semnoz. Très peu construit ou aménagé, sauf à son extrémité nord, il est occupé en majeure partie par une forêt de conifères plantée au XIXe siècle sur le Crêt du Maure. La commune se situe sur une partie des rives nord et ouest du lac d'Annecy. Cette situation lacustre a fortement influencé son émergence avec les canaux du Thiou, du Vassé, de Saint-Dominique, le port de plaisance des Marquisats et les deux plages des Marquisats et de l'Impérial.

### Communes limitrophes
La limite sud et sud-est du territoire communal de la ville d'Annecy avec Sevrier et Veyrier-du-Lac est immergée sous les eaux du lac d'Annecy.
| \| Epagny Metz-Tessy La Balme-de-Sillingy \| Cuvat Fillière \| Argonay Villaz \| \| Chavanod Poisy \| Annecy \| Nâves-Parmelan Dingy-Saint-Clair \| \| Chapeiry Montagny-les-Lanches \| Sevrier Quintal Viuz-la-Chiesaz \| Alex Veyrier-du-Lac \| | Les limites communales de Annecy et celles de ses communes adjacentes. |                                  |
| Epagny Metz-Tessy La Balme-de-Sillingy | Cuvat Fillière                                                         | Argonay Villaz                   |
| Chavanod Poisy | Annecy                                                                 | Nâves-Parmelan Dingy-Saint-Clair |
| Chapeiry Montagny-les-Lanches | Sevrier Quintal Viuz-la-Chiesaz                                        | Alex Veyrier-du-Lac              |

### Climat

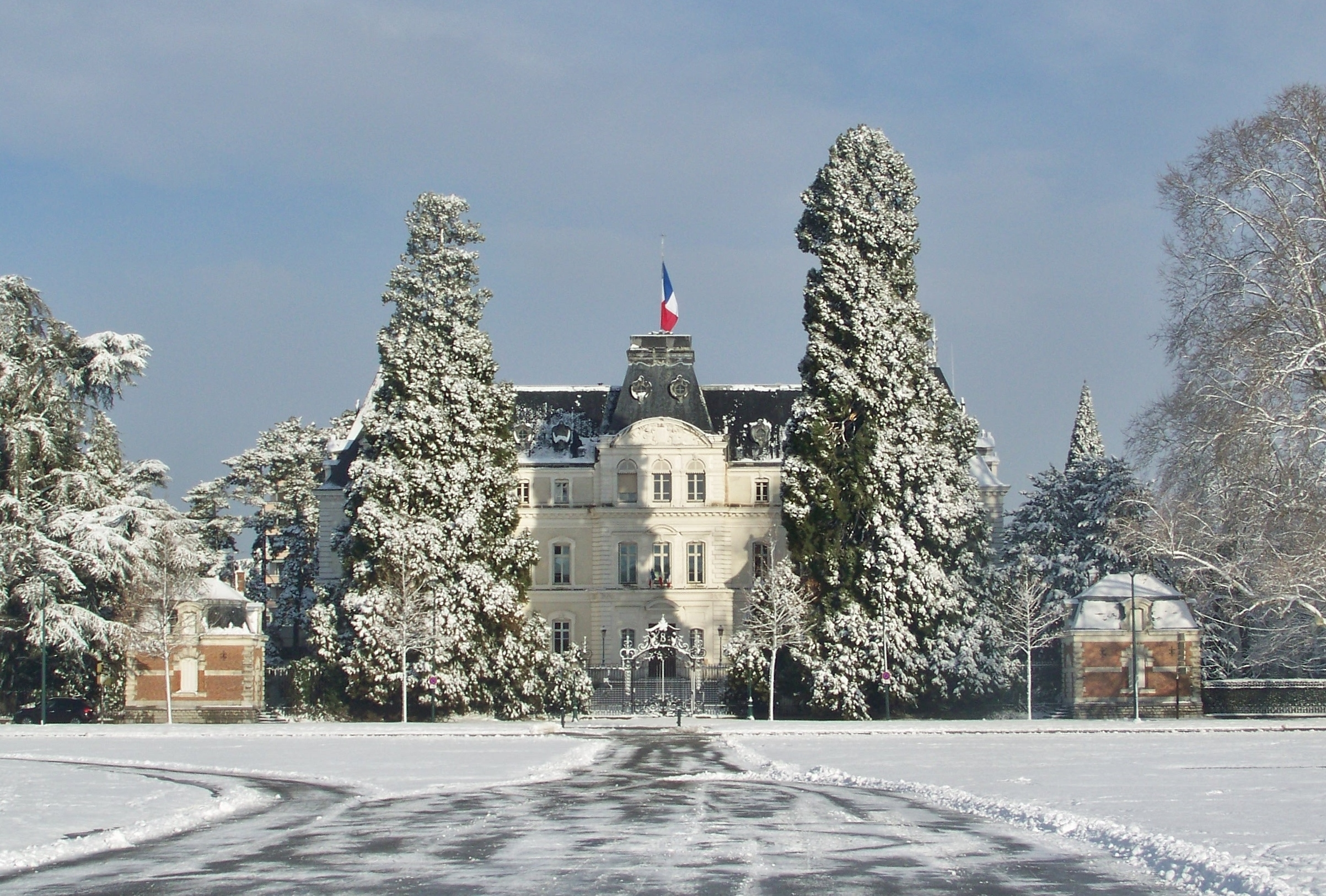
Préfecture sous la neige

Le climat est continental montagnard, caractérisé par une humidité marquée. Les hivers sont froids et neigeux et la saison estivale douce avec parfois des épisodes orageux. L'intersaison, entre avril et octobre, peut également se révéler être humide. Ces caractéristiques se trouvent sous l'influence des massifs environnants (Semnoz, Mont Veyrier, Bauges et Bornes), atténuées par la présence du lac. La station de référence de Météo France pour la ville d'Annecy se situe à 455 mètres d'altitude sur la commune déléguée de Meythet. 
| Mois                                             | jan.         | fév.          | mars         | avril        | mai          | juin         | jui.       | août         | sep.         | oct.         | nov.          | déc.         | année     |
| ------------------------------------------------ | ------------ | ------------- | ------------ | ------------ | ------------ | ------------ | ---------- | ------------ | ------------ | ------------ | ------------- | ------------ | --------- |
| Température minimale moyenne (°C)                | −1,4         | −1            | 1,7          | 5            | 9,2          | 12,7         | 14,4       | 14,2         | 10,7         | 7,2          | 2,5           | −0,6         | 6,2       |
| Température moyenne (°C)                         | 2,1          | 3,3           | 7            | 10,6         | 14,7         | 18,5         | 20,5       | 20,1         | 16           | 11,8         | 6,2           | 2,8          | 11,1      |
| Température maximale moyenne (°C)                | 5,6          | 7,6           | 12,3         | 16,3         | 20,3         | 24,2         | 26,5       | 26,1         | 21,3         | 16,3         | 10            | 6,3          | 16,1      |
| Record de froid (°C) date du record              | −23 03.1971  | −15,5 15.1978 | −15 07.1971  | −5 19.1974   | −2 07.1979   | 1 05.1975    | 3 07.1974  | 4 21.1972    | −2,5 29.1972 | −5 30.1973   | −11,5 30.1973 | −16 04.1973  | −23 1971  |
| Record de chaleur (°C) date du record            | 16,5 10.2015 | 20,3 24.2021  | 24,3 31.2021 | 27,7 21.2018 | 32,6 25.2009 | 35,1 27.2019 | 38 24.2019 | 38,5 13.2003 | 31,9 10.2023 | 27,5 09.2023 | 22,3 02.2020  | 19,9 07.2000 | 38,5 2003 |
| Ensoleillement (h)                               | 88,2         | 113,1         | 173,9        | 191          | 220          | 255,8        | 273,8      | 249,1        | 194,7        | 141          | 90,6          | 78,2         | 2 069,2   |
| Précipitations (mm)                              | 94,2         | 78,9          | 89,9         | 96,1         | 109,2        | 95,1         | 101,1      | 106,4        | 108,3        | 109,8        | 109,7         | 112,5        | 1 211,2   |
| dont nombre de jours avec précipitations ≥ 1 mm  | 11,4         | 9             | 9,8          | 9,8          | 11,7         | 9,6          | 9,6        | 9,5          | 8,7          | 10,8         | 11            | 11,3         | 122,2     |
| dont nombre de jours avec précipitations ≥ 5 mm  | 6,3          | 5,2           | 5,9          | 6            | 6,9          | 6,1          | 5,7        | 6,1          | 5,3          | 6,7          | 6,5           | 7,5          | 74,3      |
| dont nombre de jours avec précipitations ≥ 10 mm | 3,6          | 2,7           | 3,2          | 4,1          | 4,1          | 3,5          | 3,8        | 3,6          | 3,3          | 4,1          | 4,1           | 4,3          | 44,4      |

### Sismicité
La carte 2011 du zonage du risque sismique place Annecy en zone de sismicité 4 sur 5.
Les tremblements notables atteignent une magnitude de 5 σ0,8 sur l'échelle de Richter.
- 12 mars 2022 à 18 h 03 : magnitude de 4,2 avec un épicentre au nord d'Albertville[4] ;
- 8 septembre 2005 à 11 h 27 : magnitude 4,9 à proximité de Vallorcine ;
- 15 juillet 1996 à 2 h 13 : magnitude de 5,25[5],[6] avec un épicentre à Épagny ; le séisme occasionne des dégâts sur les bâtiments, principalement chutes de cheminées et fissures de murs, estimés à 60 millions d'euros ;
- 14 décembre 1994 à 8 h 55 : magnitude 4,7 provenant de Sallanches avec quelques dégâts matériels ;
- 2 décembre 1980 à 6 h 58 : magnitude 4,7 en provenance de Faverges.

### Voies de communication

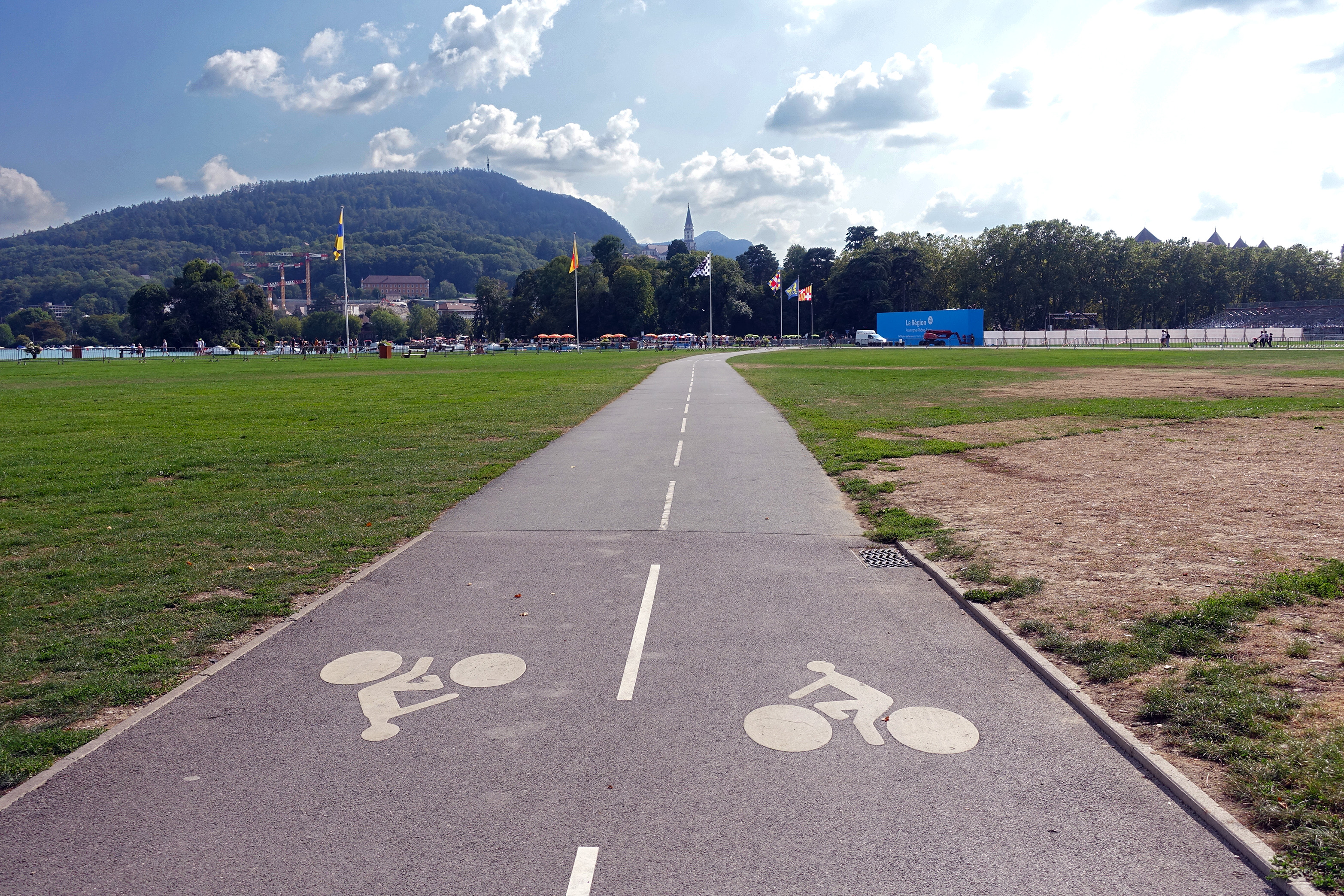
Piste cyclable du Pâquier.

#### Pistes cyclables
Commencée en 1974 jusqu'à St-Jorioz sur l'ancienne ligne de chemin de fer vers Albertville afin de désengorger la RN508, la voie verte de 18 km est construite jusqu'à Doussard, et revient à Annecy par le côté est du lac d'Annecy en voie cyclable la quasi-totalité des 37,3 km du parcours.
En 2006, la piste cyclable est étendue de 6,8 km de Doussard à Faverges, puis de 10,4 km jusqu'à Ugine pour rejoindre aujourd'hui Marthod, à 5,3 km de la piste cyclable d'Albertville, pour une longueur de 36,8 km pour 3 m de large avec une altitude moyenne de 470 mètres.
Trois autres itinéraires cyclables aménagés depuis Annecy sont disponibles sur la cartographie des itinéraires cyclables du Grand Annecy et des locations de vélos sont proposées au départ de la gare et des Marquisats.

#### Voies routières

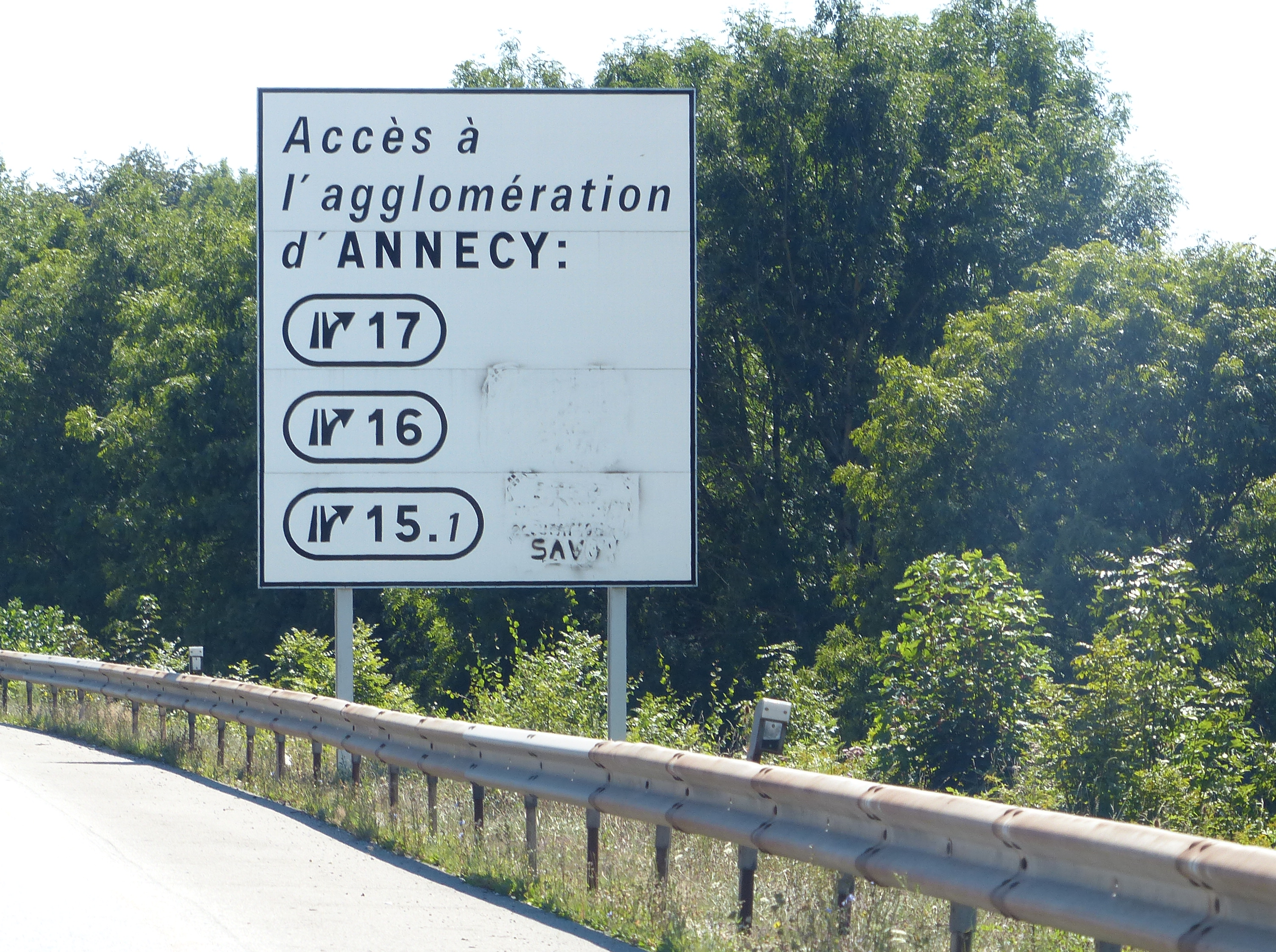
Les sorties desservant Annecy.

La circulation routière annécienne est complexifiée par l'étau lac-montagne : les axes du centre-ville vers la rive sud-ouest du lac par les Marquisats et vers la rive sud-est du lac saturent aisément en période de pointe estivale.
Annecy est desservie par trois échangeurs autoroutiers : Seynod Sud no 15.1, Annecy Centre no 16 et Annecy Nord no 17). L'autoroute l'A41 (E712) relie Grenoble, Genève, Lyon et Chamonix.
L'A410 débute à 7 km de la sortie d'Annecy Nord et se dirige vers le mont Blanc, poursuivant sur Turin et Milan. Depuis 2008, l'A41 conduit à Saint-Julien-en-Genevois puis en Suisse via l'A1, ou vers Paris via l'A40.
Trois routes départementales D 1201 (ex RN 201), D 1203 (ex RN 203) et D 1508 (ex RN 508) desservent Annecy. L'itinéraire D 3508 contourne l'agglomération par le nord-ouest par une voie rapide connectée aux voies transversales, à deux sorties d'autoroute et à la rocade qui encercle la ville en connectant le rond-point de Cran-Gevrier au carrefour d'Albigny.
En 2002, un tunnel bi-tube (2 × 2 voies) de 600 mètres, sous le centre commercial Courier de la gare jusqu'au rond-point nord du centre-ville, permet aux bus d'emprunter un site dédié en 2007, date à laquelle les parcs relais commencent à voir le jour dans l'agglomération.

#### Stationnement
En 2015, la ville propose 1 568 places gratuites, 2 509 places payantes de rue et de 3 324 places dans 10 parkings souterrains ou fermés.
Les tarifs des parkings annéciens, gérés en régie municipale directe, sont compris entre 1,10 € et 1,80 € de l'heure, après la première demi-heure de gratuité.

#### Autopartage
Depuis avril 2023, Citiz Alpes Loire met à disposition 19 véhicules d'autopartage répartis sur 15 stations sur le territoire d'Annecy.

### Transports publics

#### Transport ferroviaire

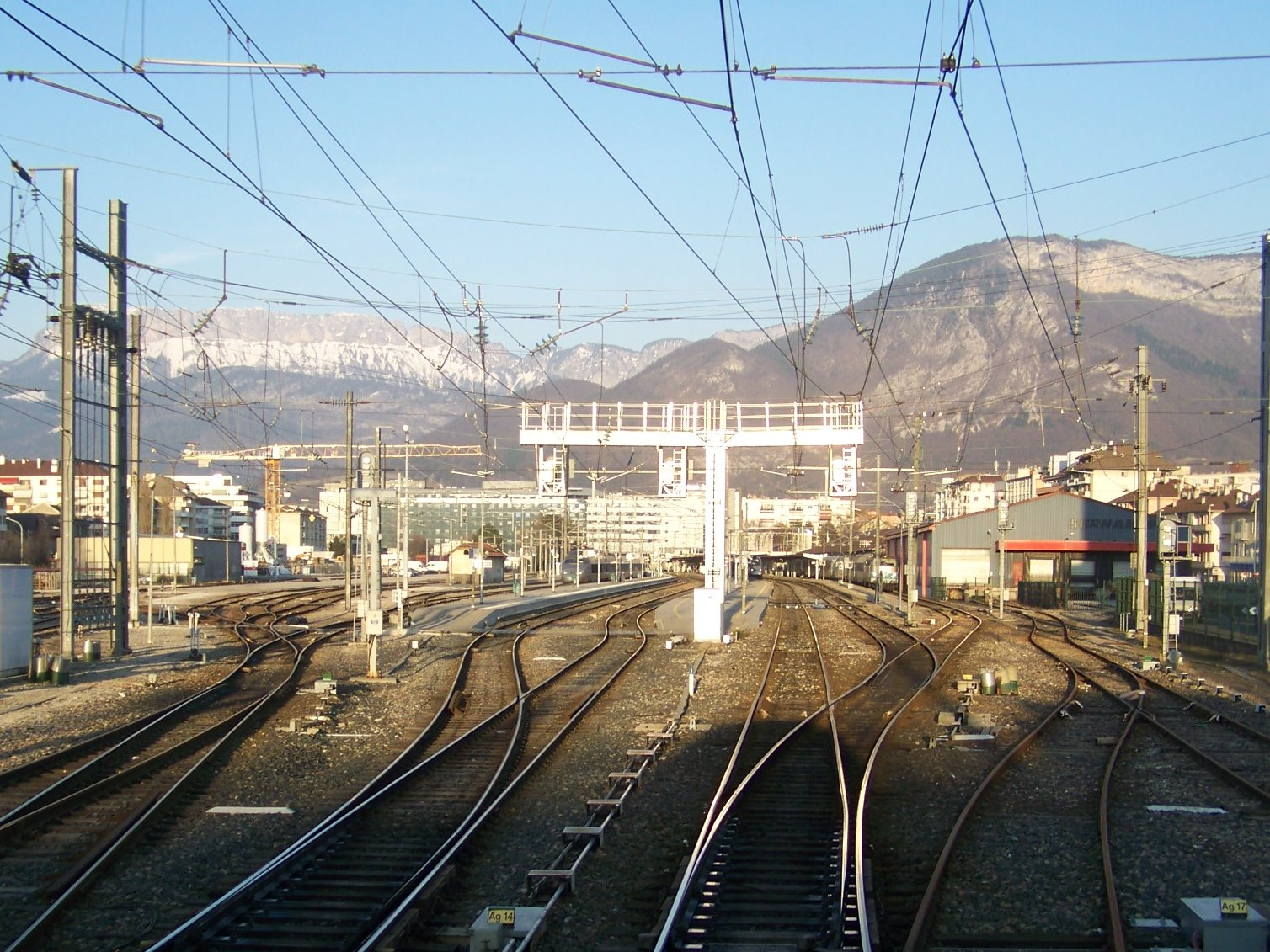
Arrivée en gare d'Annecy

Les gares d'Annecy transportent des marchandises jusqu'en 1960 et desservent l'usine SNR, le Sernam et la zone industrielle de Vovray pour continuer sous le Semnoz et relier Ugine et Albertville par la rive gauche du lac.
En 2013, la gare multimodale rassemble les guichets ferroviaires, des cars interurbains, la location de vélo et la desserte de taxi.
Le TER Auvergne-Rhône-Alpes relie Paris-Gare-de-Lyon par le TGV, gagne les voies à grande vitesse à hauteur de Lyon ou Mâcon et continue en direction de Gare de Lyon-Part-Dieu, Grenoble et Valence. Les trains directs vers Chambéry permettent de prendre des correspondances vers Albertville, Bourg-Saint-Maurice, Modane et Turin.

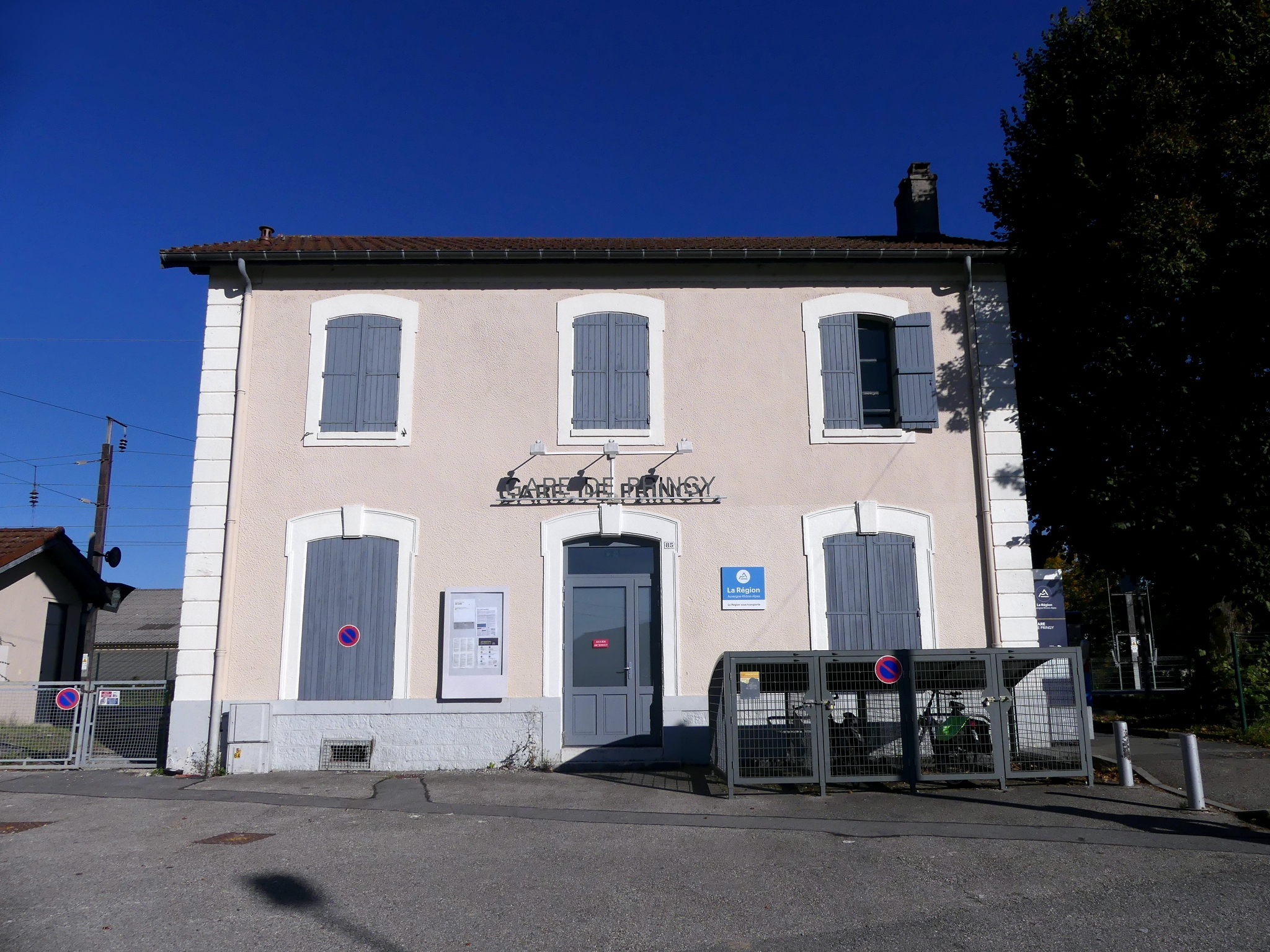
Gare de Pringy

La gare de Pringy, au nord d'Annecy, prolonge la ligne L2 franco-valdo-genevoise Léman Express partant de la gare d'Annecy depuis décembre 2019 date à laquelle la société Lémanis commence l'exploitation de la ligne ferroviaire vers La Roche-sur-Foron en direction d'Annemasse et continuant vers Genève-Eaux-Vives, Évian-les-Bains.
Ce TER rejoint également Saint-Gervais-les-Bains avec une correspondance vers Chamonix et Martigny.

#### Transport aérien

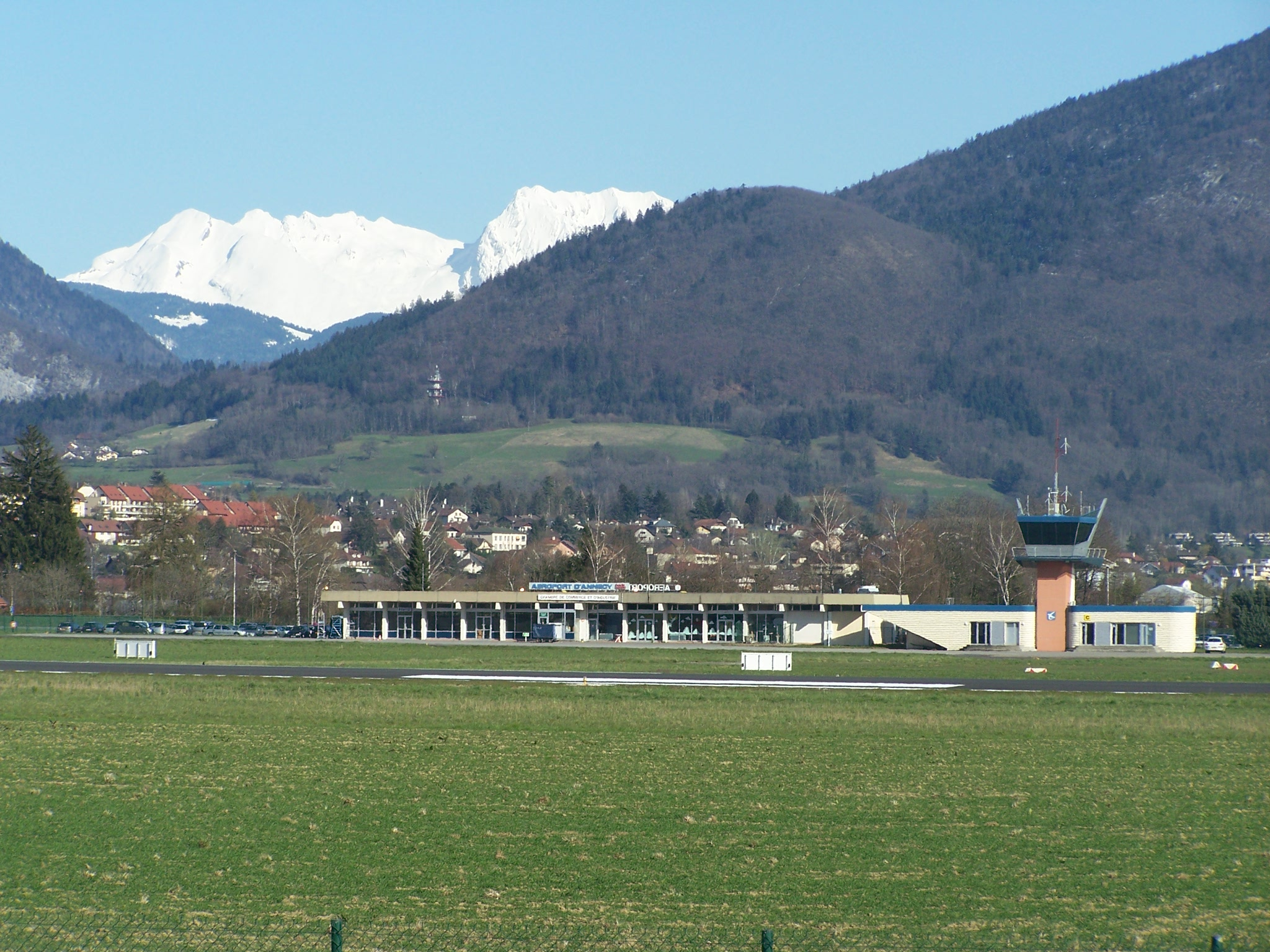
L'aéroport d'Annecy - Meythet

L'aéroport d'Annecy Haute-Savoie Mont-Blanc (code IATA : NCY • code OACI : LFLP) est situé à cheval sur la commune déléguée de Meythet et sur la commune voisine d'Épagny-Metz-Tessy. Depuis le 4 juillet 2013 l'aéroport cesse les liaisons directes avec l'aéroport d'Orly et se concentre sur l'accueil d'hélicoptères, d'aviation d'affaire et de loisir, soutenu par le Conseil général, propriétaire de l'infrastructure. Le transport de voyageurs se fait principalement via l'aéroport international de Genève à 46 km / 35 minutes en Suisse voisine, ou via l'aéroport de Lyon-Saint-Exupéry à 122 km / 1h15, tous deux reliés par des transports en commun quotidiens.

#### Transport en commun

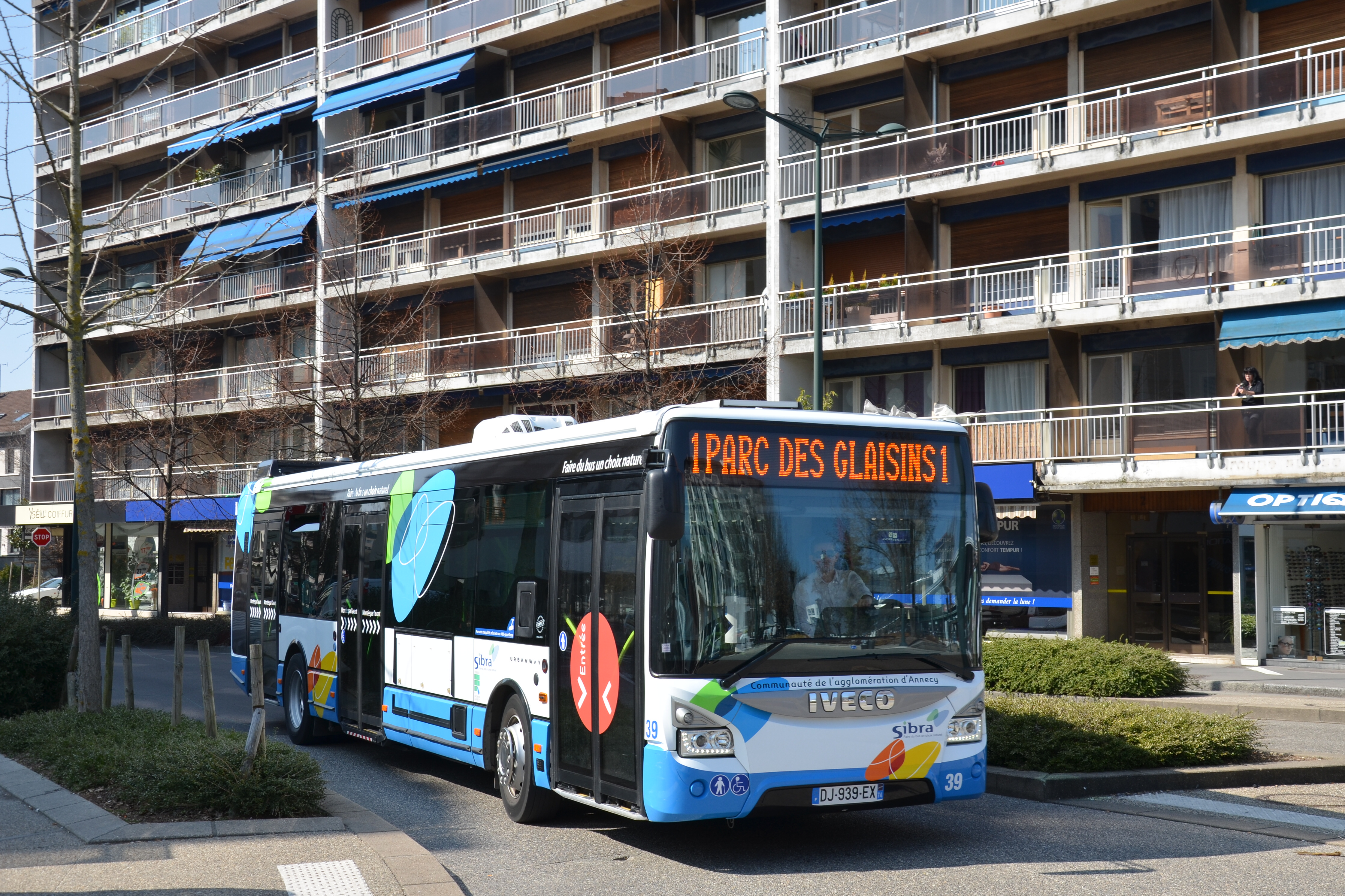
La ville d’Annecy est desservi par les bus du réseau SIBRA, organisé autour d’un pôle d’échanges principal à la gare.

##### Transport urbain (réseau Sibra)
Annecy étant la ville centre de la communauté d’agglomération du Grand Annecy, elle est desservie par le réseau intercommunal, baptisé Sibra et exploité par la SPL Sibra. Dans sa configuration actuelle, le réseau est organisé en étoile autour du pôle d’échanges installé devant la gare d’Annecy. Celui-ci est desservi par les 3 lignes Rythmo, numérotées 1, 2 et 3, qui offrent un départ toutes les dix minutes de 5 h à 1 h sur trois axes simples et directs : de Poisy vers le parc d’activités des Glaisins à Annecy-le-Vieux pour la 1, de Seynod à Pringy pour la 2, et de Chavanod au quartier de Novel à Annecy-le-Vieux pour la 3. Six autres lignes dites principales et complémentaires traversent ce pôle d’échanges : les lignes 4, 5, 6, 7, 9 et 10. L’offre est légèrement inférieur, avec une course toutes les 20 à 30 minutes jusqu’à environ 20 h 30. Les lignes 14 et 15, dites de proximité, ont vocation à assurer une desserte fine des quartiers non desservis par les lignes précédemment citées, mais également à relier les pôles d’échanges de l’agglomération sans forcément passer par les axes principaux et la gare.

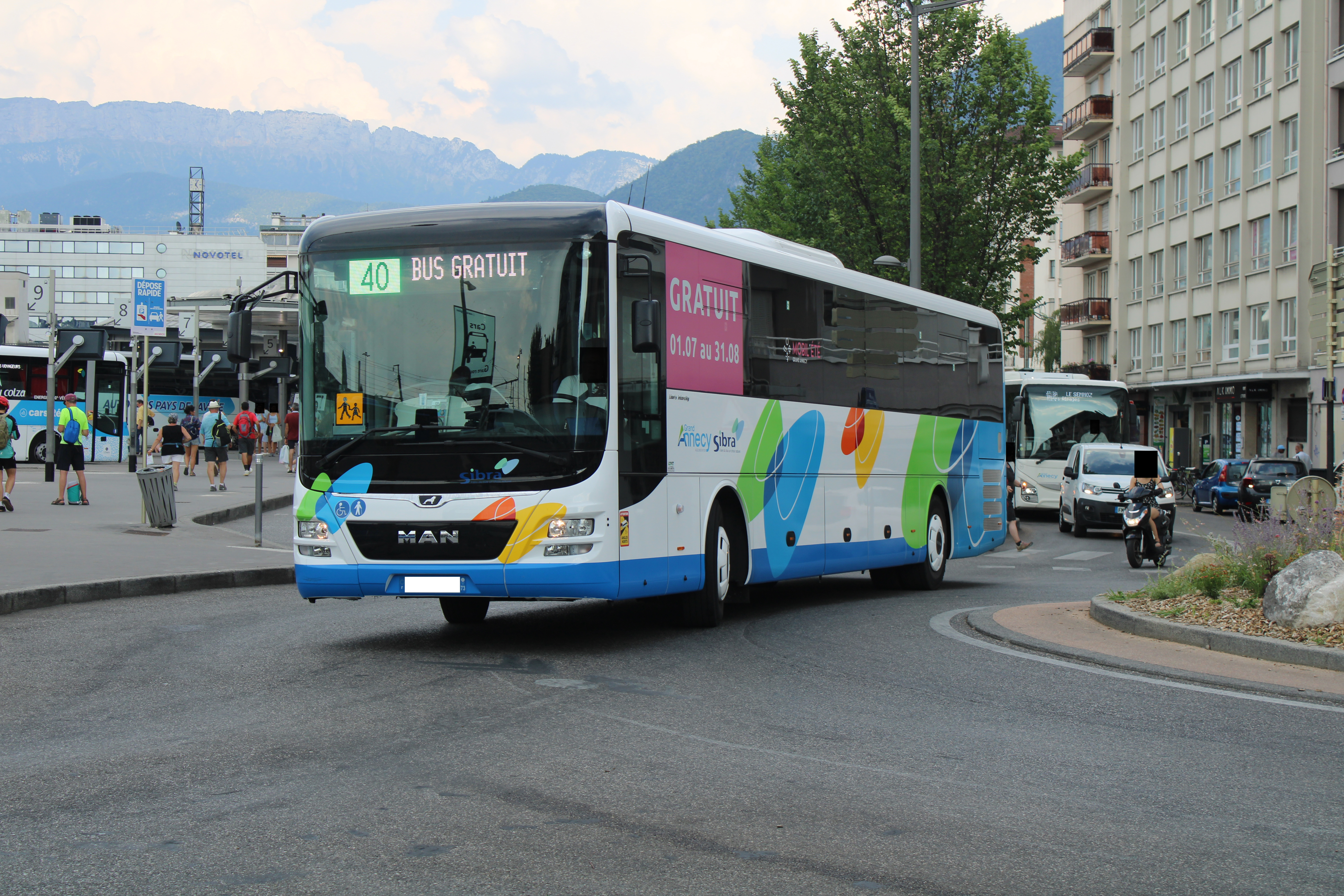
Les lignes interurbaines du réseau Sibra desservent la gare d’Annecy et permettent de relier les communes périphériques membres de l’intercommunalité, comme ici la ligne 40 à destination d’Entrelacs.

La gare d’Annecy est également le point des lignes interurbaines saisonnières, à destination du Semnoz et des Glières, et régulières, en direction des communes périphériques de l’agglomération héritées de la fusion de l’ancienne C2A avec les intercommunalitées voisines. Trois lignes disposent d’un terminus en dehors des limites intercommunales, à l’image de la ligne 31 qui se rend à la gare de Rumilly (sur le territoire de la communauté de communes Rumilly Terre de Savoie), et même en dehors du département, pour les lignes 40, à destination de la gare d’Albens à Entrelacs (membre de la communauté d’agglomération Grand Lac), et 41 vers le chef-lieu du Châtelard (membre de la communauté d’agglomération Grand Chambéry), ces deux communes et la commune de Lescheraines, traversée par la ligne 41, se trouvant en Savoie.

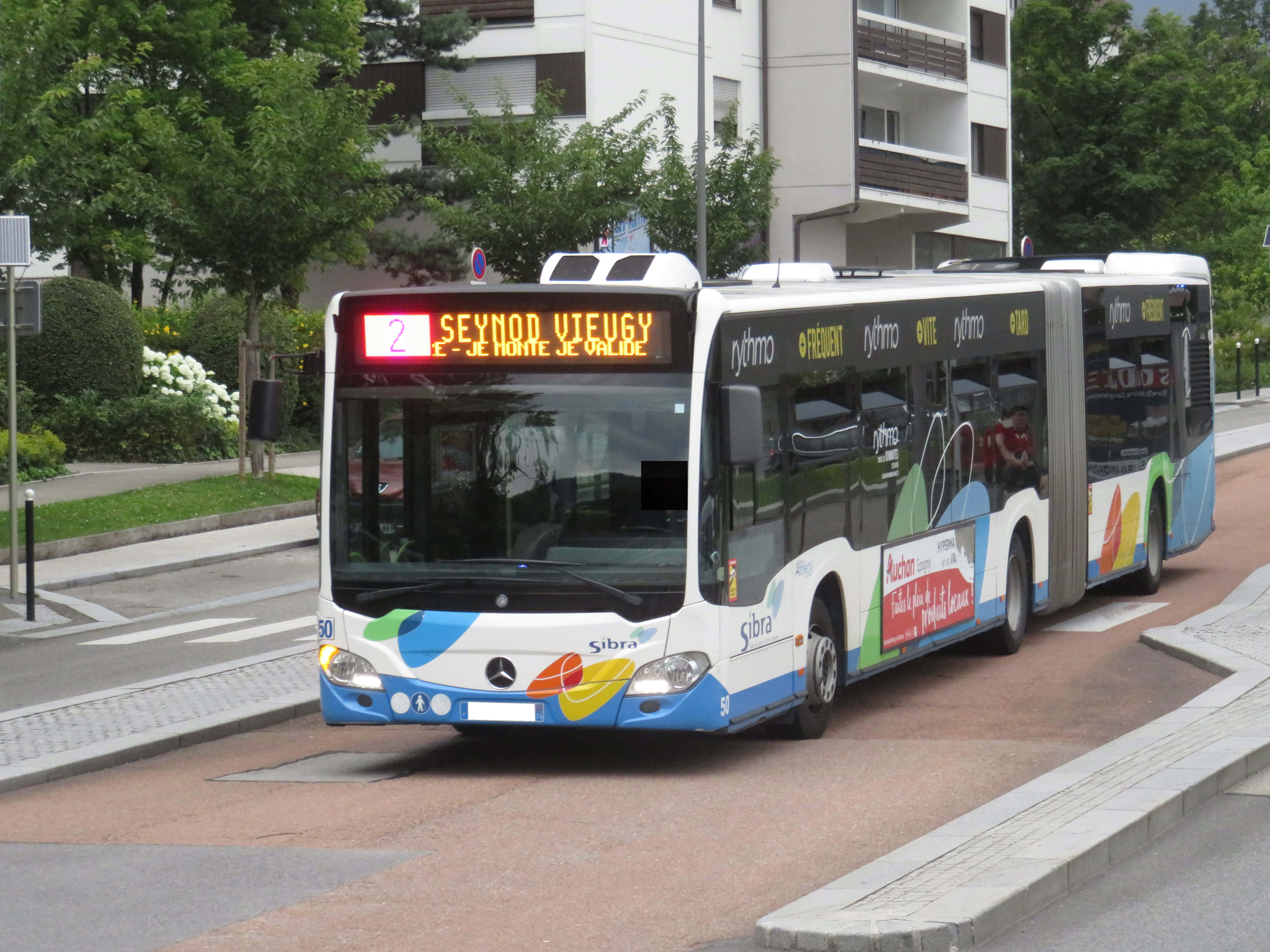
Quatre pôles d’échanges secondaires permettent des correspondances entre les lignes principales et de proximité du réseau.

D’autres pôles d’échanges sont organisés sur le territoire municipal. On en dénombre quatre au total, situés aux quatre points cardinaux de la ville : La Salle Pringy au nord (commune déléguée de Pringy), Vignières à l’est (commune déléguée d’Annecy-le-Vieux), Marché Saint-Jean au sud (commune déléguée de Seynod) et Meyhtet Le Rabelais à l’ouest (commune déléguée de Meythet). Desservis par une ou plusieurs des lignes structurantes et principales du réseau, ils permettent également aux usagers d’emprunter les lignes de proximité qui desservent les quartiers périphériques moins densément peuplées. On note également la ligne 8, reliant Chavanod à la piscine-patinoire, qui ne passe par aucun pôle d’échanges mais croise le tracé des lignes Rythmo 1 et 3, permettant malgré tout une interconnexion pour les usagers.

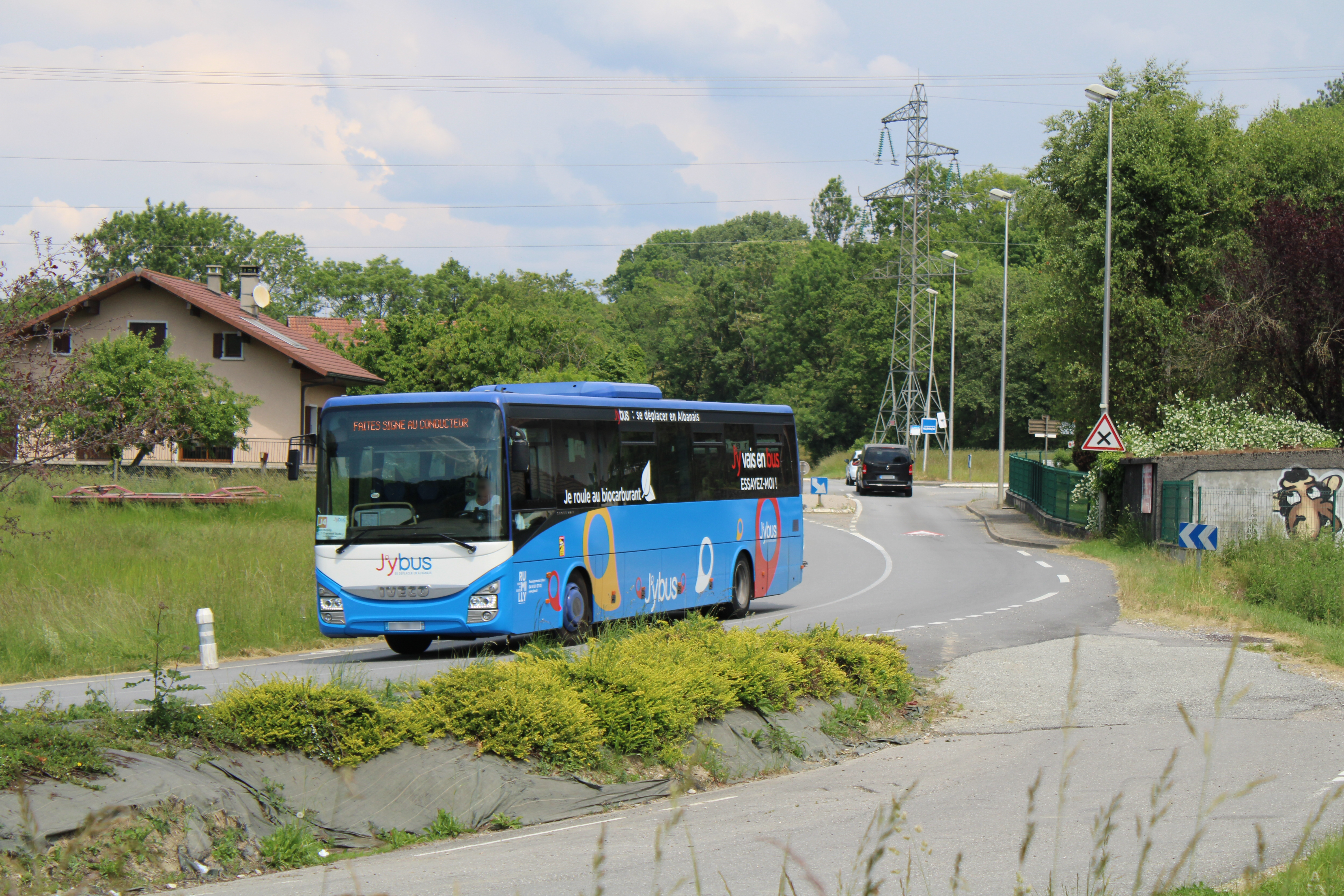
La ligne J4 du réseau J'ybus assure, du lundi au vendredi, un départ quotidien depuis le lycée Charles Baudelaire.

Enfin, de manière plus anecdotique, la ligne J4 du réseau J'ybus de la communauté de communes Rumilly Terre de Savoie est prolongé sur un départ vers le lycée Charles Baudelaire, installé sur le territoire de la commune déléguée de Cran-Gevrier. Le reste du temps, cette ligne, lancée le 2 janvier 2023 par la transformation de la ligne 33 de l’ancien réseau départemental Lihsa, assure son terminus au stade de Chavanod, et permet de relier la gare de Rumilly au bassin annécien à raison de neuf allers-retours quotidiens du lundi au vendredi, en empruntant la Route des Creuses. 

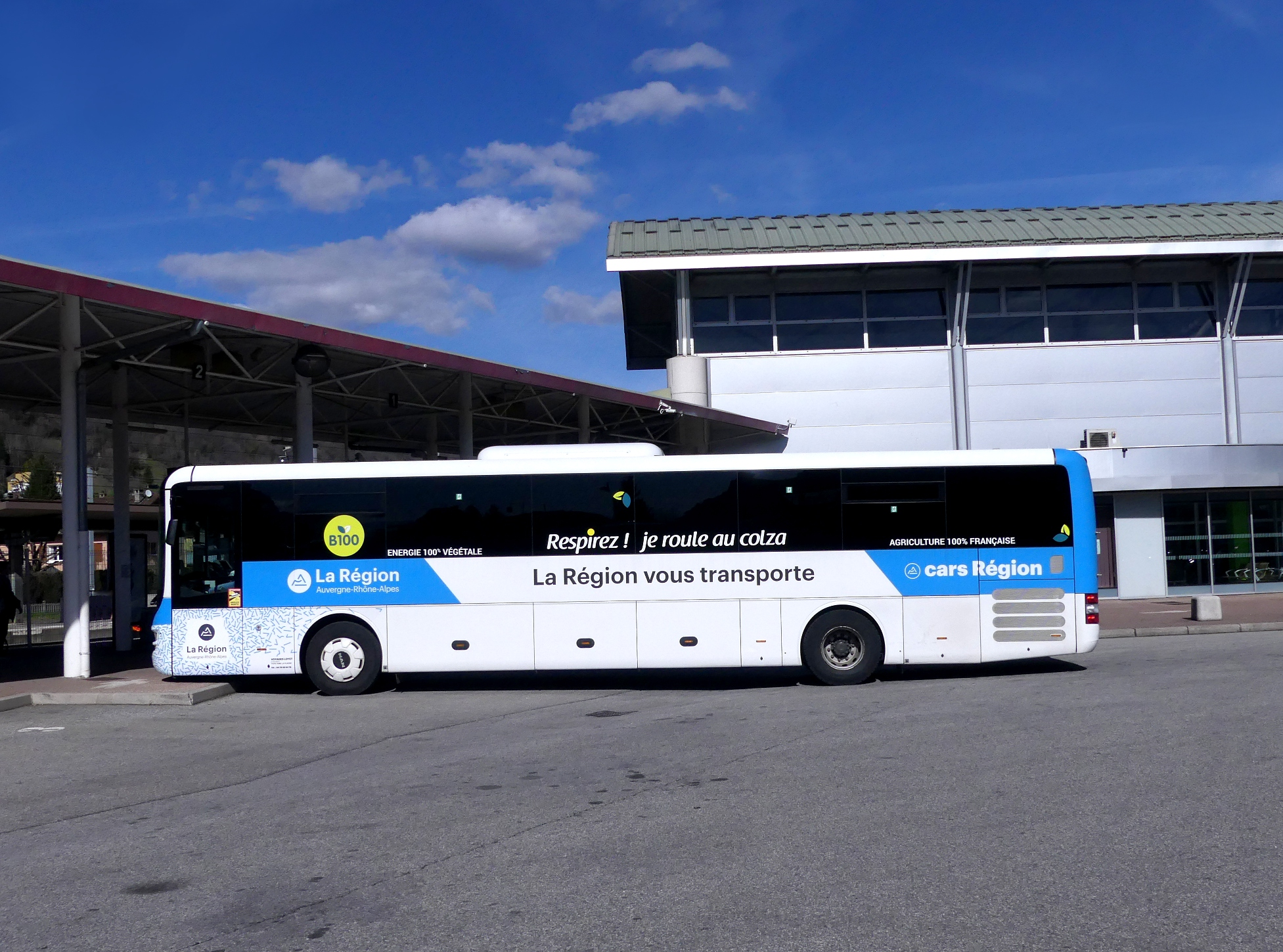
Le réseau Cars Région permet de relier Annecy aux communes plus éloignées qui ne sont pas membres de l’intercommunalité.

##### Transport interurbain (Cars Région)
Préfecture départementale, Annecy a été desservi pendant de nombreuses années par le réseau départemental Lihsa. Depuis le 1er janvier 2018, celui-ci est piloté par la région Auvergne-Rhône-Alpes, qui l’a renommé Cars Région en novembre 2020. Une grande partie des lignes de l’ancien réseau ont été transférés au Grand Annecy dans le cadre d’un transfert de compétences et intégrées au réseau Sibra. Actuellement, six lignes du réseau régional prennent leur départ à la gare routière d’Annecy. L’une d’elles, la 272, est transfrontalière et permet de se rendre à l’aéroport de Genève-Cointrin, en Suisse. Les lignes Y22 et Y51 sont quant à elles interdépartementales, la première étant à destination de Valserhône, dans le département de l’Ain, et la seconde vers Albertville, en Savoie. Trois autres lignes permettent de se rendre à La Balme-de-Sillingy à l’ouest (Y21) ou dans le massif des Aravis à l’est, avec les lignes Y62 et Y63 à destination du Grand-Bornand via le col de Bluffy pour la première et Dingy-Saint-Clair pour la seconde.

#### Transport nautique

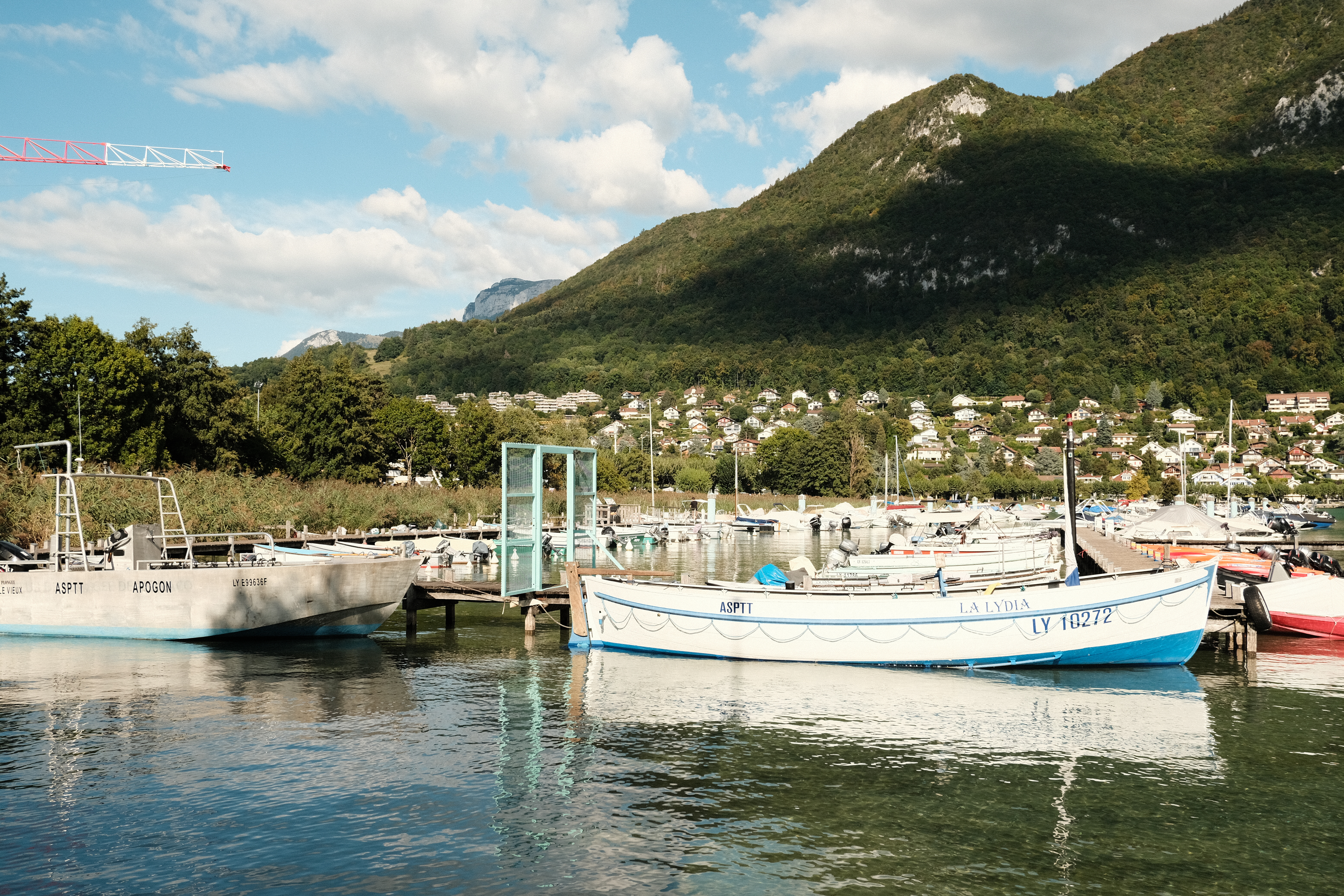
Avec 202 anneaux, le port de plaisance d’Albigny est le plus important d’Annecy et le troisième plus grand sur le lac.

Le lac d’Annecy, bien qu’il soit inaccessible par voie fluviale, est entièrement navigable. La navigation de plaisance y est très présente, avec 1497 emplacements à l’année répartis sur 11 ports de plaisance. 4 d’entre eux sont implantés à Annecy et offrent près du tiers des anneaux disponibles, avec 472 places cumulées entre le port de plaisance d’Albigny à Annecy-le-Vieux, qui est le plus important avec 202 emplacements et une rampe de mise à l’eau, le canal du Vassé avec 121 places, le quai de la Tournette et ses 112 anneaux, et enfin la zone d'amarrage des Jardins de l’Europe avec seulement 37 emplacements.

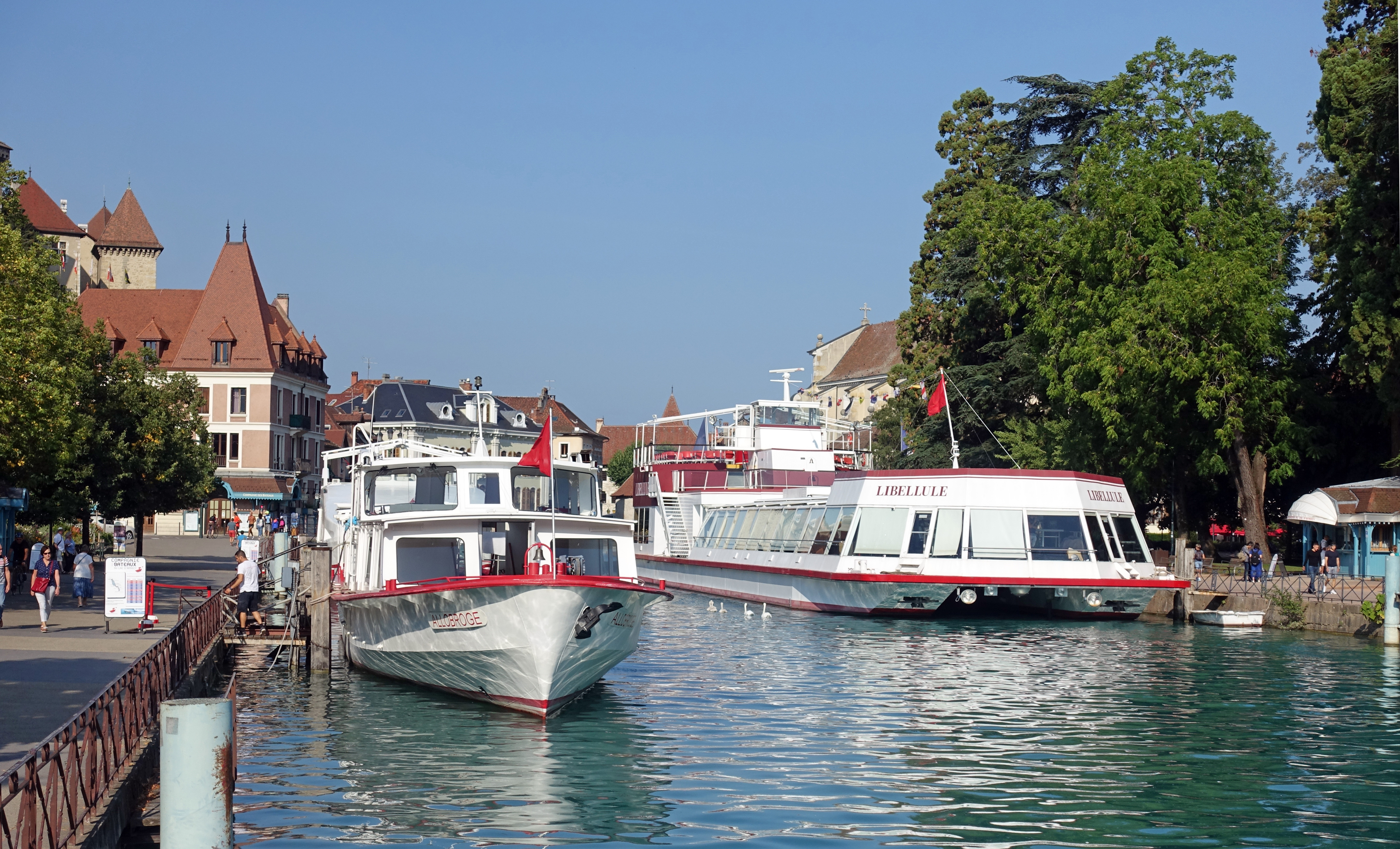
La compagnie des bateaux d’Annecy propose des promenades sur le lac, ainsi qu’un service de navettes entre les rives.

Une navigation touristique est également proposée par la compagnie des bateaux d’Annecy, qui exploite cinq navires de promenade sur le lac ainsi qu’un bateau restaurant.

## Urbanisme

### Typologie

Communes fusionnées en 2017

Annecy est une commune urbaine de densité intermédiaire au sens de la grille communale de densité de l'Insee,,, et appartient à l'unité urbaine d'Annecy, agglomération intra-départementale regroupant 14 communes et 184 530 habitants en 2022, dont elle est la ville-centre,.
L'aire d'attraction d'Annecy de 79 communes est catégorisée dans les aires de 200 000 à moins de 700 000 habitants,.

Son plan d’eau intérieur d’une superficie supérieure à 1 000 hectares fait d'elle une commune littorale au sens de la loi littoral. Des dispositions spécifiques d’urbanisme s’y appliquent afin de préserver les espaces naturels, les paysages et l’équilibre écologique, telles que le principe d'inconstructibilité, en dehors des espaces urbanisés, sur la bande littorale des 100 mètres, ou plus si le plan local d’urbanisme le prévoit,.

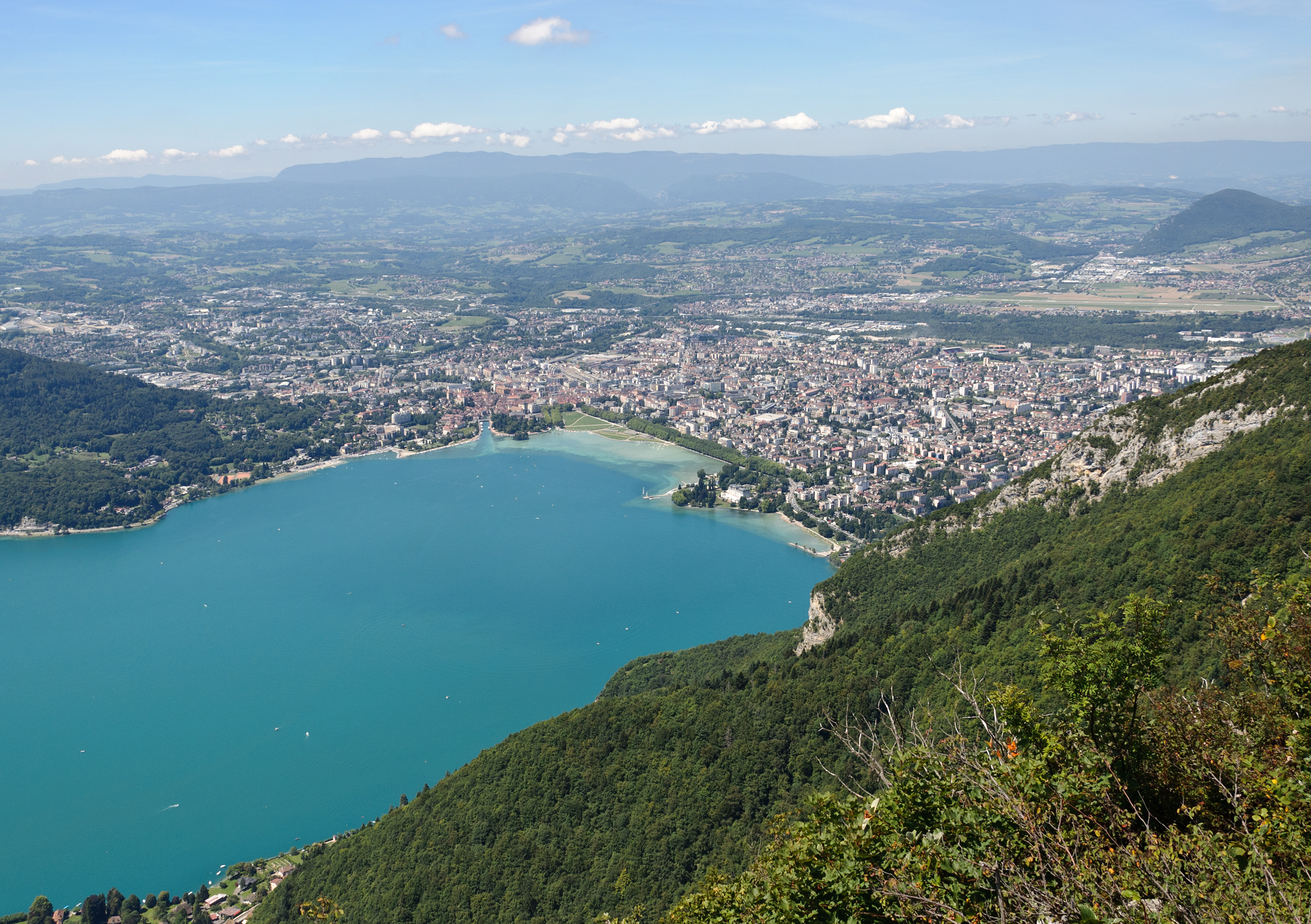
Cluse d'Annecy depuis le mont Veyrier

### Morphologie urbaine

Quartiers du centre d'Annecy

L'agglomération d'Annecy est divisée en deux couronnes :
- la grande couronne regroupe les communes péri-urbaines de Pringy, d'Argonay, Épagny-Metz-Tessy, Poisy, Chavanod, Montagny-les-Lanches et Quintal ;
- la petite couronne regroupe les communes déléguées d'Annecy : Annecy-le-Vieux, Meythet, Cran-Gevrier et Seynod.

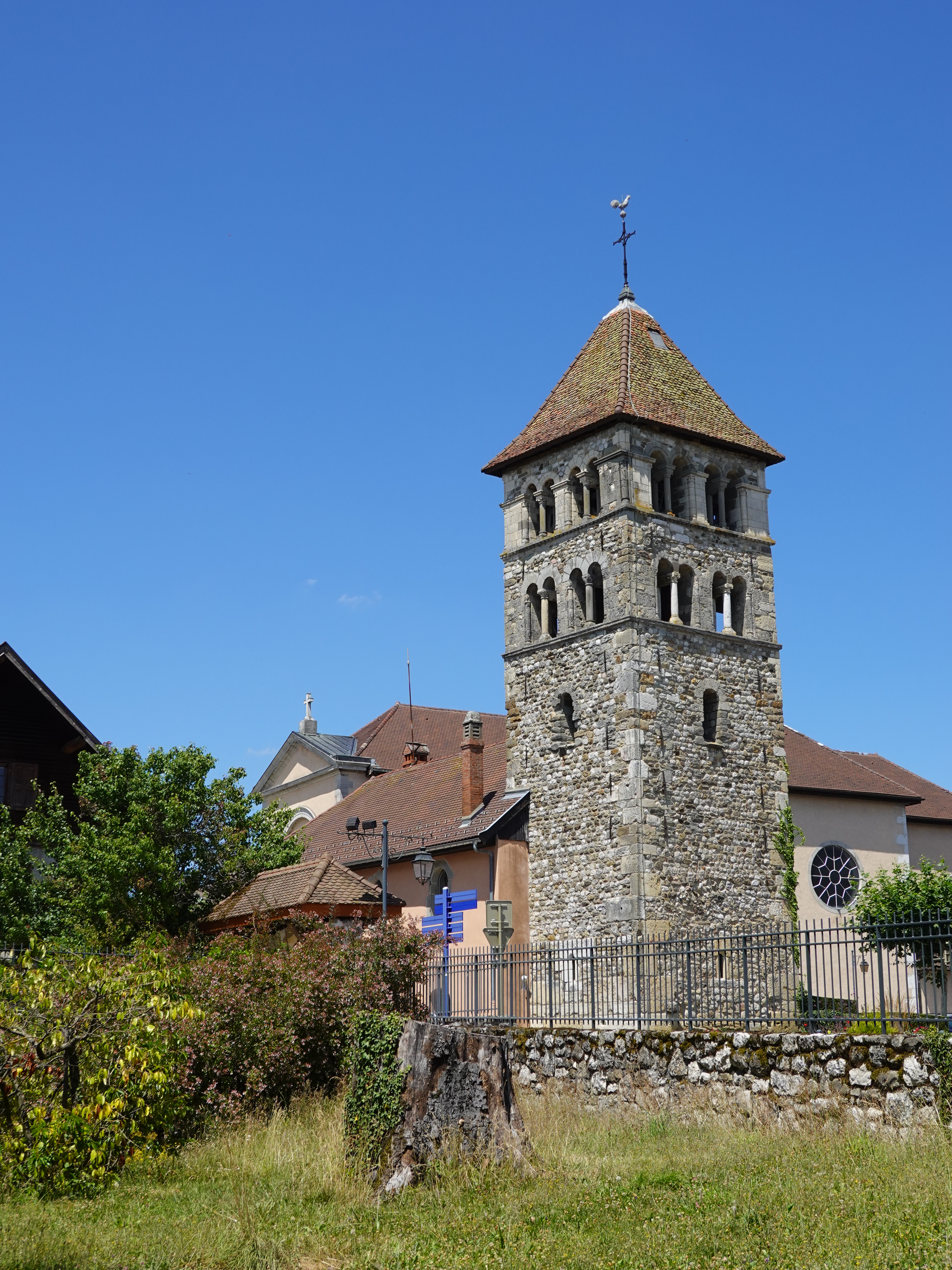
Cœur originel de la ville à Annecy-le-Vieux

La ville du VIIIe siècle s'est installée sur la colline d'Annecy-le-Vieux (villa Aniciaca), s'est réfugiée XIe siècle sous une tour de défense du contrefort du Semnoz (Annecy-le-Neuf) pour se développer le long des émissaires du lac : le Thiou et le canal du Vassé, rempart naturel, moyen de transport, ressource alimentaire et force de travail hydrauliques actionnant meules, battoirs, tours, martinets, pilons, soufflets et scies.
Depuis 2005, le schéma de cohérence territoriale concerne 200 212 habitants répartis sur 63 communes et 7 intercommunalités : le Grand Annecy, le syndicat mixte du lac d'Annecy, les communautés de communes du Pays de Fillière, de la Tournette, de Cruseilles, de Faverges, de la Rive gauche du Lac, et de Fier et Usses.
En octobre 2012, le conseil de la communauté de l'agglomération d'Annecy lance une réflexion sur l'évolution du bassin pour les vingt prochaines années, avec le projet « Agglomération 2030 ». Parmi les objectifs, qui rejoignent ceux du SCOT, l'accueil d'un excédent de population estimé entre 18 000 à 22 000 habitants, un gain de 10 000 emplois, une extension des zones d’activités économiques jusqu'à 90 ha et une densification du bâti.
Le conseil syndical du 26 février 2014 porte sur l'accroissement démographique, le développement économique, l'offre de logements locatifs sociaux en souffrance dans l'agglomération en lien avec les problématiques de pression foncière liées au coût de l'immobilier, à la péri-urbanisation de la banlieue annécienne et aux problèmes d'infrastructure sur les axes de communication routière.
La commune déléguée d'Annecy, se découpe en 13 quartiers intra-muros dont les délimitations suivent les grands axes de circulation :

#### Albigny

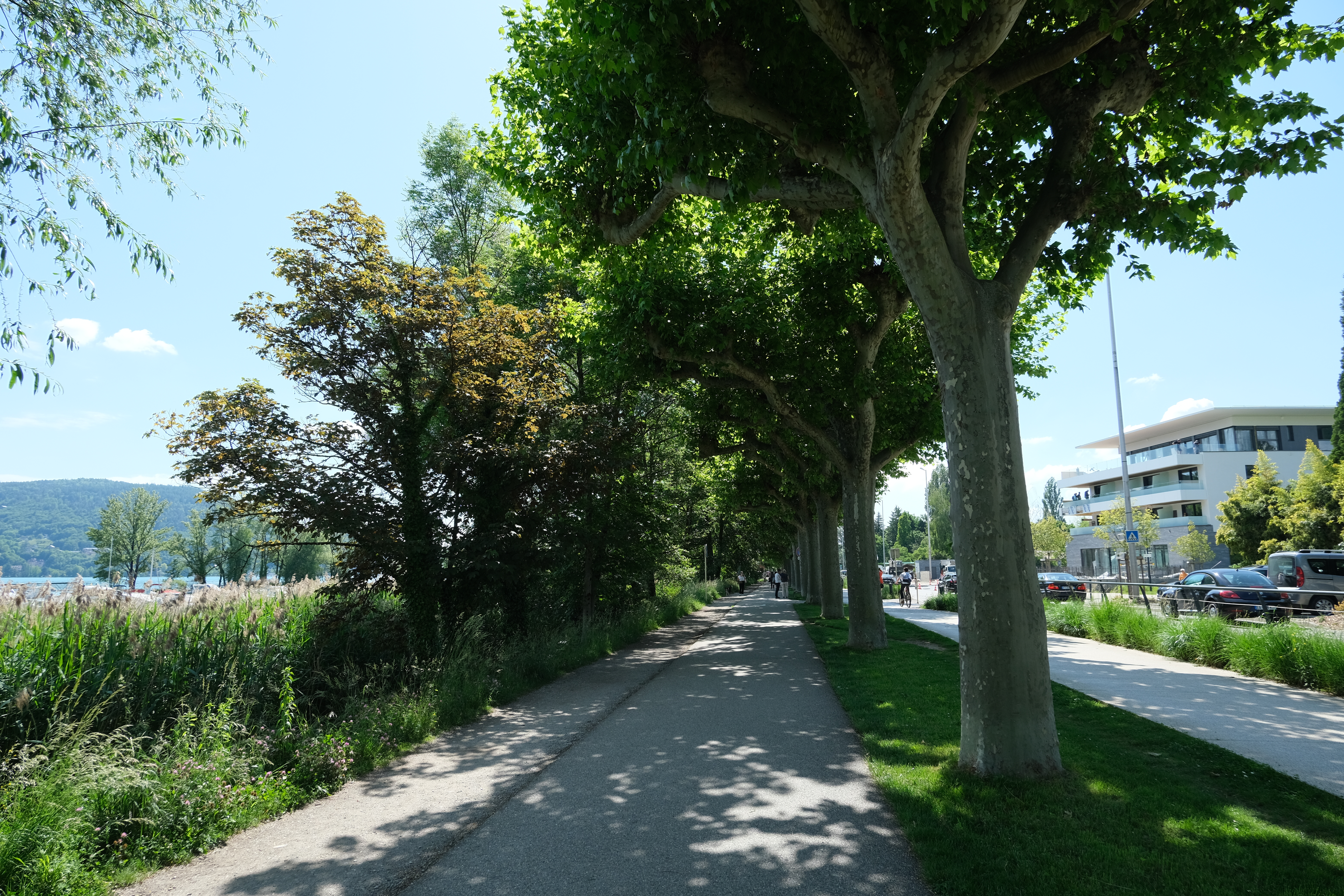
Avenue d'Albigny côté Annecy-le-Vieux

Le quartier s'étend du centre culturel Bonlieu à la plage d'Albigny en passant par le Pâquier, le parc Charles-Bosson et la presqu'île de l'Impérial Palace.

#### Balmettes
On y trouve le collège des Balmettes, les lycées Gabriel-Fauré et Saint-Michel ainsi que le cimetière de Loverchy, on peut également y inclure l'école primaire Vaugelas.

#### Courier
L'entreprise Sounis, spécialisée dans le négoce du bois, installée au 59 faubourg du Bœuf, actuelle rue Carnot, fait faillite et se fait racheter en 1880 par la famille Courier. François Courier la débarrasse de ses installations industrielles et y développe une exploitation maraîchère et florale. En 1927, son fils Émile, entrepreneur reconnu, prend la direction de l'entreprise. Après 1945, il est élu président syndical des horticulteurs et pépiniéristes de Haute-Savoie et décoré du Mérite agricole. Il est lié aux acteurs politiques locaux, dont Charles Bosson, maire d'Annecy de 1954 à 1975.
Fin 1960, l'activité horticole du Clos Courier déménage à Annecy-le-Vieux. Débute alors une période d'incertitudes pour cette friche urbaine, qui, dans un premier temps, est convertie en parking gratuit avec une entrée avenue Berthollet. La mairie s'empare du dossier et une déclaration d'utilité publique est votée en mai 1967 sur l'acquisitions de terrains pour la construction du quartier Courier avec le rachat de la marbrerie Tavernier avenue Berthollet en 1967, le Clos Courier en 1971 et l'orphelinat démoli en 1993. C'est en 1996, sous le mandat de Bernard Bosson, que le projet de réaménagement du clos Courier entre dans sa phase opérationnelle avec l'ouverture du centre commercial. En 2004 est créée l'association de quartier qui suit son actualité urbanistique et maintient la qualité de vie dans le quartier.

#### Gare
Situé au centre ouest, il concentre pôle d'échanges multi-modal de la gare d'Annecy et l'usine historique SNR roulements. Un aménagement du pôle d'échange multimodal du quartier de la gare, approuvé le 18 décembre 2006, a été modifié à plusieurs reprises depuis.

En 2021 est votée la mise à disposition d'une partie de l'emprise des usines SNR au quartier des Hirondelles pour permettre de livrer 105 logements au 2e trimestre 2025.

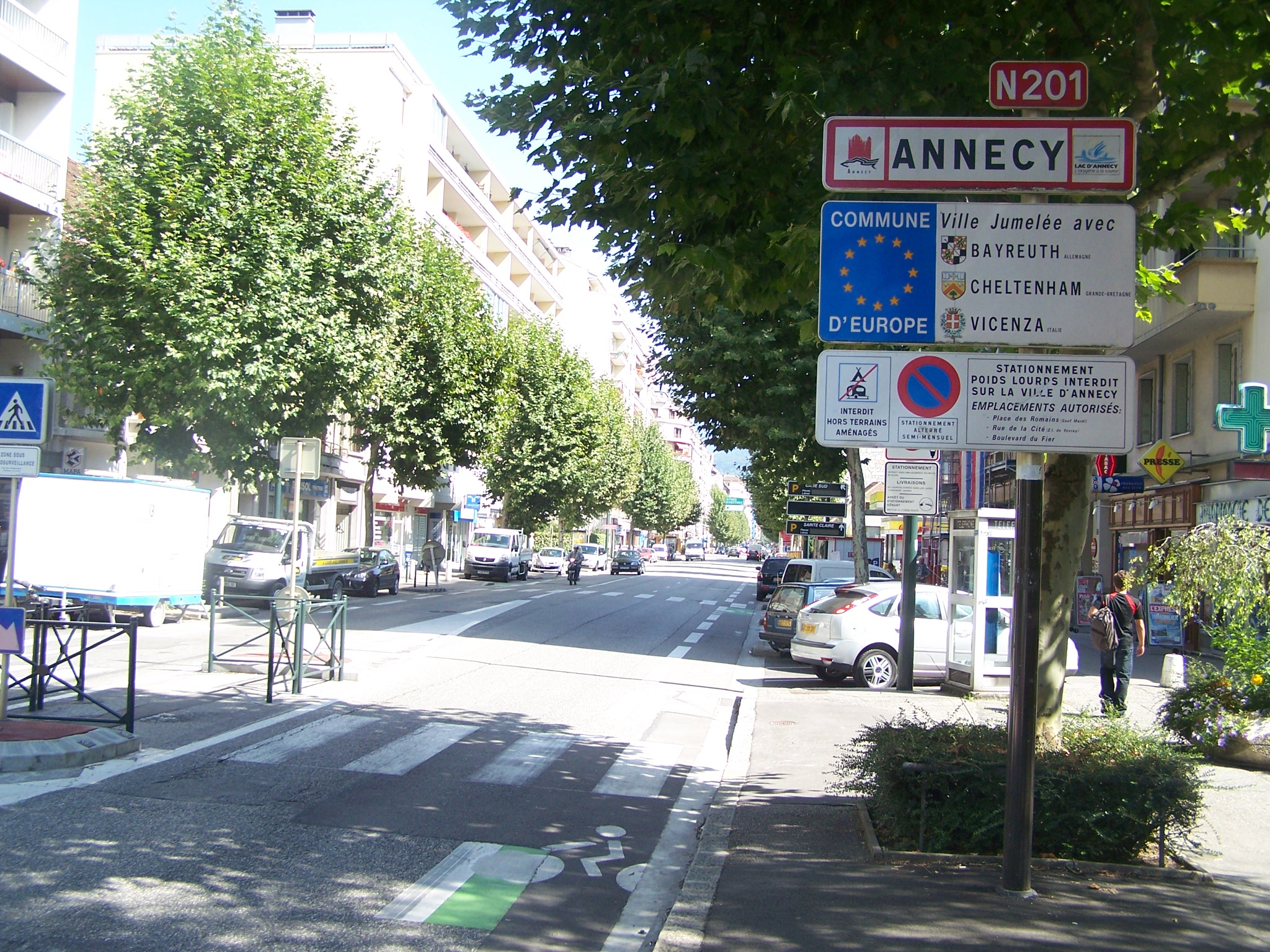
L'avenue de Chambéry partant de l'ouest d'Annecy et reliant, entre autres, la rue Royale, puis celle du Pâquier jusqu'au lac

#### Mandallaz
Quartier résidentiel aux portes de la commune d'Annecy, longé par la Thiou au niveau du pont-Neuf sur sa partie sud-ouest et par la voie ferrée au nord.
Au XIXe siècle des activités artisanales étaient présentes le long des avenues de Chevennes et de Chambéry. À partir de 1861, avec l’arrivée du chemin de fer, un battoir à écorce, des scieries, une fonderie, une tuilerie, une poterie, une plâtrière et une briqueterie se développent mais c'est l’installation des abattoirs municipaux en 1889 qui spécialise le quartier en boucherie-boyauderie, triperies, savonnerie, tannerie et fabrication de chaussures, suppléée dans les années 1920 par une fabrique de boutons, de poupée ainsi qu'une chaudronnerie.

Après 1957, le départ des abattoirs dans le quartier de Vovray, amorce un déclin du quartier fin des années 1980, qui entame à partir de 1985 sa reconversion en zone résidentielle, notamment avec l'aménagement de la promenade Louis Lachenal et Sainte-Therese du Québec. En 2018, un demi kilomètre de berges du Thiou est renaturé, reconsolidé et réhabilité par des plantes indigène mettant en valeur du cours d’eau par des trouées dans la végétation qui retrouve sa diversité passée. La vie de quartier de la Mandallaz est de nos jours portée par une concentration intéressante de restaurants.

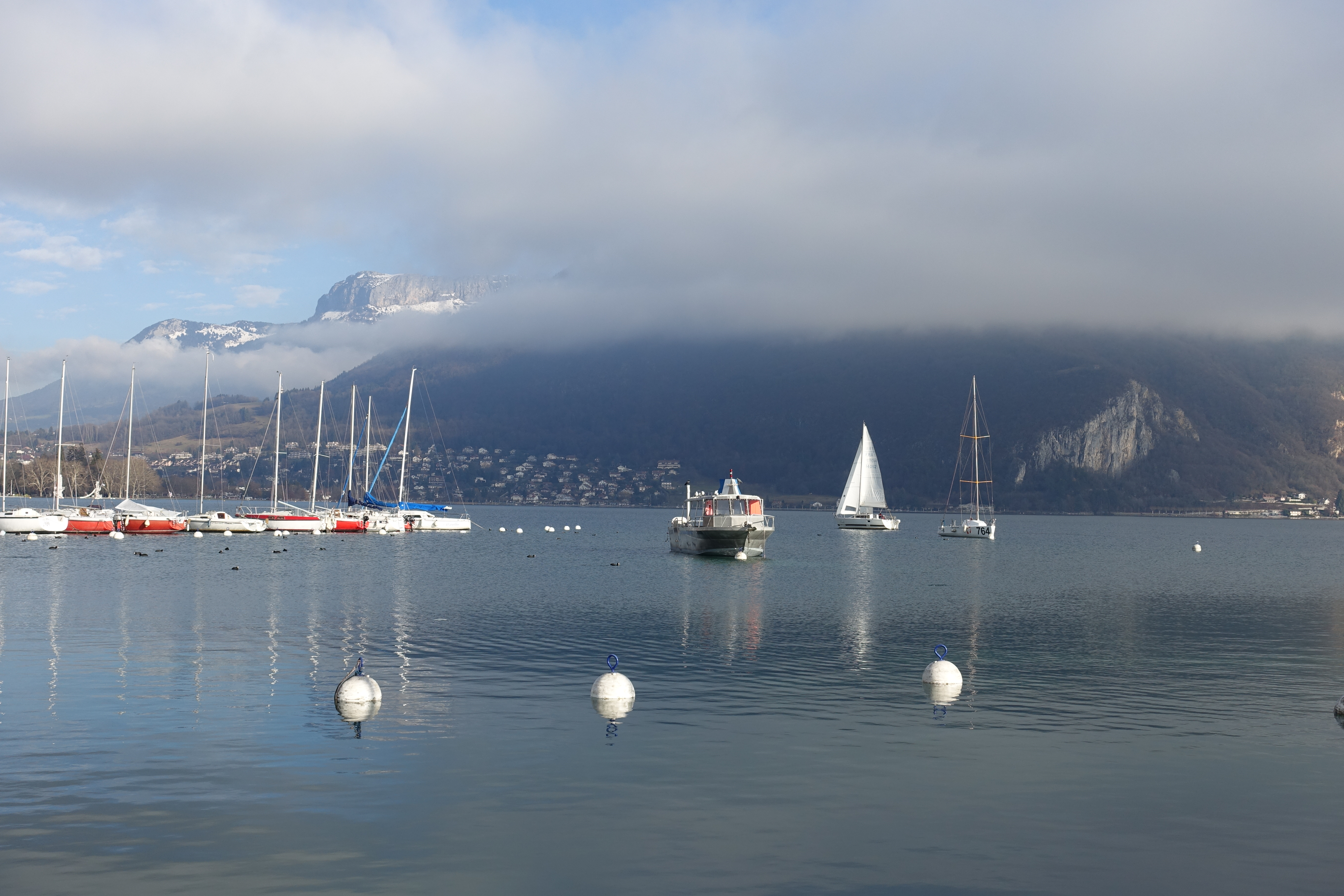
Port des Marquisats

#### Marquisats
Les Marquisats sont formés par la piscine ouverte, le centre nautique, la plage, le centre culturel et salle de concert du Brise-Glace.
Le versant est du Semnoz est la partie boisée de ce quartier couvert par la forêt du Crêt du Maure.
Les Trésums étaient l'emplacement de l'ancien hôpital, aujourd'hui détruit. Malgré l'opposition d'associations de protection environnementale et patrimoniale, le nouveau complexe des Trésums accueille aujourd'hui 632 logements résidentiels, une résidence pour personnes âgées ainsi qu'un hôtel et un parc,

#### Novel-Teppes
Fin 1960, la ZUP de Novel crée 300 logements ainsi que des complexes sportifs au nord d'Annecy. Début 1970, le quartier des Teppes attenant fait son apparition.

#### Parmelan
Au centre-est de la ville, ce quartier résidentiel héberge la préfecture, les galeries Lafayette, la cité administrative, le haras national et le lycée Berthollet.

#### Romains

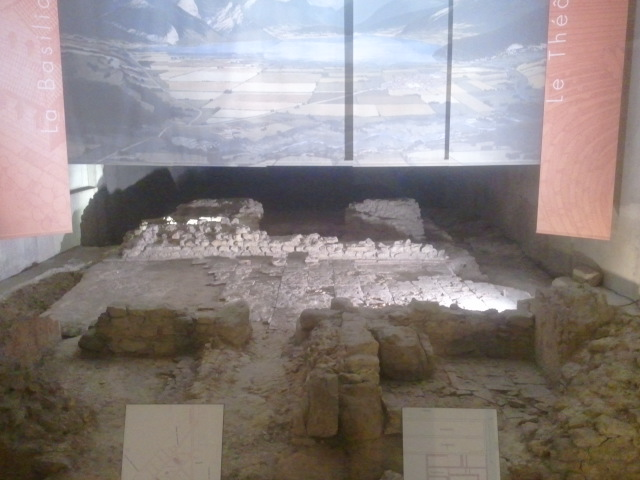
Ruine romaines du 36 avenue des Romains

Quartier résidentiel formé autour de la place des Romains, tarmac servant d'emplacement pour la fête foraine lors de la foire de la Saint-André, il fut formé à l'époque romaine et disposait déjà d'une place publique, d'une basilique, de temples, de thermes et d'un théâtre dont il ne reste aujourd'hui que des ruines partiellement visible avenue des Romains et d'une colonne sur la place des Romains.
La CCI, situé dans la zone Galbert, occupe sa partie orientale, entre l'avenue de Genève et l'avenue de Brogny. La rocade borde le nord et l'ouest du quartier et le sud est occupé par la gare.
Un marché se tient sur la place des Romains tous les mardis de 7h à 19h.
Le square des Hirondelles et celui de la place des Romains offrent des aires de jeux et le parc des Capucin se construit en 2022.

#### Vallin-Fier
Précédé depuis 2013 par l'éco-quartier Vallin-Fier, l'éco-quartier du Parcs des Sports - Fier offre à son tour en 2020 1 100 logements, un groupe scolaire et 200 places de parkings,.
Le club de football Football Club d'Annecy s'entraine au stade municipal.
Le quartier fournit à la ville son hall des expositions, une salle de concert tout-public, l'Arcadium, ainsi que la piscine-patinoire Jean Régis, également appelée piscine des Fins.

#### Vieille Ville

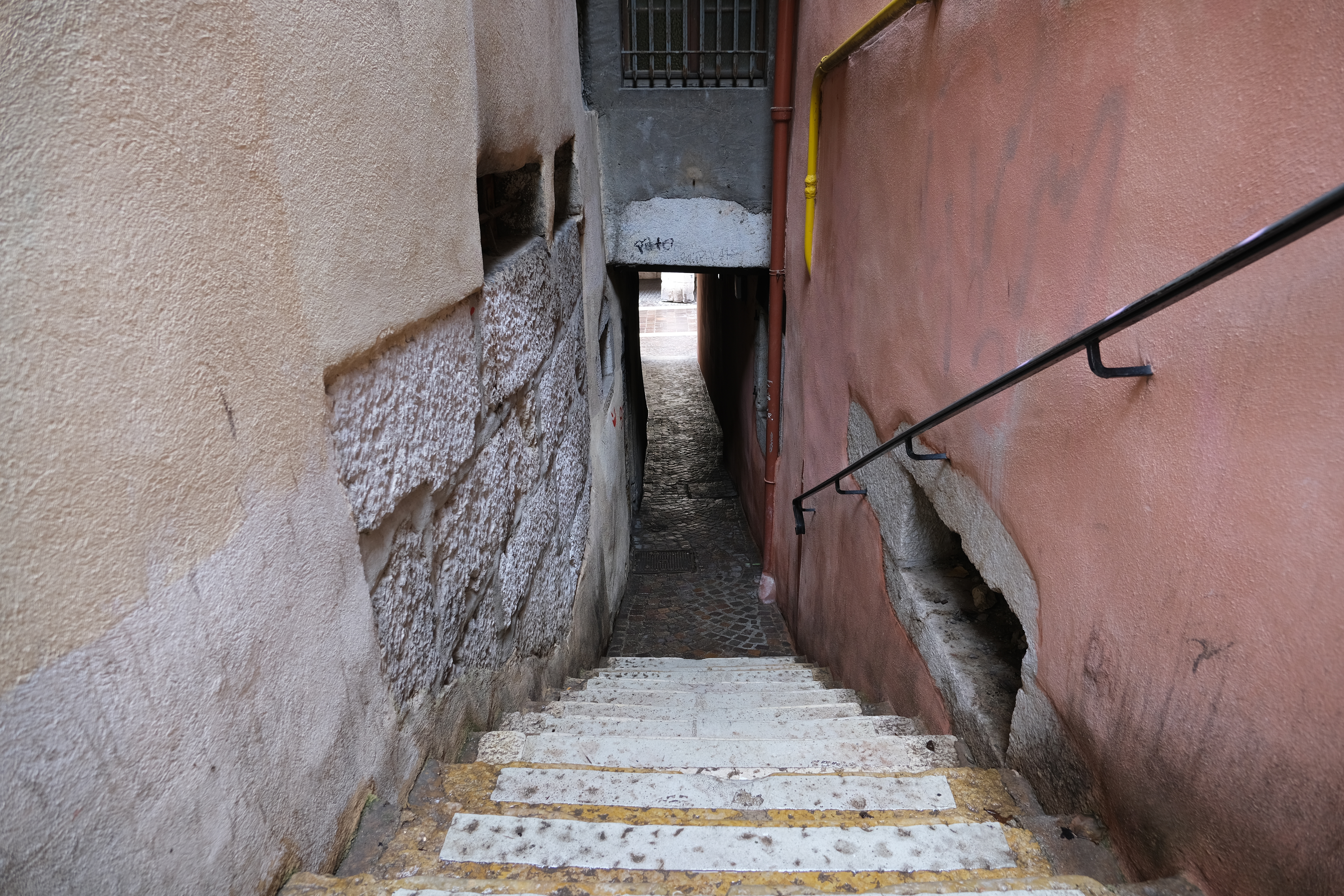
Escaliers du château d'Annecy

Partant du pied du château, le vieux bourg est parcouru de quatre artères médiévales piétonnes, la rue Sainte-Claire, rue Carnot, rue Jean-Jacques-Rousseau et la rue Royale, sillonnées d'arcades suivant une croix cardinale : est-ouest, parallèles au Thiou et sa perpendiculaire nord-sud.
La porte Perrière donne accès à la rue Sainte-Claire, ses brasseries et ses glaciers. Anciennement magna carreria ou grande charrière, cette voie piétonne se termine à la porte du Sépulcre, aujourd'hui porte Sainte-Claire, en longeant le rocher du château.
La rue Grenette, parallèle sur la rive droite du Thiou, autrefois charrière de la Halle, prolongée par la ruale du Four, actuelle rue Jean-Jacques-Rousseau, se termine sur la place des Cordeliers.
La rue Royale part du canal du Vassé et de l'ancienne porta pascuorum ou « porte des pâturages » la bordure ouest du Pâquier et fini rue de la gare en longeant le jardin de l'évêché.
La Carnot est la plus longue, perpendiculaire aux autres, en partant du pont de l'Isle par les charrières Filaterie et Notre-Dame, et rejoint les anciennes porta nova de Boutz « portes de bœuf », désignant l'ancien vicus gallo-romain de Boutae fondé en l'an 50 av. J.-C. au niveau de la plaine des Fins.

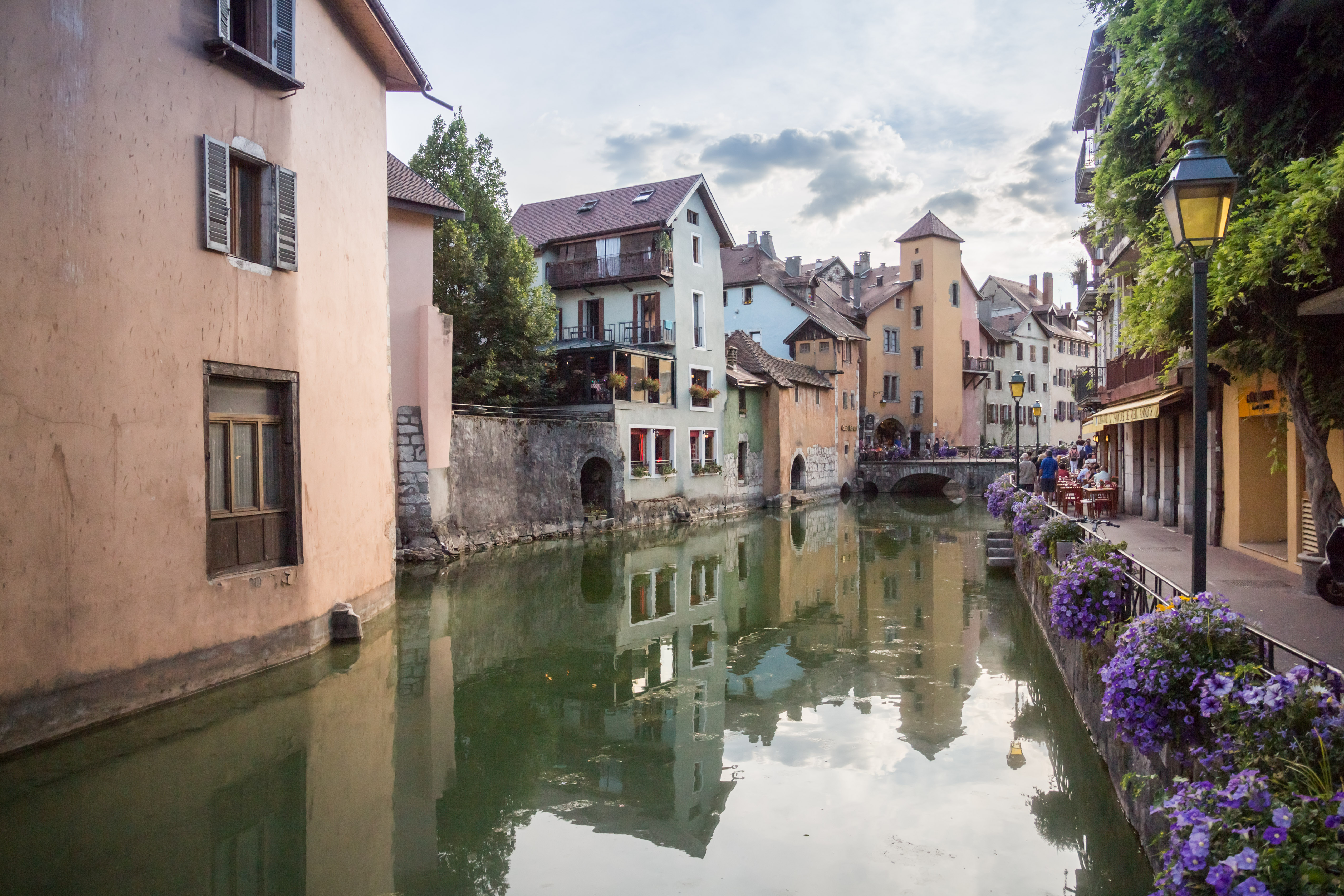
Canal du Thiou en vieille ville

Le quadrillage interne se trouve complété des traboules, desservant originellement les cours intérieures des hôtels particuliers, écuries, cuisines, hangars et diverses dépendances, parfois agrémentées de commerces.
Le Thiou est à ciel ouvert sur toute sa longueur mais le canal du Vassé est recouvert du pont Albert-Lebrun jusqu'au passage Gruffaz et ressurgit derrière l'église Saint-Maurice, anciennement Saint-Dominique, d'où le nom du canal à cet endroit, et de nouveau près de la collégiale Notre-Dame-de-Liesse.
Un marché d'antiquités se tient tous les mois dans la rue Sainte-Claire et le palais de l'Île, datant du XIIe siècle, il expose des pièces de monnaie et des cartes historiques.
Les espaces verts du quartier sont les jardins de l'Europe et le jardin de l'évêché.

#### Vovray

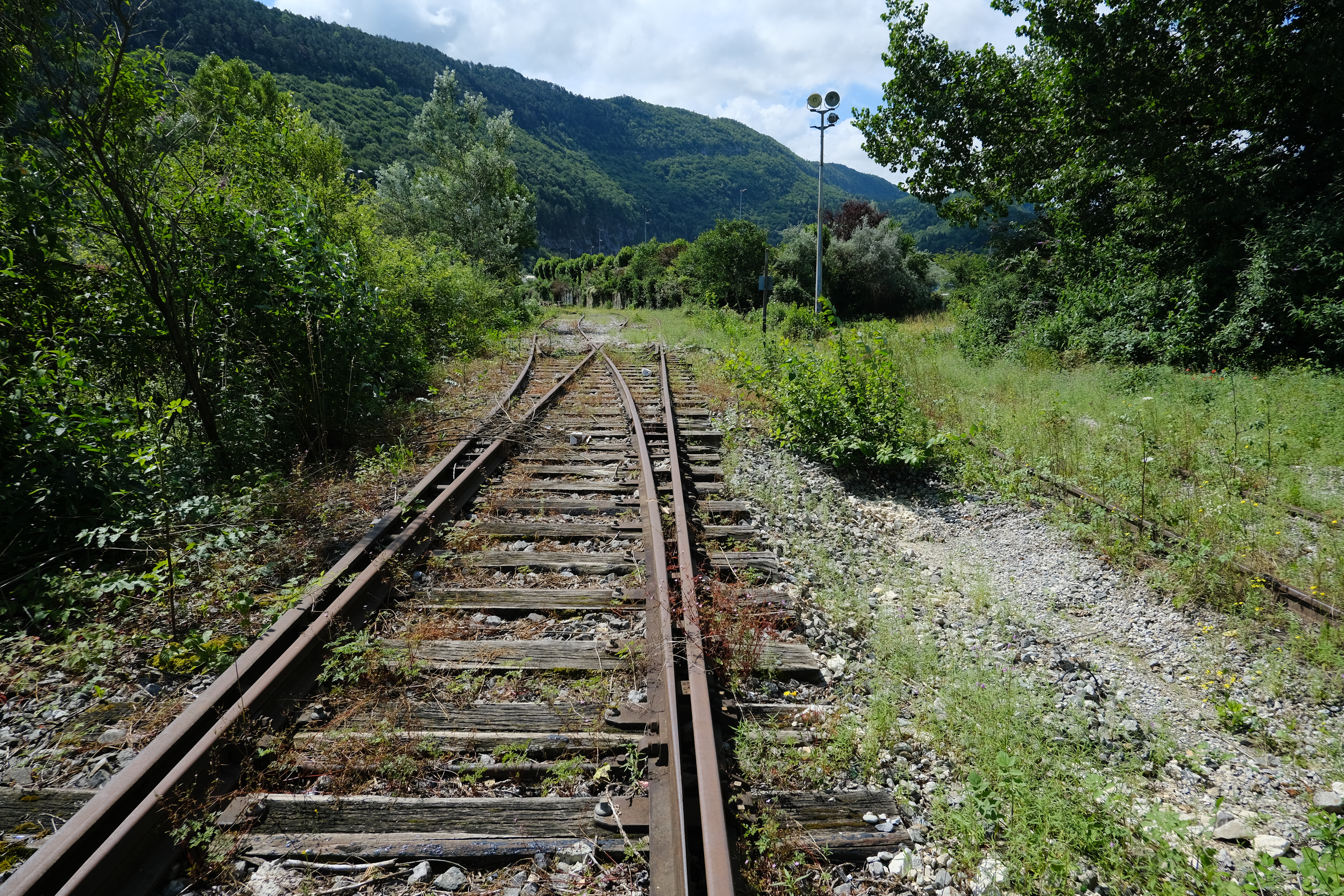
Rails de la ligne abandonnée traversant la zone de Vovray

Quartier majoritairement industriel d'Annecy, il s'étend entre Seynod et le Semnoz et regroupe la déchèterie, un centre de recyclage, les réserves de carburants et des écoles (IPAC, lycée professionnel Amédée Gordini). Une voie de chemin desservait autrefois les usines de Vovray pour continuer en direction d'Albertville en passant sous le Semnoz. De nos jours le festival de la friche des rails réhabilite quelque peu ce quartier en devenir.

### Logement

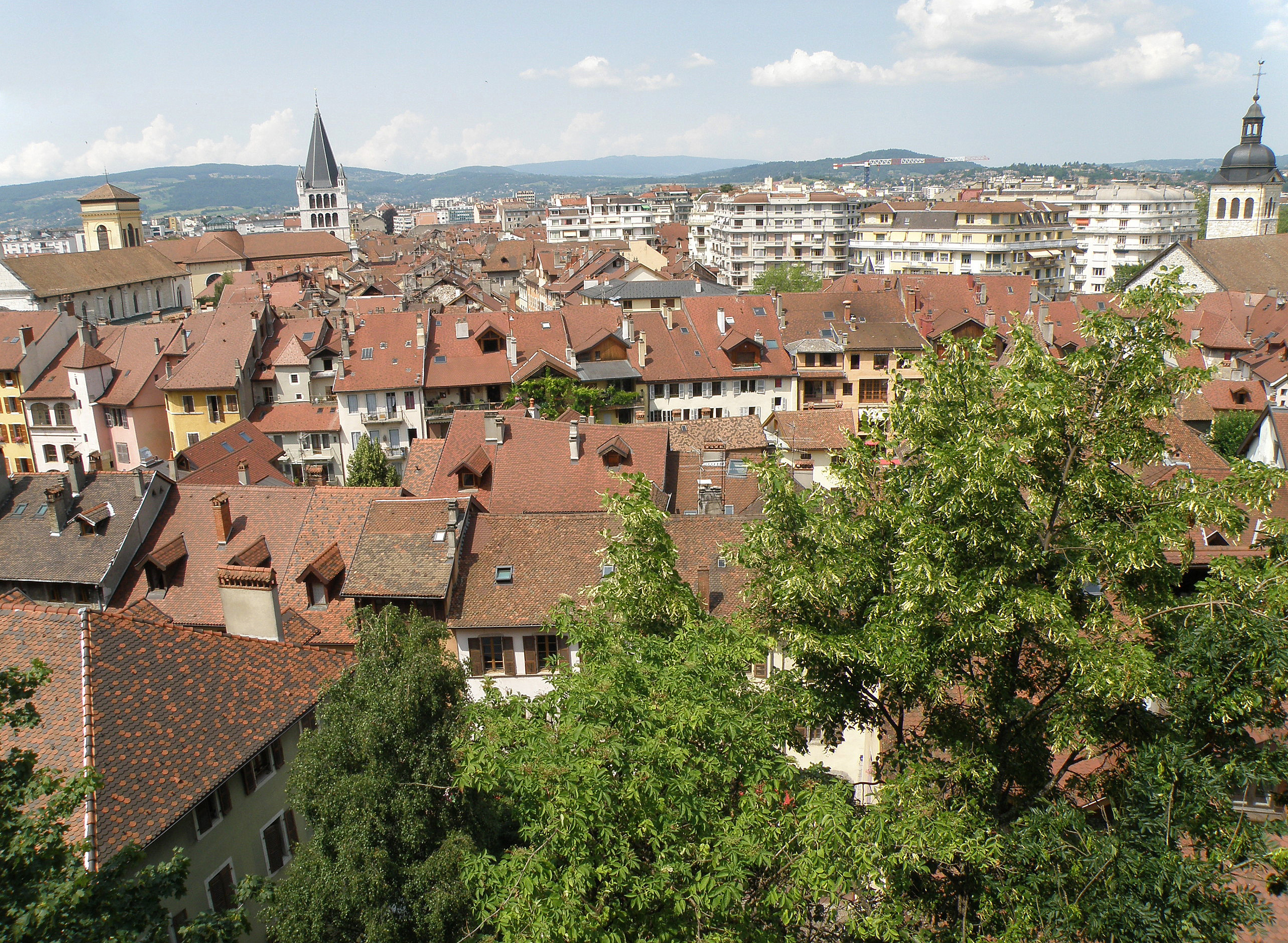
Toits de la vieille ville

#### Typologie de l'habitat
En 2018, L'INSEE recense 70 906 logements avec une écrasante majorité d'habitats collectifs, à 94,3 % comprenant 12,8 % de T1, 21,8 % de T2, 30,6 % de T3 et 34,8 % de T4 ou plus.
Le parc immobilier de 2009 est vieillissant avec 17,5 % des résidences principales datant d'avant 1949 et une majorité, 57,0 %, ayant vu le jour après la Seconde Guerre mondiale entre 1949 et 1974 ; 13,4 % des logements ont été construits de 1975 à 1989 et seulement 12,1 % ont moins de 30 ans.
|             | 2008   | 2013   | 2018   |
| ----------- | ------ | ------ | ------ |
| douche/bain | 98,2 % | 97,9 % | 97,5 % |
| chauffage   | 97,5 % | 97,4 % | 98,2 % |
| parking     | 61,0 % | 61,6 % | 63,1 % |

En 2009, 0,5 % des logements n'ont pas de salle de bain et que 6,3 % des résidences principales disposent de deux salles d'eau. 98,2 % des logements disposent du chauffage central et 44,3 % bénéficient d'un garage ou d'un parking. De 2009 à 2018, la part des résidences principales augmente légèrement de 87,2 % à 87,7 %. Dans le même temps, la part de résidences secondaires grimpe de 4,7 % à 6 % alors que les logements vacants chutent de 8,1 % à 6,3 %, à comparer avec la moyenne nationale de 8,2 %.

#### Prix du foncier
La proximité de la Suisse place Annecy à la 5e place des villes des plus chères de France et 2e ville la plus chère de province.
L'évolution induite du prix moyen des logements au m2 permet de se rendre compte du phénomène, accentué depuis le début du XXIe siècle : 
- de 2001 à 2007, les prix de l'immobilier ont augmenté de 75 %[49] ;
- en 2013, les loyers ont augmenté de 5 %[41] ;
- en 2014, 4 500 €/m2 en moyenne pour un appartement ancien dans l'hypercentre, et 4 550 €/m2 pour du neuf[41] ;
- de 2015 à 2020, on constate une progression des prix de l'immobilier de 4 %[50] ;
- en 2020, 4 500 €/m2 pour les appartements, 5 243 €/m2 pour les maisons, soit une hausse moyenne de 5,2% par rapport à 2019 ;
- en 2021, 4 973 €/m2 ;
- en 2022, 5 969 €/m2[51].

## Toponymie

### Attestations anciennes
Le nom de la localité est attesté dès 867 sous les formes Anericiacum (Charte de Lothaire II),,, Anesciacum (Charte de Lothaire II), Anersiacum (Charte de Lothaire II); puis Anassiacus [fiscus] en 1011; Anassetti variante d'Annasseu en 1107,; Cura de Anassiaci veteris vers 1344, et enfin Anessy, Anecium, Annecium, Annesium, Anaysiacus, Annassie et Annesiacum selon le Régeste Genevois.
Une première bulle du pape Pascal II transfère à l'abbaye de Savigny la possession de paroisses autour du lac d'Annecy par la mention ecclesias de Anasseu mais il faut cependant attendre 1145 et bulle papale d'Eugène III pour un cartulaire confirmant la donation à l'abbaye de Talloires des églises d'Annecy-le-Vieux et d'Annecy-le-Neuf; Ananssiaco, Annecicao; Annasseu, Anassetu; Anassiaci novi ; Anassiaci burgi; Anasiacensis ou encore Annessiacum de la fin du XIIe siècle au début du XIIIe siècle.

### Étymologie
La terminaison -y est une évolution régulière du suffixe -(i)acum signifiant « lieu de, propriété de ». Cette formations toponymiques typique gallo-romaines a donné la terminaison en -y à des localités comme Épagny, Frangy, Groisy, Poisy, Sillingy, aussi bien de langue d’oïl que dans la langue francoprovençal,, dans laquelle Annecy s'écrit soit Èneci ou Ènneci selon la forme ORB, soit In-nsi selon la graphie de Conflans.
Le radical Annic- est un anthroponyme, mais deux écoles, basées sur un corpus similaire, comprenant l'acte de donation de Lothaire II à son épouse Theutberge de 867, divergent quant à son interprétation.
En 1955, Pierre Duparc se fonde sur la forme Anesciacum,, pour supposer que le nom d'Annecy proviendrait d’Aniciacum, propriété fondée par Anicius », tout comme Villa Anniciaca, forme reprise par Henry Suter, omettant les formes non attestées.
En 1979, Albert Dauzat et Charles Rostaing partent des travaux préliminaires de Charles Marteaux basés sur la forme Aneric-iacum de 867 pour proposer l’anthroponyme germanique Anerīk, auquel Ernest Nègre préfère une variante latinisée Annarigus, également citée par Marie-Thérèse Morlet,, mais cela impliquerait de prendre en compte les formes récurrentes An(n)a- des attestations postérieures.

## Histoire
Originellement connue comme bourgade gallo-romaine de Boutae au Ier siècle, son implantation s'est poursuivie sur la colline d'Annecy-le-Vieux au VIIIe siècle, puis au pied du Semnoz au XIe siècle en tant qu'Annecy-le-Neuf. Son rôle dans la Réforme catholique, dite Contre-Réforme, aux XVIe et XVIIe siècles, fait d'elle la « Rome des Alpes »
Résidence des comtes de Genève au XIIe siècle ; capitale du comté de Genevois, puis de l'apanage de Genevois, Faucigny et Beaufort, ensuite de Genevois-Nemours dans les États de Savoie ; capitale de la province de Genevois, puis siège de l'une des deux intendances de Savoie dans les États sardes, la ville devient brièvement française de 1792 à 1815 à la suite d'une invasion militaire, puis définitivement le 24 mars 1860, date de l’Annexion de la Savoie à la France.

### Préhistoire

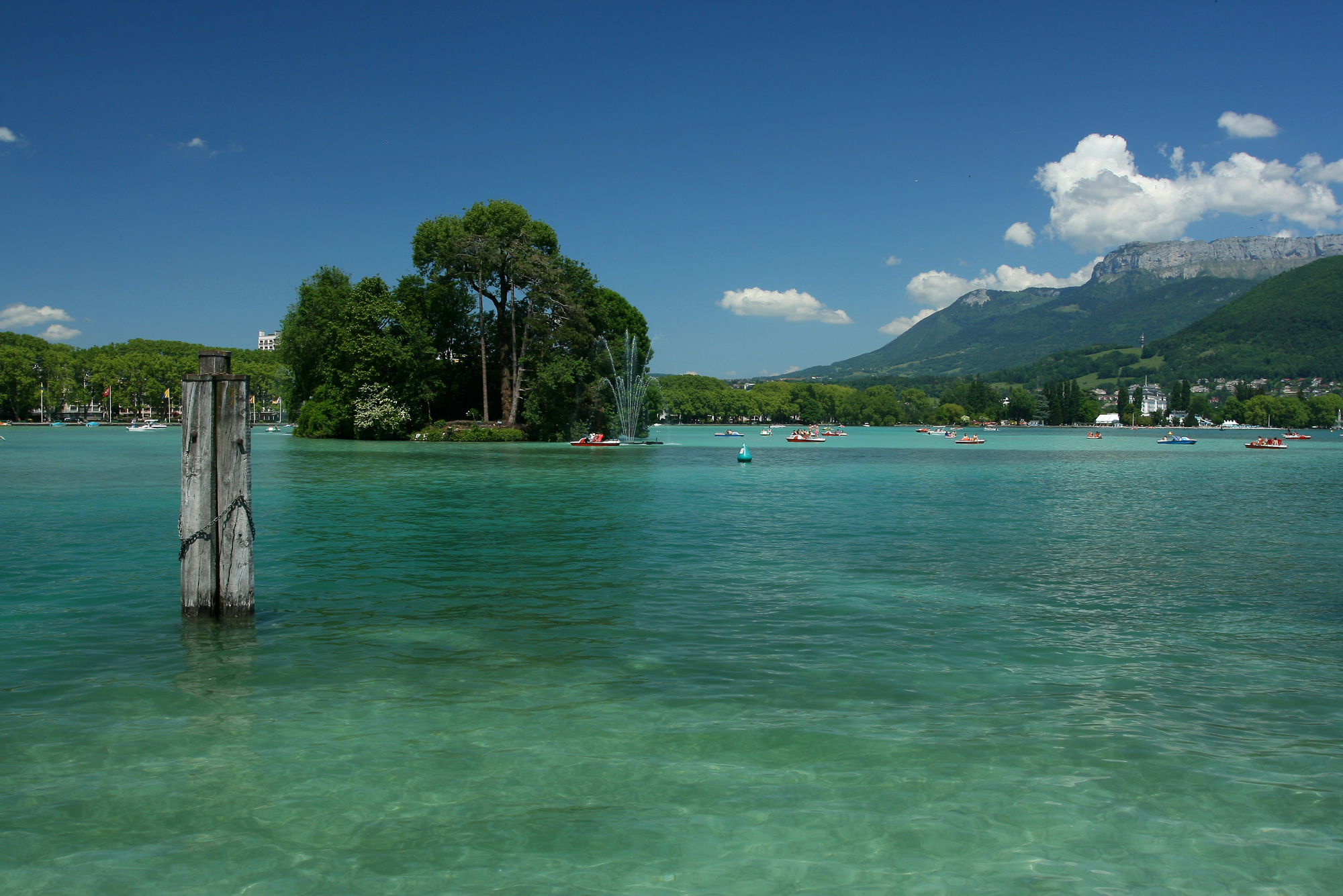
Vue de l'île des Cygnes, depuis le quai Napoléon-III

Les traces d'un village lacustre du IIIe millénaire av. J.-C. ont été trouvées à Annecy-le-Vieux et il semble également que la station du Port, située à l'est de l'île des Cygnes, ait accueilli un village sur pilotis d'après des découvertes réalisées en 1884,.

### Protohistoire

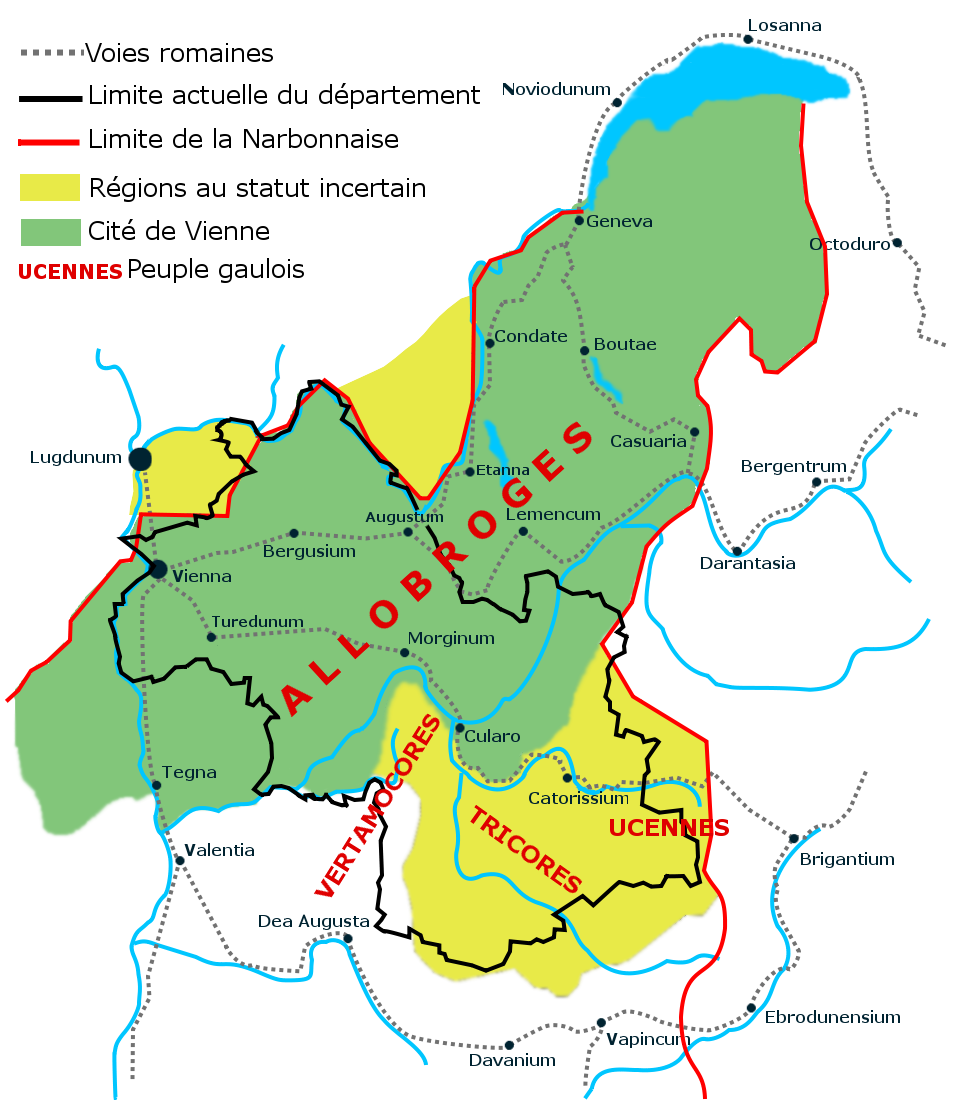
Territoire des Allobroges, avec mention de Boutae

Plus tardivement, au début du IVe siècle av. J.-C., des tribus gauloises allobroges s'installent dans l'avant-pays plat, entre le Rhône et les Alpes,. Les historiens pensent qu'un village allobroge se développe dans la plaine des Fins au cours du Ier siècle av. J.-C.,. Selon une hypothèse non confirmée par l'archéologie, ce village aurait succédé à un oppidum juché sur le roc du Semnoz.

### Antiquité
Les Romains interviennent dans les environs à partir du IIe siècle av. J.-C. et vainquent les Allobroges une première fois en 121 av. J.-C., puis définitivement en -62. Une fois le territoire pacifié, les Romains construisent des routes et des mansions (du mansio, « auberge », « gîte d'étape ») afin de commercer, notamment la route secondaire reliant Turin (Italie) à Genève.
Un vicus gallo-romain est mentionnée sous la forme Ad Bautas — Boutae — sur l'Itinéraire d'Antonin,. Le nom de Boutae — « uicani Bo[utarum] » — est retrouvé sur un fragment de texte sur le quartier de Meythet,. Selon les auteurs du début du XXe siècle, Charles Marteaux (1861-1956) de l'Académie florimontane, et Marc Le Roux (1854-1933), archéologue, le toponyme pouvait provenir d'un anthroponyme d'origine celtique Boutus dont un faubourg porte ce nom jusqu'au XIVe siècle avant d'être altéré en bœuf au siècle suivant,, forme francisée d'après le patois boa. c'est pourquoi les « antiquaires de la Renaissance » ont latinisé en Civitas Bovis, forme qui a inspiré les héraldistes qui ont placé deux taureaux de part et d'autre de l'écu d'Annecy.
L'agglomération se développe durant la seconde moitié du Ier siècle av. J.-C., à l'emplacement de l'ancien village allobroge, sur la voie romaine majeure via Casuaria (Faverges), et d'où part également une voie secondaire vers Aquae (Aix-les-Bains),. La bourgade, d'une superficie de 26 ha, est mentionnée sous la forme Ad Bautas (de Bautae) sur l'Itinéraire d'Antonin. Le vicus connaît une certaine prospérité au cours du Ier siècle jusqu'à la première moitié du IIIe où la petite agglomération dispose d'une place publique « assimilable à un forum » mais aussi d'édifices typiques de la romanisation comme une basilique, des temples, des thermes ou encore un théâtre,. C'est un véritable petit centre économique où l'on trouve les traces de produits en provenance de tout l'empire : céramiques ou amphores de Bétique, d'Espagne ou encore de Mauritanie,.
Boutae connaît les ravages des incursions barbares des Alamans en 259 et 278, ou des Bagaudes, et la ville est incendiée à plusieurs reprises au IIIe siècle. Le site semble encore occupé jusqu'au Ve siècle comme le démontrent les dernières découvertes puis disparaît progressivement avec le déplacement urbain du site des Fins vers le site actuel, sur l’extrémité du Semnoz.

### Moyen Âge

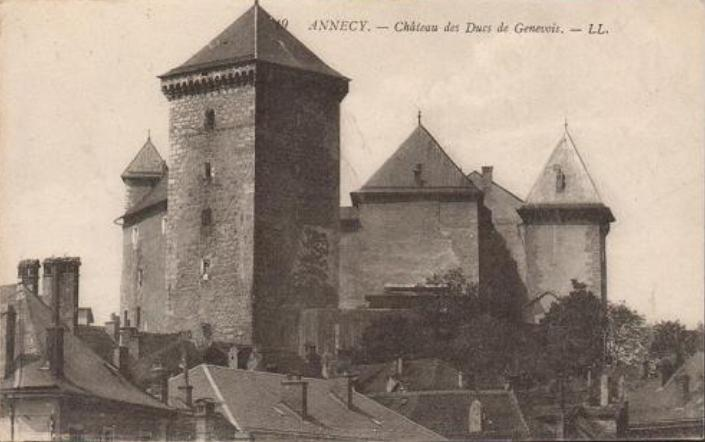
Château début XXe siècle

Vers 443, le général romain Aetius concède la Sapaudia à un peuple germain, les Burgondes, d'après une courte notice du Ve siècle : « La Sapaudia est donnée aux débris du peuple burgonde pour être partagée avec les indigènes ». L'insécurité grandissante contraint les habitants à abandonner la plaine pour les collines voisines, comme l'atteste le domaine agricole de la villa gallo-romaine et centre d'une exploitation agricole, d'un fundus, sur le coteau d'Annecy-le-Vieux, vers les VIIe – VIIIe siècles. Ce domaine entre dans le domaine royal au siècle suivant et est mentionné sous le nom Anesciacum au IXe siècle ou Aniciacus ou villa Aniciaca, peut-être du gentilice d'un propriétaire issu de la grande famille des Anicii, connue dans le Bas-Empire.
Il faut attendre le XIe siècle pour voir la ville renaître au pied d'une tour de défense édifiée sur le dernier contrefort du Semnoz. Un texte de 1107 confirme la naissance d'Annecy-le-Neuf sur les rives du Thiou et fait une première mention d'une église Saint-Maurice sous le château. Ce dernier et la bourgade d'Annecy-le-Neuf se développent sous le comte Amédée Ier de Genève sous l'apparence d'un gros village avec de nombreuses étables. En 1132, une maison forte est édifiée sur l'île au milieu du Thiou. En lutte permanente avec les évêques de Genève, les comtes de Genève finissent, à la fin du XIIe siècle, par se réfugier à Annecy où ils occupent le manoir de Novel au fond de la plaine des Fins, puis le château qu'ils agrandissent au XIIIe siècle. La ville devient donc capitale du comté. Le XIVe siècle est marqué par le long règne du comte Amédée III de Genève de 1320 à 1367, date à laquelle les franchises d'Annecy sont confirmées. La comtesse Mahaut de Boulogne, épouse du comte, donne naissance au dernier des comtes de Genève, Robert, au château d'Annecy. Celui-ci provoque le Grand Schisme d'Occident en devenant le pape Clément VII, en résidence à Avignon. En 1394, Robert de Genève fait ériger l'église Notre-Dame-de-Liesse, nécropole des comtes de Genève, en une collégiale qui, devenant un centre populaire de pèlerinage.

### Annecy, ville savoyarde

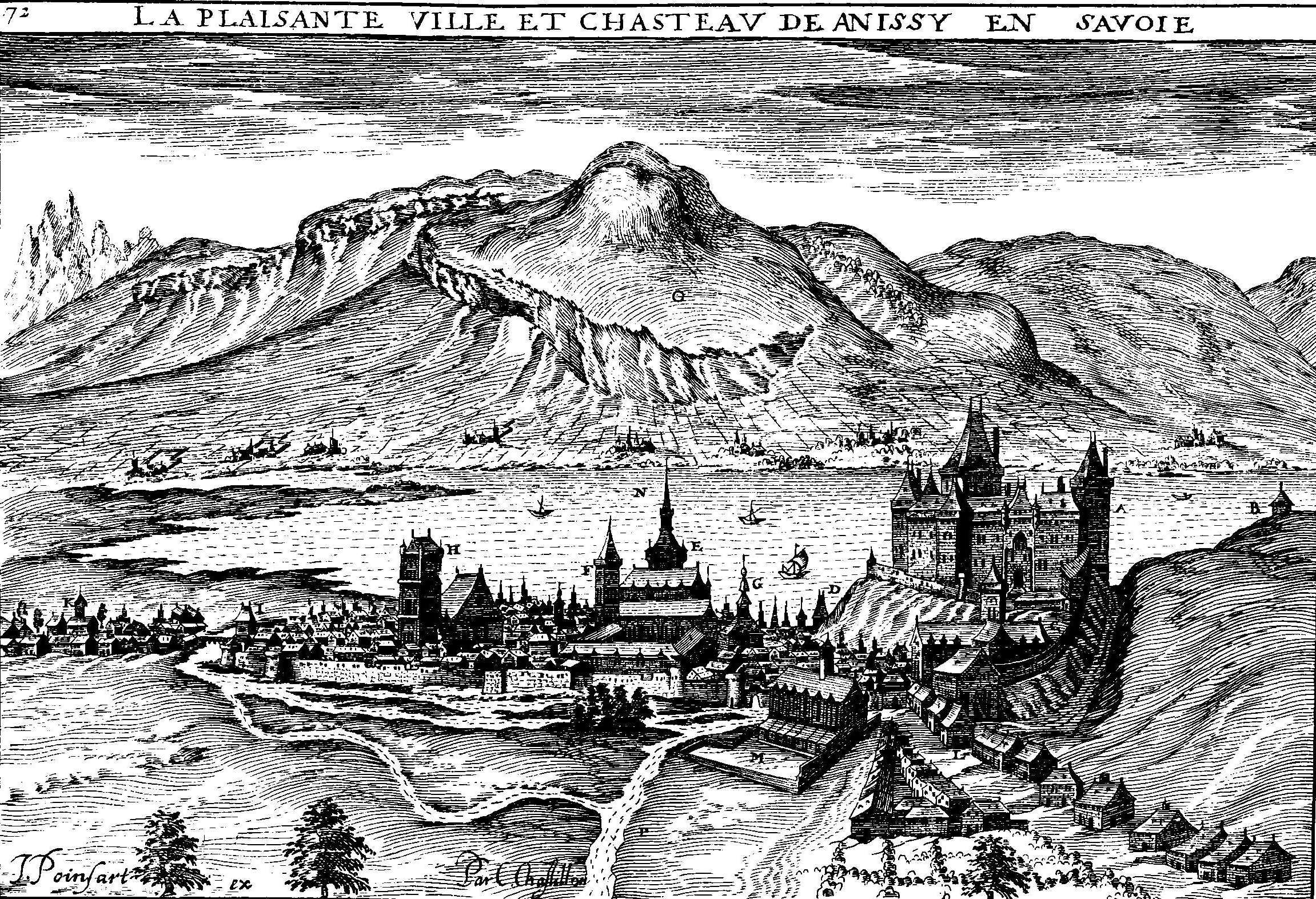
Annecy fin XVIe siècle par Chastillon

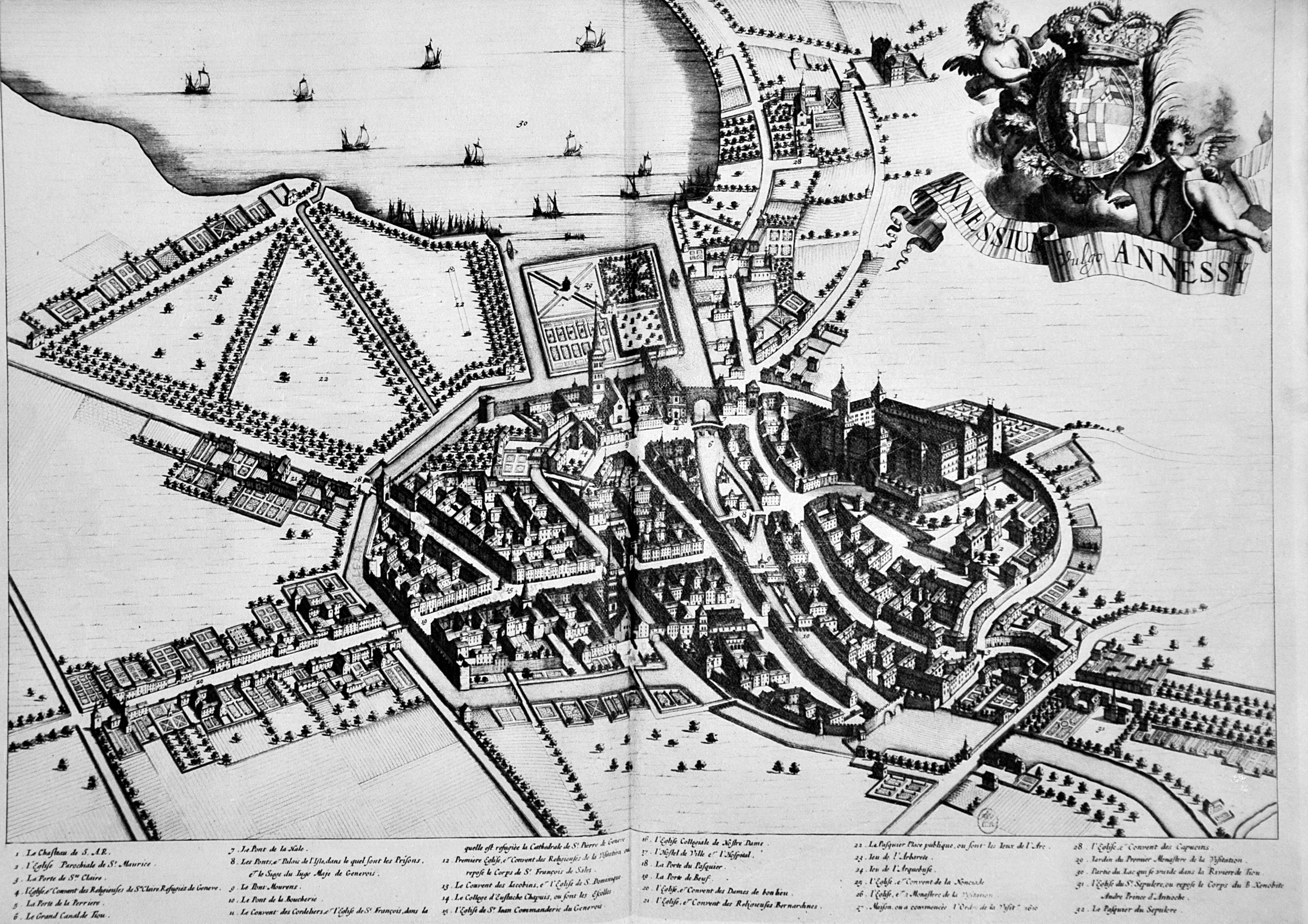
Plan de la ville fin XVIIe siècle

Après le décès de Clément VII en 1394, le comté de Genève est acquis en 1401 par le comte de Savoie Amédée VIII. Le comté de Genève se trouve démembré en un comté de Genève proprement dit (avec la ville et ses environs qui conservent une grande autonomie) et un comté de Genevois avec Annecy pour capitale. Pour rallier les habitants, qui ne voient pas d'un bon œil leur rattachement à la maison de Savoie, le duc crée en 1434 l'apanage de Genevois et Faucigny qu'il confie à son fils cadet, Philippe de Savoie. Cet apanage disparaît à la mort sans postérité de ce dernier en 1444, mais il est reconstitué de 1460 à 1491 au profit de Janus de Savoie, fils de Louis Ier de Savoie, qui fait d'Annecy sa résidence officielle alors qu'il est comte de Genevois, baron de Faucigny, seigneur de Beaufort-Ugines-Faverges-Gourdans. De nouveau capitale d'apanage, Annecy bénéficie de la sage administration de Janus de Savoie et des fastes de sa cour. C'est à ce moment-là que sont établis les principaux organes du gouvernement du comté : conseil comtal, chambre des comptes, procureur fiscal, juge mage.
En 1491, à la mort de Janus, Annecy est de nouveau rattaché à la Savoie de 1491 à 1514. En 1514, Charles II de Savoie inféode le Genevois et les baronnies de Faucigny et de Beaufort à son frère Philippe. Annecy est alors de nouveau le centre d'un apanage allant du Genevois à Ugine. Philippe (duc de Nemours en France en 1528) est le premier prince de la dynastie des Genevois-Nemours qui se prolonge jusqu'en 1659 (à la mort d'Henri II, dernier duc de Genevois-Nemours, le 14 janvier). En fait, c'est Jacques de Savoie-Nemours qui devient le premier duc de Genevois, le comté ayant été érigé en duché en 1564 par Emmanuel-Philibert qui entend s'attacher et surveiller ce prince trop français à son gré qu'est Jacques de Nemours, fleur de toute la chevalerie selon Brantôme. L'administration du bourg d'Annecy est alors de la responsabilité d'un conseil général, assemblée des bourgeois de la ville, qui élisent des syndics pour trois ans. À partir de 1491, un conseil étroit dit des Douze, comprenant les quatre, puis deux syndics et des conseillers, prend en charge les affaires de la ville.

### Annecy «Rome des Alpes»

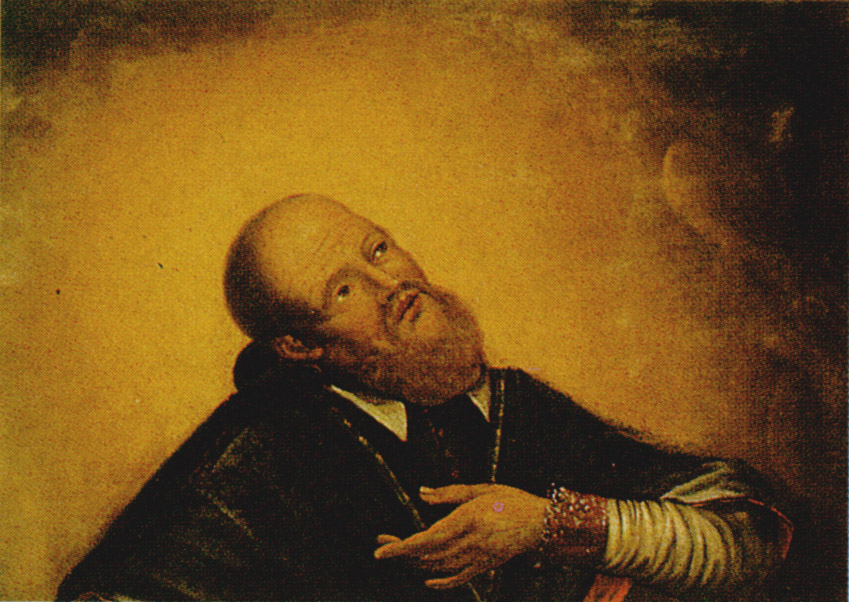
François de Sales

À partir de 1536, lors du triomphe de la réforme calviniste à Genève, les chanoines de la cathédrale Saint-Pierre s'installent à Annecy ainsi que des ordres religieux catholiques comme les clarisses. L'évêque y séjourne habituellement à partir de 1568. À cette époque, de beaux monuments sont construits comme le logis de Nemours au château, la cathédrale Saint-Pierre, la maison Lambert et le clocher de la collégiale Notre-Dame-de-Liesse.
À partir de 1560, la Savoie du Nord et Annecy, placés en un point stratégique sur la ligne de partage des confessions, deviennent une citadelle avancée de la Contre-Réforme. Si le premier évêque de Genève à résider de façon permanente à Annecy est Ange Giustiniani (1568-1578), les débuts de la Réforme catholique datent effectivement de son successeur, Claude de Granier (1578-1602). Cependant, c'est François de Sales - enfant du pays (son père l'envoie à l’âge de six ans au collège de La Roche, puis au collège d'Annecy, fondé par Eustache Chappuis en 1549, où il est un bon élève) - évêque de Genève en résidence à Annecy de 1602 à 1622, qui, après avoir lui-même prêché, jette les bases d'une solide réforme du clergé et d'une transformation des mœurs et des mentalités dans son diocèse. Il marque de façon durable la ville et toute la région grâce à son prestige intellectuel et spirituel. Bien plus, son rayonnement s'étend à toute l'Europe catholique avec l'immense succès de l'un de ses deux plus célèbres ouvrages, L'introduction à la vie dévote. Ainsi Annecy devient la « Rome des Alpes ».
Le 5 octobre 1600, à la fin de la guerre franco-savoyarde, Henri IV, après avoir envahi et conquis la Savoie, entre à Annecy, accompagné d'Henri Ier de Savoie-Nemours, qui s'est rallié à lui en 1594. Il reste trois jours dans la ville.
Dès 1606, 28 ans avant la fondation de l'Académie française, François de Sales (canonisé en 1666) et le président du Sénat de Savoie, Antoine Favre, créent, à la mode italienne, l'Académie florimontane (fleurs et montagnes). En 1610, François de Sales et Jeanne de Chantal fondent l'ordre de la Visitation. Dans le cadre d'un vaste mouvement des ordres nouveaux, nés de la Réforme catholique, Annecy accueille les capucins en 1592, les visitandines en 1610, les barnabites en 1614, les annonciades de Saint Claude en 1638, les bernardines réformées en 1639, les lazaristes en 1641, les cisterciennes de Bonlieu en 1648. La présence religieuse est donc importante à Annecy qui compte 13 maisons religieuses pour 5 000 habitants. La moitié de la ville appartient à différents ordres religieux qui possèdent non seulement les églises et les couvents, mais aussi des ateliers, des moulins et de vastes terres et forêts. Ces ordres religieux prennent en charge l'éducation, les hôpitaux et font travailler les artisans et les commerçants locaux.

### Révolution française

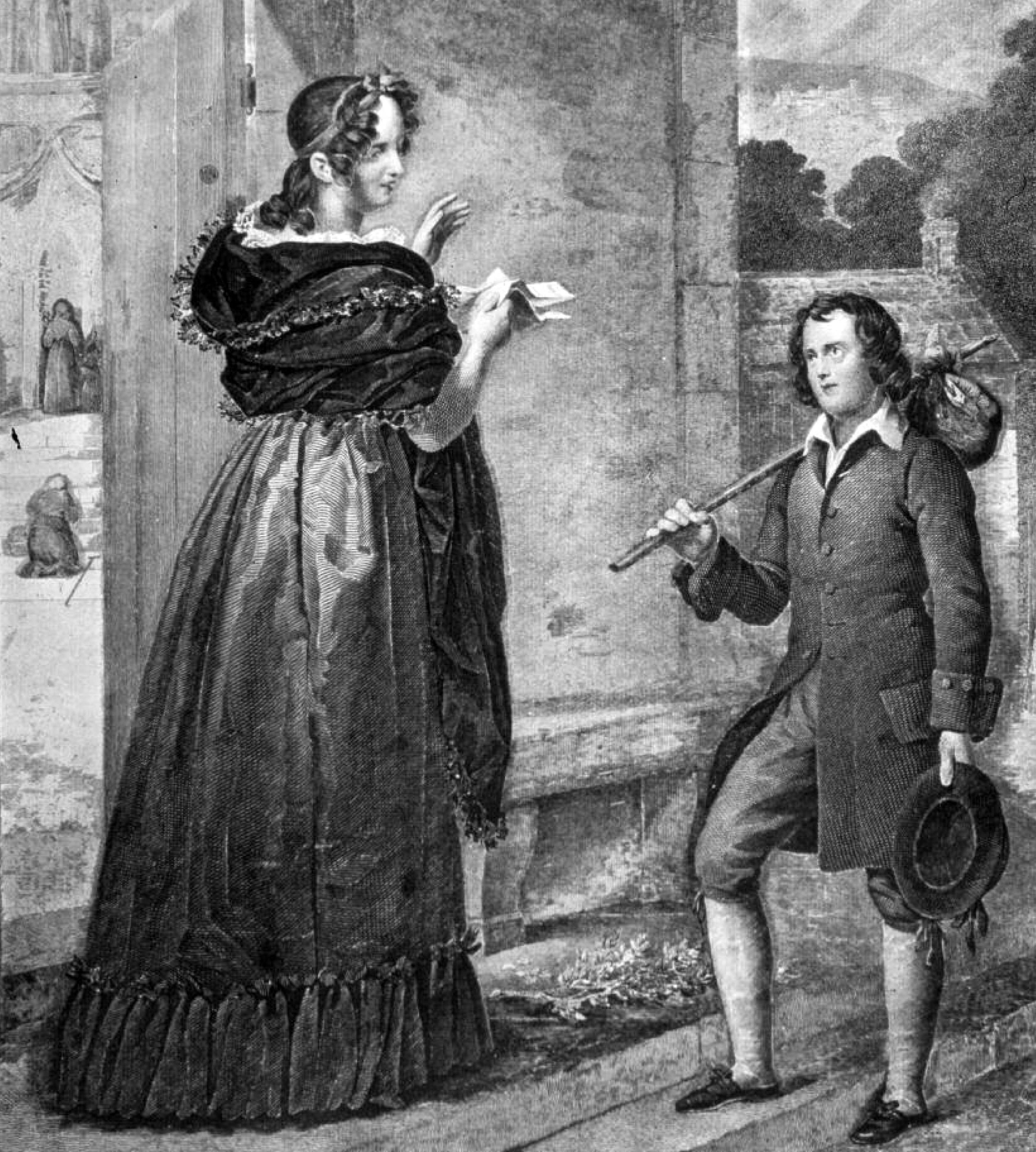
Première rencontre à Annecy de Jean-Jaques Rousseau avec Madame de Warens par Steuben,1830

Les idées de la Révolution gagnent la bourgeoisie annécienne par les Savoyards parisiens, l'Encyclopédie, les écrits de Voltaire et du genevois Jean-Jacques Rousseau que l'on trouve dans les bibliothèques privées des notables annéciens.
Dans la nuit du 21 au 22 septembre 1792, les troupes françaises du général Montesquiou envahissent par surprise le duché de Savoie, obligeant l'armée sarde du vieux général Lazary ainsi que les fonctionnaires et membres du clergé à se réfugier au Piémont à Turin, capitale des États de Savoie depuis 1562. Fin octobre, l'Assemblée des Allobroges, réunie dans la cathédrale de Chambéry, déclare la fin du despotisme, la suppression des droits souverains de la maison de Savoie, de la noblesse, des redevances et droits seigneuriaux, de la milice et la création du département du Mont-Blanc où Annecy n'est que chef-lieu de district.
Une municipalité républicaine, avec à sa tête l'avocat Jean-François Favre, est élue, mais le véritable pouvoir demeure entre les mains de la société jacobine des Amis de la liberté et de l'égalité qui compte 110 membres, toute la bourgeoisie de la ville. L'accueil fait aux troupes françaises a été de prime abord plutôt enthousiaste, car les hauts fonctionnaires ont pris la fuite et les habitants ont le réel sentiment d'être libérés. Cependant, la mobilisation en masse des hommes, les réquisitions militaires payées en assignats dévalorisés, l'augmentation des impôts, la crise économique consécutive à l'exil des nobles et des prêtres réfractaires, la politique d'expropriation anti-religieuse par les représentants de la Révolution, la répression d'Albitte (emprisonnement des suspects, déchristianisation : interdiction du culte catholique, fermeture et saccage des églises, destruction des insignes et des objets du culte, clochers, cloches, croix…) finissent par exaspérer la population qui se révolte en émeutes à Faverges, Thorens, et Thônes où il y eut 86 morts.
En 1797, sous le Directoire, les colonnes mobiles du général Pouget pourchassent les déserteurs et les prêtres insermentés dont 70 sont déportés en Guyane. En revanche, les marchés de France sont accessibles, les capitaux genevois disponibles et ainsi des fabriques s'installent au bord du Thiou, notamment en contrebas de la colline de Gevrier, afin profiter de la force hydraulique et du savoir-faire industriel annéciens. En effet, dès la fin du XVe siècle, à l'intérieur d'un enclos fortifié d'une douzaine d'hectares, la ville, compte près de deux mille habitants, affirme son importance administrative, commerciale et artisanale dans le textile et la métallurgie grâce à la manne hydrauliques apportée par le Thiou. À partir de 1795, l'industrie textile se développe fortement grâce à des Genevois comme Jean-Samuel Farzy qui charge son compatriote Poncet d'établir une fabrique d'indiennes à Annecy si bien qu'en 1811, la manufacture de coton emploie un millier d'ouvriers[réf. nécessaire].

### Restauration sarde

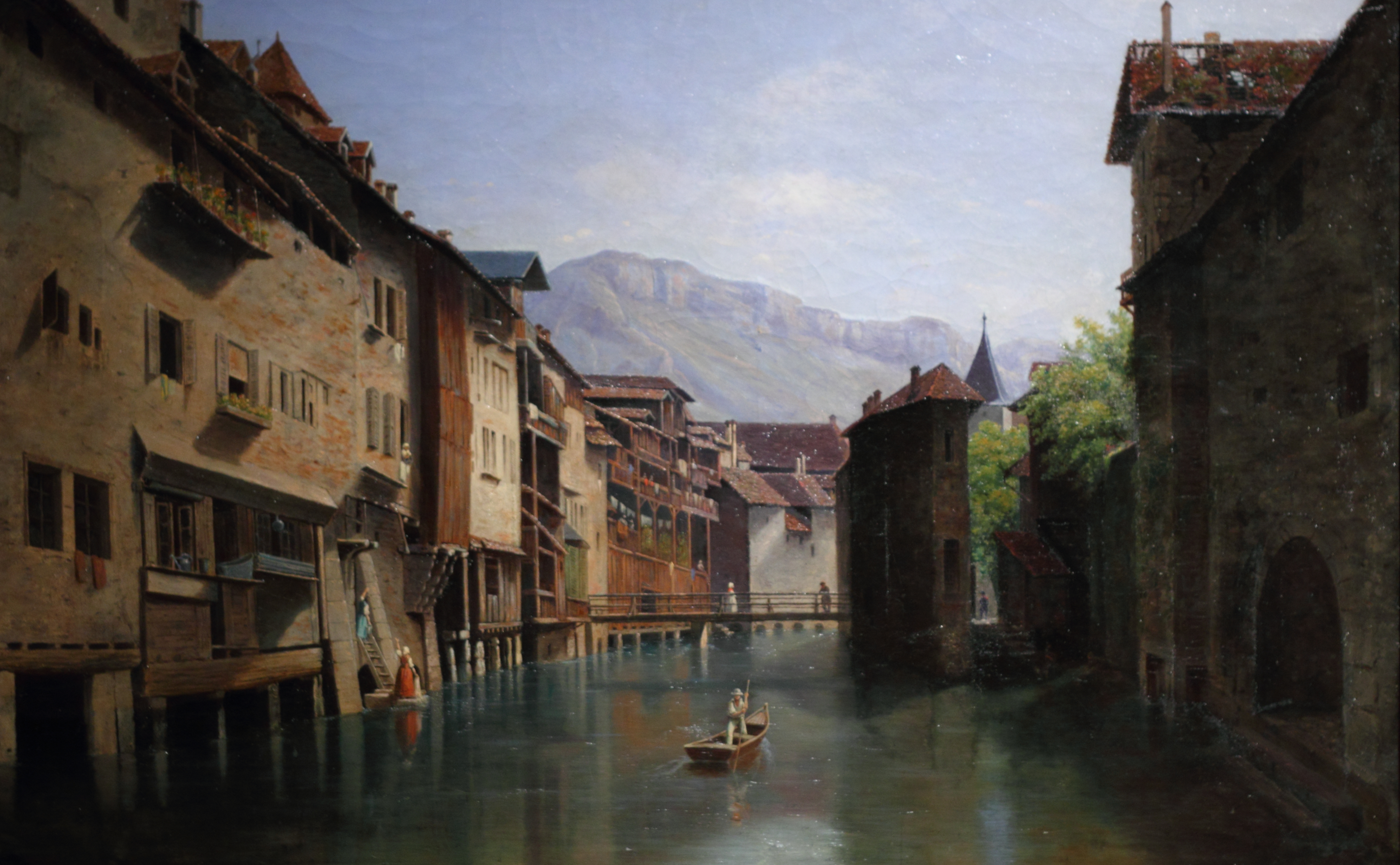
Le Thiou avant la construction des quais de 1854, de Paul Cabaud

En 1815, une grande fête célèbre la réintégration d'Annecy au sein du royaume de Piémont-Sardaigne (les ducs de Savoie étant devenus rois de Sardaigne vers 1720). En 1822, la ville, capitale de la province du Genevois, recouvre son siège épiscopal avec un diocèse en son nom propre et non plus Genève-Annecy.
En 1842, Annecy accueille l'une des deux intendances générales du duché de Savoie et en 1860, juste avant l'Annexion, la ville compte environ 10 000 habitants. La période sarde de 1815 à 1860 est marquée par de grands travaux d'urbanisme : assainissement, percement et pavage de rues, de places, construction de ponts, de quais et d'immeubles, notamment l'hôtel de ville en 1848, aménagement de la rive du lac, création du Jardin public, de l'île des Cygnes, du pont des Amours, de l'avenue d'Albigny et du Champ de mars, modernisation des réseaux d'eau potable, éclairage au gaz et un essor économique porté en 1850 par l'institution de la Banque de Savoie et en 1858, par la manufacture de coton qui emploie 2 000 personnes et devient ainsi un des centres manufacturiers du royaume.

### Époque contemporaine

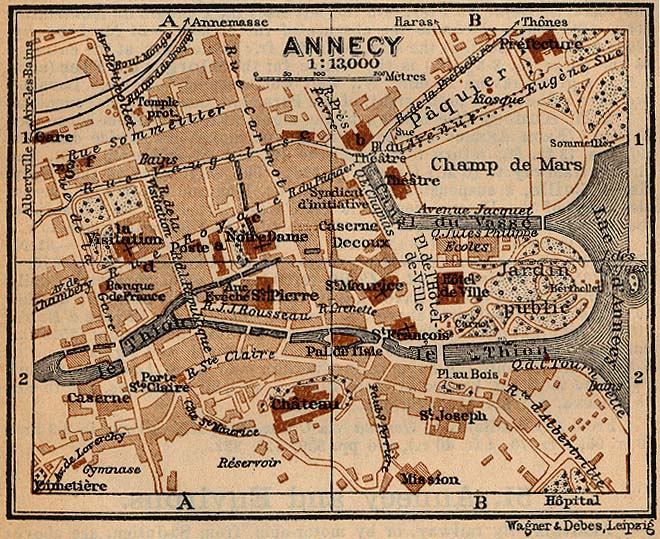
Plan de la ville en 1914

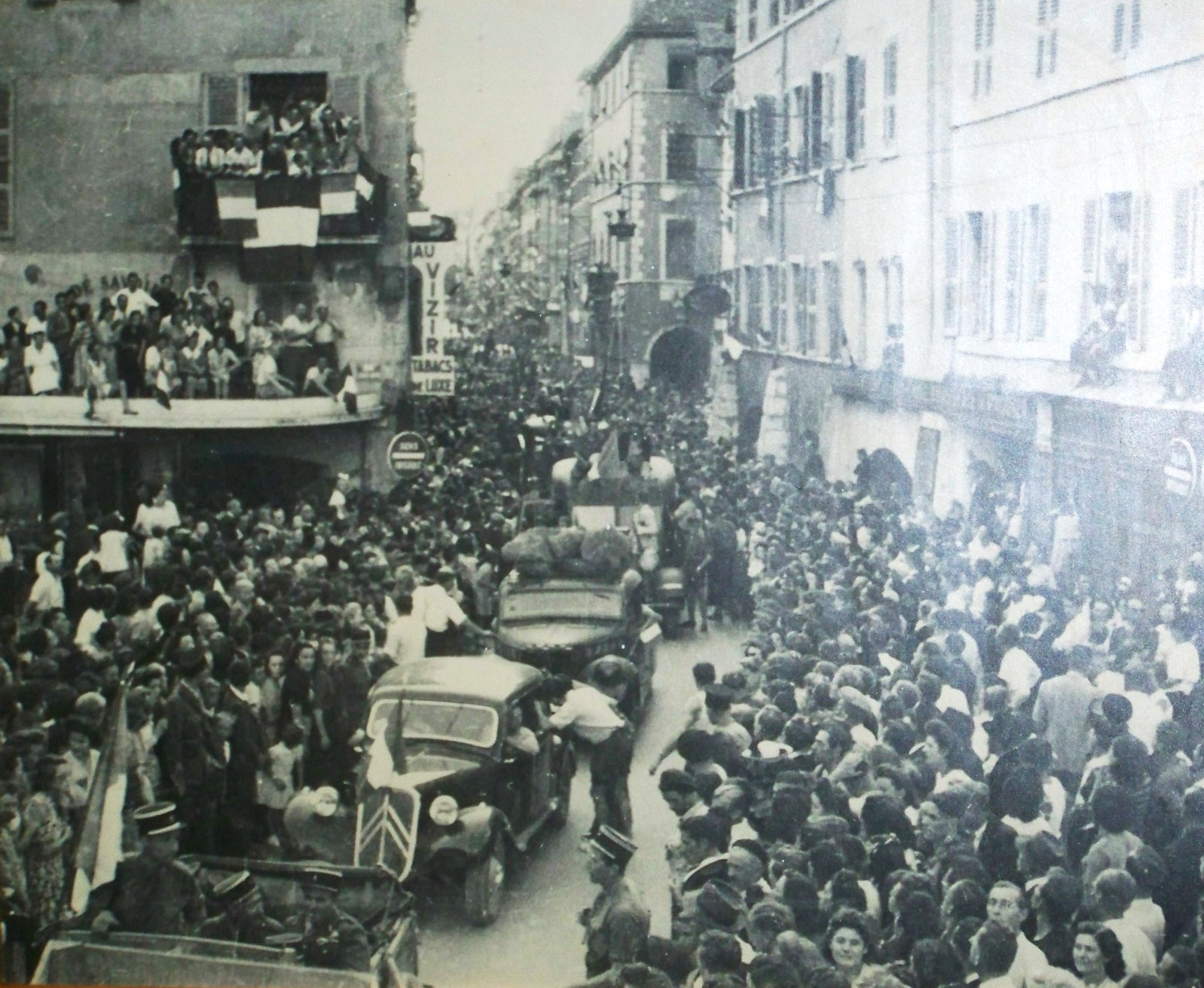
Libération de la ville en 1944

En 1866, le train à vapeur arrive pour la première fois à Annecy. Ce progrès dans les transports permet au tourisme de se développer. Un syndicat d'initiative destiné à l'organisation d'événements est créé en 1895. Durant la première moitié du XXe siècle, la ville se développe progressivement grâce à sa situation géographique, ses voies de communication et son rôle administratif qui contribuent au développement de nouveaux quartiers des Balmettes, de la Prairie et de Vovray.
Grâce à la centrale hydroélectrique des Forces du Fier, Annecy est éclairé à l'électricité dès 1906 et l'essor touristique de la commune s'accompagne en même temps d'un essor industriel. Parmi les figures emblématiques de l'industrie locale émergente, on peut citer Crolard, Dunant, Aussedat, Léon Laydernier et Jules Barut. En 1917, à cause de la guerre, on établit une usine de roulements à billes qui deviendra SNR.
Après 1936, l'apparition des congés payés permet aux classes populaires de découvrir Annecy, son lac et ses montagnes. Durant la Deuxième Guerre mondiale, Annecy est bombardé à trois reprises par les Alliés qui visent l'usine de roulements, siège d'une centaine d'hommes de la Milice française et de prisonniers de guerre, mais aussi un centre actif de la Résistance avec le Maquis des Glières qui la libère le 19 août 1944. La croix de guerre avec étoile est épinglée sur le blason municipal.
En 1949, Annecy accueille le second tour de l'accord général sur les tarifs douaniers et le commerce (GATT), un cycle de négociation commerciale sur la libéralisation des échanges : 23 délégations viennent à Annecy. Les 4 premiers (Genève en 1947, Annecy en 1949, Torquay en 1951 et Genève en 1956) ont permis de réduire de 40 % à 20 % les droits de douane des pays occidentaux sur les produits importés.
En 1953, commence la restauration du château et des quartiers historiques. Moins de dix ans plus tard est installé le collecteur du tour du lac qui retrouve sa pureté. Un peu plus de dix ans après, est créée la zone piétonne et, encore dix ans plus tard, Annecy est relié à Paris par le TGV.
Le 7 octobre 1986, le pape Jean-Paul II vient faire un pèlerinage sur les tombeaux de saint François de Sales et de sainte Jeanne de Chantal situé dans la basilique de la Visitation.
Après les Trente Glorieuses, la crise économique ralentit un rapide développement urbain pour occuper aujourd'hui le centre d'une communauté d'agglomération dépassant les 150 000 habitants avec une politique de développement et d'équipements commune avec son agglomération.
Le 20 juin 2016, les conseils municipaux d'Annecy et de cinq autres communes (Annecy-le-Vieux, Cran-Gevrier, Meythet, Pringy et Seynod) votent favorablement à la création d'une commune nouvelle au 1er janvier 2017 de 128 422 habitants pour une superficie de 70 km2, nommée Annecy.

## Politique et administration

### Situation administrative

#### Administration territoriale

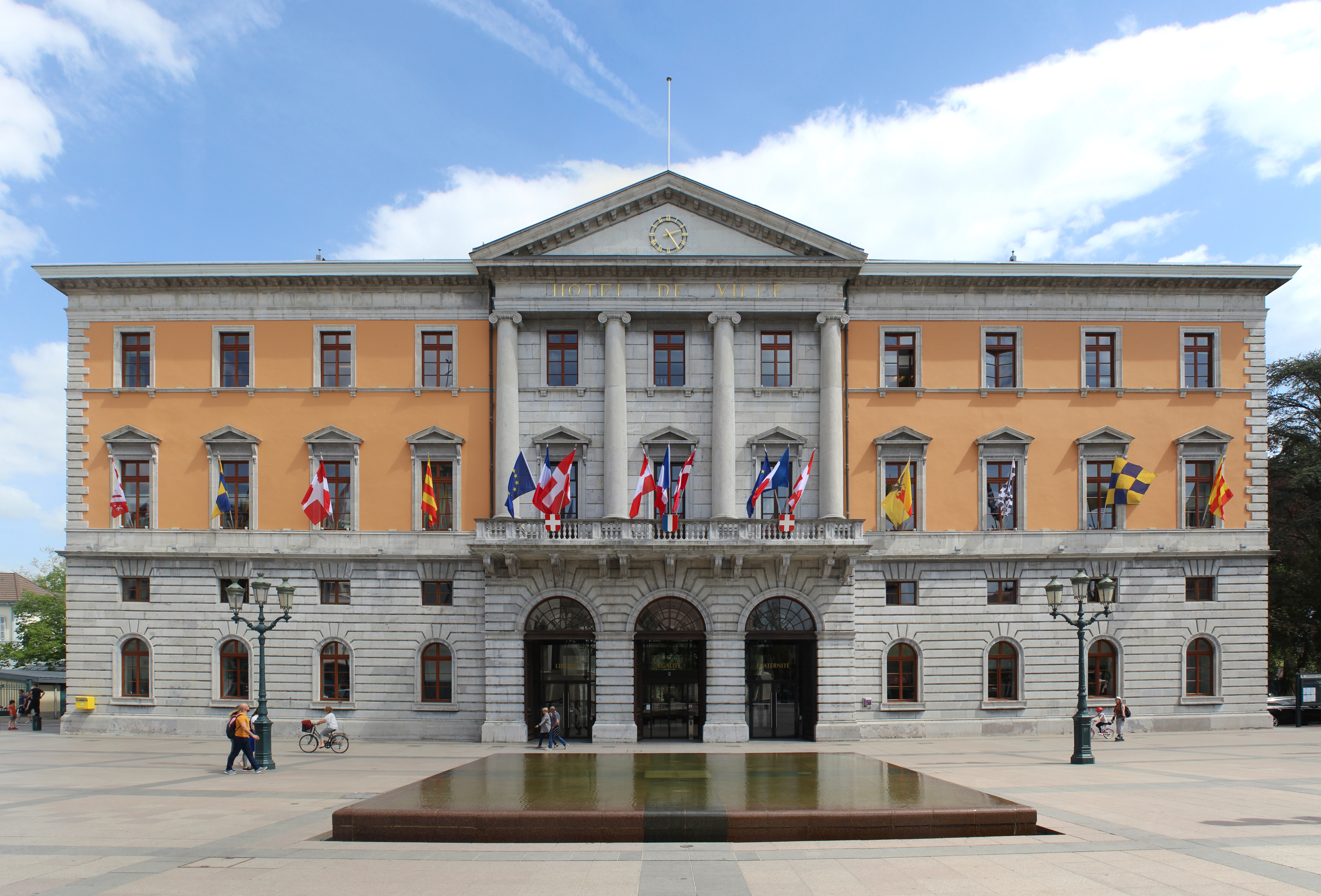
Mairie d'Annecy

La ville d'Annecy est le chef-lieu du département de la Haute-Savoie et de quatre cantons, depuis la création de la commune nouvelle et le décret du 5 mars 2020. Les quatre cantons sont Annecy-1, avec une fraction d'Annecy et neuf communes du bassins annécien, Annecy-2 pour le reste de la commune déléguée d'Annecy associé à Sevrier, Annecy-3, avec une fraction correspondant aux communes déléguées d'Annecy-le-Vieux et de Pringy et sept communes, ainsi qu'Annecy-4, avec une fraction correspondant aux communes déléguées de Cran-Gevrier et de Seynod et neuf communes. Annecy fait partie de la Première circonscription de la Haute-Savoie.

#### Intercommunalité
La communauté d'agglomération Grand Annecy, créée le 1er janvier 2017, compte 34 communes dont les deux communes nouvelles d'Annecy et de Fillière,. Elle est issue de la fusion de la communauté de l'agglomération d'Annecy (C2A) et de quatre autres intercommunalités.

#### Communes déléguées
| Nom             | Code Insee | Intercommunalité | Superficie (km2) | Population (dernière pop. légale) | Densité (hab./km2) |
| --------------- | ---------- | ---------------- | ---------------- | --------------------------------- | ------------------ |
| Annecy (siège)  | 74010      | CA Grand Annecy  | 66,93            | 52 029 (2013)                     | 777                |
| Annecy-le-Vieux | 74011      | CA d'Annecy      | 17,01            | 20 469 (2014)                     | 1 203              |
| Cran-Gevrier    | 74093      | CA d'Annecy      | 4,80             | 17 257 (2014)                     | 3 595              |
| Meythet         | 74182      | CA d'Annecy      | 3,24             | 8 325 (2014)                      | 2 569              |
| Pringy          | 74217      | CA d'Annecy      | 9,06             | 4 085 (2014)                      | 451                |
| Seynod          | 74268      | CA d'Annecy      | 19,17            | 20 955 (2014)                     | 1 093              |

### Tendances politiques et résultats

#### Récapitulatif de résultats électoraux récents
| Scrutin             | Scrutin             | 1er tour | 1er tour  | 1er tour | 1er tour | 1er tour  | 1er tour | 1er tour | 1er tour | 1er tour | 1er tour | 1er tour | 1er tour | 2d tour     | 2d tour     | 2d tour     | 2d tour     | 2d tour     | 2d tour     | 2d tour     | 2d tour     | 2d tour     | 2d tour     | 2d tour     | 2d tour     |
| Scrutin             | Scrutin             | 1er      | 1er       | %        | 2e       | 2e        | %        | 3e       | 3e       | %        | 4e       | 4e       | %        | 1er         | 1er         | %           | 2e          | 2e          | %           | 3e          | 3e          | %           | 4e          | 4e          | %           |
| ------------------- | ------------------- | -------- | --------- | -------- | -------- | --------- | -------- | -------- | -------- | -------- | -------- | -------- | -------- | ----------- | ----------- | ----------- | ----------- | ----------- | ----------- | ----------- | ----------- | ----------- | ----------- | ----------- | ----------- |
| Municipales 2014    | Municipales 2014    |          | UCD       | 40,26    |          | FN        | 16,15    |          | PS       | 14,27    |          | EELV     | 10,59    |             | UCD         | 45,10       |             | UGE         | 25,73       |             | FN          | 17,61       |             | DVD         | 11,54       |
| Européennes 2014    | Européennes 2014    |          | UMP       | 30,07    |          | UDI-MODEM | 15,87    |          | FN       | 14,59    |          | PS       | 10,66    | Tour unique | Tour unique | Tour unique | Tour unique | Tour unique | Tour unique | Tour unique | Tour unique | Tour unique | Tour unique | Tour unique | Tour unique |
| Régionales 2015     | Régionales 2015     |          | UCD       | 32,61    |          | PS        | 25,72    |          | FN       | 20,70    |          | EELV     | 9,66     |             | UCD         | 42,93       |             | UGE         | 39,34       |             | FN          | 17,73       | Pas de 4e   | Pas de 4e   | Pas de 4e   |
| Présidentielle 2017 | Présidentielle 2017 |          | EM        | 28,68    |          | LR        | 24,63    |          | LFI      | 17,56    |          | FN       | 14,03    |             | EM          | 76,52       |             | FN          | 23,48       | Pas de 3e   | Pas de 3e   | Pas de 3e   | Pas de 4e   | Pas de 4e   | Pas de 4e   |
| Législatives 2017   | 1è                  |          | LREM      | 48,60    |          | LR        | 19,96    |          | FN       | 8,84     |          | LFI      | 7,00     |             | LREM        | 64,55       |             | LR          | 35,45       | Pas de 3e   | Pas de 3e   | Pas de 3e   | Pas de 4e   | Pas de 4e   | Pas de 4e   |
| Législatives 2017   | 2è                  |          | LREM      | 43,19    |          | LR        | 20,91    |          | LFI      | 8,73     |          | FN       | 8,28     |             | LREM        | 59,07       |             | LR          | 40,93       | Pas de 3e   | Pas de 3e   | Pas de 3e   | Pas de 4e   | Pas de 4e   | Pas de 4e   |
| Européennes 2019    | Européennes 2019    |          | LREM      | 29,11    |          | EELV      | 19,25    |          | RN       | 14,13    |          | LR       | 9,90     | Tour unique | Tour unique | Tour unique | Tour unique | Tour unique | Tour unique | Tour unique | Tour unique | Tour unique |             |             |             |
| Municipales 2020    | Municipales 2020    |          | UGE       | 27,87    |          | UDC       | 28,39    |          | LREMdiss | 21,50    |          | DVG      | 10,04    |             | UGE         | 45,79       |             | UCD         | 44,64       |             | DVG         | 10,61       | Pas de 4e   | Pas de 4e   | Pas de 4e   |
| Régionales 2021     | Régionales 2021     |          | LR        | 34,52    |          | UGE       | 22,02    |          | LREM     | 13,94    |          | RN       | 11,87    |             | LR          | 48,56       |             | UGE         | 41,73       |             | RN          | 9,71        | Pas de 4e   | Pas de 4e   | Pas de 4e   |
| Présidentielle 2022 | Présidentielle 2022 |          | LREM      | 33,38    |          | LFI       | 21,22    |          | RN       | 15,02    |          | EELV     | 8,47     |             | LREM        | 70,34       |             | RN          | 29,66       | Pas de 3e   | Pas de 3e   | Pas de 3e   |             |             |             |
| Législatives 2022   | 1è                  |          | LREM-Ens  | 39,15    |          | LFI-NUPES | 26,15    |          | RN       | 12,34    |          | LR       | 12,18    |             | LREM        | 62,79       |             | NUPES-LFI   | 37,21       | Pas de 3e   | Pas de 3e   | Pas de 3e   | Pas de 4e   | Pas de 4e   | Pas de 4e   |
| Législatives 2022   | 2è                  |          | PCF-NUPES | 26,79    |          | LREM-Ens  | 25,96    |          | DVD      | 15,05    |          | RN       | 11,87    |             | LREM        | 56,86       |             | PCF-NUPES   | 43,14       | Pas de 3e   | Pas de 3e   | Pas de 3e   | Pas de 4e   | Pas de 4e   | Pas de 4e   |

Politiquement situés au centre droit pendant 60 ans, les électeurs annéciens votent majoritairement pour la liste UMP-UDI en 2014 et centriste pour les élections municipales entre 1954 et 2015 : L'ancien député-maire de la ville, Charles Bosson, est membre du Centre des démocrates sociaux. Bernard Bosson, maire d'Annecy de 1983 à 2007, sous les étiquettes du CDS puis de l'Union pour la démocratie française mieux connu sous le sigle d'UDF. Le maire entre 2007 et 2020, Jean-Luc Rigaut a lui aussi été membre du parti politique de centre droit, l'UDF, qui lors de sa dissolution intégra alors le Nouveau Centre plutôt que le Modem.
Au référendum sur le traité constitutionnel pour l’Europe du 29 mai 2005, les Annéciens ont majoritairement voté pour la Constitution européenne, avec 60,33 % de Oui contre 39,67 % de Non avec un taux d’abstention de 34,03 % (France entière : Non à 54,67 % - Oui à 45,33 %). Ces chiffres ne sont pas conformes à la tendance nationale, celle-ci se trouvant en opposition.
Annecy devient écologiste lors de l’élection municipale de 2020, dirigé par l’écologiste François Astorg.

### Liste des maires

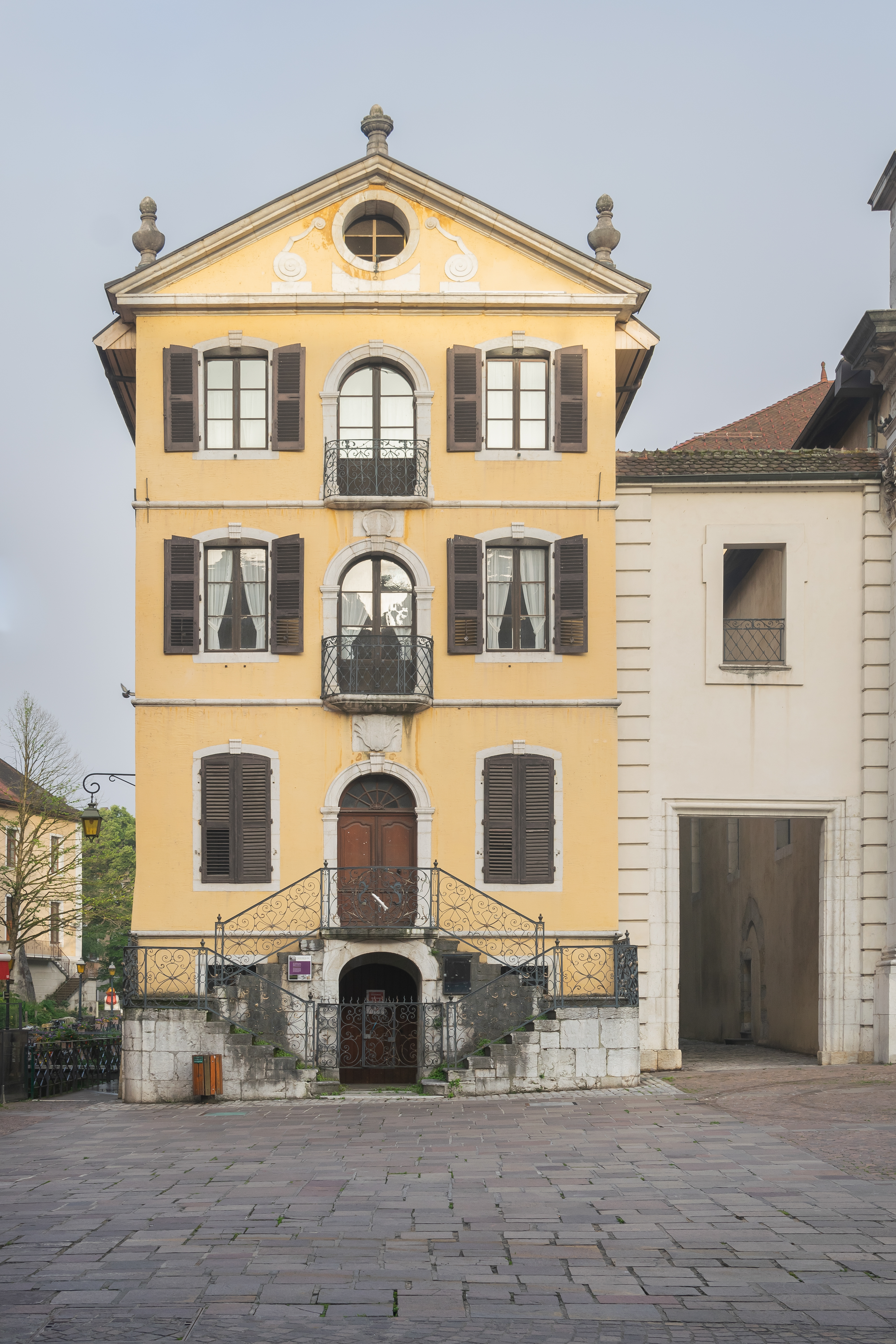
Ancienne mairie d'Annecy

| Période                           | Période                    | Identité              | Étiquette       | Qualité                                                               |
| --------------------------------- | -------------------------- | --------------------- | --------------- | --------------------------------------------------------------------- |
| 11 septembre 1944                 | 26 octobre 1946            | Albert Lyard          | SFIO            | Ancien résistant, ingénieur aux Ponts et Chaussées                    |
| 26 octobre 1946                   | 2 novembre 1947            | Lucien Boschetti      | SFIO            | Ancien résistant, entrepreneur de travaux publics                     |
| 2 novembre 1947                   | 9 mai 1953                 | Georges Volland       | CNIP            | ancien résistant, notaire                                             |
| 9 mai 1953                        | 17 octobre 1954 (décès)    | François-Maurice Ritz |                 | Directeur de la Caisse d'Épargne, ancien premier adjoint du précédent |
| 12 novembre 1954                  | 9 mars 1975 (démission)    | Charles Bosson        | MRP puis CD     | Député (1958-1968), Sénateur (1968-1986)                              |
| 29 mars 1975                      | 13 mars 1983               | André Fumex           | CD puis CDS-UDF | ancien résistant, conseiller général et adjoint du précédent maire    |
| 13 mars 1983                      | 5 janvier 2007 (démission) | Bernard Bosson        | UDF (CDS → FD)  | Ministre (1993-95), secrétaire d'État (1986-88), député (1986-2007)   |
| 15 janvier 2007                   | 2 janvier 2017             | Jean-Luc Rigaut       | UDI (NC)        | Ingénieur à la SNCF Conseiller général                                |
| 2 janvier 2017 (Nouvelle commune) | 4 juillet 2020             | Jean-Luc Rigaut       | UDI (NC)        |                                                                       |
| 4 juillet 2020                    | En cours (au mars 2021)    | François Astorg       | ÉCO             | Consultant en management et développement des entreprises             |

### Instances administratives

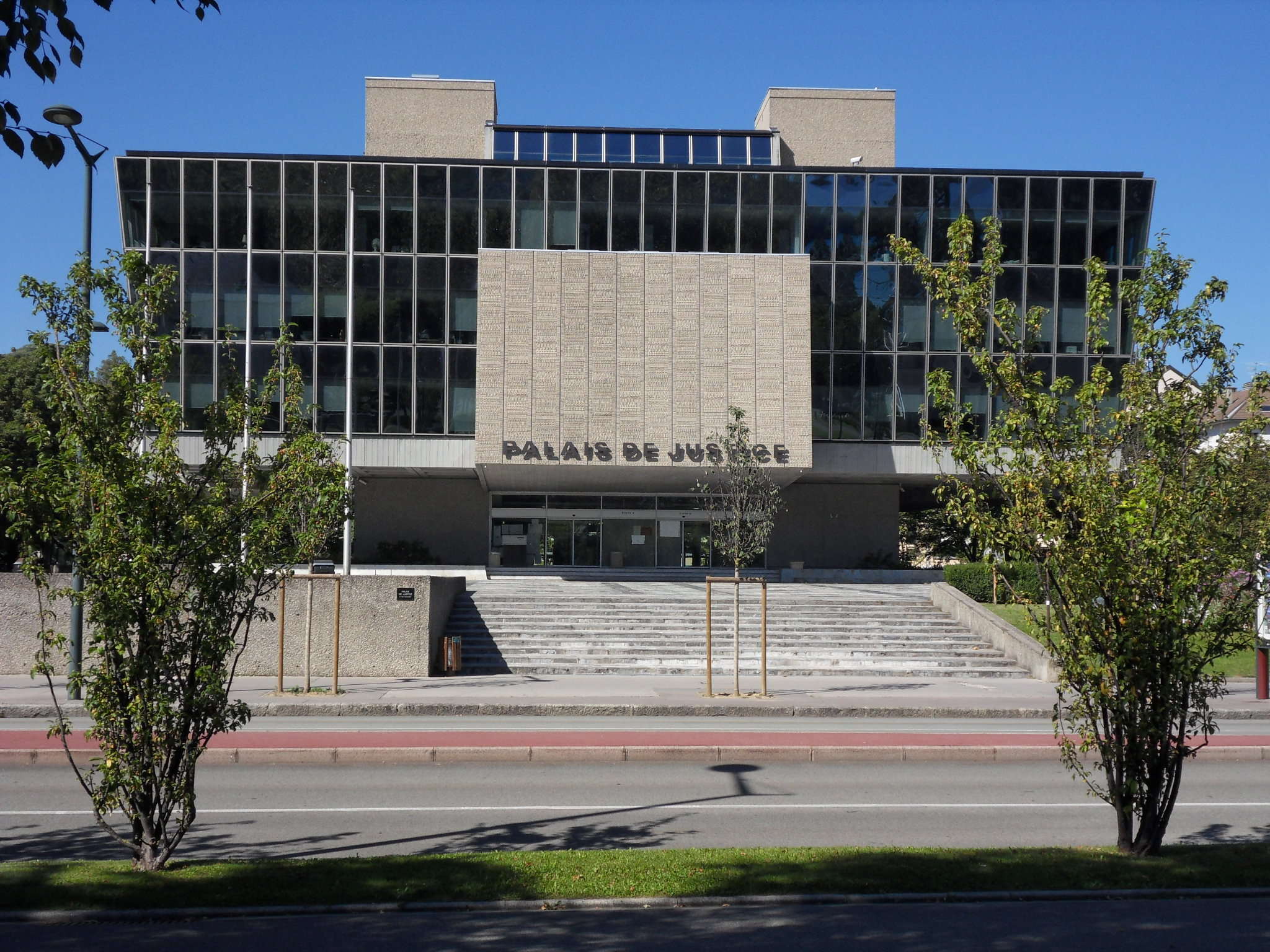
Palais de Justice

Le palais de justice abrite le tribunal judiciaire, le conseil de prud'hommes, le tribunal de commerce, les chambres départementales des huissiers, des notaires, de commerce et d'industrie ainsi que celle des métiers et de l'artisanat.
Non loin du palais se trouve la cité administrative avec la préfecture, le centre des impôts pour les particuliers, la direction départementale des finances publiques et le service de la publicité foncière et de l'enregistrement.
Le maintien de l'ordre est assuré par les commissariats de police national et municipal ainsi qu'un peloton de gendarmerie de haute montagne.

### Politique de développement durable et écologie

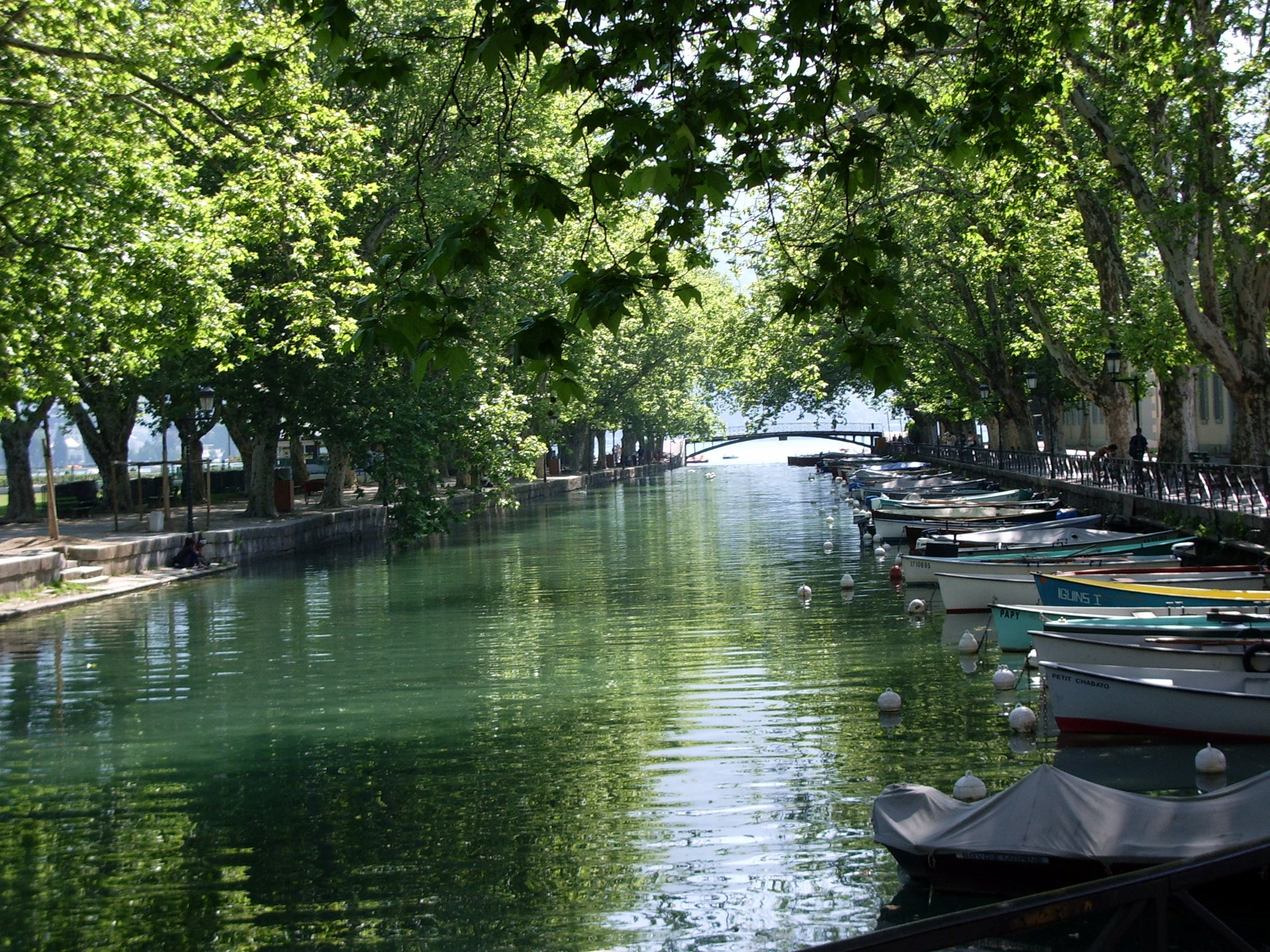
Canal du Vassé

En 1972, la ville reçoit le Prix européen pour la protection de la nature et de l'aménagement du territoire. Dans la décennie suivante, elle obtient la Grande médaille d'argent de l'ONU pour l'environnement (1983), la « Marianne d'or » des villes de France pour la qualité de son environnement (1986) ainsi que le 1er prix des villes de France pour la propreté et le nettoiement (Association générale des hygiénistes et des techniciens municipaux) (1987) et également le prix spécial pour l'aménagement des aires de jeux (1989).
En 1992, la ville met en place une politique de lutte contre le bruit lui permettant de remporter le "Décibel d'or" dans la catégorie "action silence" (1992) et en 2004, elle obtient le label d'écocertification pour la forêt du Semnoz, garantissant une gestion forestière durable.

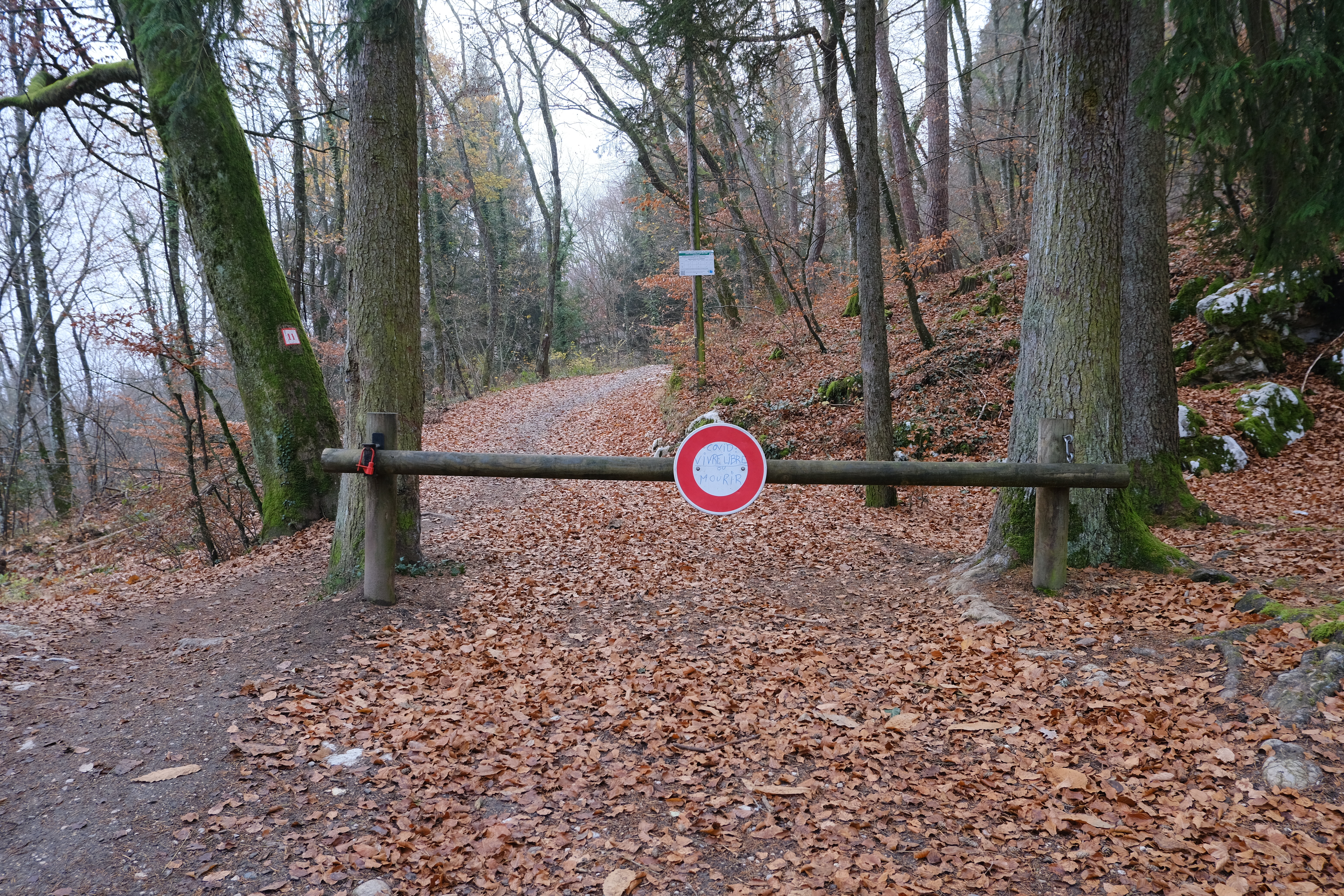
Forêt du Semnoz

En 2001, la ville conçoit le plan septennal Agenda 21, adopté en mars 2007, regroupant 21 actions et 74 engagements environnementaux, sociaux et économiques. Les thèmes abordés s'orientent vers la coresponsabilité politique, l'économie durable, la solidarité, la préservation des ressources naturelles, l'écocitoyenneté et la préservation d'un certain cadre de vie par la gestion raisonnée durable, la meilleure gestion de l'eau, la diminution des produits phytosanitaires et la valorisation des déchets verts.
En décembre 2007, une thermographie prise de vue aérienne par caméras thermiques permet d'observer les déperditions de chaleur caractéristiques en vue de diminuer la consommation énergétique et de promouvoir une meilleure isolation des habitations de l'agglomération.
Depuis 2016, des familles annéciennes volontaires ont pris part à 9 éditions du concours « Familles à énergie positive » et ont en moyenne dépassé l'objectif d'une baisse de consommation énergétique de 8 % en la réduisant en moyenne de 12 % par rapport à l'année précédente.
Annecy est membre de l'Association des Villes des Alpes de l'année et s'engage à la mise en œuvre de la Convention alpine.

### Jumelages et partenariats
La ville d'Annecy est jumelée avec 6 villes étrangères avec lesquelles elle organise des échanges socio-culturels, :
| Ville | Ville             | Pays | Pays          | Période     |
| ----- | ----------------- | ---- | ------------- | ----------- |
|       | Bayreuth          |      | Allemagne     | depuis 1966 |
|       | Cheltenham        |      | Royaume-Uni   | depuis 1956 |
|       | Liptovský Mikuláš |      | Slovaquie     | depuis 2003 |
|       | Sainte-Thérèse    |      | Canada        | depuis 1987 |
|       | Sassandra         |      | Côte d'Ivoire |             |
|       | Vicence           |      | Italie        | depuis 1995 |

## Population et société

### Démographie

#### Démographie antérieure à 2015
L'évolution du nombre d'habitants est connue à travers les recensements de la population effectués dans la commune depuis 1793. À partir du 1er janvier 2009, les populations légales des communes sont publiées annuellement dans le cadre d'un recensement qui repose désormais sur une collecte d'information annuelle, concernant successivement tous les territoires communaux au cours d'une période de cinq ans. 
Pour les communes de plus de 10 000 habitants les recensements ont lieu chaque année à la suite d'une enquête par sondage auprès d'un échantillon d'adresses représentant 8 % de leurs logements, contrairement aux autres communes qui ont un recensement réel tous les cinq ans,.
En 2013, la commune comptait 52 029 habitants, en évolution de +3,82 % par rapport à 2008 (Haute-Savoie : +7,9 %, France hors Mayotte : +2,49 %).
| 1793  | 1800  | 1806  | 1822  | 1838  | 1848  | 1858   | 1861  | 1866   |
| ----- | ----- | ----- | ----- | ----- | ----- | ------ | ----- | ------ |
| 4 440 | 5 130 | 5 467 | 5 724 | 8 252 | 8 547 | 10 374 | 9 370 | 11 554 |

| 1872   | 1876   | 1881   | 1886   | 1891   | 1896   | 1901   | 1906   | 1911   |
| ------ | ------ | ------ | ------ | ------ | ------ | ------ | ------ | ------ |
| 11 581 | 10 976 | 11 334 | 11 817 | 11 947 | 12 894 | 13 611 | 14 351 | 15 622 |

| 1921   | 1926   | 1931   | 1936   | 1946   | 1954   | 1962   | 1968   | 1975   |
| ------ | ------ | ------ | ------ | ------ | ------ | ------ | ------ | ------ |
| 15 004 | 17 233 | 20 289 | 23 293 | 26 722 | 33 114 | 43 255 | 54 484 | 53 262 |

| 1982   | 1990   | 1999   | 2006   | 2011   | 2013   | - | - | - |
| ------ | ------ | ------ | ------ | ------ | ------ | - | - | - |
| 49 965 | 49 644 | 50 348 | 51 023 | 51 012 | 52 029 | - | - | - |

Les 24 481 ménages annéciens se répartissent ci dessous en fonction du nombre de personnes par ménage :
Répartition du type de ménage
| Ménages de :                | 1 personne | 2 pers. | 3 pers. | 4 pers. | 5 pers. | 6 pers. ou + |
| --------------------------- | ---------- | ------- | ------- | ------- | ------- | ------------ |
| Annecy                      | 44,4 %     | 30,1 %  | 12,9 %  | 8,8 %   | 2,7 %   | 1,1 %        |
| Moyenne Nationale           | 31 %       | 31,1 %  | 16,2 %  | 13,8 %  | 5,5 %   | 2,4 %        |
| Sources des données : INSEE |            |         |         |         |         |              |

Positionnée entre 98e et 120e au classement des plus grandes villes de France en nombre d'habitants par commune entre 1990 et 2012, sa croissance en constante augmentation s'est s'accélérée en raison de l'augmentation du taux de natalité, de la diminution du taux de mortalité.
Son solde migratoire pour la période 1990-1999 est négatif (-0,4 %) puisqu'il a été évalué à moins 1 275 habitants plaçant Annecy au 8 252e rang national. Le solde naturel pour cette même période est positif de plus de 1 979 habitants et une variation totale annuelle de population de 0,1 %.
La population légale de 2012 de l'agglomération du bassin annécien est de 145 579 habitants sur le site de L'Agglomération d'Annecy (140 255 sur le site de l'INSEE).
Son aire urbaine avec 221 111 habitants (69 communes) la place en 5e position dans la région en 2012, notamment derrière celle, voisine, de Genève-Annemasse (292 180 habitants), dans le nord du département. L'étude de l'INSEE montre que la croissance du bassin annécien reste cependant inférieur à l'aire Genève-Annemasse, même si six Haut-savoyards sur dix résident dans l'un de ces deux espaces. Annecy connaît une légère croissance de 0,8 % entre 2006 et 2011 du fait de la croissance dans les communes déléguées.

#### Démographie postérieure à 2015
En 2015, la commune absorbe les communes d'Annecy-le-Vieux, Cran-Gevrier, Meythet, Pringy et Seynod ce qui la place en 2019 en 29e place des villes françaises les plus peuplées avec 131 272 habitants, ainsi qu'en 6e position régionale des aires urbaines derrière Annemasse et devant Chambéry.
| 2016    | 2021    | 2022    |
| ------- | ------- | ------- |
| 126 419 | 131 715 | 131 272 |

#### Pyramide des âges
La population de la commune est plus âgée que celle du département. En 2020, le taux de personnes d'un âge inférieur à 30 ans s'élève à 35,5 %, soit légèrement en dessous de la moyenne départementale (35,6 %). À l'inverse, le taux de personnes d'âge supérieur à 60 ans est de 25,8 % la même année, alors qu'il est de 22,5 % au niveau départemental.
En 2020, la commune comptait 63 447 hommes pour 68 319 femmes, soit un taux de 51,85 % de femmes, supérieur au taux départemental (50,82 %).
Les pyramides des âges de la commune et du département s'établissent comme suit.
| Hommes | Classe d’âge | Femmes |
| ------ | ------------ | ------ |
| 0,8    | 90 ou +      | 2,2    |
| 7,3    | 75-89 ans    | 10,8   |
| 14     | 60-74 ans    | 16,3   |
| 18,2   | 45-59 ans    | 18,2   |
| 20,9   | 30-44 ans    | 19,9   |
| 21,2   | 15-29 ans    | 17,3   |
| 17,5   | 0-14 ans     | 15,2   |

| Hommes | Classe d’âge | Femmes |
| ------ | ------------ | ------ |
| 0,6    | 90 ou +      | 1,4    |
| 5,9    | 75-89 ans    | 7,9    |
| 14,2   | 60-74 ans    | 15,3   |
| 20,7   | 45-59 ans    | 20,3   |
| 21,8   | 30-44 ans    | 21,4   |
| 17,4   | 15-29 ans    | 15,6   |
| 19,5   | 0-14 ans     | 18     |

### Enseignement et recherche

#### Établissements éducatifs
La commune d'Annecy, rattachée à l’académie de Grenoble, dispose d’un centre d'information et d'orientation installé dans la cité administrative,.
Écoles primaires
Au 1er septembre 2015, la seule commune déléguée d'Annecy compte six écoles maternelles et quatorze écoles élémentaires ou primaires, parmi lesquelles seize établissements publics et quatre écoles primaires privées gérés par la direction de la vie scolaire qui est un des services de la commune en faveur des jeunes annéciens. La commune déléguée de Seynod en compte huit, que sont les écoles de La Jonchère, du Cep, des Muraillons, des Neigeos, de Barral, de Vieugy, de Balmont et des Cordeliers (privé).
D'autres école primaires sont présentes dans les quatre autres communes déléguées d'Annecy-le-Vieux, Meythet, Cran-Gevrier et Pringy.
Collèges
Annecy comporte douze collèges. La commune déléguée d'Annecy dispose des collèges publics des Balmettes et de Raoul-Blanchard, et des collèges privés des Tilleuls et de Saint-Michel,. Jusqu'en 2013, les collégiens pouvaient également étudier dans le collège privé Saint-François détruit en raison de son ancienneté. Seynod héberge celui du Semnoz, l'un des plus importants de Haute-Savoie (900 élèves) et celui privé de Saint-François-des-Cordeliers. Annecy-le-Vieux a deux collèges public celui des Barattes et d'Évire, et le collège privé de La Salle. Meythet héberge le collège Jaques-Prévert, Cran-Gevrier celui de Beauregard et, Pringy, le collège de La Salle.
Lycées

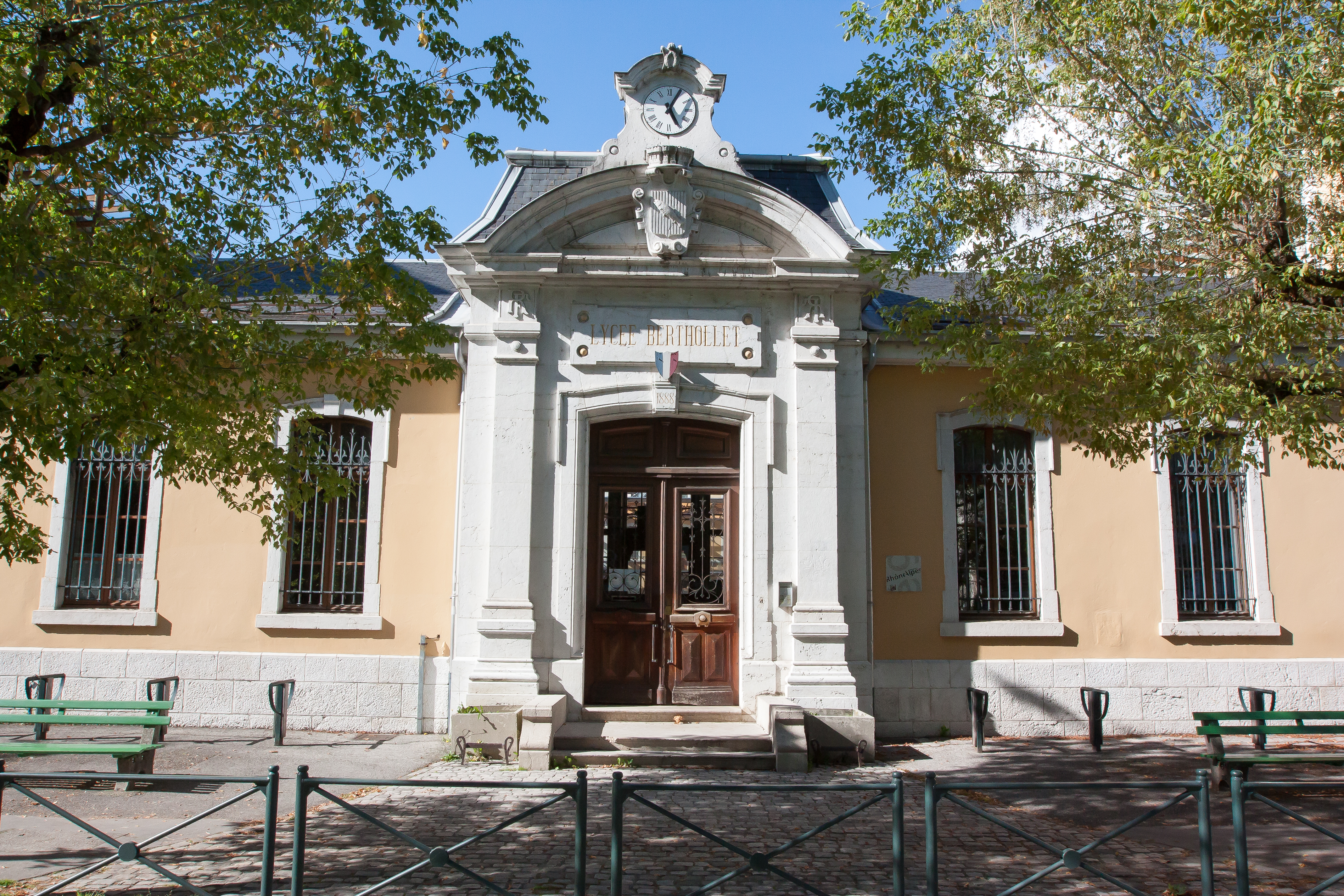
Lycée Berthollet

Huit lycées se trouvent sur la commune d'Annecy ainsi que plusieurs centres de formation d'apprentis (CFA) :
- Annecy : les lycées publics Berthollet (général) et Gabriel-Fauré (général et technologique), le lycée professionnel Germain-Sommeiller, auxquels s'ajoute le lycée privé Saint-Michel (général)[128] ;
- Cran-Gevrier : les lycées Charles-Baudelaire (général) et des Carillons (professionnel) ;
- Seynod : le lycée Gordini à Vovray (professionnel) et le lycée privé des Bressis ;
- Annecy-le-Vieux dispose, jusqu'en 2023, de l'École catholique d'apprentissage (ECA).

#### Enseignement supérieur et recherche

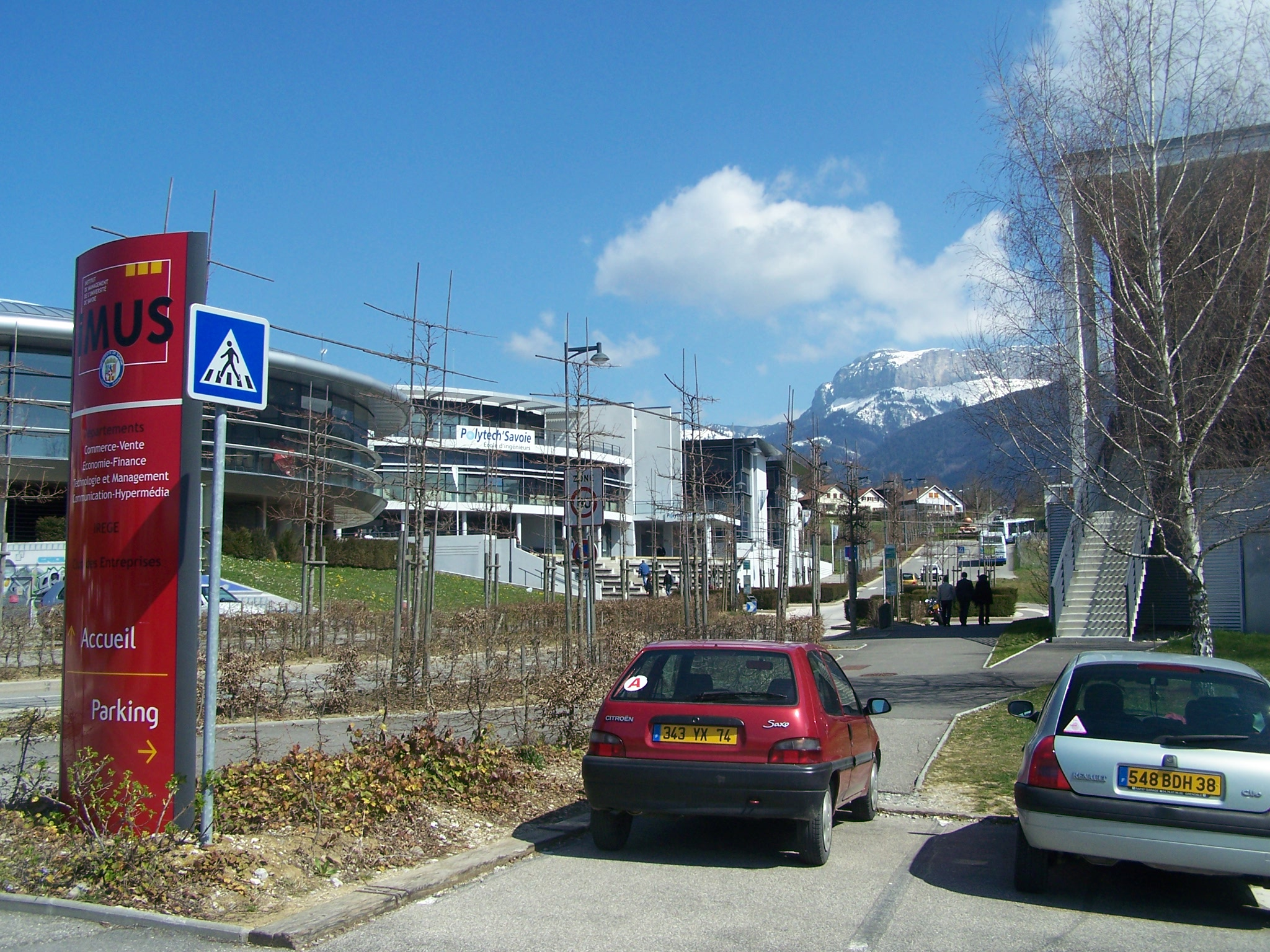
Campus de l'USMB

Selon une étude publiée par l'INSEE en 2012, le pôle d’enseignement supérieur d'Annecy recense environ 7 300 étudiants, répartis entre l'Université Savoie Mont Blanc, les établissements publics d'enseignement supérieur et les établissements privés.
Le campus de l'Université Savoie Mont Blanc sur la commune déléguée d'Annecy-le-Vieux comporte :
- l'IUT d'Annecy propose une quarantaine de formations à environ 2 600 étudiants au niveau DUT, Licence et Licence professionnelle[129] ;
- l'IAE Savoie Mont-Blanc offre une dizaine de formations de niveau Licence et Licence professionnelle, une quinzaine de Masters professionnalisés, des doctorats et de la formation continue à environ 2 100 étudiants)[130] ;
- Polytech Annecy-Chambéry est une école d'ingénieurs qui accueille environ 400 étudiants[131], membre du Réseau Polytech ;
- l'Institut des techniques d'ingénieur de l'industrie 2 Savoies (ITII 2 Savoie) est issue d'un partenariat avec la Chambre Syndicale de la Métallurgie des deux départements[132] ;
- Tétras, centre de formation en alternance, en partenariat avec la Chambre Syndicale de la Métallurgie de la Haute-Savoie[133] ;
- les laboratoires suivants : le LAPP[Mairie 10], le LAPTh[134] et le SYMME (SYstèmes et Matériaux pour la MEcatronique).

Les Papeteries hébergent les formations rattachées à la Cité de l'image en mouvement d'Annecy dont l'antenne annécienne de l'école des métiers de l'image des Gobelins et les formations multimédias de la Chambre de commerce et d'industrie de la Haute-Savoie.
L'enseignement artistique est assuré par le Conservatoire à rayonnement régional d'Annecy pour la musique, et l'École supérieure d'art d'Annecy Alpes à la Maison des jeunes et de la culture des Marquisats pour les arts visuels.
Le Conservatoire d'Art et d'Histoire d'Annecy accueille l'antenne annécienne de l'Institut d'études politiques de Grenoble ouverte entre 2011 et 2018.
Le lycée Berthollet propose des classes préparatoires aux grandes écoles dans les filières scientifique, littéraire et économique. et les lycées Gabriel-Fauré et Baudelaire offrent des formations BTS.
L'Institut de formation en soins infirmiers est situé sur le campus du Centre hospitalier Annecy Genevois.
L'établissement privé d'enseignement supérieur IPAC propose des formations en continu ou en alternance, du niveau post-Bac à Bac+5.

### Santé
En 2024, l'annuaire santé de la Caisse Primaire d'Assurance Maladie recense 208 médecins généralistes sur la commune.

#### Le Centre hospitalier Annecy Genevois

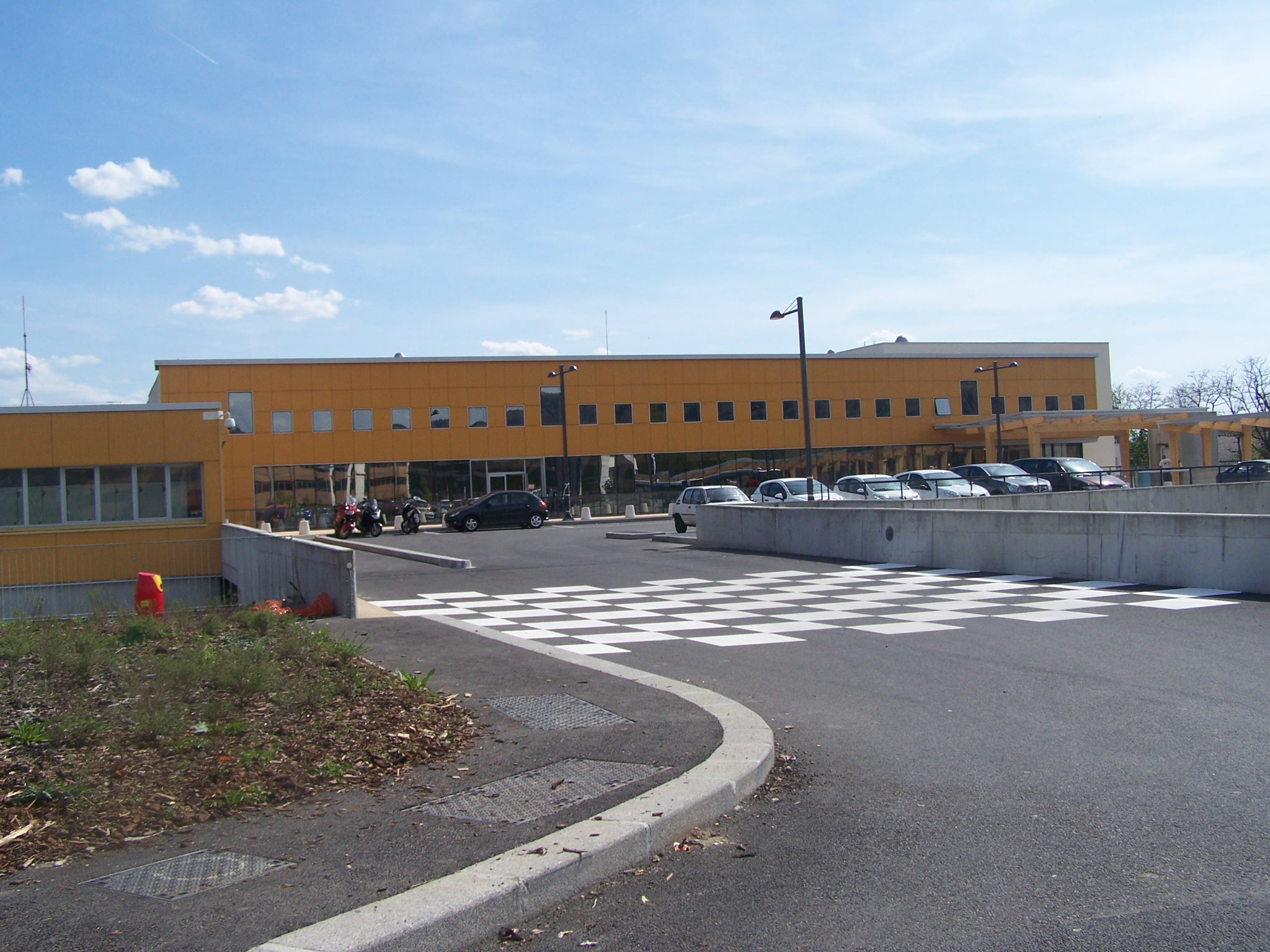
Centre hospitalier d'Annecy

Le vieil hôpital d'Annecy installé en 1822 autour de l'ancien couvent des Capucins (XVIe siècle) avenue du Trésum déménage en avril 2008 au centre hospitalier de la région d'Annecy (CHRA) sur la commune d'Épagny-Metz-Tessy.
Le 1er janvier 2014, le CHRA intègre le centre hospitalier Annecy Genevois (CHANGE) et l'hôpital de Saint-Julien-en-Genevois, en développant deux spécificités régionales :
- une spécialisation en cardiologie avec un centre de cardiologie interventionnelle et un service d'angioplastie coronaire ;
- une spécialisation sur gestion des grossesses à risques et la création d'un service de néonatalogie, il s'agit du pôle mère-enfant voué à se développer encore davantage dans ce domaine.

#### Autres établissements de santé
La Clinique générale est installée à proximité du château et deux autres cliniques se trouvent dans l'agglomération, à Argonay et Sevrier. Par ailleurs, la commune dispose d'un centre de soins de jour et d'une dizaine de maisons de retraite.

### Sport
Les atouts géographiques de la ville ont donné des aspirations à une vingtaine de sportifs français de haut niveau et la diversité des événements sportifs gratuits et ouverts à tous, ainsi qu'une centaine d'associations sportives dans une dizaine de catégories de pratiques différentes ont permis à la ville d'obtenir en 2013 le label des « villes ludiques et sportives ».
- Alpinisme : Louis Lachenal a atteint le sommet de l'Annapurna en 1950.
- Sports nautiques : le ski nautique, le parapente et le wakeboard sont les sports les plus répandus, cependant d'autres loisirs comme l'aviron, la voile et la plongée sous marine sont possibles. Tous les ans, durant la période estivale, est organisée la traversée du lac d'Annecy à la nage.
- Athlétisme : la commune a organisé la huitième édition des Championnats du monde junior d'athlétisme en 1998 et la 23e coupe d'Europe des nations d'athlétisme le 22 et 23 juin 2002.
- Aviation légère : l'Aéroport d'Annecy Haute-Savoie Mont-Blanc à Metz-Tessy permet à l’agglomération de disposer d'un aéro-club. Les amateurs d'aviation peuvent ainsi y passer leurs licences[145].
- Vol libre : les abords du lac d'Annecy constituent le premier site de vol libre en Europe, avec 130 000 décollages de parapente enregistrés annuellement[146].
- Sports de glace : Annecy Hockey est un club de hockey sur glace français évoluant au troisième niveau national (D2) pour la saison 2018-2019[147]. L'équipe porte le nom des « Chevaliers du Lac »[148]. Dans le patinage artistique, le club se place aux premières places en France.
- Ski : Des activités de ski nordique sont menées conjointement avec Le Grand-Bornand[144].
- Cyclisme : les pistes cyclables permettent à Jeannie Longo de faire facilement le tour complet du lac d'Annecy dans la journée.
- Skateboard : chaque année, le championnat de France de skate passe par le Bowl d'Annecy[149].
- Football : le stade d'Annecy accueille les matches à domicile de Football Club d'Annecy.
- Rugby : en 2010, l'US Annecy monte en Fédérale 1 (élite amateur).

#### Événements sportifs
La ville accueille des tournois et compétitions dont le triathlon international, le marathon international, le volleyball ou encore le cyclisme: la ville fut ville-départ du Tour de France à trois reprises (1959, 2009 et 2013) ou encore du Critérium du Dauphiné (notamment 2006, 2007). En 1998, la ville a accueilli l'organisation des mondiaux juniors d'athlétisme. En mars 2013, elle reçoit les seconds Jeux mondiaux militaires d'hiver.
| Événement sportif                                     | Création | Dernière en date         |
| ----------------------------------------------------- | -------- | ------------------------ |
| Traversée du lac à la nage                            | 1931     | 15 août 2024             |
| Tournoi de Pentecôte Annecy Volley-Ball               | 1965     | 9-10 juin 2019           |
| Ancilevienne (relais vélo/marathon autour du lac)     | 1985     | 8 septembre 2019         |
| Triathlon international d’Annecy                      | 1987     | 30 juin 2019             |
| Les Petits Princes du Lac d'Annecy, tournoi de tennis | 1987     | 27 juillet - 3 août 2019 |
| International jeunes (pétanque)                       | 2008     | 2 mars 2019              |
| Voiles du Lac d'Annecy (embarcations de tradition)    | 2011     | 6 au 8 mai 2023          |

Candidate malheureuse à l'organisation des Jeux olympiques d'hiver de 2014, Annecy a néanmoins été désigné le 18 mars 2009 au premier tour de vote, ville française candidate à l'organisation des Jeux olympiques d'hiver de 2018 par le CNOSF puis candidate officielle pour les J.O. d'hiver 2018 le 22 juin 2010. Menée par Edgar Grospiron, directeur général du comité de candidature du 29 janvier 2010 jusqu'à sa démission le 12 décembre de la même année, puis par Charles Beigbeder, nommé président du Groupement d'intérêt public constitué le 10 janvier 2011, la candidature de la ville a obtenu plusieurs soutiens publics et privés. Cependant, le 6 juillet 2011, Pyeongchang est élue dès le premier tour, alors qu'Annecy ne recueille que 7 des voix des membres du CIO.

#### Complexes sportifs
Le Parc des sports accueille notamment un stade d'une capacité d'environ 15 000 places, la salle omnisports Chatenoud, le complexe Jean-Régis, la patinoire et la piscine des Fins.
Le stade du Coteau, situé dans le quartier des écoles, hébergeait le FC Annecy lorsqu'il devient champion de France amateur en 1960.
Dans le quartier des Marquisats, le long du bord du lac, se trouve la piscine des Marquisats (un bassin olympique, 2 piscines de 25 mètres et une pataugeoire), la base nautique des Marquisats , et la plage gratuite des Marquisats.

### Médias

#### Radios
Liste des antennes locales de radios :
- 88.1 Radio 74 : radio associative bilingue (français-anglais) basée à Saint-Julien-en-Genevois[158] ;
- 88.6 RCF Haute-Savoie : radio locale chrétienne du Diocèse d'Annecy[159] ;
- 90.4 H2O : radio associative indépendante axée sur l'information locale[160] ;
- 91.5 Radio Semnoz : radio associative d'Annecy[161]. Elle émet aussi à Rumilly sur 97.9 FM ;
- 94.0 La Radio Plus : radio locale commerciale du groupe Espace à Annecy-le-Vieux. Elle couvre une bonne partie des Alpes et possède une station à Thonon-les-Bains ;
- 95.2 France Bleu Pays de Savoie : radio locale publique basée à Chambéry mais qui possède un bureau local annécien ;
- 96.0 Chérie Alpes : programme local de Chérie FM de Chambéry. Elle émet des décrochages publicitaires sur Annecy ;
- 99.0 Jazz Radio : radio nationale appartenant au groupe Espace qui diffuse des publicités locales sur Annecy[162] ;
- 101.5 ODS Radio : radio locale commerciale d'Annecy-le-Vieux appartenant au groupe Espace. Elle partage ses locaux avec La Radio Plus ;
- 102.8 NRJ Alpes : programme local d'NRJ de Chambéry. Elle émet des décrochages publicitaires sur Annecy tout comme Chérie Alpes ;
- 107.1 Séquence FM : radio basée à Meyzieu, près de Lyon. Elle diffuse notamment des musiques de films[163].

#### Télévisions locales
La chaîne de télévision locale TV8 Mont-Blanc diffuse des émissions sur les pays de Savoie. Régulièrement l'émission La Place du village expose la vie locale du bassin annécien. France 3 et sa station régionale France 3 Alpes, peuvent parfois relater les faits de vie de la commune. Ces chaînes émettent sur Annecy via le site d'émission du Belvédère de Jeanne.

#### Presse et magazines
La presse écrite locale est représentée par des titres comme Le Dauphiné libéré, L'Essor savoyard, Le Messager - édition Genevois, le Courrier savoyard. La commune édite un magazine municipal bimensuel, Annecy Mag, disponible en version PDF et audio sur le site de la ville.

#### Internet
De 2003 à 2017, l'association Annecy Wireless développe le réseau Wi-Fi métropolitain et la ville est récompensée par le label « Ville Internet @@@ »  entre 2006 et 2014.
Depuis 2015, le label « French Tech » réunit 29 entreprises du bassin annécien qui organisent des projets autour de développement du numérique.

### Lieux de culte

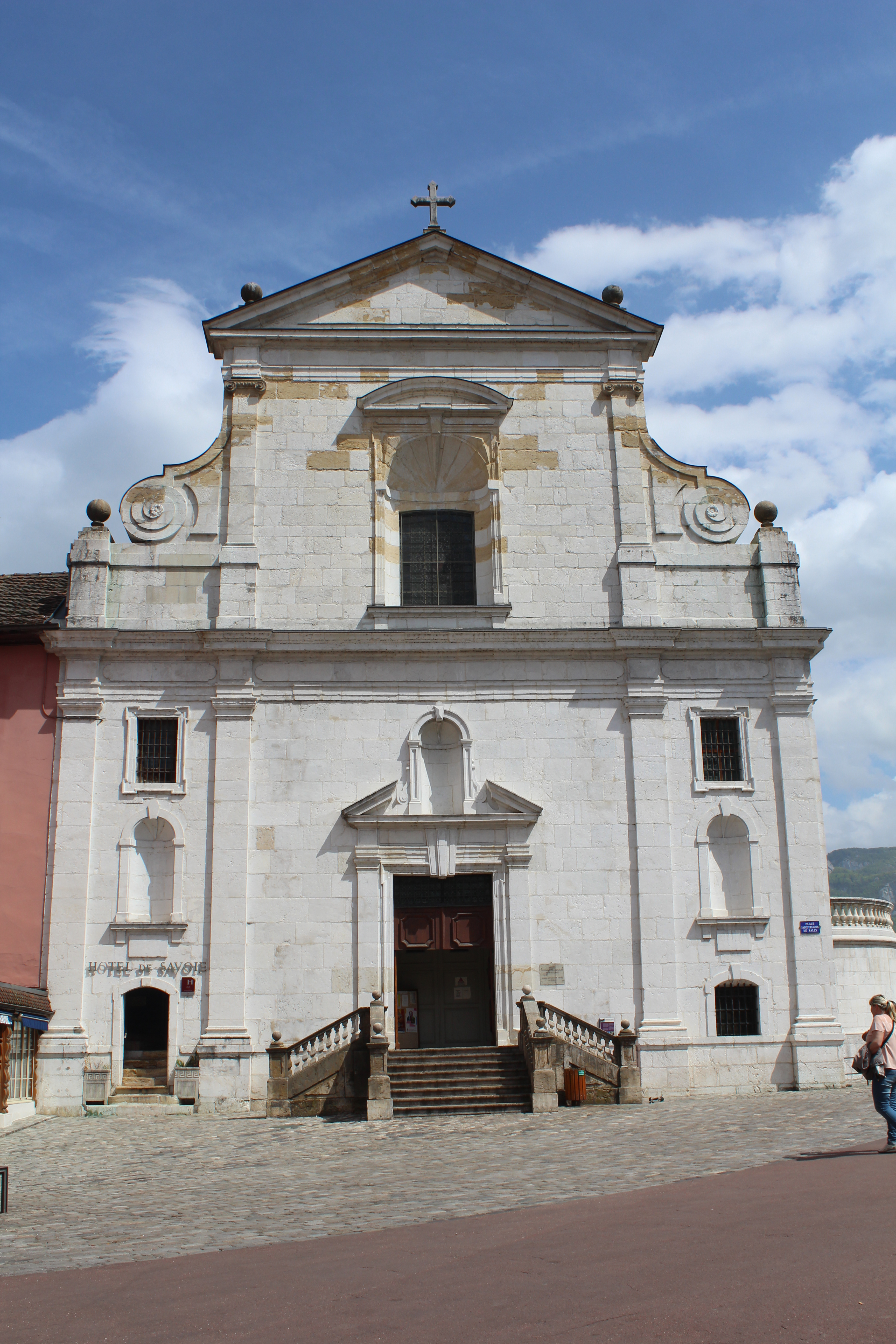
Église Saint-François-de-Sales

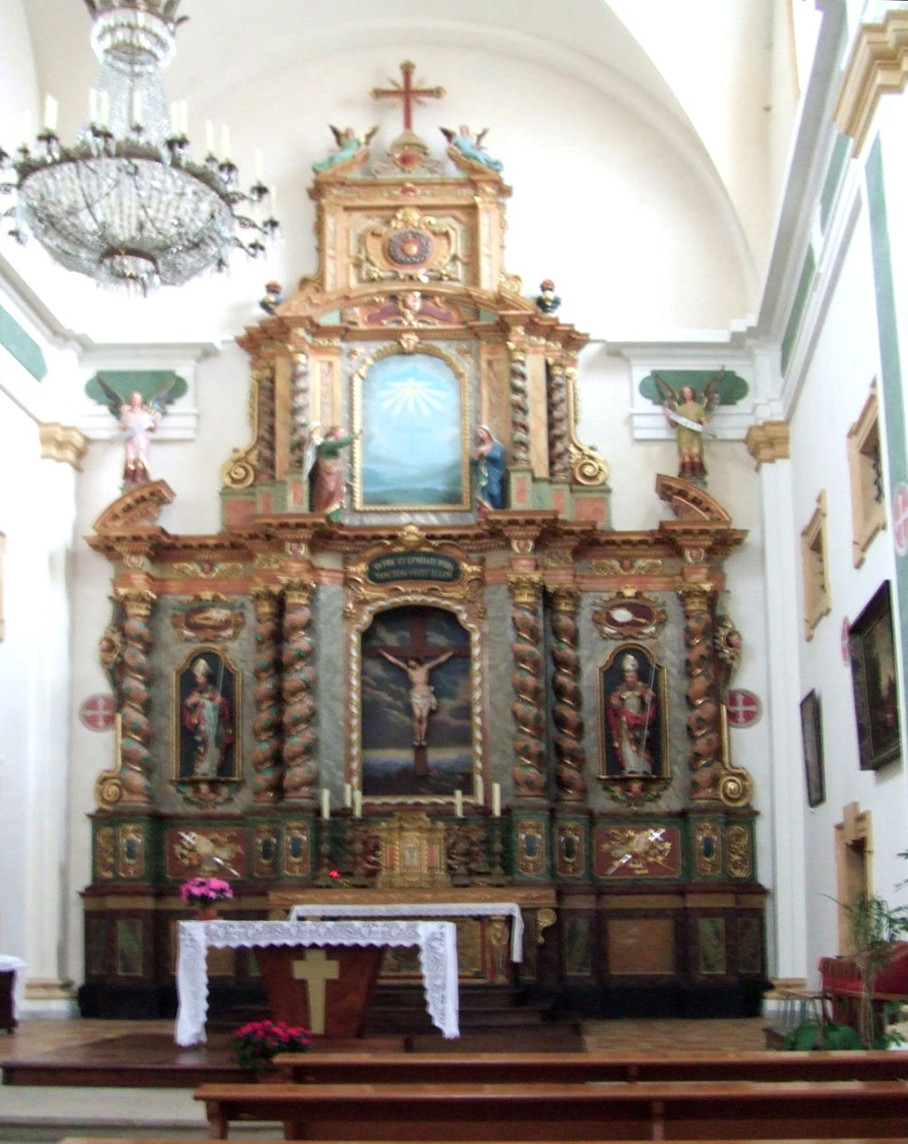
Maître-autel de Saint-François-de-Sales

Liste non exhaustive des lieux de culte chrétiens :
- catholiques :
  - l'église Saint-Maurice de style gothique flamboyant du XVe siècle et ses peintures des XVe et XVIe siècles. Ancienne église du couvent Saint-Dominique, elle est devenue paroisse en 1803. C'est dans cette église que saint François de Sales fit sa première communion et commença à prêcher. Elle est aussi l'église de sainte Jeanne de Chantal ;
  - la cathédrale Saint-Pierre du XVIe siècle est la cathédrale de saint François de Sales et abrite des œuvres d'art baroque et un orgue du XIXe siècle, rue Jean Jacques Rousseau ;
  - l'église Notre-Dame-de-Liesse, de style néo-classique, a été construite entre 1846 et 1851, sur le site d'une ancienne église Notre-Dame en grande partie déconstruite lors de la Révolution française pour créer dans le centre-ville une place propre à accueillir des rassemblements populaires. L'église initiale construite entre 1360 et 1394 sur une grande place médiévale, à côté d'un hôpital médiéval, par les comtes Amédée III et Robert de Genève pour y accueillir les sépultures de leur lignée ;

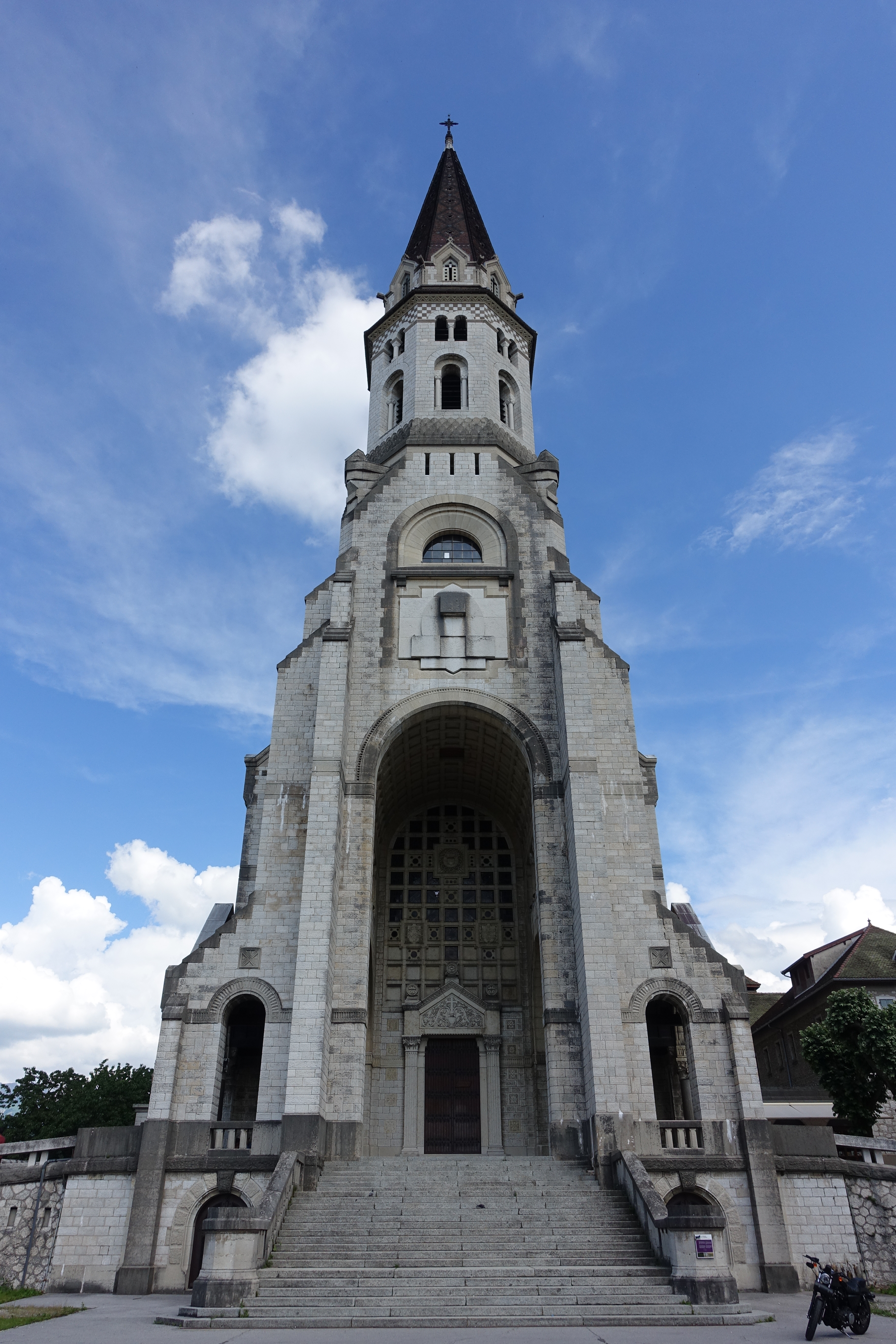
Basilique de la Visitation

  - Basilique de la Visitationla basilique de la Visitation du XXe siècle abrite les tombeaux de saint François de Sales et de sainte Jeanne de Chantal et son esplanade offre un point de vue sur toute la ville et l'agglomération, avenue de la Visitation ;
  - la basilique Saint-Joseph-des-Fins est construite durant la Seconde Guerre mondiale par l'architecte Dom Bellot, avenue de Genève ;
  - l'église Saint-François de Sales, place Saint-François de Sales dite aussi église des Italiens ;
  - l'église Notre-Dame-de-Liesse, passage Notre-Dame ;
  - l'église Saint-Louis de Novel, avenue de Novel ;
  - l'église Sainte-Bernadette, avenue d'Albigny ;
  - la chapelle des Capucins, avenue de Cran ;
  - la chapelle de la Galerie, place aux Bois, lieu de fondation de l'Ordre-de-la-Visitation ;
  - la chapelle Saint-Michel de la congrégation des Oblats de Saint-François-de-Sales, Faubourg des Balmettes ;
  - la chapelle de Colmir, chemin de la Puya ;
  - la chapelle Saint-François de Sales, 16a avenue du Rhône;
  - l'église Saint-Laurent à Annecy-le-Vieux ;
  - la chapelle Notre-Dame-de-Pitié à Annecy-le-Vieux ;
  - l'église Saint-Maurice de Pringy
- protestants et évangéliques :
  - l'église réformée d'Annecy, rue de la Poste (calvinistes) ;
  - l'église évangélique de Pentecôte d'Annecy, rue Seyssel (pentecôtistes) ;
  - l'Assemblée biblique du Bassin d’Annecy, rue Lionel Terray (baptistes) ;
  - l'église évangélique tzigane ;
- Mormons :
  - l'église de Jésus-Christ des saints des derniers jours[169].

Liste non exhaustive des lieux de culte musulmans :
- La mosquée d'Annecy, rue des Alpins.

Liste non exhaustive des lieux de culte du judaïsme :
- La synagogue d'Annecy, rue de Narvik.

## Économie
En 2019, les 14 487 entreprises annéciennes offrent un potentiel de tissus favorable maintenant le bassin d'emploi au 2e rang de France (2015) porté par le cadre touristique du lac et des monuments historiques municipaux. La ville est le siège de la Chambre de métiers de l’artisanat de la Haute-Savoie, de la Chambre de commerce et d'industrie de la Haute-Savoie, de l'Agence économique départementale et du Tribunal de commerce de la Haute-Savoie.

### Revenus de la population et fiscalité
En 2011, le revenu fiscal médian par ménage des annéciens est de 27 663 €. Au niveau de la fiscalité, on dénombre 525 Annéciens redevables de l'impôt sur la fortune (ISF). L'impôt moyen sur la fortune à Annecy est de 5 060 €/an contre 5 683 €/an pour la moyenne nationale. Le patrimoine moyen des redevables annéciens de l'ISF est estimé à environ 1 454 682 €/an. Le taux de fiscalité directe locale de la commune pour l'année 2007 est le suivant. Ce taux regroupe le taux de la taxe d'habitation, le taux foncier bâti, le taux non foncier bâti et le taux de la taxe professionnelle.
Le taux de la taxe d'habitation s'élève, au niveau communal à 15,72 %, au niveau intercommunal à 0 %, et au niveau départemental à 5,33 %. Le taux foncier bâti se monte au niveau communal à 16,75 %, au niveau intercommunal à 0 %, au niveau départemental à 7,65 % et au niveau régional à 2,07 %. Le taux foncier non bâti se chiffre, au niveau communal à 19,55 %, au niveau intercommunal à 0 %, au niveau départemental à 23,02 % et au niveau régional à 5,15 %. Pour ce qui est du taux de la taxe professionnelle, au niveau communal à 0 %, au niveau intercommunal à 19,83 %, au niveau départemental à 7,08 % et au niveau régional à 2,43 %.

### Emploi
En 2005, sur 24 481 ménages à Annecy, 61 % compteur leur personne de référence active, alors qu'en 1999 elle est de 60 %.
Environ 52 % de la population des ménages, de 14 ans ou plus, a un emploi.
En 1999 la commune d'Annecy compte 72 283 emplois (salarié + non salarié), dont 64 428 emplois salariés.
Entre 1990 et 1999, le taux annuel moyen de variation de l'emploi est de +0,83 %.
Le nombre de demandeurs d'emploi (catégories 1-2-3-HAR) au 31 décembre 2006 est de 4 331 et le taux de chômage de 6,4 %. Le taux d'activité entre 20 et 59 ans s'établit à 84 % ce qui est proche de la moyenne nationale qui est de 82,2 %. On compte 48,2 % d'actifs, 20,7 % de retraités, supérieur à la moyenne nationale (18,2 %), 21 % de jeunes scolarisés et 10,1 % de personnes sans activité. Cette évolution récente du tertiaire date d'après les années 1960 où 53 % de la population active travaillaient dans l'industrie et que 50 % étaient classés dans la catégorie « ouvrier ».
Répartition des emplois par domaine d'activité
|                             | Agriculteurs | Artisans, commerçants, chefs d'entreprise | Cadres, professions intellectuelles | Professions intermédiaires | Employés | Ouvriers |
| --------------------------- | ------------ | ----------------------------------------- | ----------------------------------- | -------------------------- | -------- | -------- |
| Annecy                      | 0,1 %        | 6,4 %                                     | 14,1 %                              | 24,7 %                     | 31,6 %   | 23,1 %   |
| Moyenne nationale           | 2,4 %        | 6,4 %                                     | 12,1 %                              | 22,1 %                     | 29,9 %   | 27,1 %   |
| Sources des données : INSEE |              |                                           |                                     |                            |          |          |

La commune dispose de 4 structures d'aide à la recherche d'emploi, de suivi de parcours professionnel et l'orientation :
- Une agence nationale pour l'emploi située avenue de Genève
- Une mission locale spécialisée dans l'orientation et l'organisation d'ateliers de découverte du monde de l'emploi[181] composée de six chargés de Mission Emploi sur l'ensemble de l'agglomération annécienne.
- Le CIO de l'Éducation Nationale
- La MIFE à la chambre des métiers.

### Tissu économique

#### Entreprises de l'agglomération

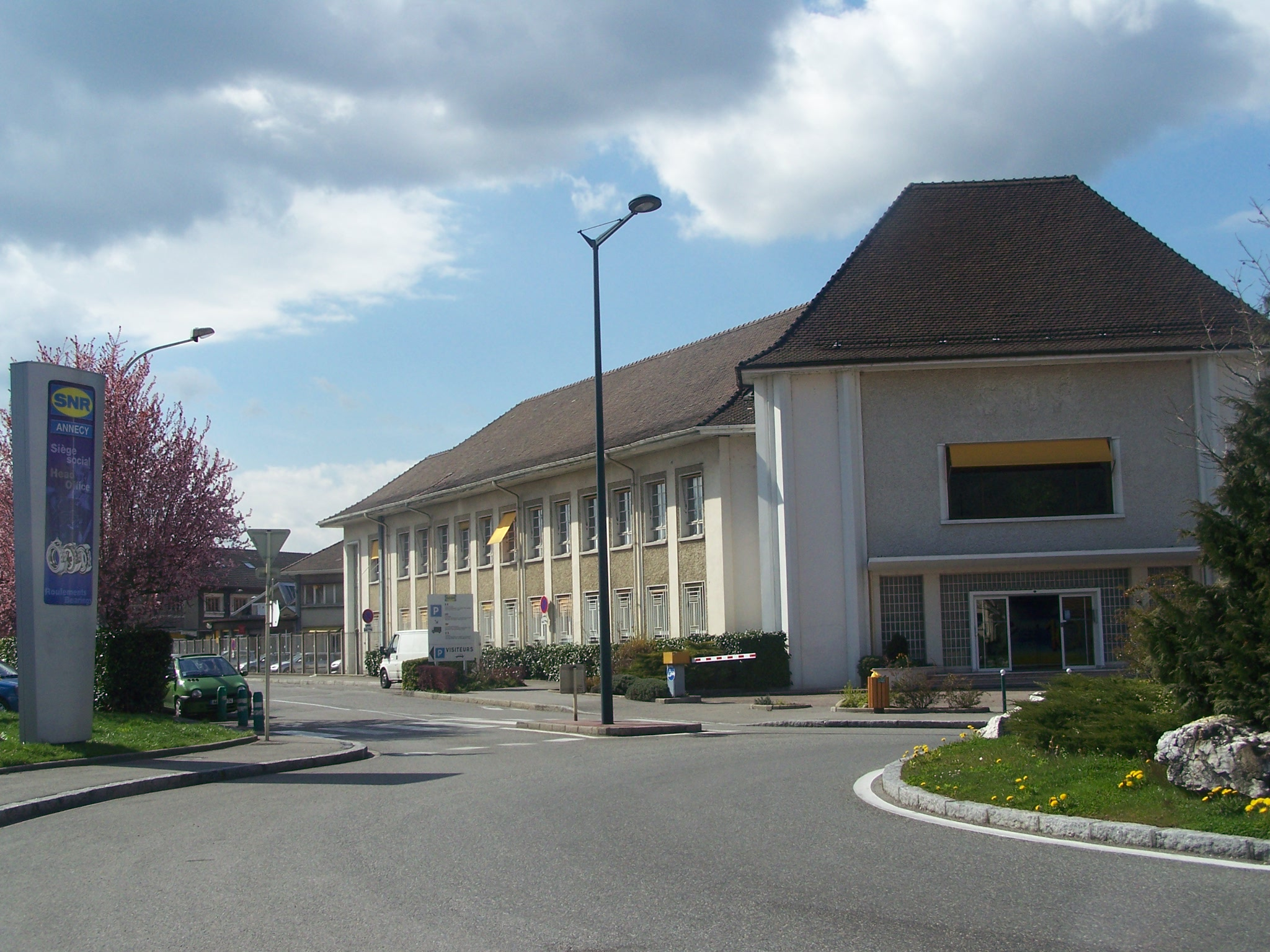
Siège social de SNR Roulements

En 2012, le nombre total d'entreprises et d'établissements est respectivement de 7 032. Les établissements de l'industrie agricole et alimentaire ne représentent que 0,3 % du nombre total d'entreprises avec un nombre de 19, les industries des biens de consommation représentent 3,5 % avec 244 établissements. Le secteur de la construction avec 407 entreprises représente 5,8 % des établissements. Les entreprises de services (Commerce, transports et services divers) sont majoritaires avec 5 056 établissements (71,9 %). Enfin, le service public (Administration publique, enseignement, santé, action sociale) représente 18,6 % des établissements 1 306).
La prédominance du secteur tertiaire est inférieur aux grandes agglomérations de la région (79 %) mais reste au-dessus de la moyenne régionale (73 %). Le secteur offre ainsi 13 493 emplois (sur un total de 29 683), qui représentent 45,5 % des emplois de la ville. Ces emplois sont majoritairement liés aux petites entreprises. Lors d'une étude de 2009, l'INSEE observe que le bassin annécien reste cependant un territoire relativement industriel, où le recul du secteur (-11 %) est légèrement moins important que dans le reste de la région (-14 %), au cours de la dernière décennie. Le nombre de salariés dans le secteur, des grandes entreprises, représente quant à lui 8,5 % des emplois (2 536 emplois).
Faisant suite aux grandes manufactures du XIXe siècle , l'implantation de la société du Zurichois Jacques Schmid-Roos en 1915 et devenue aujourd'hui NTN-SNR Roulements dont le centre de R&D se trouve toujours à Annecy et emploie environ 2 536 personnes dans le bassin ; le matériel de sport avec les marques Salomon, Millet ou Fusalp ; l'agro-industrie avec Entremont, installée depuis 1948 ; la construction mécanique : Chauvin-Arnoux et Métrix, qui fusionnent en 1997 ; le matériel de bureau avec Maped (en 1946) ; l'emballage et la chimie avec PSB Industries, depuis 1945, ou encore la grande distribution avec à l'origine Groupe Carrefour, dont Annecy est le berceau des Fournier l'une des deux familles fondatrices en 1960,,. Si Gillette quitte Annecy en 1999, d'autres grandes firmes possèdent encore des filiales installées sur la commune ou dans le bassin auxquelles s'ajoutent de nouvelles entreprises : Alcatel, Stäubli International AG et ST Dupont (Faverges), l'unité de Dassault Aviation (Argonay depuis 1961), Tefal (Rumilly), Sopra (Annecy-le-Vieux),,.

#### Commerce

##### Zones commerciales

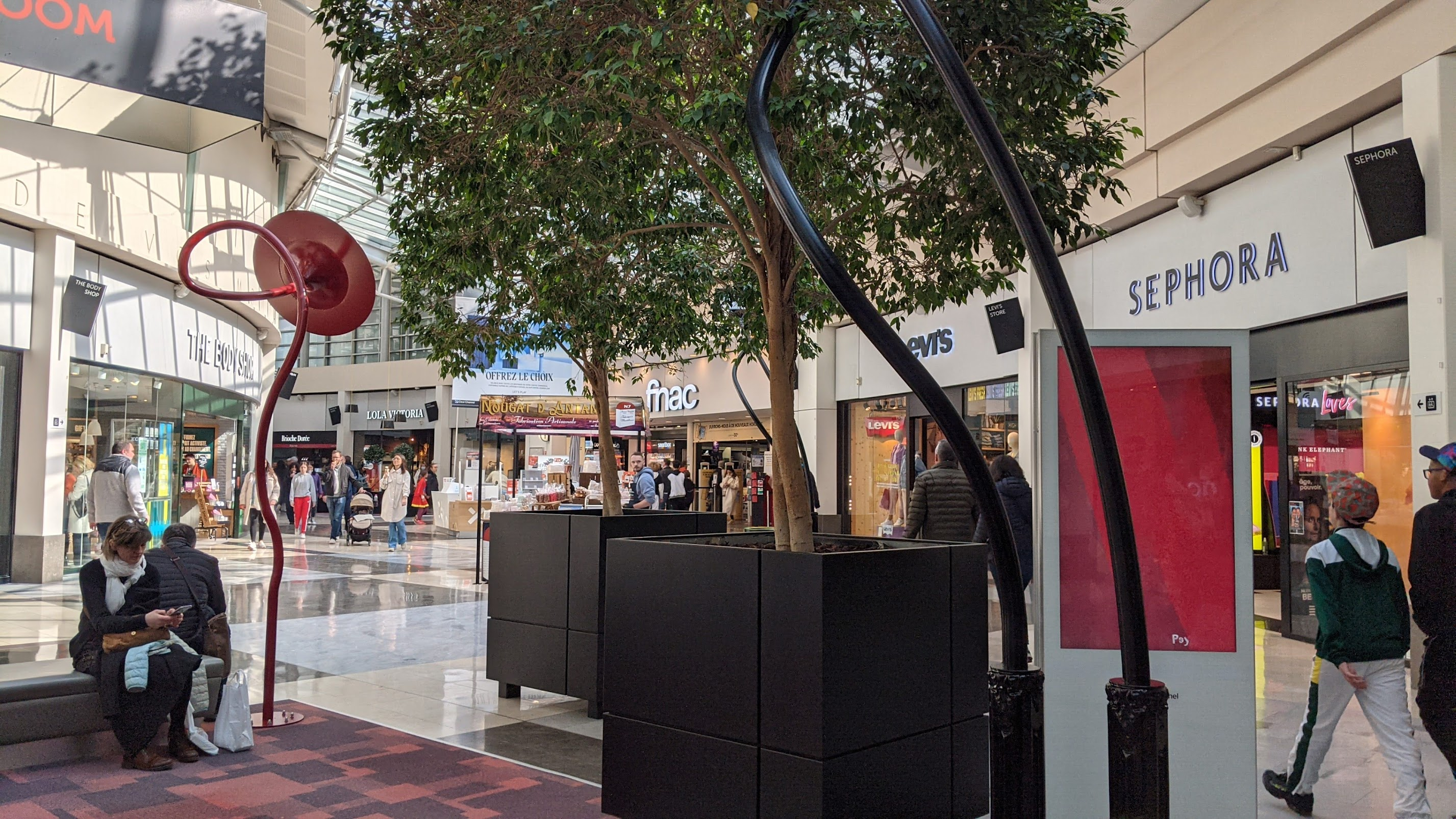
Centre commercial Courier

- Centre commercial CourierCourier est un centre commercial de 35 000 m2, au croisement de la rue Carnot et l'avenue de Brogny, est jouxtant la place François-de-Menthon. Il compte 36 boutiques dont un Monoprix, une Fnac, un Pathé et dispose d'un parking de 741 places. Inauguré en 2001, il a accueilli en 2010 7,7 millions de visiteurs. La mairie en a profité aussi pour revoir le centre de circulation en perçant deux tunnels sous le centre commercial pour rejoindre directement l'arrière de la gare au rond point du Lycée ;
- les Galeries Lafayette, anciennement Nouvelles Galeries, 25 avenue du Parmelan ;
- Arcal'oz et son Géant Casino à Seynod

L'agglomération possède 2 hypermarchés, Carrefour au nord de la commune, avenue de Genève et le centre Auchan au Grand Epagny, une des plus grandes zones commerciales de la région.

##### Un dynamisme historique
Le tissu commercial du bassin annécien a vu naître 2 grands groupes de distribution français :
- Le Groupe Carrefour, né en 1959 d’une rencontre entre Marcel Fournier, dont la famille est propriétaire d’un grand magasin de nouveautés à Annecy et les frères Jacques et Denis Defforey[187], dont les familles Badin-Defforey sont propriétaires d’une maison de gros et petits succursalistes à Lagnieu dans l’Ain[188]. L’épicier de Landerneau Édouard Leclerc, vint à la bourse du travail d'Annecy en novembre 1959 avec l'intention de s’implanter dans la ville[187]. Marcel Fournier, piqué au vif, prend alors rapidement contact avec la maison Badin-Defforey pour son approvisionnement en produits alimentaires et ouvre, dès janvier 1960 une épicerie dans le petit sous-sol de son magasin de mercerie rue Vaugelas[187]. Ce sera un franc succès entraînant l’ouverture d’un supermarché, en juin 1960, au carrefour de l’avenue Parmelan et de l’avenue André-Theuriet et par une association avec les familles Badin-Defforey par leur savoir-faire et leur apport financier. Ce magasin prendra comme enseigne Carrefour, du nom de l’immeuble dans lequel se trouve le magasin[189].
- Le groupe Provencia, créé en 1963 par la famille Rosnoblet, siège est aujourd'hui une franchise indépendante du Groupe Carrefour qui entretient de fortes relations commerciales avec le réseau de producteurs locaux.

##### Les rues commerçantes

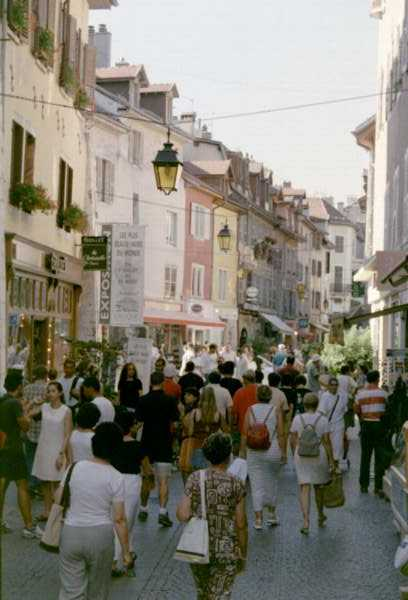
Rue Carnot

En dehors de la rue Carnot, véritable artère commerciale du centre-ville, les rues piétonnes commerçantes spécialisées sont la rue Royale portée sur le commerce de luxe (joaillerie, salon de thé, haute couture et banque) alors que la rue Sainte-Claire concentre les commerces associés au tourisme (marchands de glace, sandwicheries, magasins de souvenirs, boutiques de vêtements, restauration…). La rue de la République, la rue Sommeiller, la rue Président-Favre et la rue Vaugelas se partagent le reste de la zone commerciale non piétonne du centre-ville.

##### Les marchés

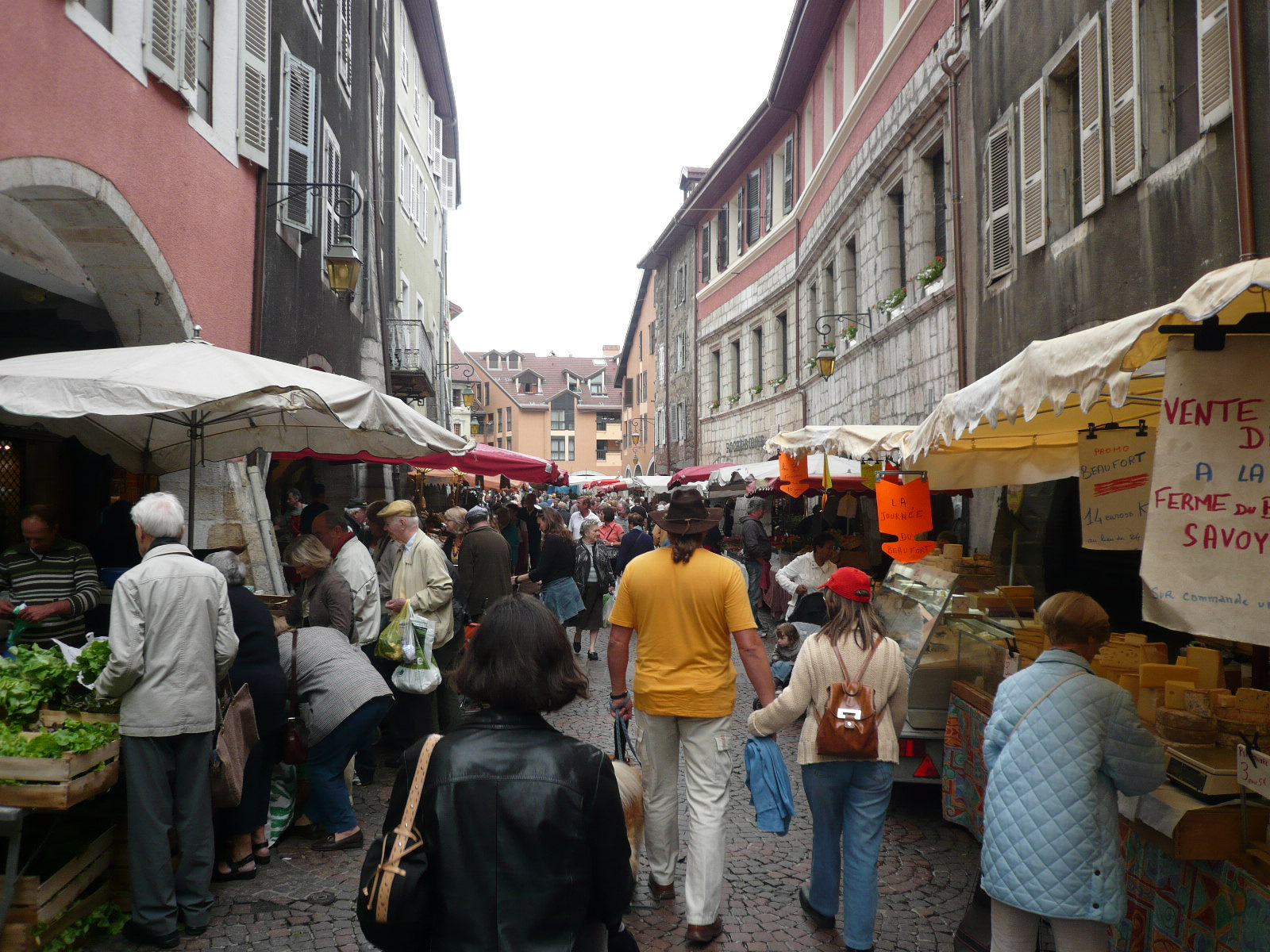
Le marché de la vieille ville

La ville organise sept marchés. Traditionnellement, il se tient le mardi, comme au XIIe siècle, en matinée (7 h-13 h) dans la Vieille Ville et place des Romains pour l'alimentation. Le marché des Romains, pour le reste des produits, est en place jusqu'à 19 h. Viennent ensuite les marchés du jeudi matin dans le quartier de Novel, du vendredi dans la Vieille Ville ainsi que le long du quai de l'Evêché. Le week-end, le samedi matin le marché est installé autour des rues du lycée Berthollet et le dimanche matin à nouveau dans la Vieille Ville. Un marché des producteurs se tient chaque dimanche matin dans le quartier Novel-Teppes, place des Rhododendrons.
La ville organise un marché de Noël à Courier et sur la place de la mairie des communes déléguées, intitulés Village des Alpes, formé de chalets et d'une patinoire et d'une scène musicale.

#### Tourisme
La ville d'Annecy obtient en 2012 le label officiel « commune touristique » comme 48 communes du département, mais aussi celui de « station classée de tourisme » en 2011. Le développement de l'activité touristique de la ville remonte à 1895, avec la création d'un syndicat d'initiative, le second en France après Grenoble. La valorisation du patrimoine urbain en lien avec la société des Amis du Vieil Annecy permet d'obtenir le label officiel « Ville d'art », en 1978,.
En 2014, la capacité d'accueil de la commune, estimée par l'organisme Savoie Mont Blanc, est de 10 786 lits touristiques répartis dans 1 504 établissements. Les hébergements se répartissent comme suit : 465 meublés  ; 3 résidences de tourisme ; 31 hôtels ; un camping municipal « le Belvédère » ; 2 centres de vacances/auberges de jeunesse ; 1 refuge et une chambre d'hôtes. La capacité est en légère baisse, depuis ces vingt dernières années, avec une perte de 200 lits.
Fin 2010, 1 300 entreprises du bassin annécien et Aravis étaient liées au secteur du tourisme et généraient environ 7 000 équivalent plein emplois pour un chiffre d'affaires global de 719,3 millions d'euros.
Confrontée à la hausse des locations touristiques comme Airbnb, la ville d’Annecy est devenue pionnière dans l’encadrement des plateformes de locations de courte durée. En 2019, 2049 logements étaient disponibles à Annecy sur la plateforme Airbnb et 500 sur celle de Homeaway.

## Culture et patrimoine
Annecy est classée au label officiel « Ville d'art » en 1978. Elle co-signe avec la communauté de l'agglomération d'Annecy, en 2004, une convention « Pays d'art et d'histoire ». Des guides-conférenciers organisent des visites à la découverte du Vieil Annecy, de son patrimoine et de son histoire. L'agglomération annécienne compte neuf édifices distingués par l’attribution du label « Patrimoine du XXe siècle ».

### Lieux et monuments
La commune possède vingt-et-un monuments répertoriés à l'inventaire des monuments historiques et cinq lieux répertoriés à l'inventaire général du patrimoine culturel. Par ailleurs, elle compte soixante-dix-sept objets à l'inventaire des monuments historiques et dix-huit sont répertoriés à l'inventaire général du patrimoine culturel. La vieille ville, traversée par trois canaux, concentre une part importante des monuments de la ville. Ses rues piétonnes à arcades, dont la rue Sainte-Claire, l'une des plus belles avec ses arches romantiques des XVIIe et XVIIIe siècles, sont parsemées de fontaines.

Le patrimoine bâti annécien
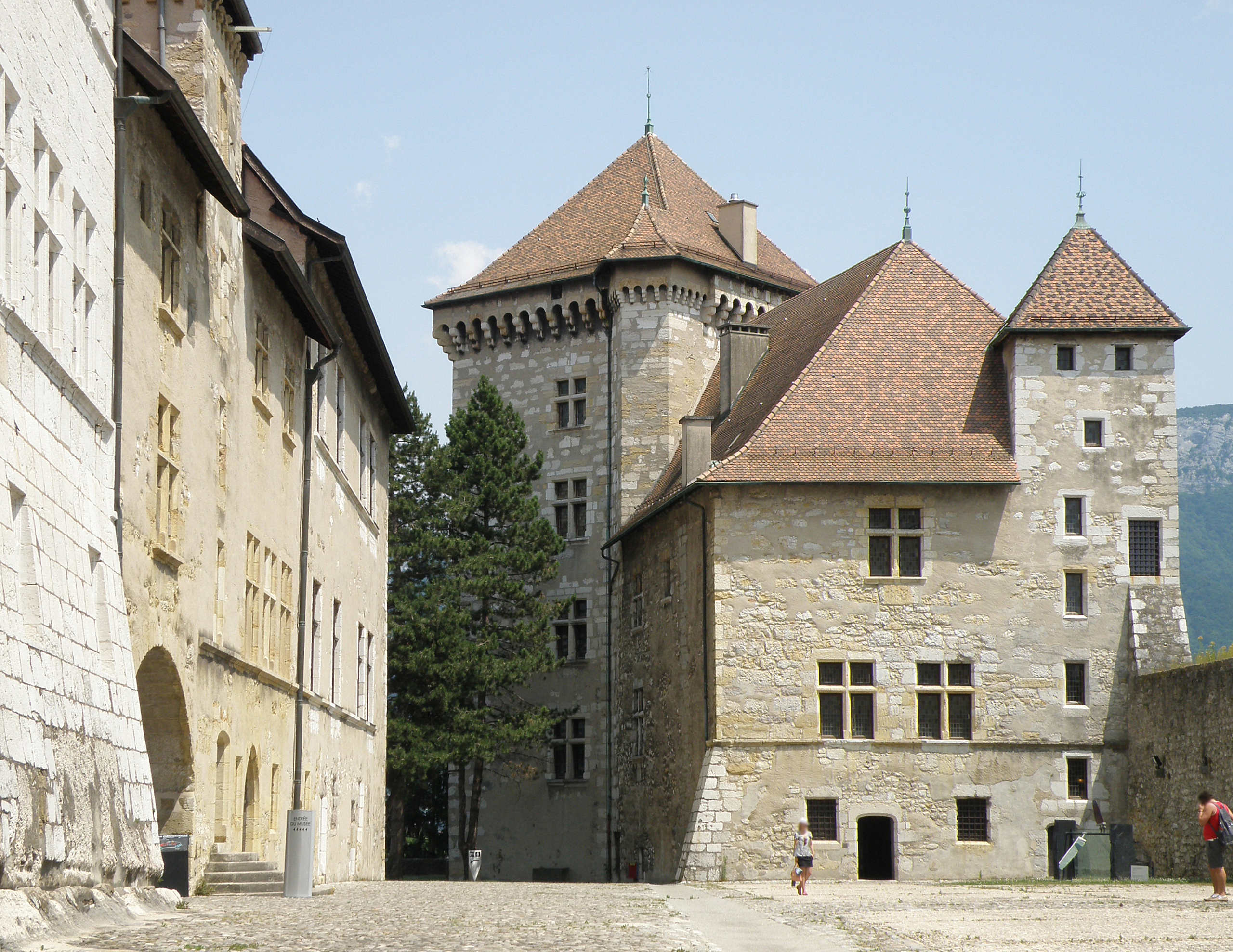
Cour du château comtal
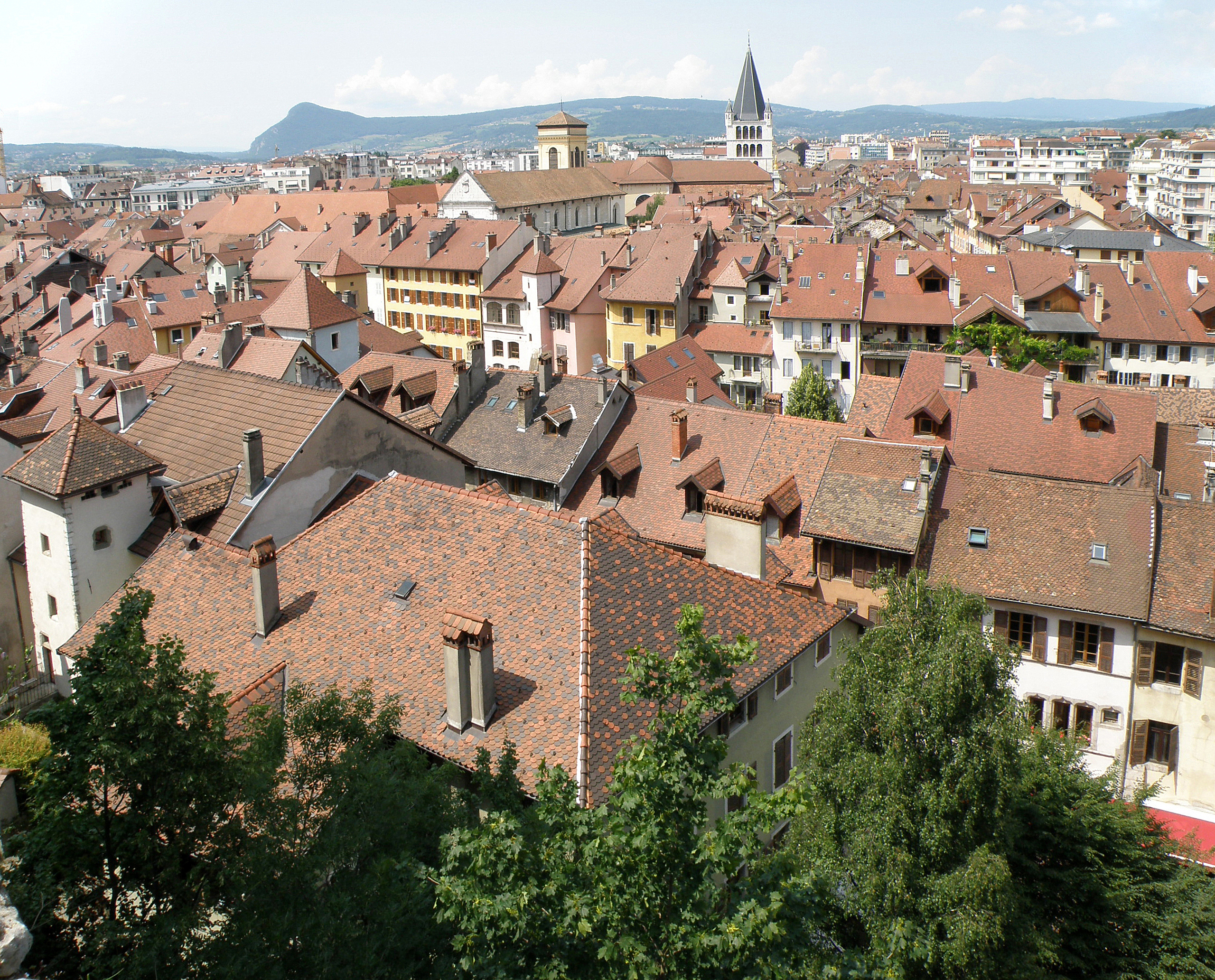
Toits de la Vieille Ville d'Annecy.
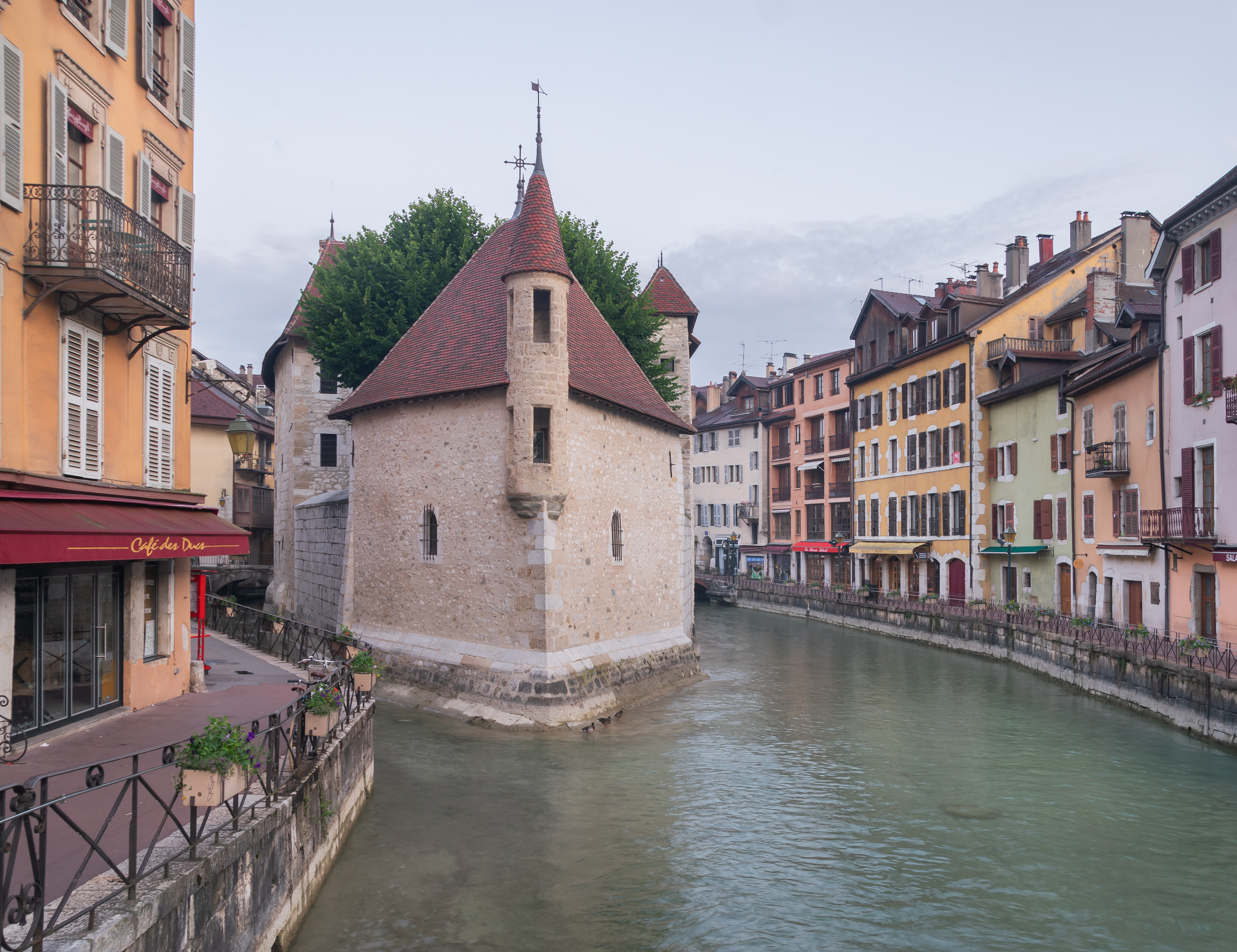
Palais de l'Isle
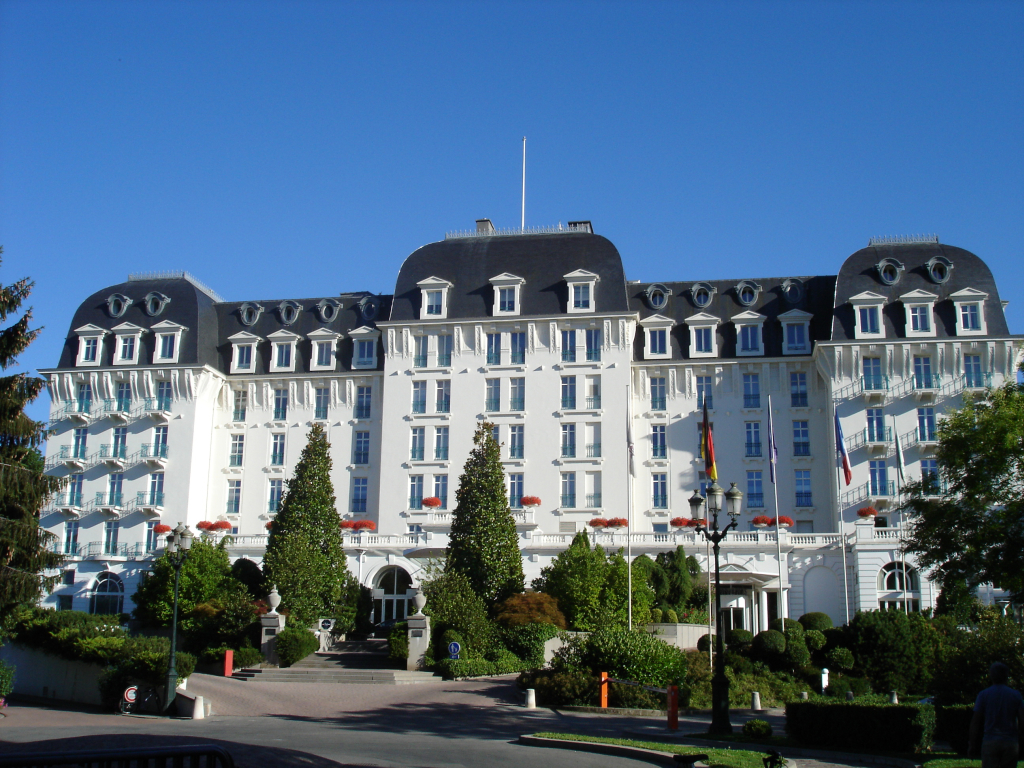
Impérial Palace.
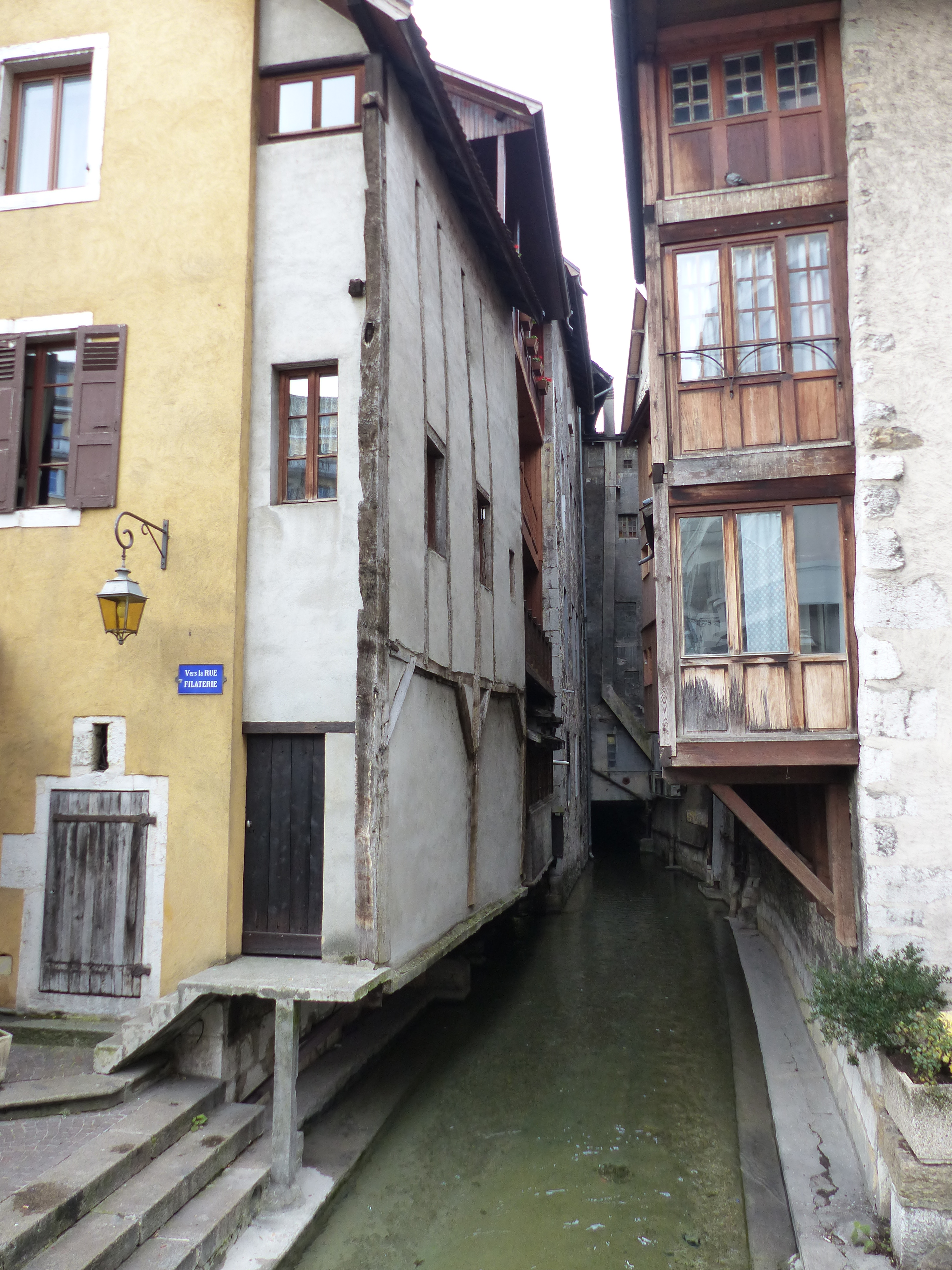
Canal en vieille ville

#### Monuments médiévaux

##### Le château d'Annecy

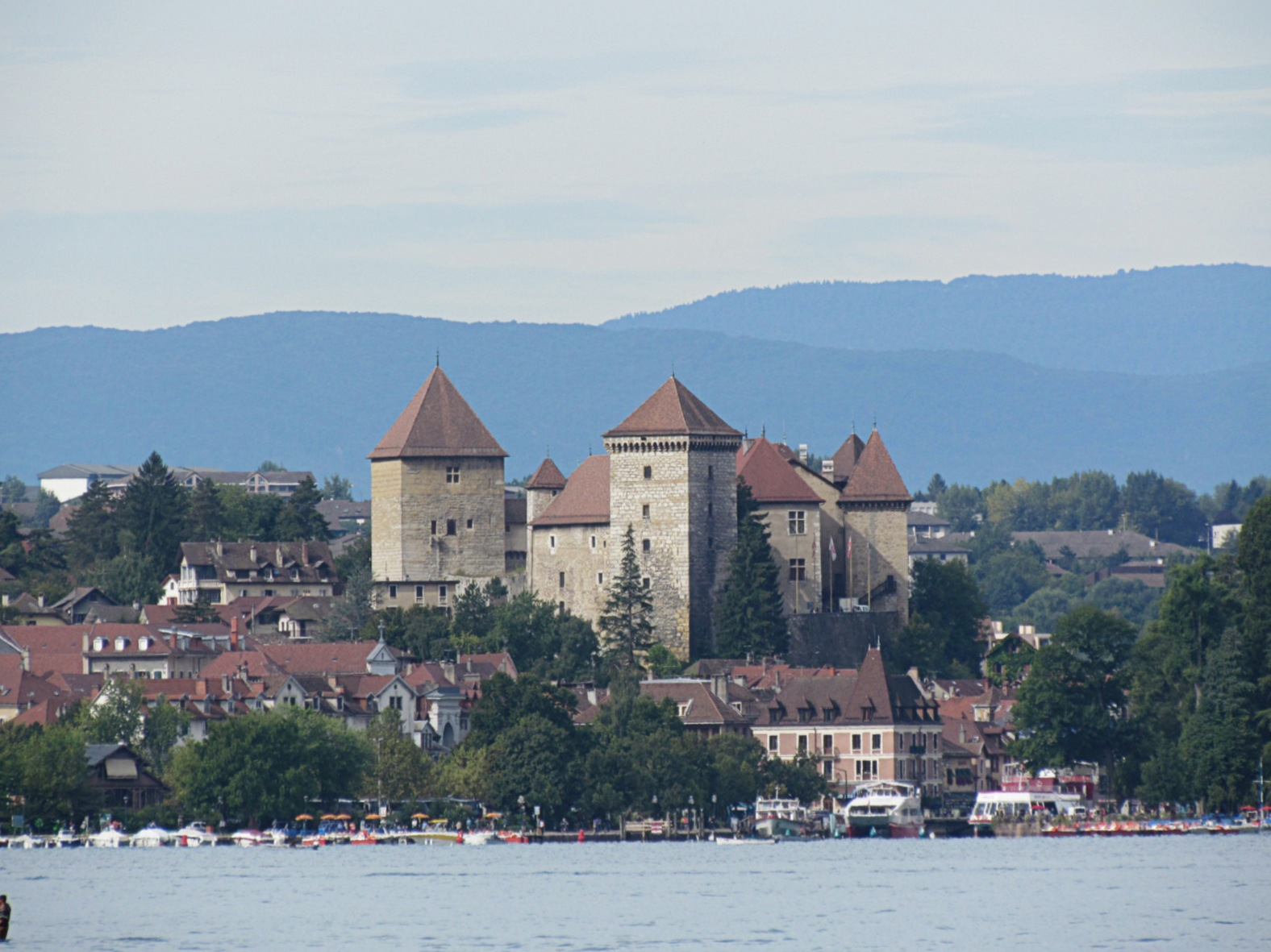
Château d'Annecy, vu du lac

Surplombant la ville, le château est édifié du XIIe au XVIe siècle pour les comtes de Genève, puis sert aux ducs de Genevois-Nemours, branche cadette de la Maison de Savoie.
Plusieurs fois victime d'incendies, il a été laissé à l'abandon au XVIIe siècle, converti en caserne militaire jusqu'en 1947, pour être finalement racheté par la ville d'Annecy qui le restaure en 1953 avec l'aide des Monuments historiques afin d'en faire le Musée d'art contemporain et d'art régional d'Annecy et, depuis 1993, l'Observatoire régional des lacs alpins dans la Tour et le Logis Perrière.

##### Le palais de l'Isle
Construit au XIIe siècle au milieu du canal du Thiou, le Centre d'Interprétation de l'Architecture et du Patrimoine de l'agglomération d'Annecy a eu par le passé des fonctions très diverses : palais du châtelain d'Annecy au XIIe siècle, hôtel administratif pour le comte de Genève, siège de la judicature, hôtel des Monnaies, depuis le règne d'Amédée III de Genève vers 1356, et prison avant d'être classé monument historique.

Le palais de l'Isle
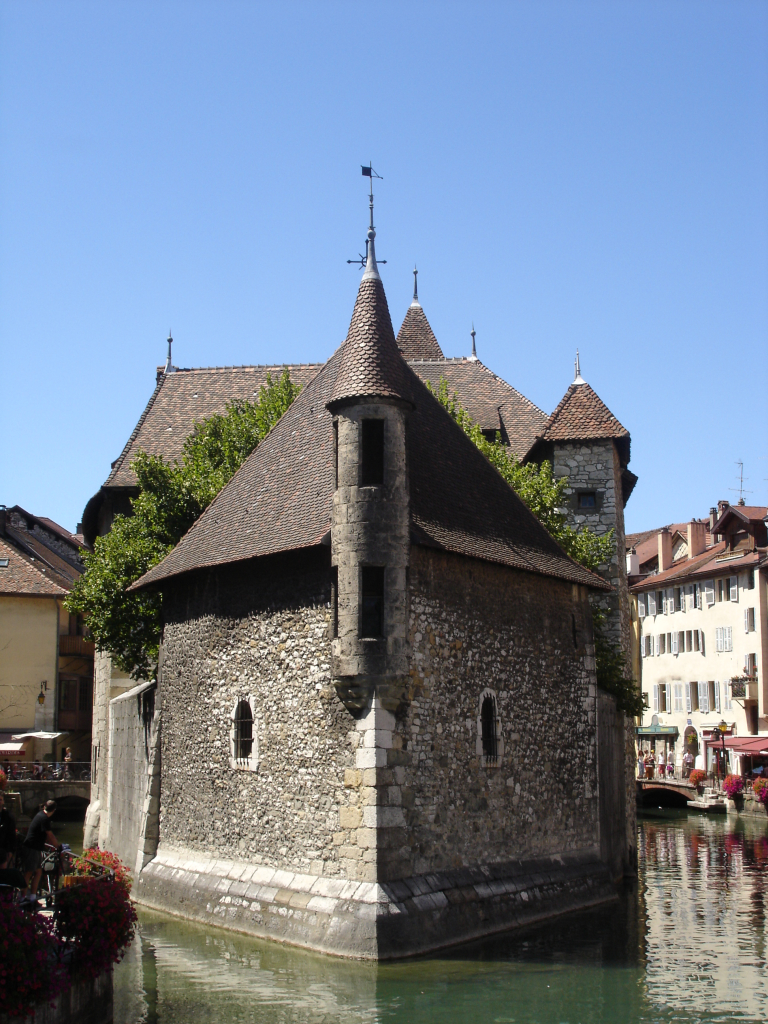
Avant rénovation
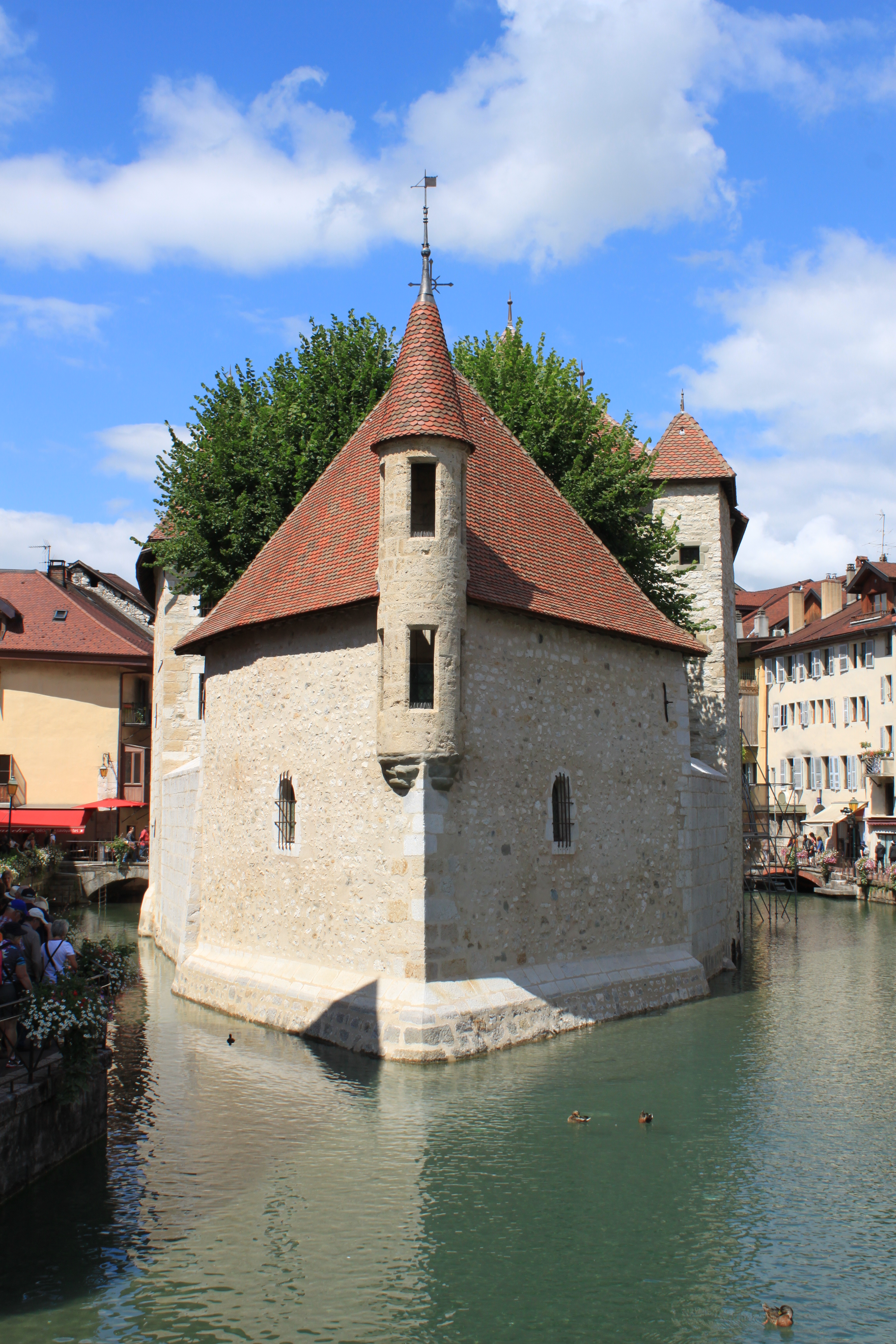
Après rénovation
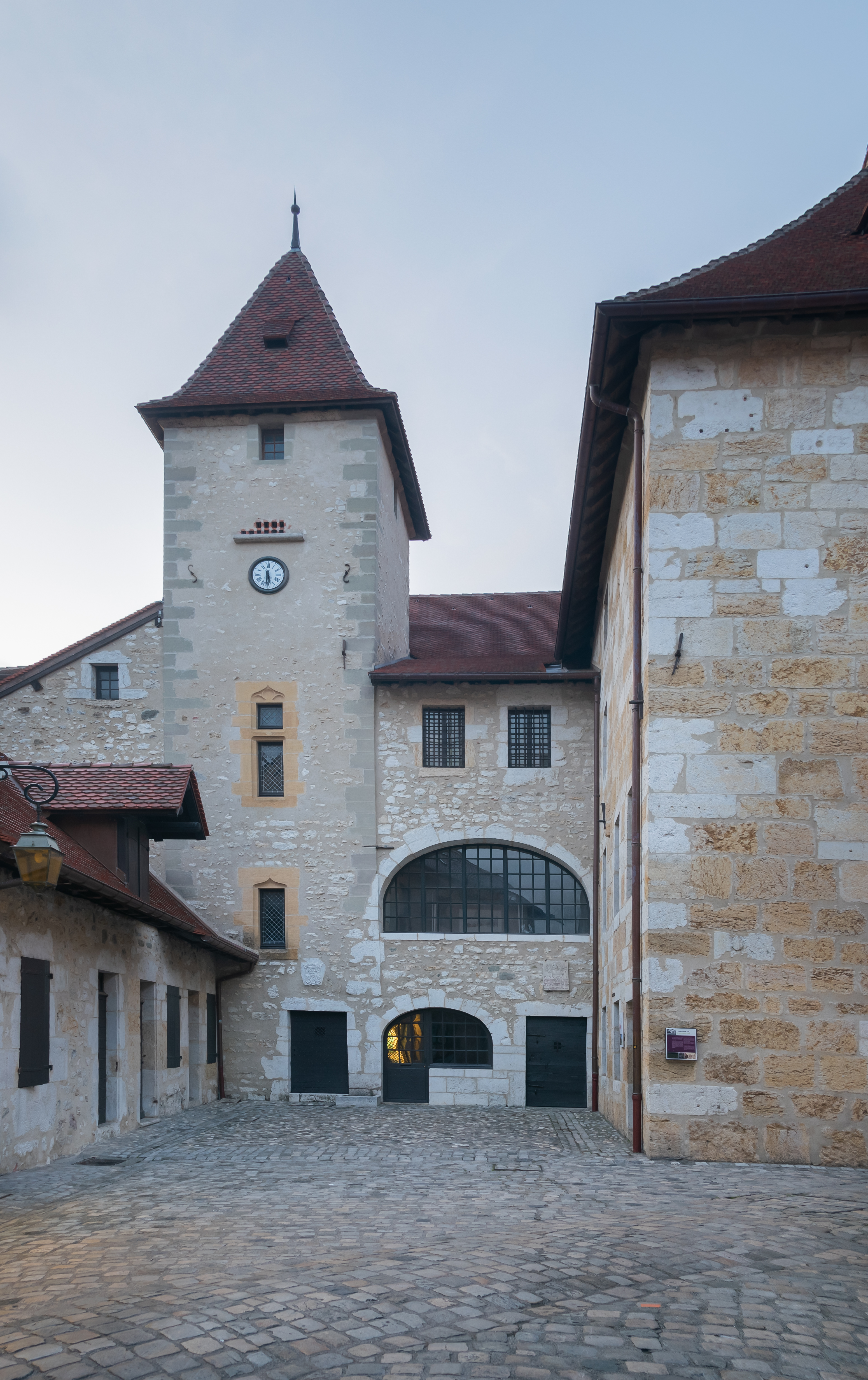
Dans la cour
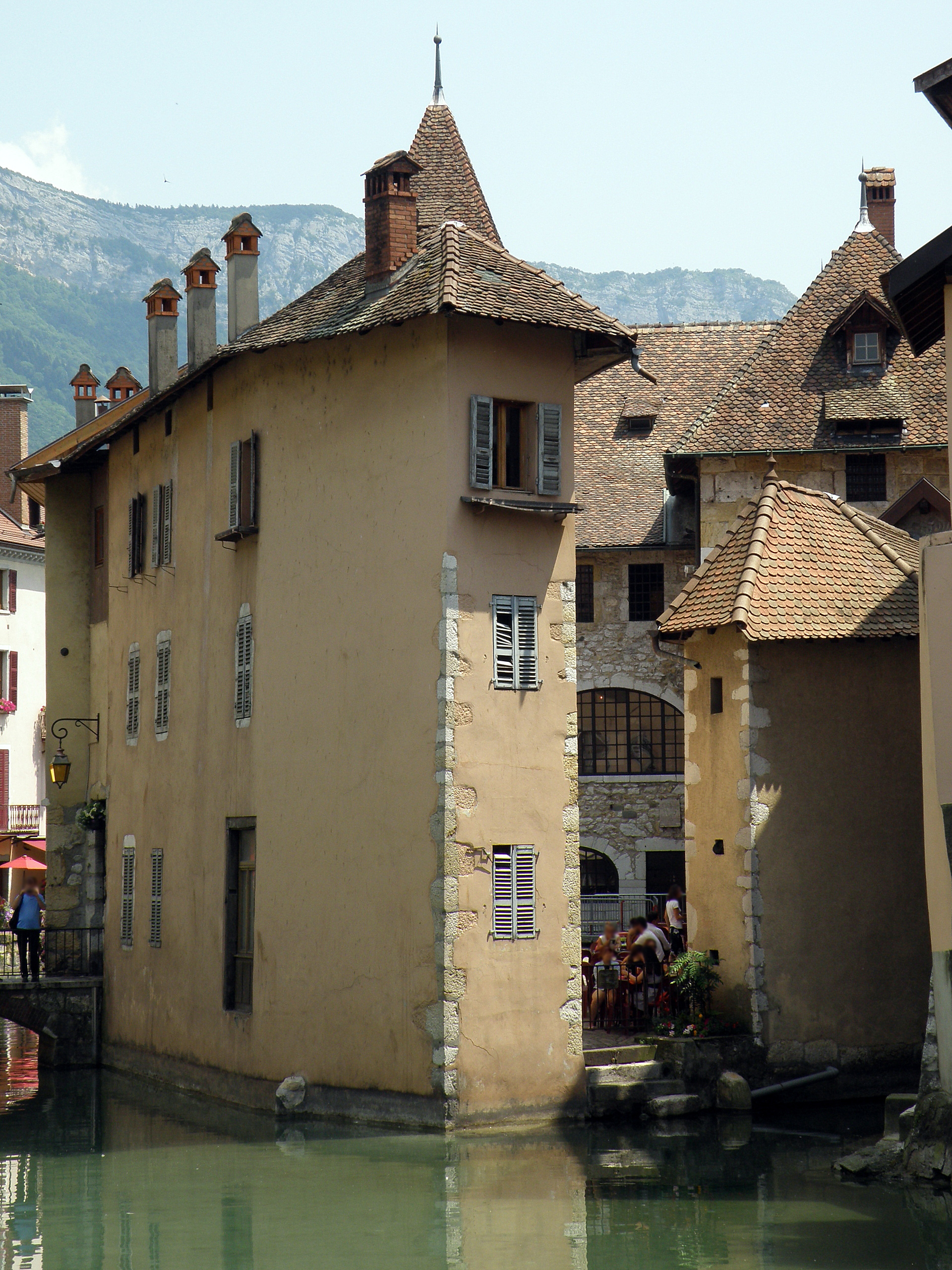
Vue en aval

##### Le manoir de Novel

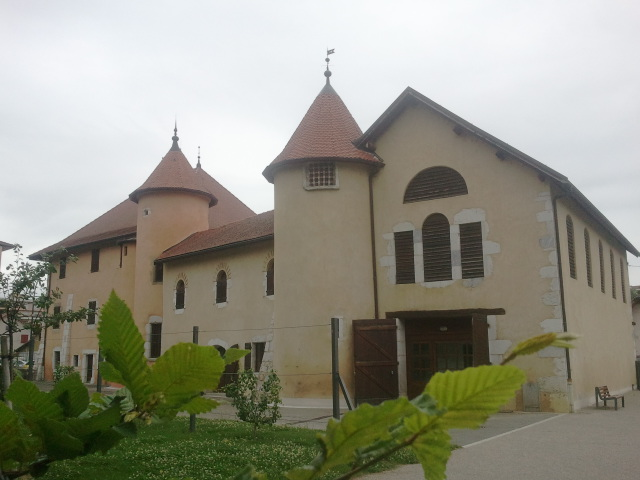
Manoir de Novel

Le manoir est construit dans le quartier nouveau de Novel, au pied de la colline d'Annecy-le-Vieux sur un plan quadrangulaire, avec une tour ronde dans son angle sud-ouest. Il était entouré d'un mur d'enceinte avec fossé, que l'on franchissait par un pont-levis. Au XIIe siècle, il appartient aux comtes de Genève jusqu'en 1219, date à laquelle ils s'installent au château d'Annecy. Au XIVe siècle, la famille qui en a l'inféodation prend le nom de celui-ci. Au XVe siècle, il est entre les mains de la famille de Renguins, puis passe à celle de Chenex. Par mariage, il passe en 1512, à la famille de Sales. En 1556, « Novel » est la propriété d'Amédée Viollon. Cette famille l'apporte en dot, au début du XVIIe siècle, aux visitandines, qui le gardent jusqu'à la Révolution française et en font le cœur d'une exploitation agricole. Confisqué et vendu, il gardera cette dernière fonction jusque dans les années 1960. En 1972, il est racheté à la famille Gay par la commune d'Annecy, qui le restaure. En 2008 le jardin du manoir est inscrit en tant que Refuge de la Ligue de protection des oiseaux.

##### Le Conservatoire

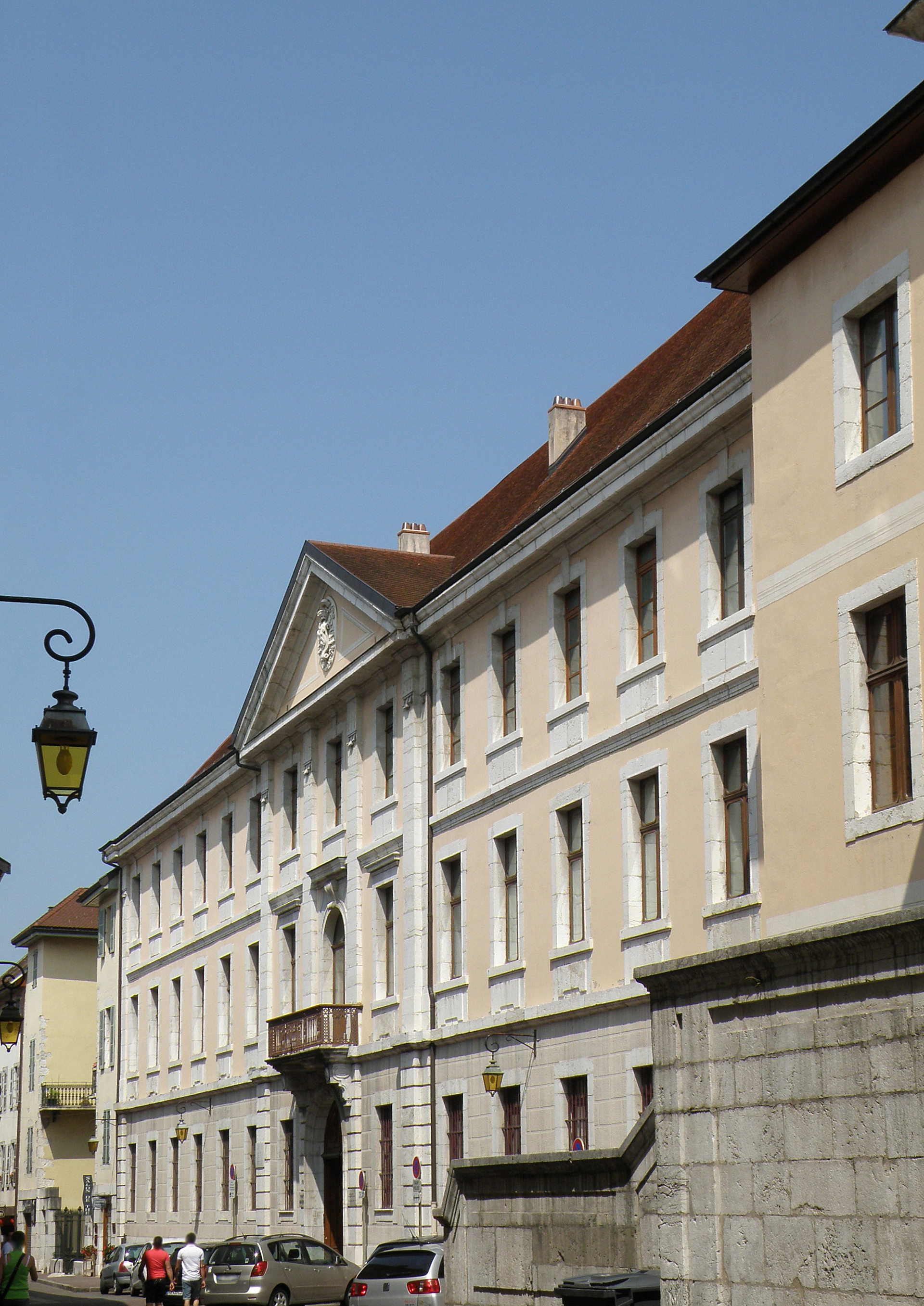
Conservatoire de musique

Le Conservatoire à rayonnement régional hébergé depuis 1970 dans l'ancien palais épiscopal, 10 rue Jean-Jacques Rousseau, est construit au XVIIIe siècle à la place du couvent des cordeliers du XVIIe siècle et remanié au XIXe siècle.
Ancien séminaire du diocèse, Jean-Jacques Rousseau y suit des cours en 1729. Le Département l'achète en 1975 pour y abriter les réserves des collections départementales, le Musée du cinéma d'animation et la bibliothèque du Grand séminaire, riche de plus de 60 000 volumes. Certaines parties architecturales sont inscrites à l'inventaire des monuments historiques en 1983, notamment des trumeaux, l'escalier d'honneur, l'escalier est, des cheminées, le vestibule d'entrée, les façades et la toiture qui sont réhabilité en 1995.

#### Les ponts
- Le pont Perrière, haut lieu de la photo à Annecy, devant les vieilles prisons, est le premier pont à l'embouchure du Thiou jusqu'à la construction du nouveau pont de la Halle. Le pont initial est appelé « pont Rollier », lors de sa construction au XIVe siècle, parce qu'ouvert au roulage. Il prend ensuite le nom de « pont Boringe » du nom d'une famille du secteur, puis « pont de la Halle » du fait de sa proximité avec la place aux bois alors située près de l'église Saint-François-de-Sales. Lorsque la halle est déplacée, il prend le nom de « pont Perrière », du nom du quartier auquel il conduit.
- Le pont de la Halle est érigé en 1822 à l'endroit où l'ancien mur d'enceinte enjambait le Thiou au moment de la construction de la nouvelle route le long du lac vers Albertville. Il donne directement accès à la nouvelle halle aux bois déplacée plus près de l'embouchure de la rivière pour permettre un meilleur accès aux bateaux. Construit d'abord en bois, il est reconstruit en pierre vers 1859 puis élargi en 1929 et à nouveau en 1972.
- Le pont Morens daterait du début du XIIIe siècle et est le seul pont en pierre à permettre le passage des véhicules ; il est alors appelé le « pont de pierre », une chapelle s'élevant à une de ses extrémités. Il prend le nom de « pont Morens » à la fin du XIVe siècle, mot signifiant « fixe ». Il est restauré en 1854 par l'architecte Auguste Désarnod. En 1886, la chapelle est supprimée, menaçant ruine.
- Le pont de la République, initialement appelé « pont des boucheries », enjambe le canal du Thiou près de la manufacture et donne accès à la nouvelle rue des Boucheries, actuelle rue de la République. Construit en bois de chêne et en bronze, il est restauré en 1846 par l'architecte Camille Ruphy, en 1872 par l'architecte de la ville d'Annecy Auguste Mangé et à nouveau en 1910 où il est rebaptisé « pont de la République ».
- Le pont des Amours, au-dessus du canal du Vassé, relie les jardins de l'Europe au Pâquier et représente bien l'architecture en fer typique du début du XXe siècle.

Les ponts
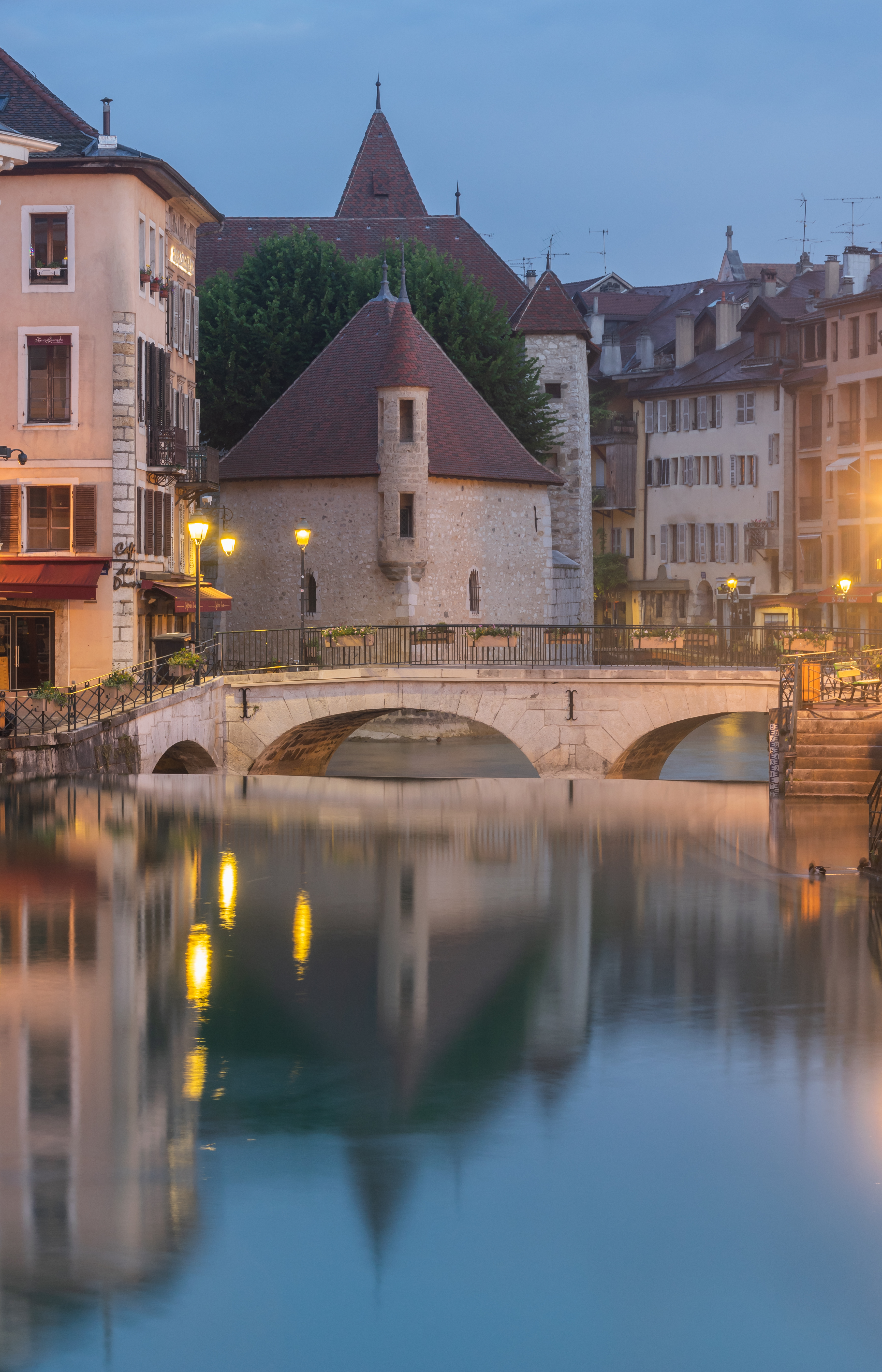
Pont Perrière.
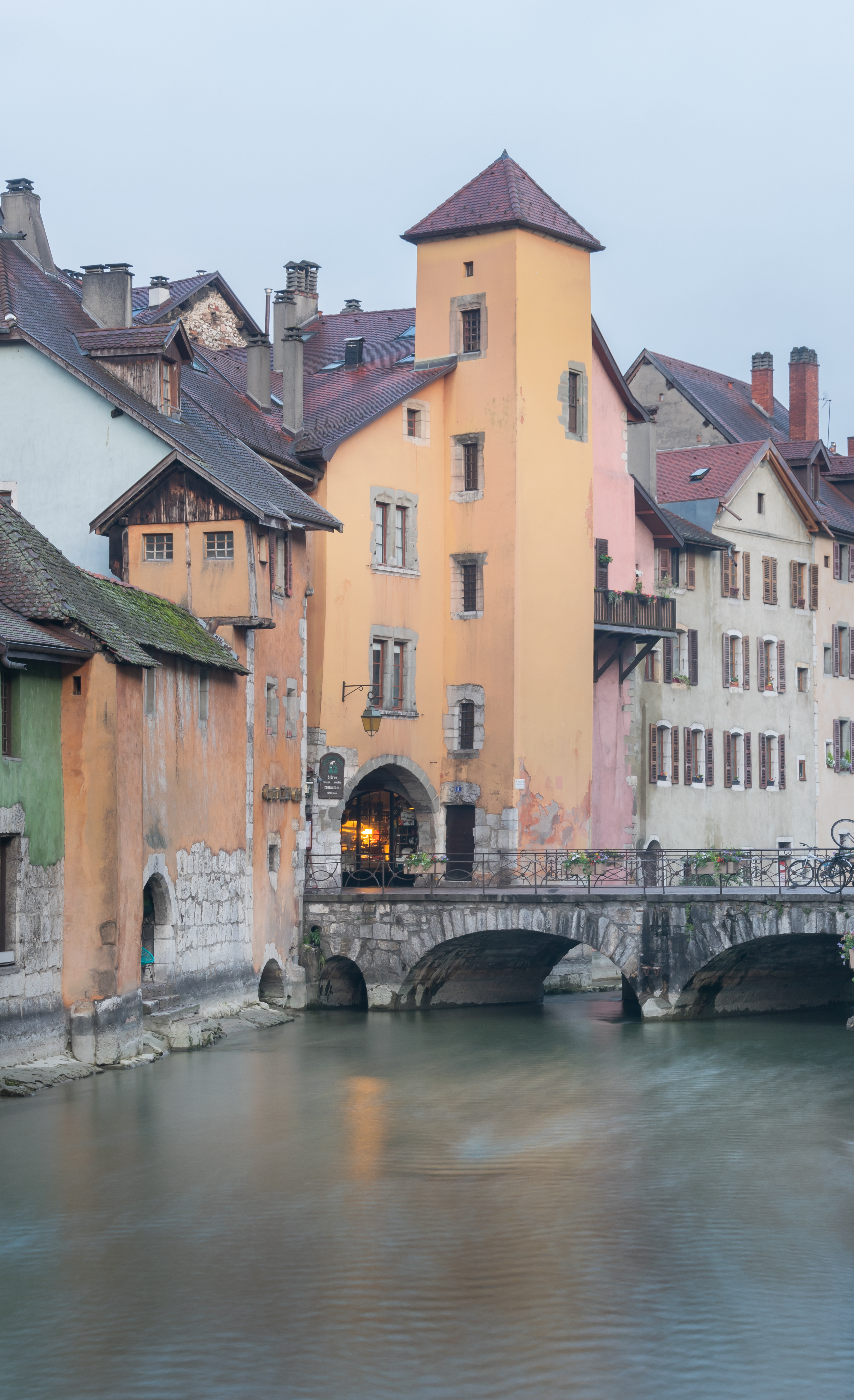
Pont Morens.
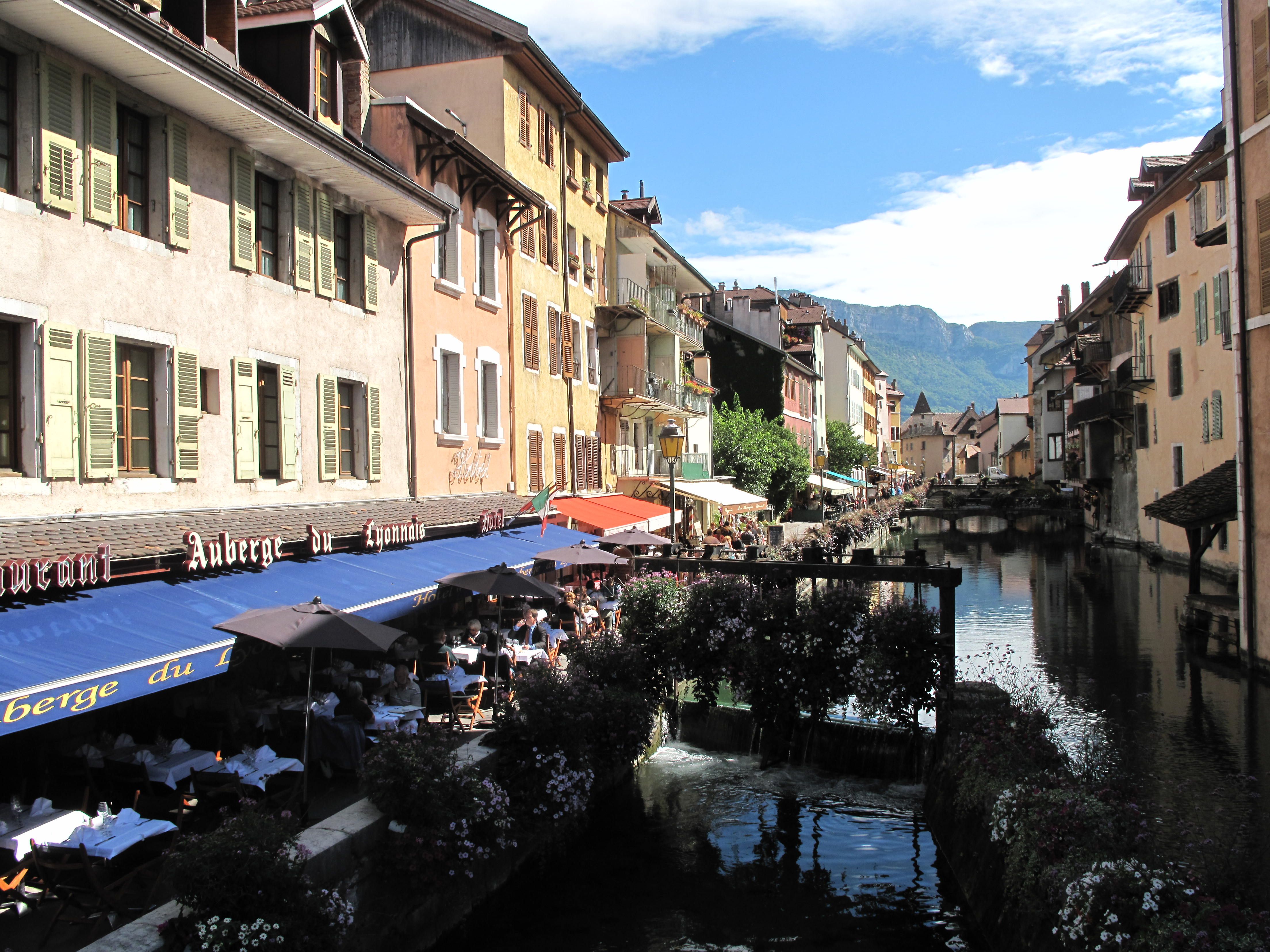
Vue depuis le pont de la République.
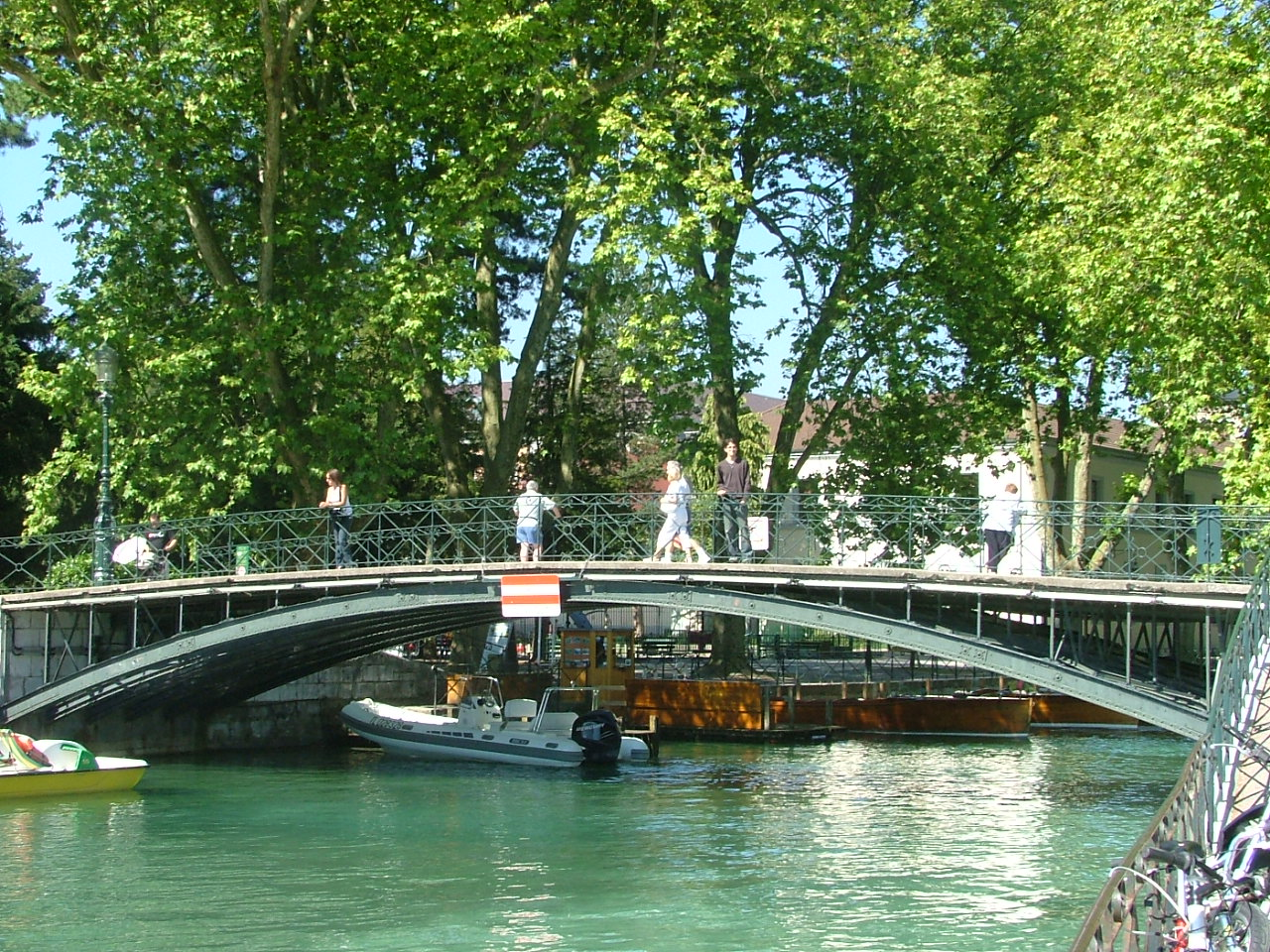
Pont des Amours.

#### Monuments contemporains

##### Le château de Trésum
Accolé à la montagne du Semnoz, le château de Trésum surplombe le lac d'Annecy. Il est édifié par Charles-Auguste de Sales entre 1653 et 1656, sur un terrain acheté à la famille Mermillod. À sa mort, en 1660, le château passe à son frère Jean-François de Sales et reste dans cette famille jusqu'à la Révolution française. Confisqué, il est loué au citoyen Jean-Claude Burnod. Saccagé lors des émeutes d'août 1793, il est acheté, peu après, par le citoyen Recordon. À la Restauration, il tombe dans les mains du préfet Félix de Roussy puis, par mariage, passe à la famille de Pontgibaud. Au XXe siècle, c'est la résidence du baron Bardet de Thieux. Il est achevé à cette époque, légué aux visitandines et devient la résidence des jésuites. Depuis 1993, il est le siège de l'évêché d'Annecy.

##### Le conservatoire d'Art et d'Histoire

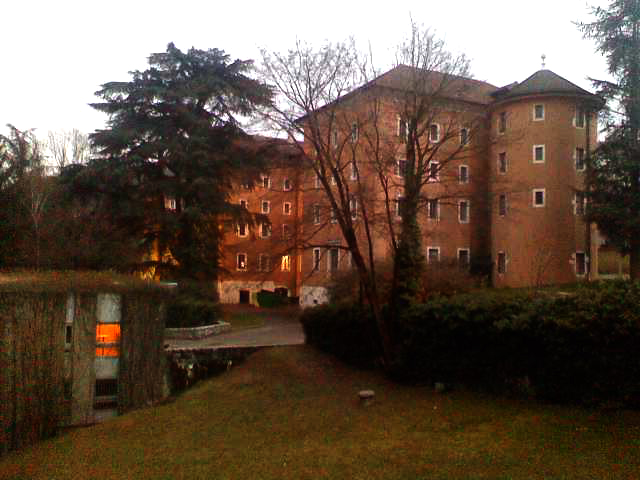
Conservatoire d'Art et d'Histoire.

Ancien Grand Séminaire d’Annecy, construit entre 1684 et 1688 par Jean d'Arenthon d'Alex, évêque de Genève-Annecy, le Conservatoire d’Art et d’Histoire a été agrandi et transformé au cours des XVIIIe et XIXe siècles. Son architecture conventuelle propre au XVIIe siècle repose sur la notion d’ordre et de dépouillement. Acquis en 1973 par le conseil général, il héberge aujourd’hui un musée au 1er étage en rapport avec le cinéma d'animation, la CITIA. Les archives départementales qui occupaient une annexe semi-enterré du jardin lors de sa création sont maintenant à l'autre bout de la ville, au nord de l'avenue de Brogny.

##### Liste non exhaustive de bâtiments contemporains
- L'atelier monétaire du Genevois qui abrite aujourd'hui le musée de l'Histoire d'Annecy.
- L'hôtel de la préfecture, grande bâtisse dans le style composite des bâtiments de l’administration française du XIXe siècle, élevée en 1864 près du lac par l’architecte Charvet.
- L'hôtel de ville construit entre 1847 et 1855[207]. Le 14 novembre 2019, un incendie se déclare au troisième étage et détruit la toiture du bâtiment. Il n'y a aucun blessé.
- Le lycée Berthollet de type napoléonien, fondé en 1888.
- L'hôtel Impérial Palace inauguré en 1913, avec ses jardins publics, sa plage et son casino.
- Le palais de justice d'Annecy ouvert en 1978, restauré à la suite d'un attentat à la bombe survenu le 22 janvier 2001[208], rouvert au public le 8 septembre 2008[209].

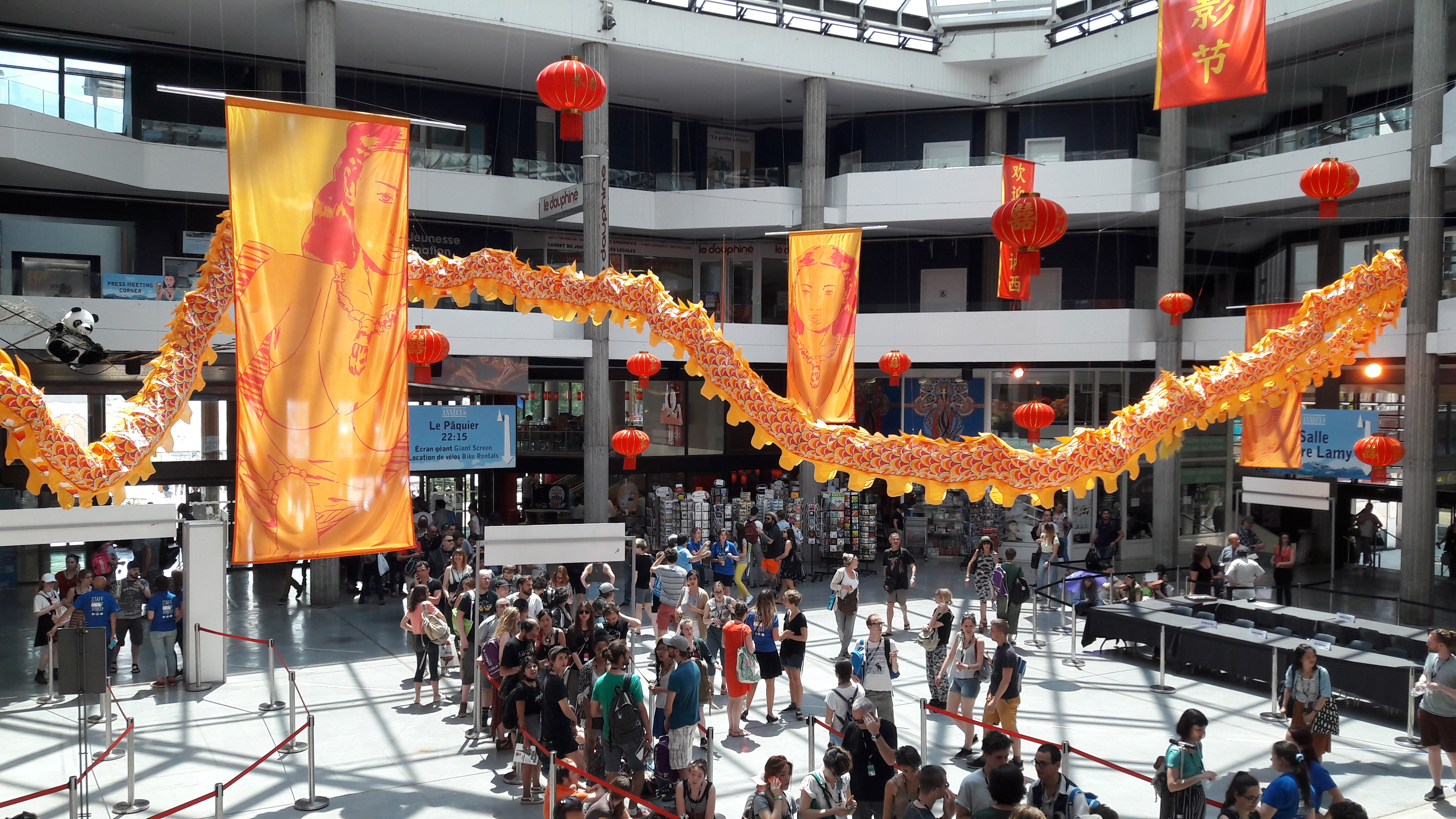
Centre culturel Bonlieu.

- Le centre culturel de Bonlieu, inauguré en 1981, où sont réunis un théâtre national, une bibliothèque, l'office du tourisme, des commerces et des bureaux.

##### Liste non exhaustive d'infrastructures contemporaines
- Les canaux par lesquels le lac se déverse et les écluses qui régulent les débits constituent un système de dérivation et de contrôle des eaux conçu par l'ingénieur Sadi Carnot avant qu'il ne devienne président de la République.
- Le monument aux Haut-Savoyards morts à la guerre, situé place du Souvenir, a été inauguré en septembre 1926. La sculpture, d'environ 2,5 tonnes, représente la victoire avec trompette et la paix ; elle mesure 3,60 mètres et son piédestal mesure 2,30 mètres. Dessinée par l'architecte Decoux, elle a été fondue par Eugène Rudier.

#### Monuments religieux
Voir Lieux de culte d'Annecy

#### Fontaines publiques
- fontaine du square des Martyrs-de-la-Déportation ;
- fontaine du square de Lattre-de-Tassigny ;
- fontaine Diane-de-Gabies, square de la Victoire-de-Stalingrad depuis 1943, elle se trouvait auparavant devant la mairie ;

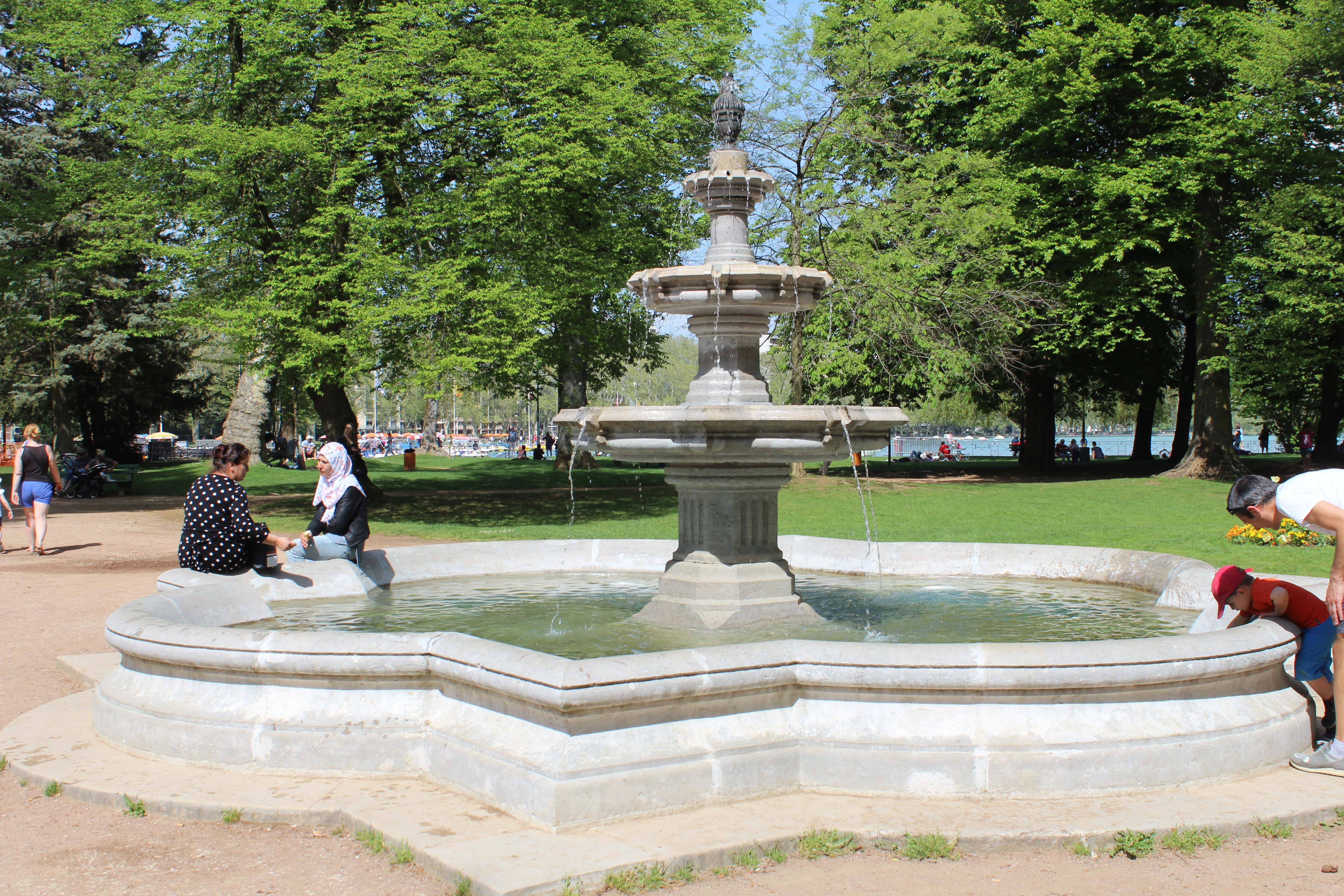
Fontaine des jardins de l'Europe

- Fontaine des jardins de l'Europebassin des jardins de l'Europe ;
- cascade d'eau de Novel ;
- Fontaine Quiberet, rue Sainte-Clairefontaines de la rue Sainte-Claire ;

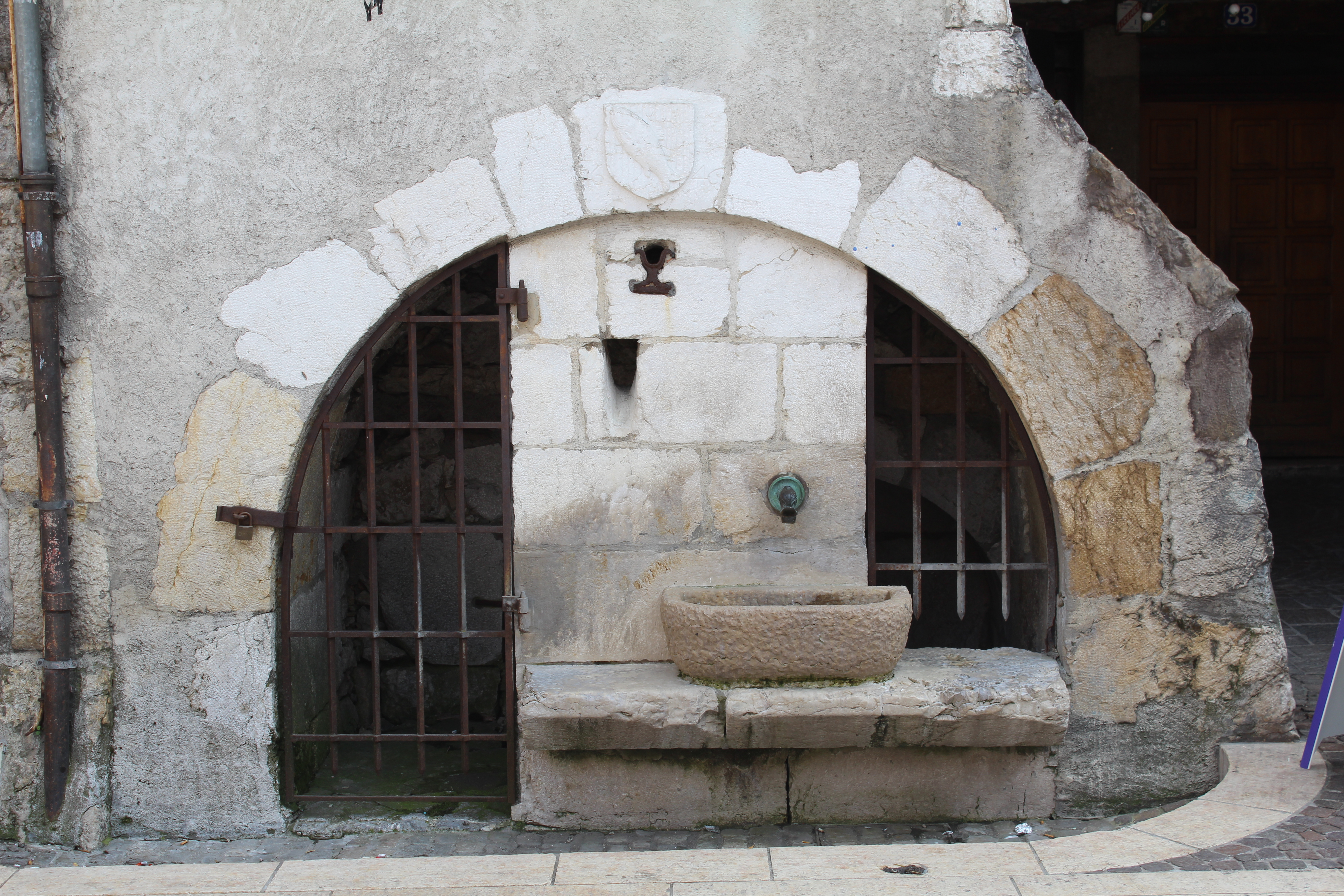
Fontaine Quiberet, rue Sainte-Claire

- fontaine de la place Notre-Dame, avec son obélisque et ses quatre lions et tortues. Les lions symbolisent le pouvoir et les tortues la longévité. Au XIXe siècle, la place Notre-Dame fait office d'agora politique. La fontaine a été installée en 1859 pour marquer le début de l’installation de l'eau au centre-ville ;
- carré d'eau devant l'hôtel de ville ;
- Le puits Saint-Jean a été transféré au croisement de la rue Carnot et de la rue Royale.

#### Statues
- statue de Berthollet dans les Jardins de l'Europe ;
- statue de Sommeiller ;
- statue de François de Sales, devant l'église Saint-Joseph ;
- statue de Jeanne d'Arc, 6 tonnes, construite en 1942 et placée devant la mairie en mai 1943 sous le régime de Vichy. En octobre 1946, elle est déplacée sur la place du Paradis, route de la basilique de la Visitation ;
- monument aux Combattants de Haute-Savoie 1926, Victoire ailée sonnant de la trompette, guerre de 1914-1918, place du Souvenir, par le sculpteur Philippe Besnard.

#### Passages, allées, ruelles et traboules

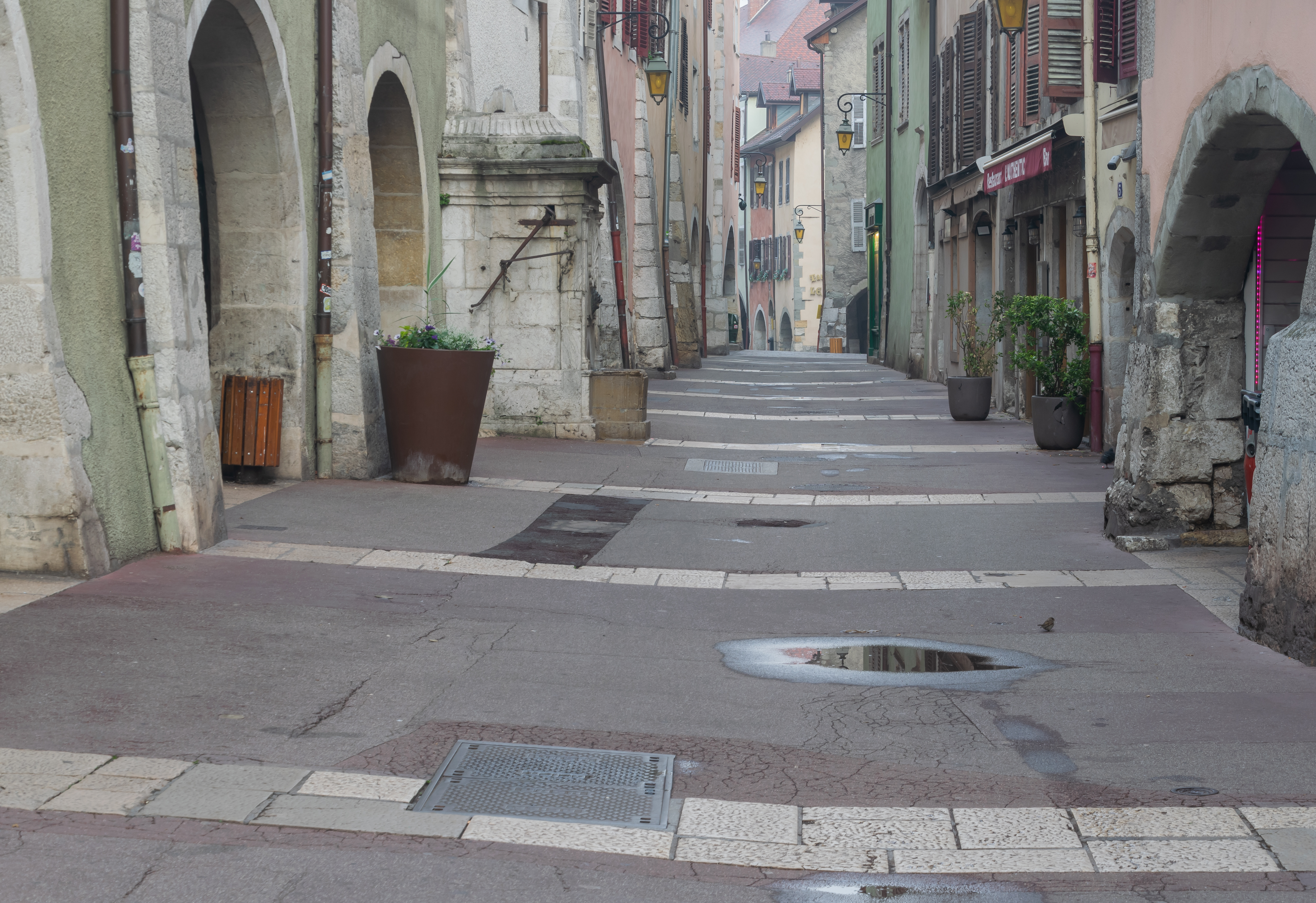
Rue de l'Île

La vieille ville comporte de multiples passages, allées, ruelles et traboules permettant de rejoindre une rue parallèle. Conservés à travers les époques, ces passages de charme font partie de l'histoire de la ville. Depuis quelques décennies, certains de ces passages et cours intérieures ont été privatisés, mais un grand nombre restent publics et quelques autres ont été créés. Parmi eux :
- deux passages entre la rue Filaterie et la rue du Collège-Chapuisien ;
- un passage entre la rue Filaterie et la rue Joseph-Blanc ;
- le passage de la Cathédrale depuis la rue Filaterie ;
- trois passages entre la rue Jean-Jacques-Rousseau et le quai de l'Évêché ;
- un passage entre la rue Jean-Jacques-Rousseau et le square de l'Évêché ;Rue Basse du Château

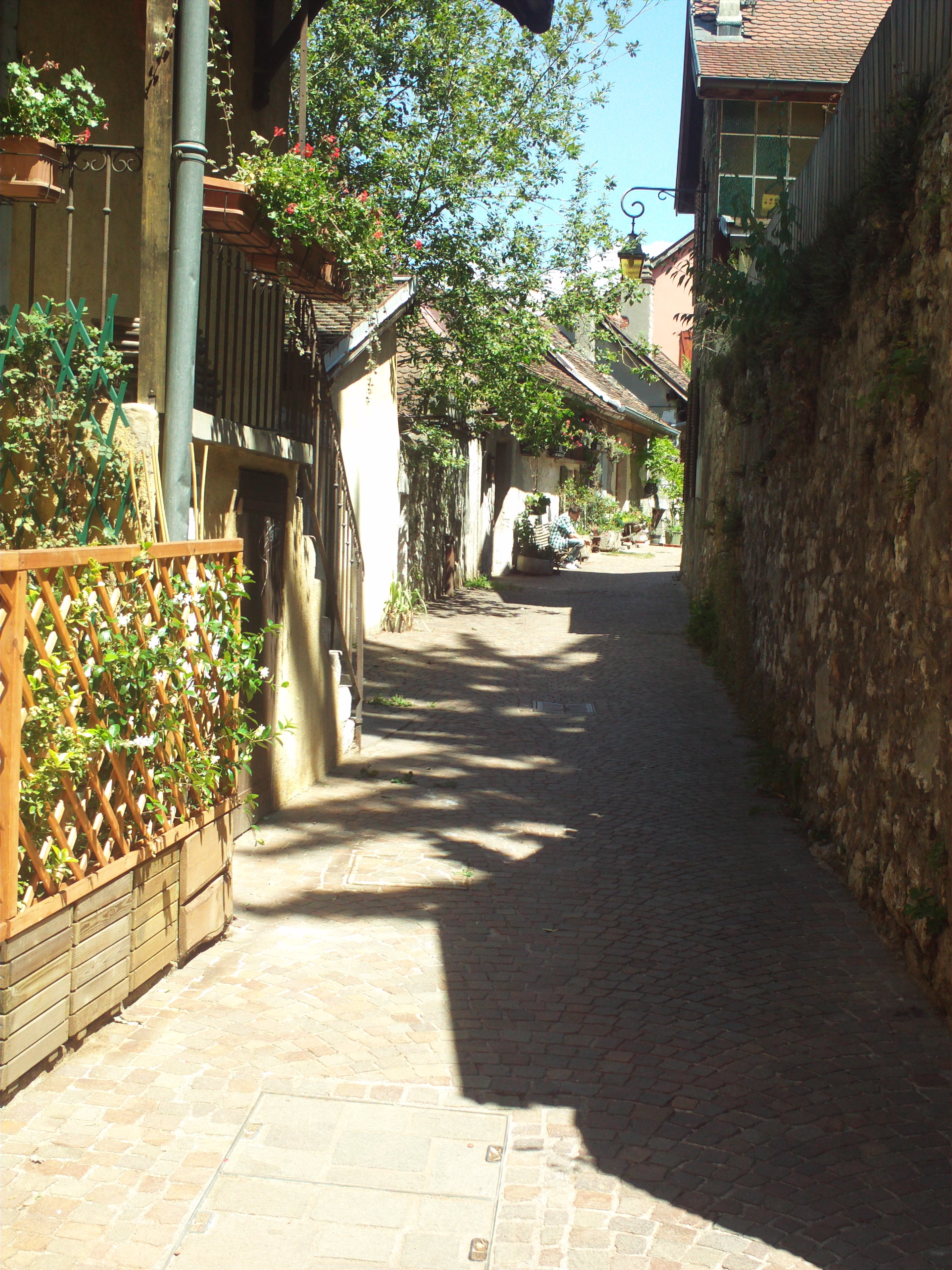
Rue Basse du Château

- le passage de l'Île entre le quai des Vieilles-Prisons, le quai de l'Île et la rue Grenette ;
- le passage Golliardi entre le quai Perrière et le faubourg des Annonciades ;

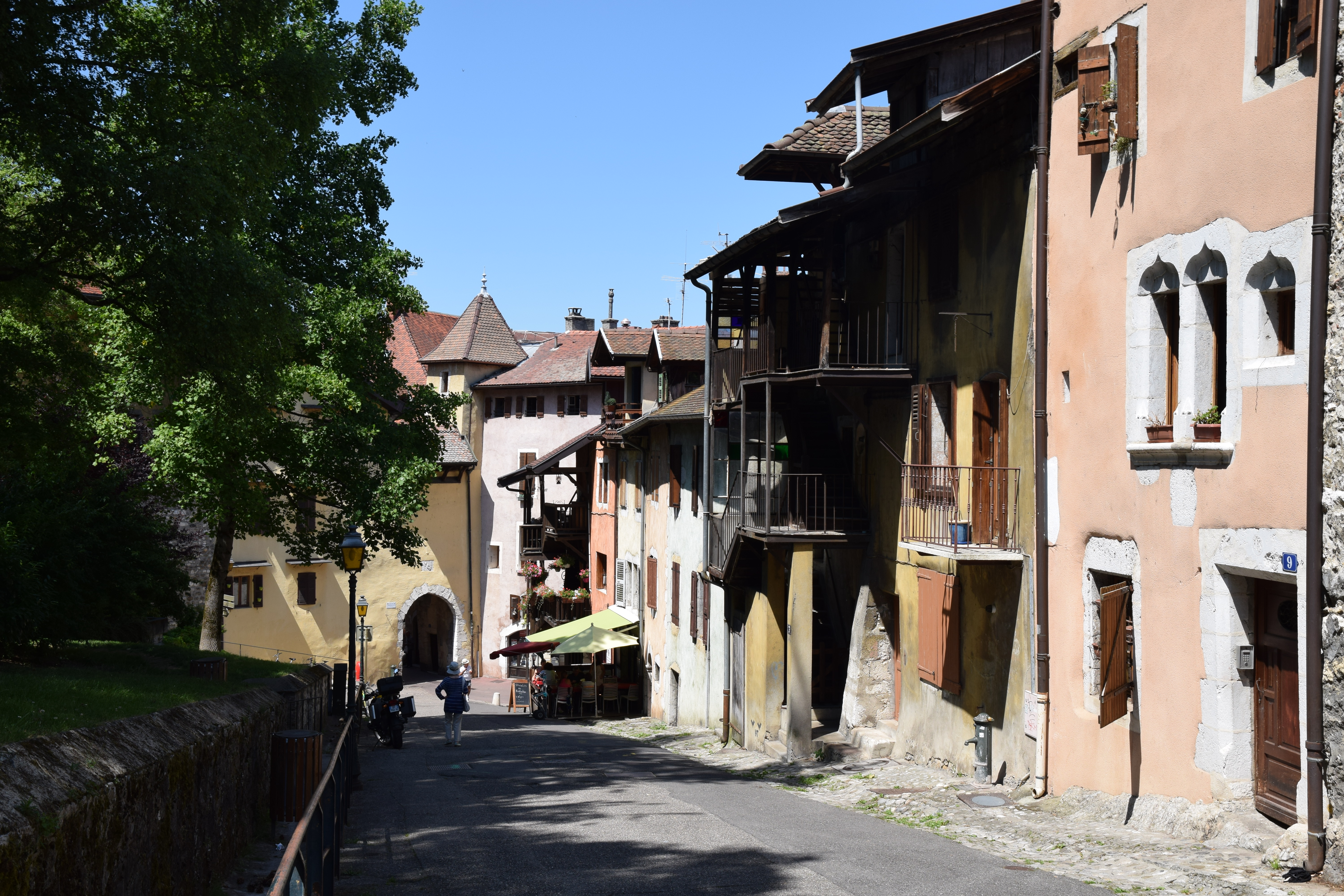
Côte Perrière

- Côte Perrièrela rampe du Château depuis la rue Perrière ;
- l’impasse du Tripoz entre la côte Perrière et la rue de Charmoisy ;
- la rue basse et les escaliers du Château ;
- le passage entre la côte Saint-Maurice et la place du Château ;
- le chemin des Remparts entre la côte Saint-Maurice et la place du Château ;
- les quais des Clarisses, des Cordeliers et des Vieilles Prisons ;
- la galerie commerciale des Sorbiers entre la rue Royale et la place des Cordeliers ;
- le passage des Clercs ;
- la rue Saint-Maurice ;
- le passage Gruffaz entre la rue Vaugelas et la rue Royale ;
- le « grand passage » entre la rue Vaugelas et la rue Sommeiller ;
- le passage du Pré carré ;
- le passage Vaugelas ;
- le passage Notre-Dame entre la rue Notre-Dame et le square de l’Évêché ;
- la rue de la Providence ;
- la galerie de l’Émeraude au croisement de la rue Sommeiller et de la rue Jean-Jaurès.

#### Espaces verts

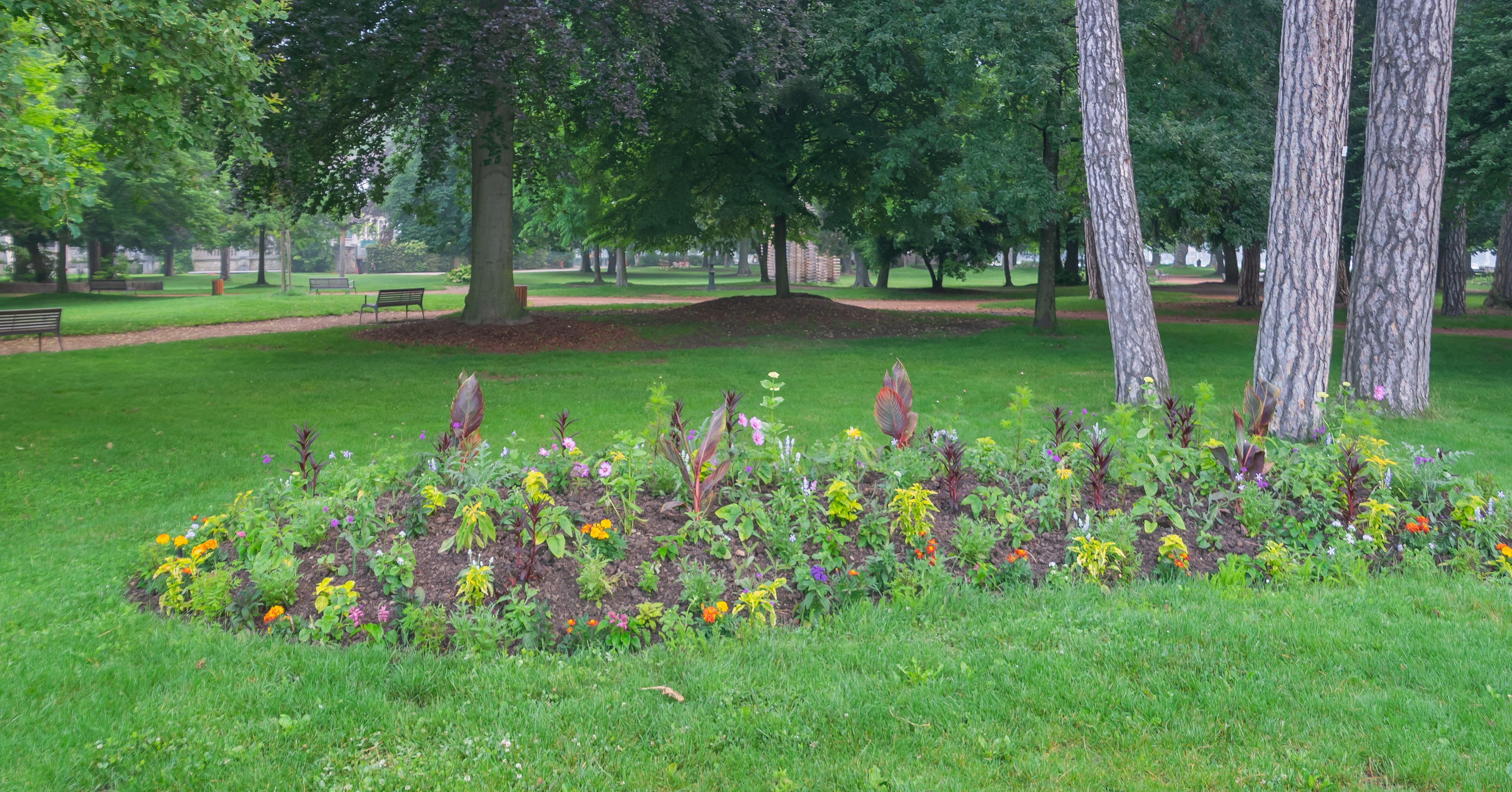
Jardins de l'Europe

Annecy possède 94 hectares d'espaces verts, soit 18 m2 par habitant auxquels s'ajoutent quelque 500 hectares de forêt communale. Annecy bénéficie du label « ville fleurie » avec quatre fleurs attribuées par le Conseil national des villes et villages fleuris de France au concours des villes et villages fleuris, depuis la première fois en 1967,, et la distinction du Grand Prix National des Villes Fleuries en 2005, pour la cinquième fois. 142 personnes[réf. nécessaire] sont employées par le service Espaces verts.

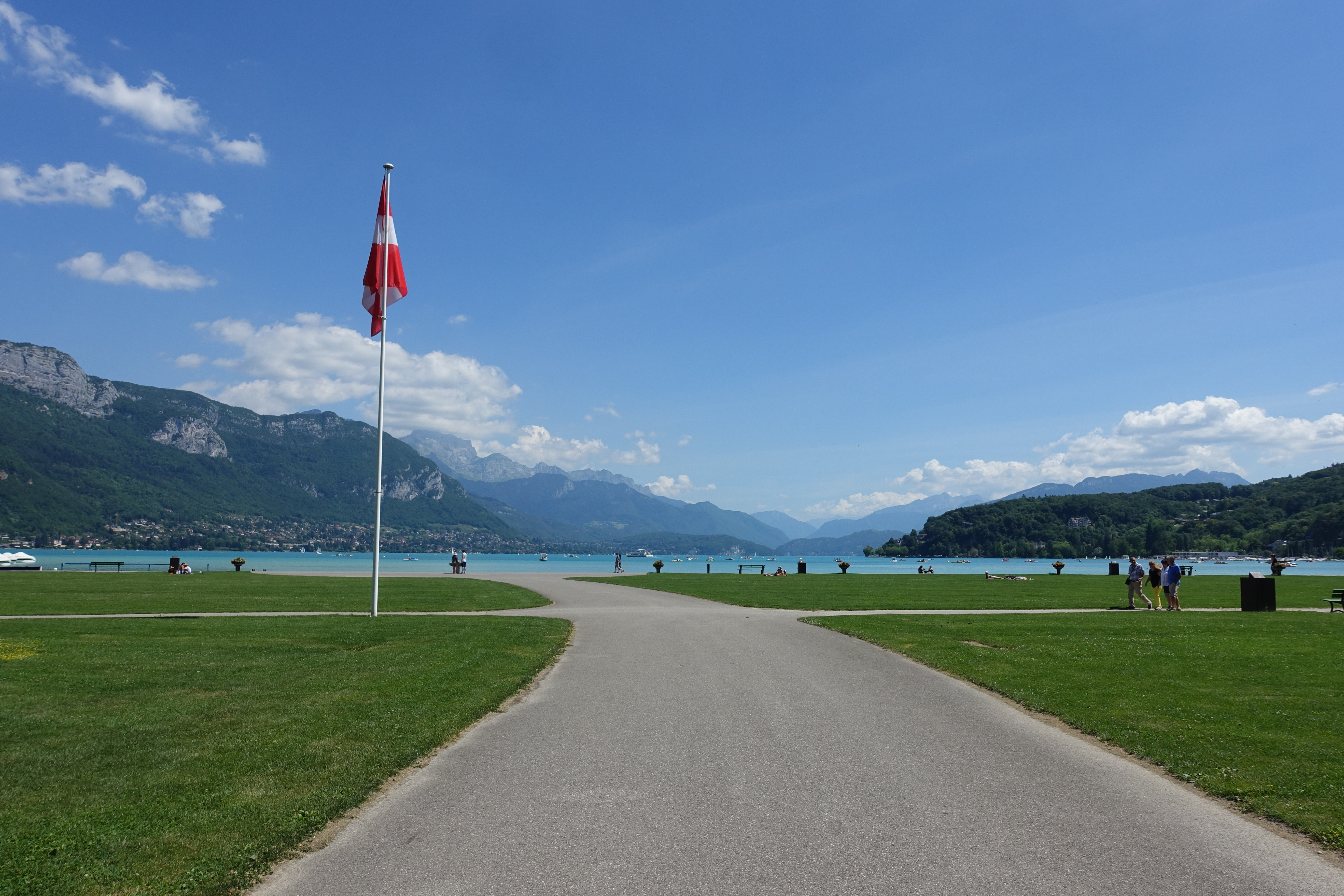
Le Pâquier

- les Jardins de l'Europe de 3,1 hectares situés sur l'emplacement d'un ancien jardin d'une communauté de religieuses[211], sont aménagés après l'Annexion en 1863 et offrant une collection variée d'arbres ;
- Le Pâquier de 4,5 hectares de pelouse offre une vue dégagée sur le lac et peut accueillir des gradins temporaires, principalement pour la fête du lac[212] ;
- le parc Charles Bosson s'étend sur 6,9 hectares dans le secteur du palace de l'Impérial.Parc Charles Bosson

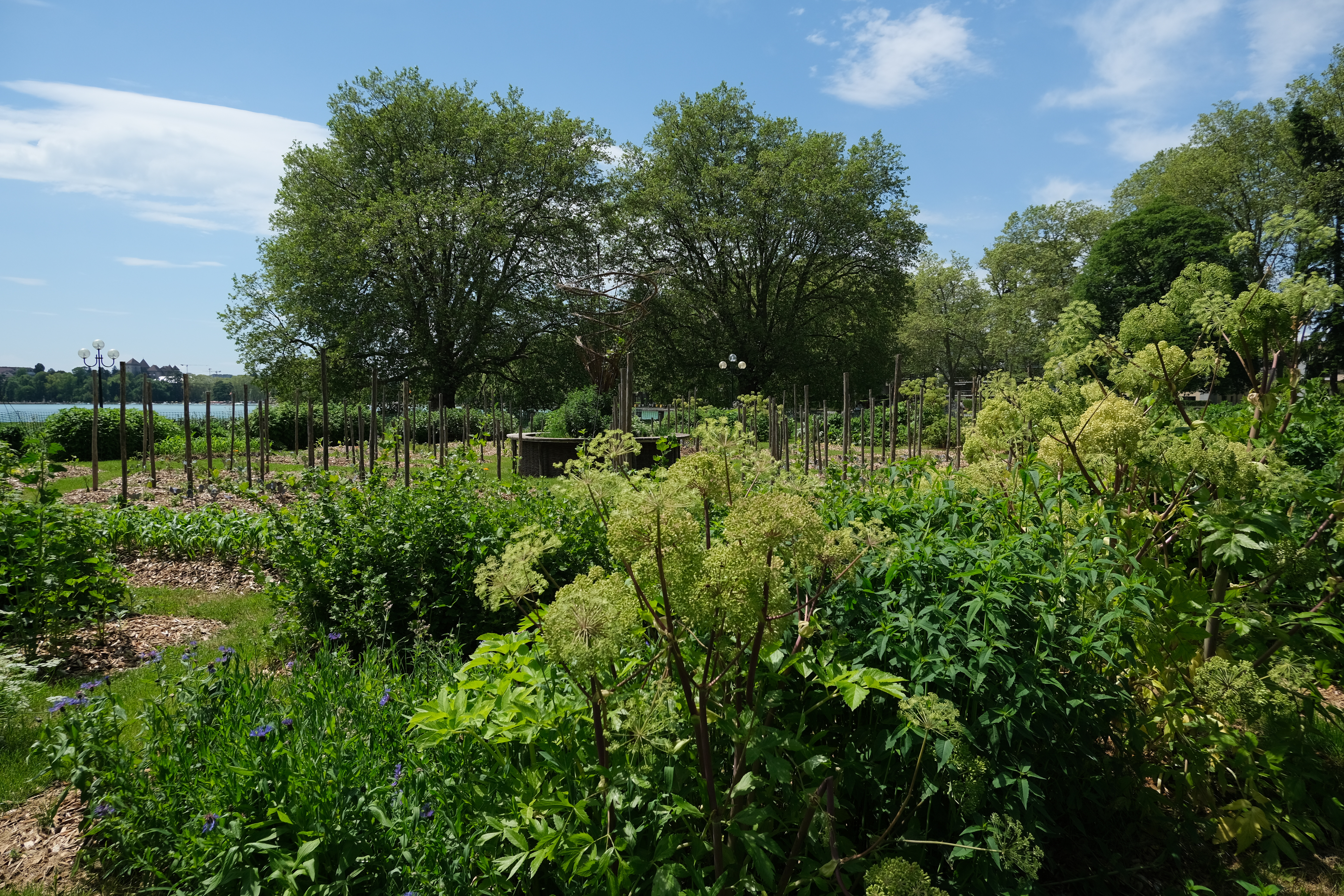
Parc Charles Bosson

D'autres espaces verts plus petits parsèment la ville : le square Stalingrad en face de la gare, le square des Martyrs-de-la-Déportation, le square Galbert (0,5 hectare), le parc du Manoir de Novel (0,3 hectare), le square des Romains et le square des Salomons.
Le parc animalier de la Grande-Jeanne se trouve dans le Semnoz, sur la route menant au sommet. Sur 10 500 m2, il accueille dix-neuf daims, neuf cerfs élaphes et une vingtaine de mouflons corses en semi-liberté.

Les bords du lac et les quais de la vieille ville offrent maintes possibilités de promenades sur l'avenue d'Albigny, les quais des Marquisats, les quais bordant les canaux de la vieille ville ou encore la promenade Sainte-Thérèse-du-Québec.

Le patrimoine environnemental
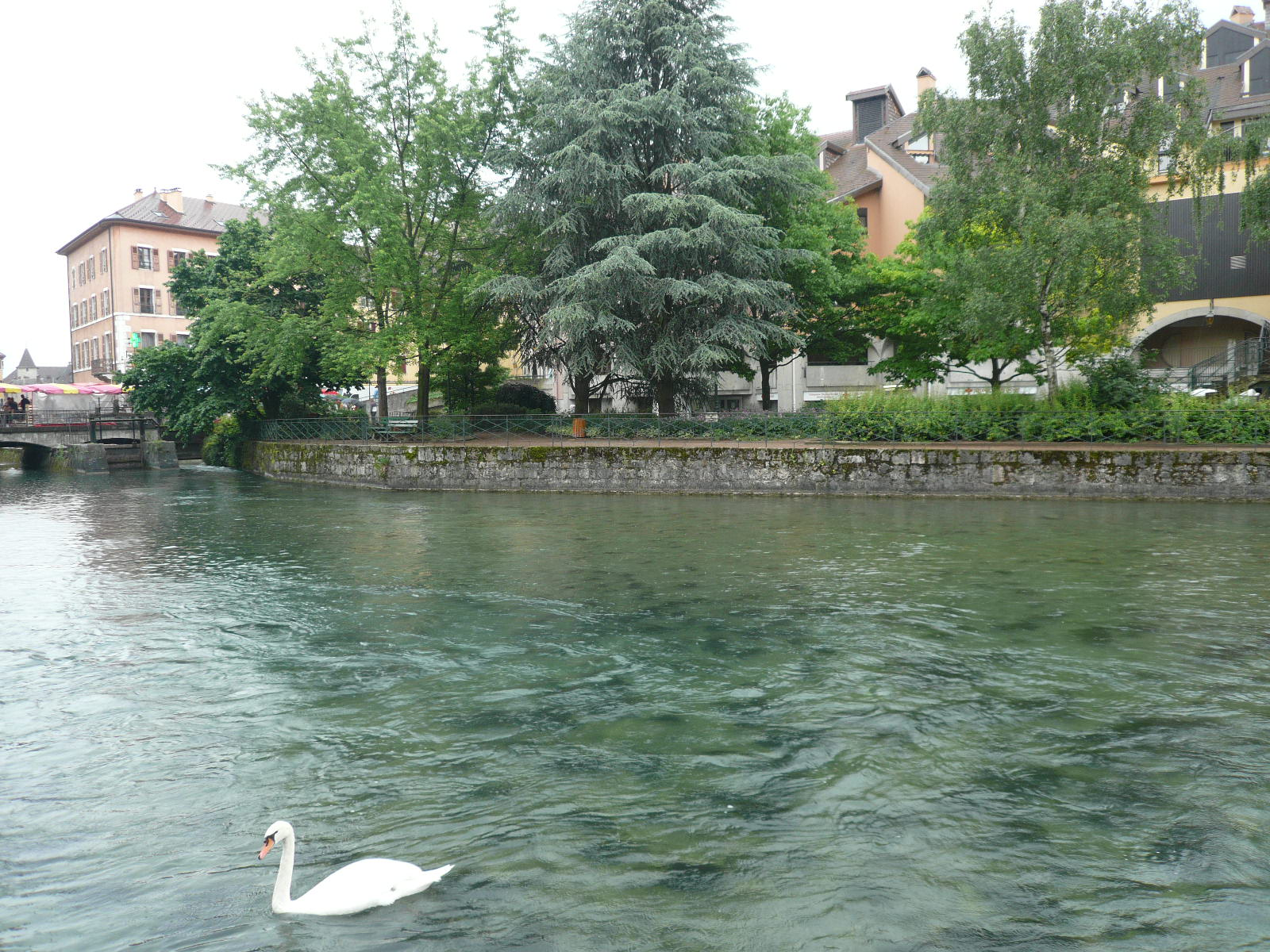
Canal en vieille ville.
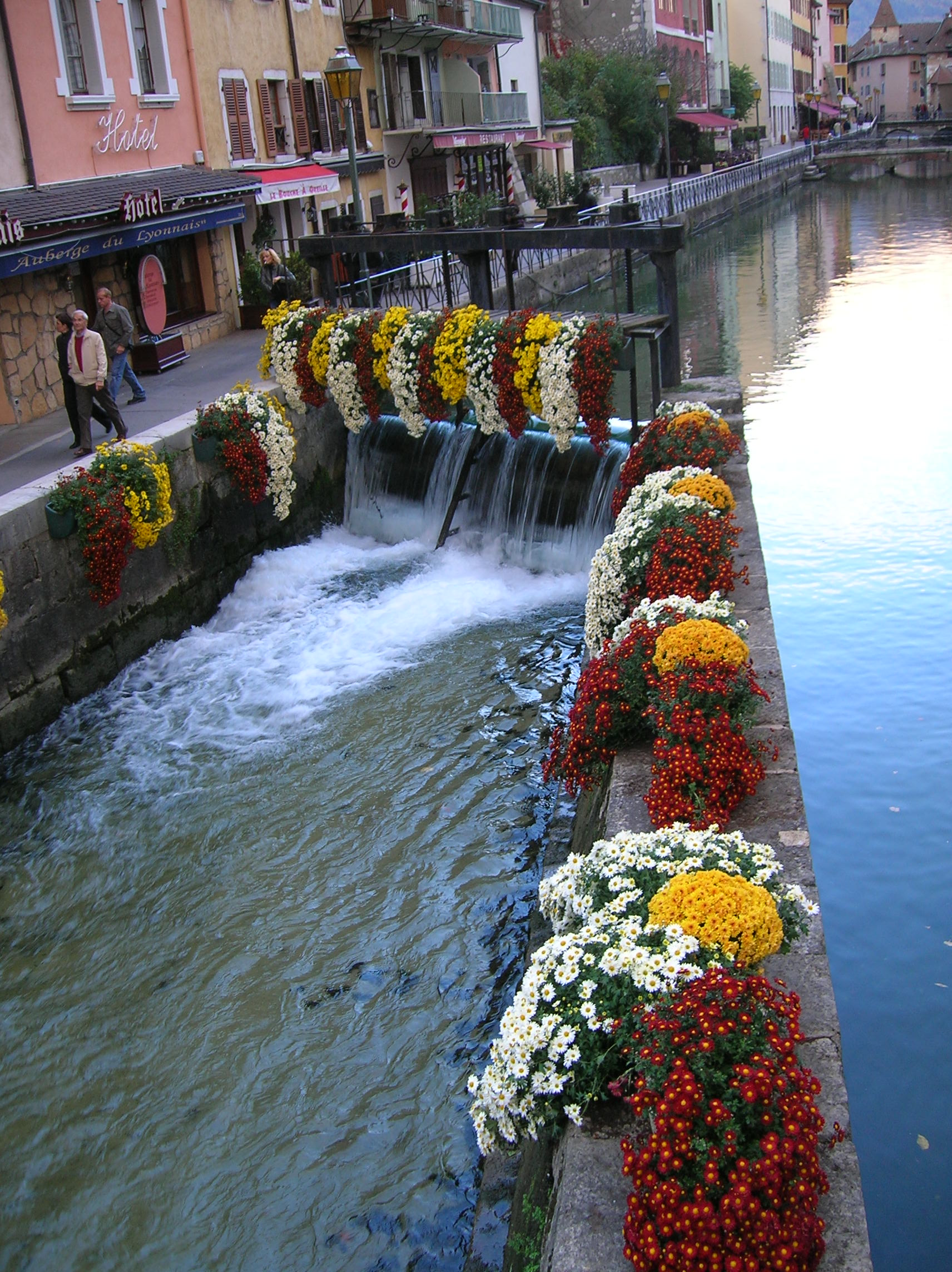
écluse
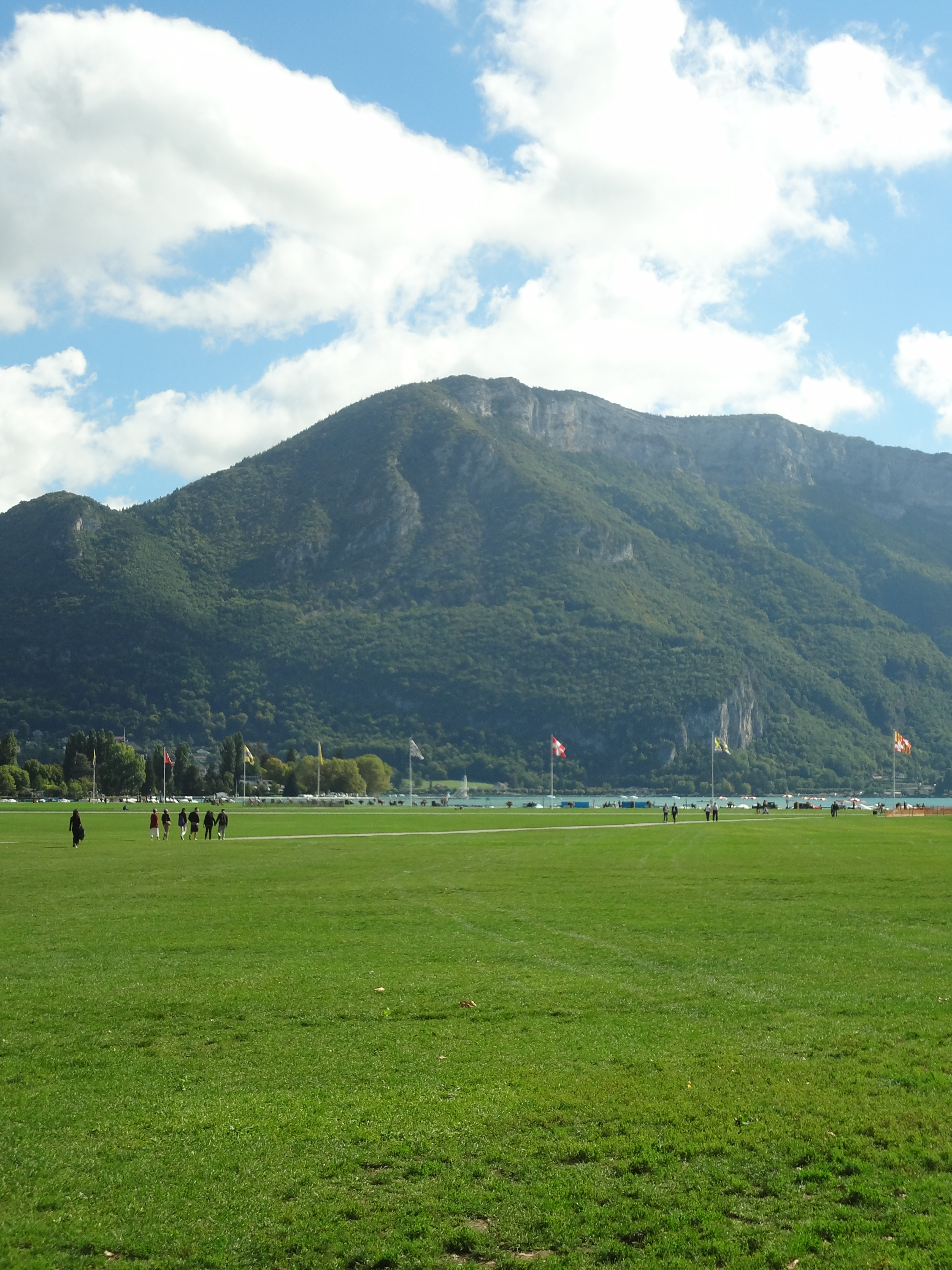
Vue du Pâquier.
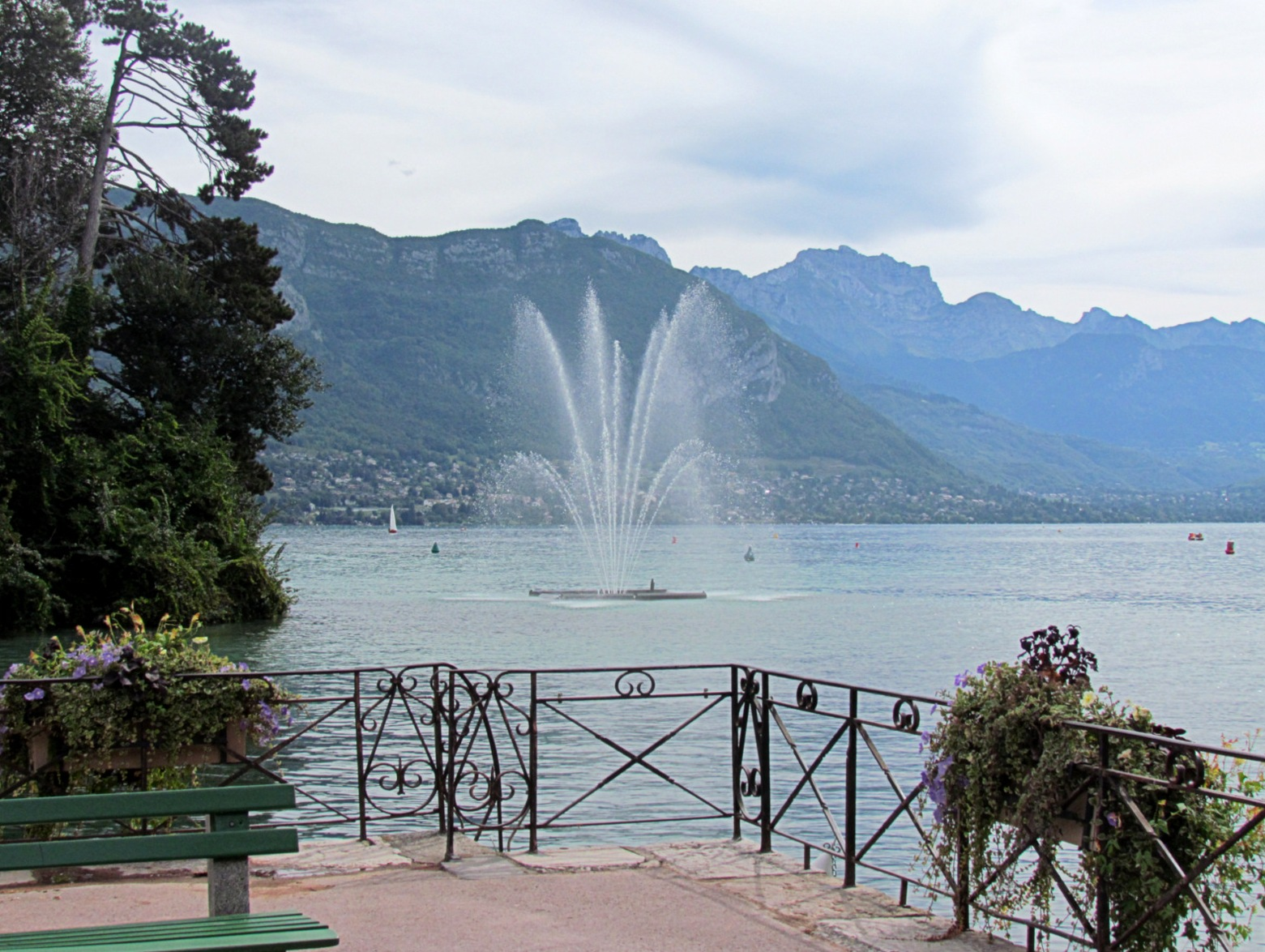
Jet d'eau sur le lac d'Annecy.

### Gastronomie

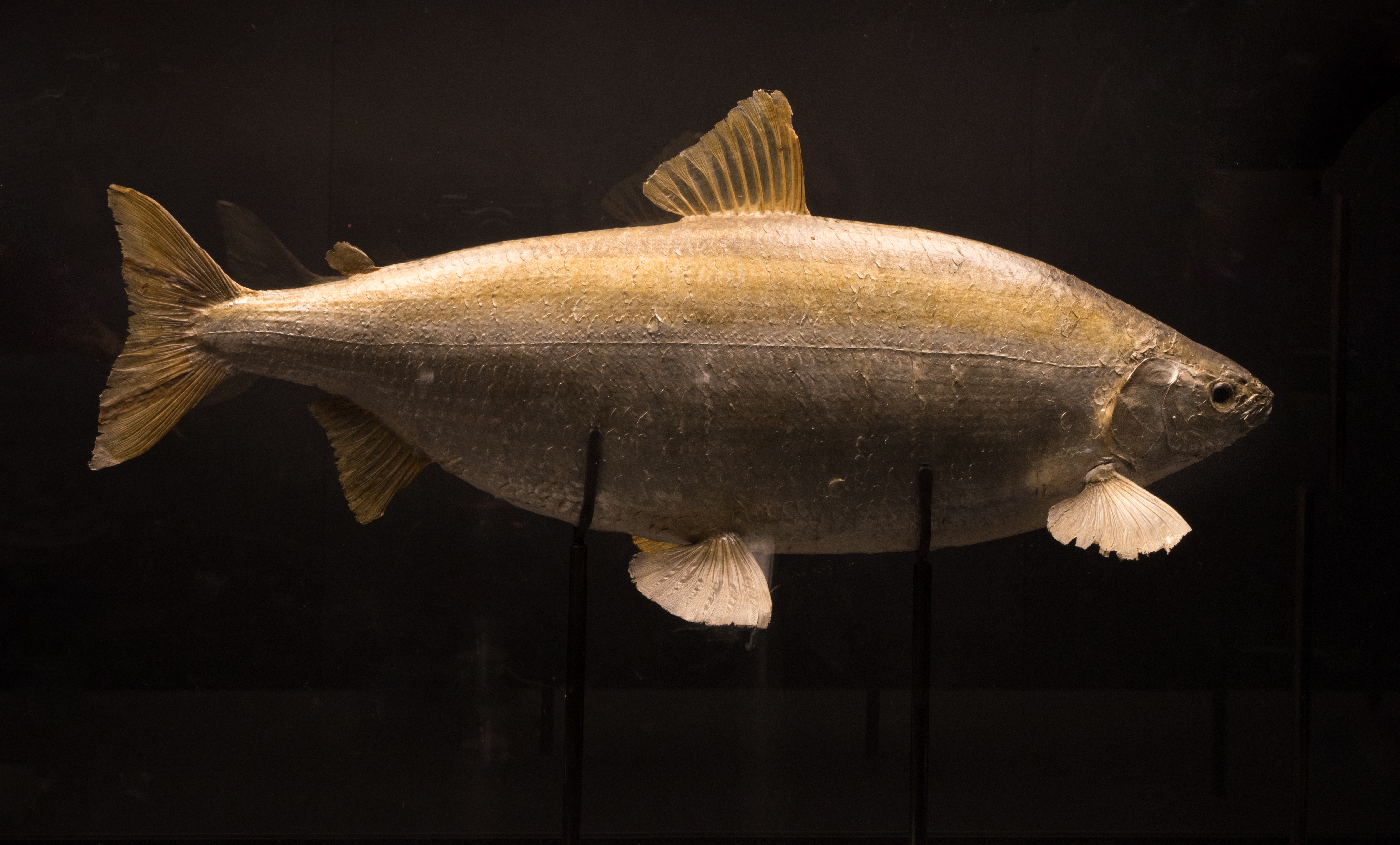
Féra.

Quelques pêcheurs professionnels sont basés à Annecy et mouillent dans le canal du Vassé. Leur pêche est constituée d'ombles chevaliers, truites, féras, brochets, perches et perchettes, qui alimentent la carte des restaurants autour du lac.
Les Roseaux du lac, confiseries à base de chocolat imitant l'inflorescence des massettes, sont une spécialité inventée en 1924 par le confiseur-artisan Pierre Laurent, installé dans la ville. La tradition de chocolaterie de la ville n'est pas neuve : lorsque Brongniart, directeur de la manufacture de Sèvres, décide de la création du grand service des arts industriels, c'est à Annecy qu'il envoie vers 1827 son peintre Jean-Charles Develly pour illustrer sur une assiette de ce service l'art de la chocolaterie avec une représentation de la chocolaterie Au fidèle Berger.

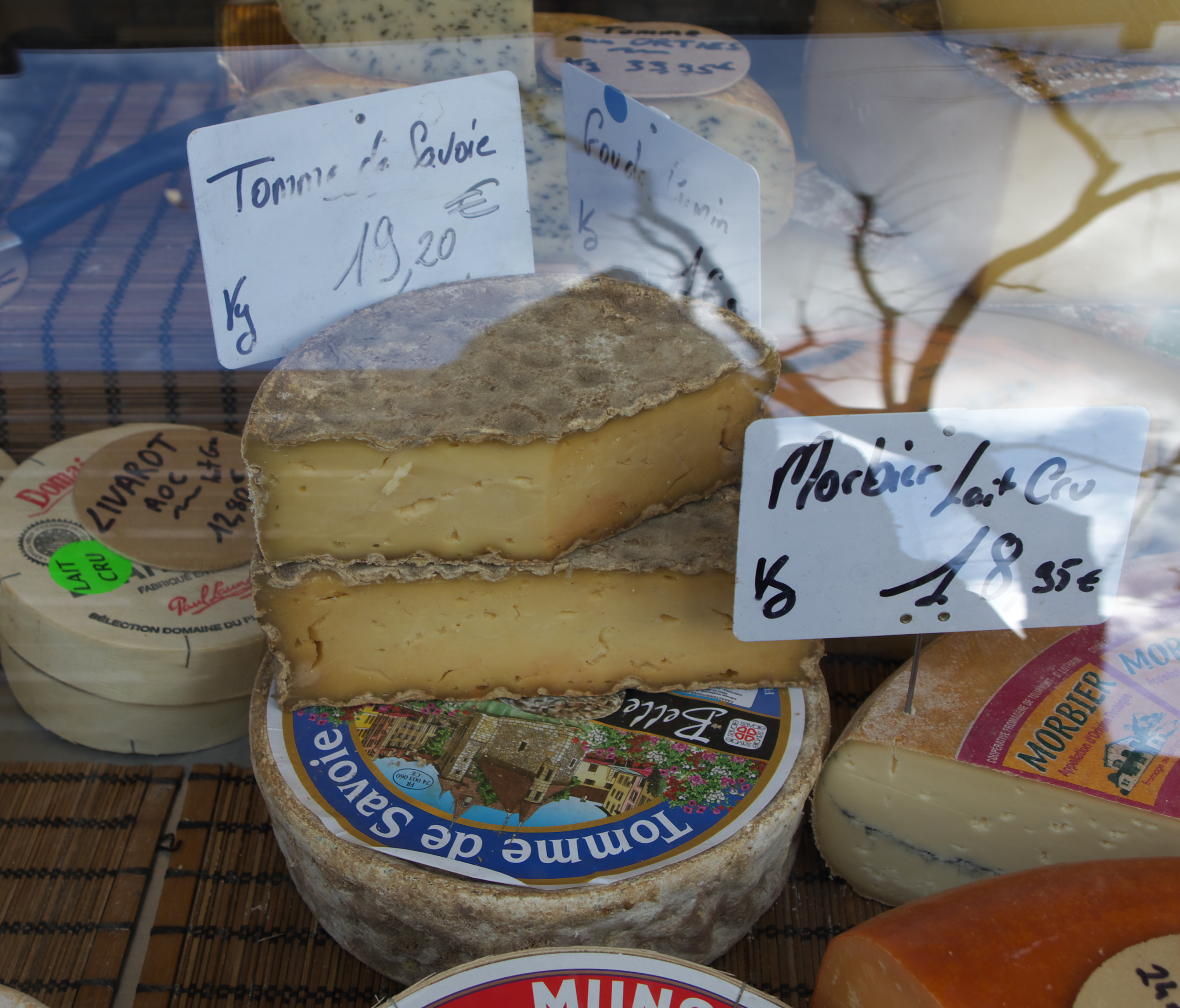
Tomme de Savoie.

La ville se trouve dans l'aire de production de l'emmental de Savoie, de l'emmental français est-central, du gruyère et de la tomme de Savoie, quatre fromages bénéficiant d'une indication géographique protégée (IGP). Les pommes et poires de Savoie ont également droit, à Annecy, à une IGP.
La gastronomie annécienne a été mise en lumière par Marc Veyrat, né au sein de la commune et qui, jusqu'en 2010, a ouvert successivement plusieurs restaurants dans l'agglomération.

### Culture

#### Agenda culturel
Outre les événements nationaux (Fête de la musique du 21 juin, Journées européennes du patrimoine du 2e we de septembre, Fête nationale française du 14 juillet), Annecy organise ses festivités culturelles propres à la ville :
| Événement culturel spécifique                                                             | Création | Dernier en date               |
| ----------------------------------------------------------------------------------------- | -------- | ----------------------------- |
| Foire de la Saint André : Marché d'un millier de commerçants chaque 1er mardi de décembre | 1132     | 6 déc. 2022                   |
| Festival international du film d'animation d'Annecy                                       | 1960     | 11 - 17 juin 2023             |
| Fête du lac : Un des grands feux d'artifice d'Europe, chaque 1er samedi d'août            | 1965     | 5 août 2023                   |
| Retour des Alpages : Fête folklorique autour de la transhumance                           | 1973     | 14 oct. 2023                  |
| Festival du film italien d'Annecy                                                         | 1982     | 26 sept. - 2 oct. 2022        |
| Carnaval Vénitien : mascarade d'environ 500 participants                                  | 1996     | 3 - 5 mars 2023               |
| Cinémino                                                                                  | 2001     | 28 janvier - 5 mars 2023      |
| Images hispano-américaines                                                                | 2005     | 24 mars - 1er avril 2023      |
| Noël des Alpes : marché de noël                                                           | 2003     | 19 nov. 2022 - 1er janv. 2023 |
| Mois du film européen                                                                     | 2022     | 5 - 31 mai 2023               |

Liste exhaustive disponible sur le site de la mairie

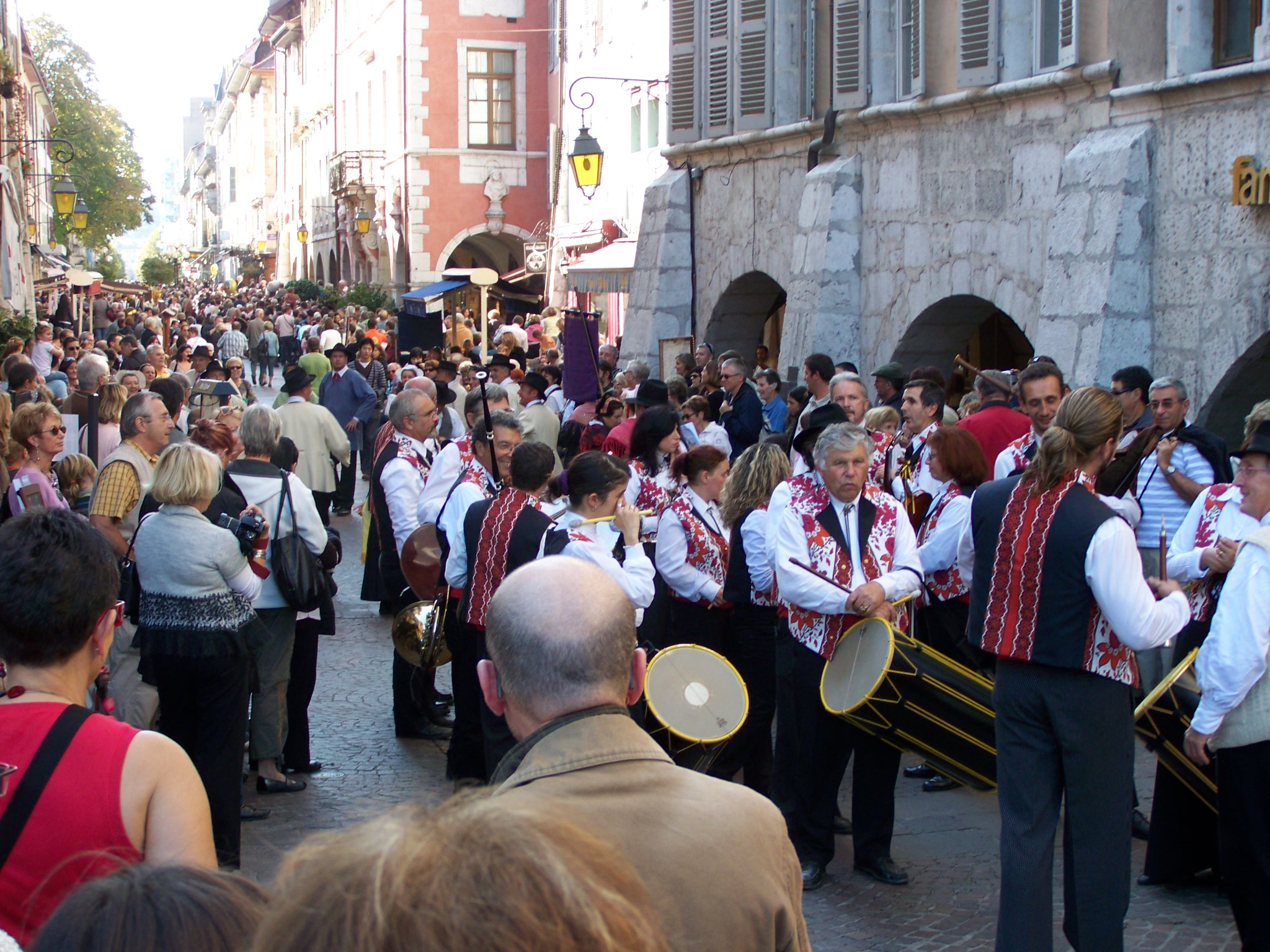
Retour des alpages
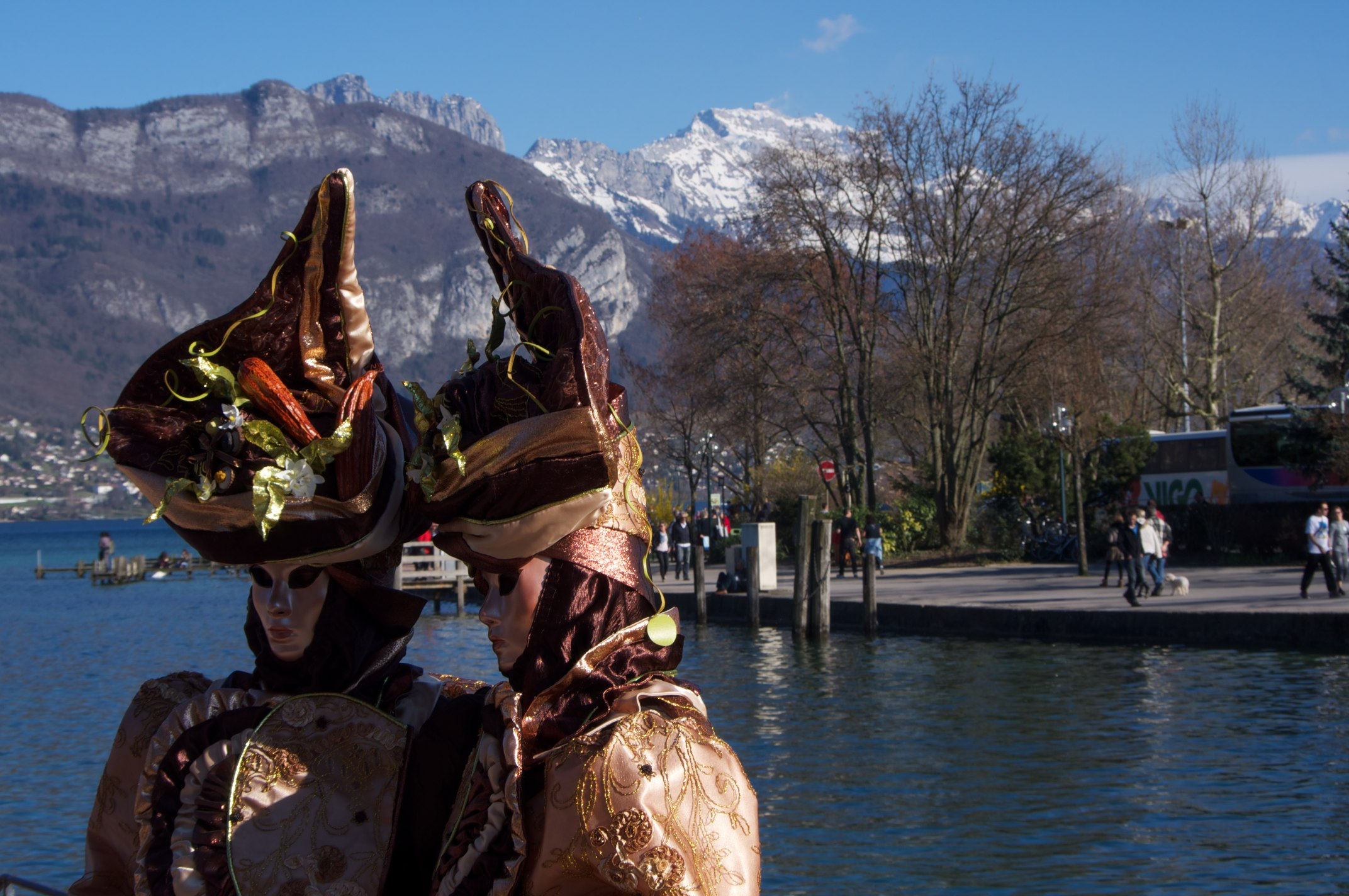
Carnaval d'Annecy
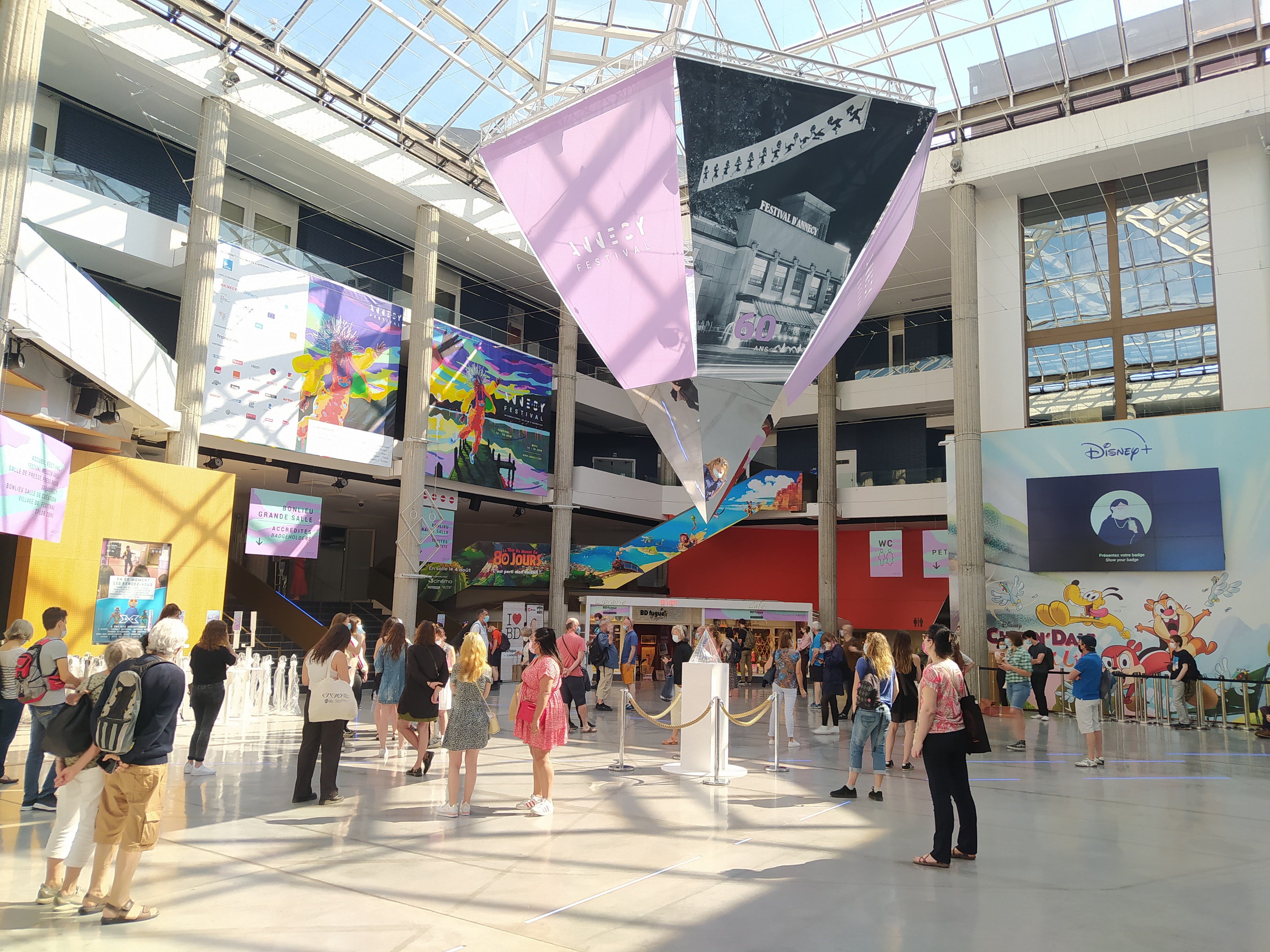
Festival d'Animation
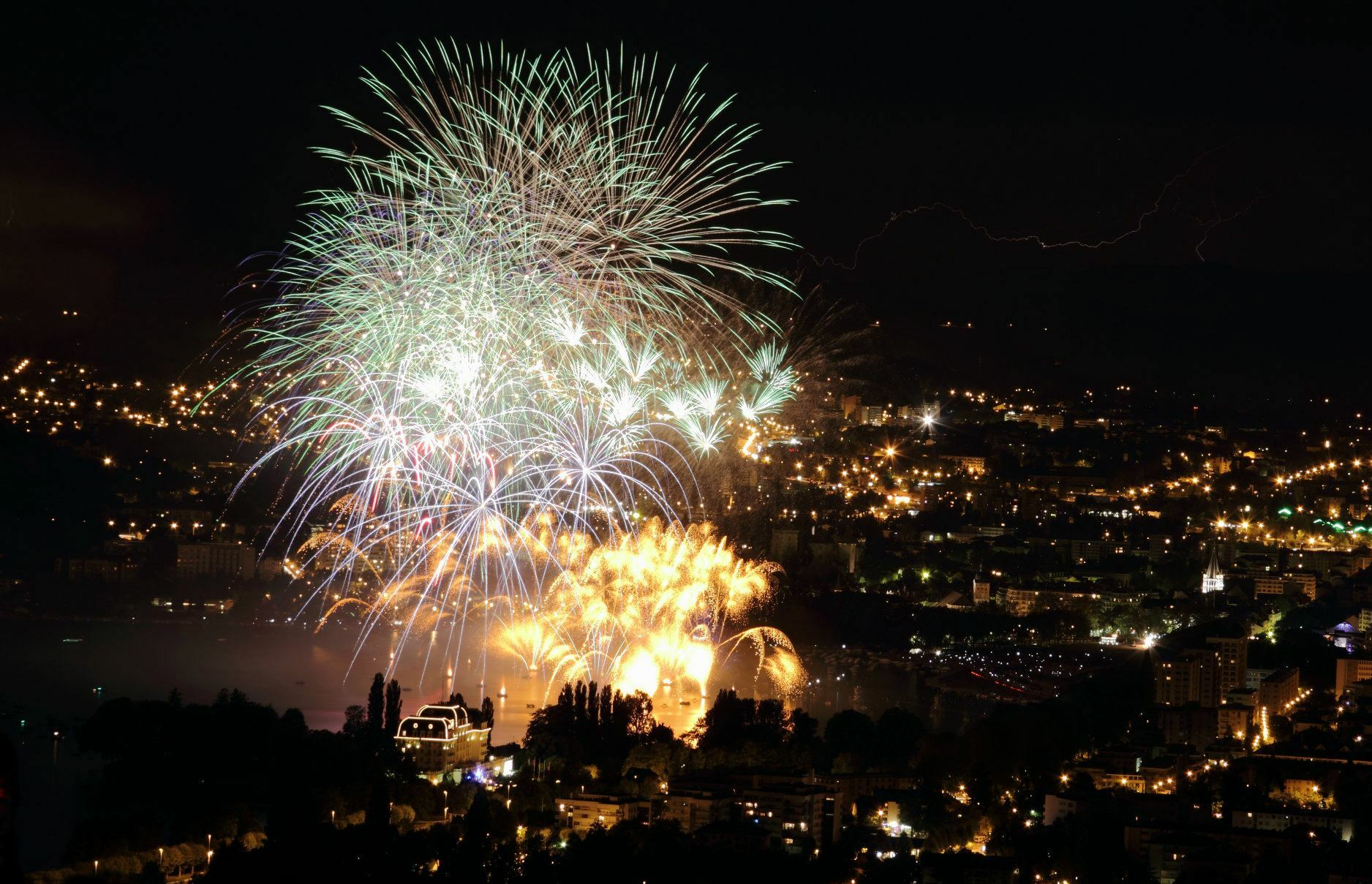
Fête du lac

#### Équipements culturels
La ville d'Annecy dispose de salles événementielles et culturelles :
- Le Bonlieu Scène nationale[221] qui a totalisé 67 228 entrées en 2007 pour le spectacle vivant[222], sachant que sa fréquentation générale s'élève, quant à elle, à 185 048 entrées[223]
- L'Auditorium du Conservatoire à rayonnement régional d'Annecy et des Pays de Savoie[224] qui compte près de 2 200 élèves en proposant l'étude de plus de 80 disciplines, une saison de concerts et un festival de musique d'aujourd'hui fin novembre
- Le Brise-Glace, abrite deux salles de concerts et des studios de répétition pour les groupes et promeut les artistes régionaux de musiques actuelles
- L’Auditorium Seynod labellisé Scène régionale Auvergne Rhône-Alpes est une association indépendante qui gère une salle de spectacle et un cinéma classé Art et essai.
- Le Théâtre des collines, théâtre municipale regroupant la salle du Théâtre Renoir (Cran-Gevrier) et la salle Le Rabelais (Meythet) fusionné en 2018. Ils sont classé Scène régionale Auvergne Rhône-Alpes.
- L'Arcadium est une salle de concert située au nord de la commune, à côté de la salle Chatenoud
- Le centre de séminaires au sein de l'Impérial Palace
- Le théâtre de l'Échange
- Le Musée-Château et son Observatoire régional des lacs alpins
- Le Palais de l'Île
- L'Arteppes est un espace d'art spécialisé dans les arts plastiques et visuels contemporains.

##### Cinéma
Le 7e art est diffusé au travers de 7 salles ou multiplexes :
1. Pathé Annecy du centre Courier (10 salles)
2. Le Multiplexe Mégarama de Seynod (9 salles dont une 4D, 1 380 sièges)
3. Les Nemours Annecy, adhérent Art & Essai (4 salles)
4. L'Auditorium de Seynod, classé Art & Essai (389 sièges)
5. La salle de la Turbine[225] à Cran-Gevrier (183 sièges)
6. Le Mikado de la MJC de Novel, classé Art & Essai, labellisé « Jeune public » et « Patrimoine et Répertoire »
7. Le Rabelais[226] à Meythet

L’association « Plan largeAnnecy » organise des projections et des rencontres pour la promotion de films d’auteur.

###### Anecdote de tournage audiovisuel sur Annecy
Annecy et ses alentours ont servi de décor pour les intrigues d'une trentaine de films cinématographiques français.
Parmi ces films, Le Clan devait être initialement tourné à Toulon mais l'organisme financeur du film a imposé une ville de Rhône-Alpes. Le choix d'Annecy avec le lac et les cours d'eau de montagne a imposé la réécriture de la scène du téléphérique et du parapente (remplaçant des scènes d'excursion dans une île au large du Var) mais le réalisateur a pu néanmoins conserver l'importance de l'eau.
Quelques séries audiovisuelles ont été tournées à Annecy :
- Déjà vu, par la société grenobloise « Project images films » en 2007 ;
- Les Revenants, par Canal+ en 2012 ;
- Le Tueur du lac produite par TF1 en 2017.

#### Associations culturelles
Quatre Maison des Jeunes et de la Culture rattachées au ministère de la Jeunesse et des Sports sensibilisent les citoyens par l'animation socio-culturelle, le sport, la culture, les arts et la formation :
1. Le Mikado MJC Centre Social
2. La MJC Centre Social Maison de l'Enfance
3. La MJC Archipel Sud
4. La MJC des Romains.

La Société des Amis du Vieil Annecy est une association fondée en 1932 à Annecy et reconnue d'utilité publique par décret du 5 décembre 1969. Elle a pour objet de défendre et mettre en valeur le patrimoine annécien, promouvoir ses atouts et préparer l'avenir en demeurant vigilante vis-à-vis de l'actualité de la ville d'Annecy.
L'Académie florimontane est une société savante fondée en 1606 à Annecy, disparue en 1610, puis réactivée en 1851. En 1607, Antoine Favre, François de Sales, Honoré d'Urfé et Claude Favre de Vaugelas fondent une société savante pour développer l'éducation par l'instruction, dans l'hôtel Bagnorea dans Annecy, puis en 1851, un groupe de notables savoyards créent une Société florimontane qui devient ensuite une académie.
L'Académie salésienne est la seconde société savante d'Annecy. Fondée en 1878 par un groupe d'ecclésiastiques, parmi lesquels Claude-Marie Magnin, évêque d'Annecy, et soutenu par son successeur, Louis-Ernest-Romain Isoard, elle se démarque de sa consœur florimontane par son orientation sur les textes théologiques et la vie de saint François de Sales. Aujourd'hui, l'Académie étudie l'histoire et l'archéologie de la Savoie, particulièrement sous l'ancien diocèse de Genève et ses rapports avec saint François de Sales.

### Personnalités liées à la commune
Quelques personnalités originaires d'Annecy ou ayant marqué la ville :
- Cardinal de Brogny (1342-1426), natif d'Annecy-le-Vieux, homme d'Église, vice-chancelier de l'Église catholique.
- Amédée VIII de Savoie (1391-1440), dit « le Pacifique », duc de Savoie, bienfaiteur d'Annecy, également antipape sous le nom de Félix V.
- Eustache Chappuis (1491-1556), chanoine, diplomate, fondateur du collège Chappuisien d'Annecy en 1549.
- Antoine Favre (1557-1624), juriste, magistrat, poète, lettré, fondateur de l'Académie florimontane, sénateur du Sénat de Savoie, président du Conseil de Genevois de 1596 à 1610.
- François de Sales (1567-1622), saint et docteur de l'Église, évêque de Genève, fondateur avec Jeanne de Chantal de l'ordre de la Visitation (1610).
- Jeanne de Chantal (1572-1641), sainte, fondatrice avec François de Sales de l'ordre de la Visitation (1610).
- Jeanne-Charlotte de Bréchard (1580-1637), troisième religieuse de l'ordre de la Visitation, fondatrice des monastères de Moulins et Riom, morte en odeur de Sainteté.
- Claude Favre de Vaugelas (1585-1650), lettré, académicien français, responsable du dictionnaire, auteur de la première grammaire française.
- Jean-Jacques Rousseau (1712-1778), écrivain et philosophe.
- Claude-Louis Berthollet (1748-1822), chimiste et membre de l’Académie des sciences de Turin.
- Charles-François de Buttet (1738-1797), ingénieur de la rénovation de la route et du pont de la Caille qui traverse le torrent des Usses. Diplôme de citoyen d'Honneur de la ville d'Annecy (1783).
- François Ruphy de Menthon (1765-1853), natif, homme politique, maire puis sous-préfet d'Annecy.
- Jean-Marie Songeon (1771-1834), natif, général français de la Révolution et de l’Empire, né à Annecy.
- Joseph-François Tochon (1772-1820), natif de Metz-Tessy, issu d'une famille annécienne, numismate, membre de l’Institut.
- Pierre Decouz (1775-1814), natif, militaire, baron de l'Empire et commandeur de la Légion d'honneur. Napoléon Ier le nomma général de division en 1813. Son nom est inscrit sur l'Arc de Triomphe.
- Frères Balleydier, issus d'une famille annécienne, maîtres de forges.
- Eugène Sue (1804-1857), homme politique et romancier exilé à Annecy-le-Vieux et enterré au cimetière de Loverchy.
- Germain Sommeiller (1815-1871), ingénieur et homme politique sarde qui donna son nom au lycée homonyme.
- Sadi Carnot (1837-1894), ingénieur en chef de la Haute-Savoie, concepteur du système de régulation de la sortie des eaux du lac d'Annecy, Président de la République française.
- Léon Laydernier (1866-1958), natif, directeur de la banque commerciale d'Annecy qui deviendra la future banque Laydernier.
- Claudius Gallet (1874-1936), natif, homme politique, ministre.
- Cécile Vogt-Mugnier (1875-1962 ), native, neurologue.
- Pierre Bougrat (1889-1962). natif, médecin Major, Croix de Guerre, Légion d'Honneur et Bagnard.
- Louis Armand (1905-1971), ingénieur, haut fonctionnaire et résistant français.
- Maurice Novarina (1907-2002) architecte du centre Bonlieu (1981), du Palais de Justice (1978), de la ZUP de Novel Sud et de la MJC de Novel.
- Paul Jacquet (1910-1989), natif, architecte.
- Marcel Fournier (1914-1985), natif, cofondateur du groupe Carrefour.
- Jean Donzier (1920-2001), natif, fleuriste-décorateur et créateur floral français.
- Yvette Vincent-Alleaume (1927-2011), native, sculptrice française dont certaines œuvres sont aujourd'hui dans l'espace urbain.
- André Dussollier (1946-), natif, acteur français. César du meilleur acteur à de multiples reprises ainsi qu'un 7 d'or du meilleur comédien.
- Paul Tapponnier (1947-2023), natif, géophysicien.
- Marc Veyrat (1950-), natif, grand chef cuisinier français, avec deux fois trois étoiles au Guide Michelin et meilleur cuisinier et deux fois 20/20 au Gault et Millau.
- François-René Duchâble (1952-), pianiste virtuose.
- Véronique Jannot (1957-), native, actrice et chanteuse française.
- Flore Vasseur (1973-), native, écrivaine, entrepreneuse et journaliste.
- Frédérique Bel (1975-), native, actrice.
- Céline Tran (1979-) native, actrice.
- Alain Simac (1982-), natif, nageur français en eau froide et eau libre, champion du monde d'eau glacée (2022 - 100 brasse - Glogow, Pologne).
- Nelly Moenne-Loccoz (1990-), native, snowboardeuse française, sixième aux Jeux olympiques d'hiver de Vancouver. Études au lycée Berthollet.
- Emmanuel Tarpin, (1992-), natif, joaillier français.
- Camille Berthollet (1999-), native, prodige du violon et du violoncelle. Prix « Prodige de l'année 2014 ».
- Gaëlle Edon (1988-), native, athlète paralympique française, spécialiste de tir sportif handisport.

Portraits de personnalités
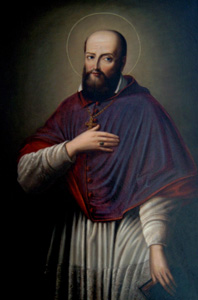
François de Sales
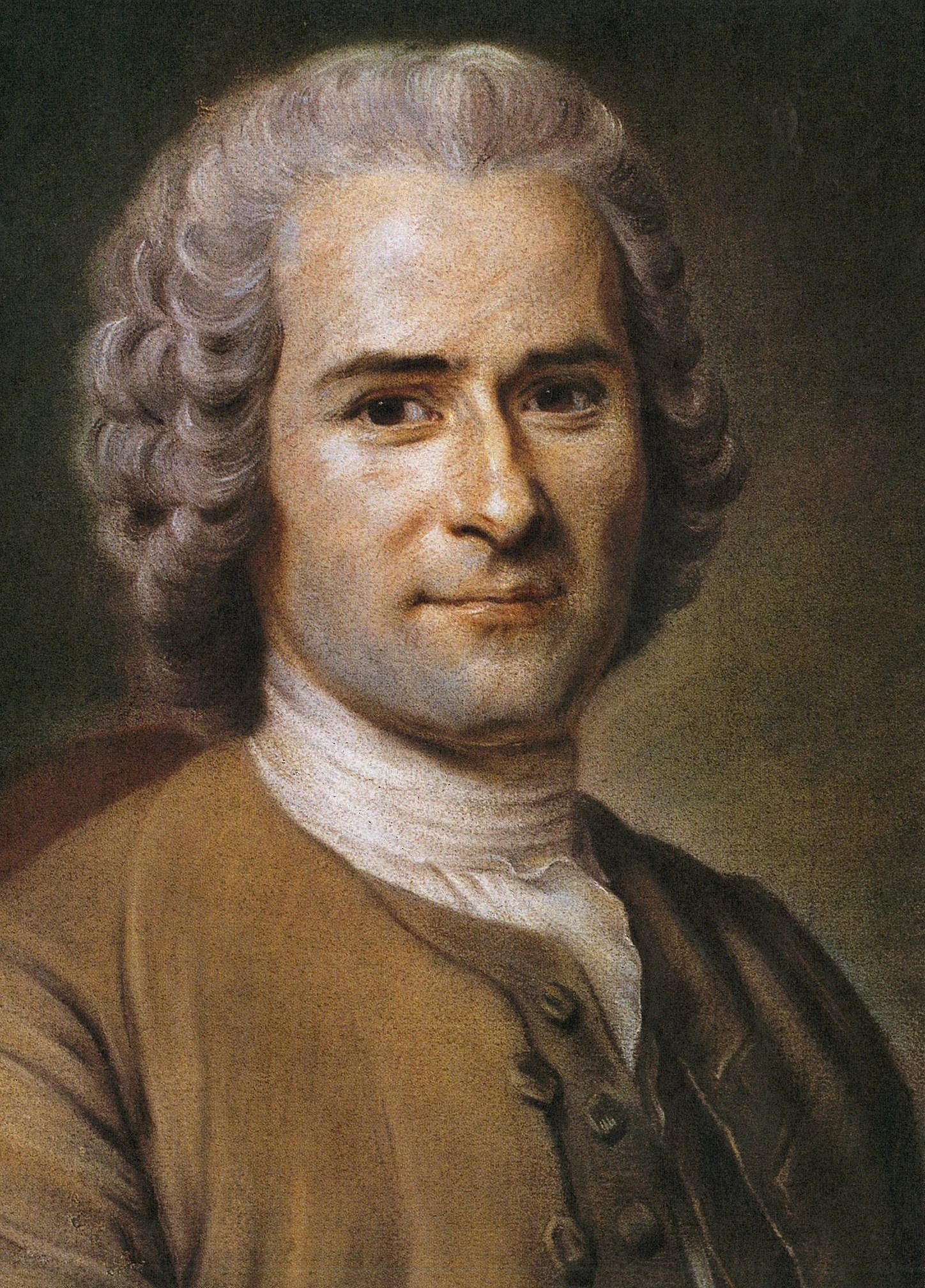
Jean-Jacques Rousseau
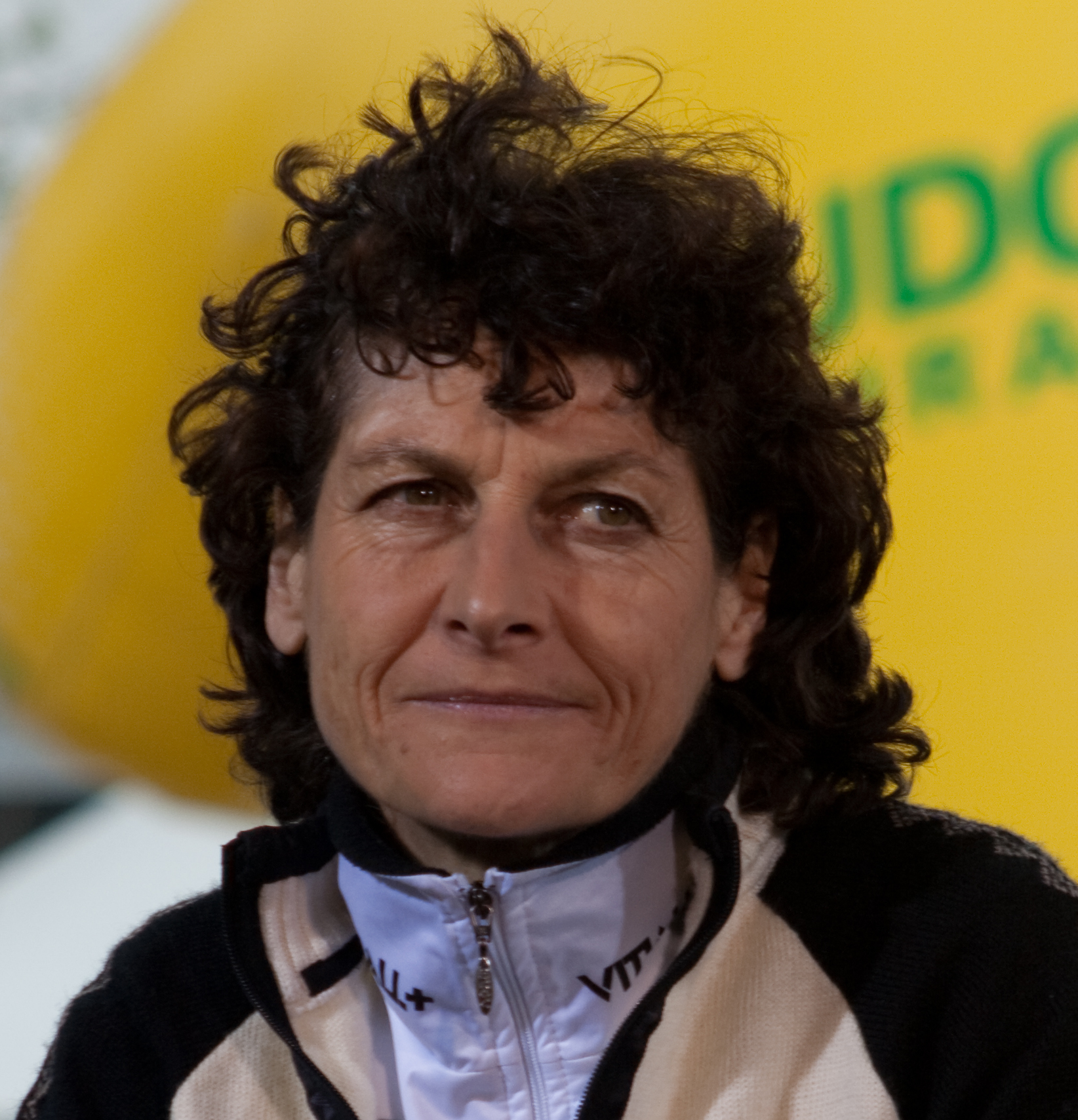
Jeannie Longo
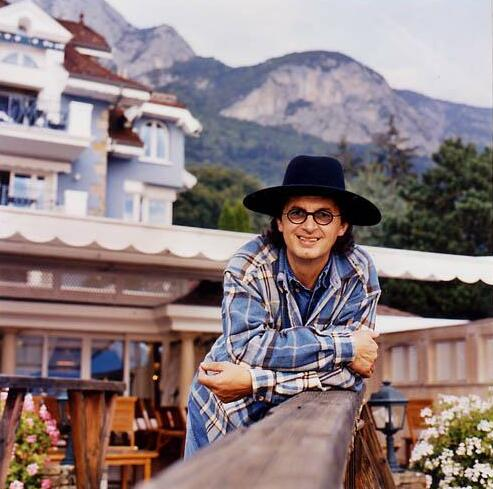
Marc Veyrat
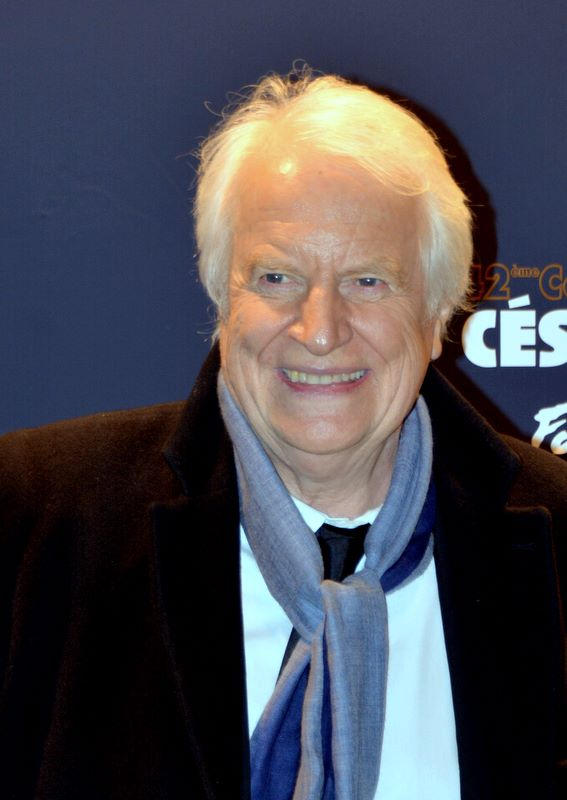
André Dussollier

### Héraldique et Logotype

#### Blason
| Blason de Annecy | Blason  | De gueules à une truite d'argent posée en bande,. Ornements extérieursÉcu parfois surmonté d'une couronne murale, représentant les cinq portes de la ville. À partir du XVIIIe siècle, des lions font leur apparition comme supports, puis plus tard des bœufs. |
| Blason de Annecy | Détails | On sait peu de chose sur ce blason. Un inventaire de 1472 (1484 ?) fait mention d'un sceau en laiton utilisé par les marchands d'Annecy. Le plus ancien document connu qui nous soit parvenu est un « sceau de la ville appendu à des lettres de bourgeoisie du 17 décembre 1472 ». L'usage de la truite argentée est attesté durant le XVe siècle. La désignation de la truite provient de la présence de petits points sur le corps de l'animal. Le premier dessin des armes est inscrit dans le Registre des délibérations du 28 mai 1511. Le registre des Délibérations Municipales de 1551 comporte une œuvre du peintre Catherin Ducrest, dans laquelle apparaissent les armes d'Annecy associées à celles de la maison de Savoie. La couleur rouge, déjà utilisée sur les lettres des bourgeois, tapisse le fond du blason, mais on ne connaît pas non plus sa signification. Au fil du temps, la truite fut associée temporairement à d'autres symboles comme le bœuf, le lion, le feuillage ou une couronne. On peut ajouter à l'ornement, la Croix de Guerre avec étoile de bronze qui a été décernée à la Ville en 1948. Par délibération du 26 janvier 1988, le conseil municipal officialise son blason. Le nouvel écusson ovale, entouré d'un cartouche stylisé et surmonté d'une couronne à cinq tours, représente une truite d'argent sur fond rouge. Le statut officiel du blason reste à déterminer. |

#### Logotype
La ville possède un logotype depuis 1991. On observe ainsi en bas une truite avec des reflets surmontés par la silhouette rouge du château d'Annecy.
Avec la fusion de 2017, la commune s'est dotée d'un nouveau logotype de couleur rouge, en lettres capitales et intégrant la croix de Savoie.

## Annecy dans les noms de lieux
Les avenue d'Annecy et les rue ou route d'Annecy
On peut trouver des « avenue d'Annecy » à Chambéry (Savoie), à Aix-les-Bains (Savoie) et des « rue d'Annecy » à Illzach (Haut-Rhin), à Strasbourg (Bas-Rhin), à Metz (Moselle), à Toulouse (Haute-Garonne), à Saint-Jérome (Québec, Canada), ainsi qu'une « route d'Annecy » à Troinex (Canton de Genève, Suisse).

#### Ouvrages généraux
- Paul Guichonnet, Nouvelle Encyclopédie de la Haute-Savoie : Hier et aujourd'hui, La Fontaine de Siloé, 2007, 399 p. (ISBN 978-2-8420-6374-0). .
- Jean-Pierre Leguay et Thérèse Leguay, La Haute-Savoie, Éd. de Borée, 2001, 127 p. (ISBN 978-2-8449-4056-8)
- Henri Baud, Jean-Yves Mariotte, Jean-Bernard Challamel et Alain Guerrier, Histoire des communes savoyardes. Le Genevois et Lac d'Annecy (Tome III), Roanne, Éd. Horvath, 1981, 422 p. (ISBN 2-7171-0200-0), p. 21-25, « Les cantons d'Annecy - Annecy-le-Vieux - Seynod », pp. 27-124 « Annecy».

#### Ouvrages sur la ville
Pour une liste plus complète, Sabaudia.org, site de mutualisation des ressources des archives départementales de la Savoie et de la Haute-Savoie propose un moteur de recherche (Consultable ici). La ville fait l'objet d'études pluridisciplinaire par la société savante locale, l'Académie florimontane (Annecy), qui édite la Revue savoisienne (bulletin publié par l'association depuis 1860 - Lire en ligne sur gallica.bnf.fr).
- Jean-Laurent Del Socorro, Les chevaliers de la raclette T4 : les derniers jours de Boutae, Éd. Actu SF, 2021, (978-2-491708-06-1[236]).
- François Isler, Annecy : la ville, le lac, le pays, Éd. Cléopas, 2007, 48 p. (ISBN 978-2-91728-308-0).
- Marie-Claude Rayssac, Le Livre d'or de la ville d'Annecy, Ville d'Annecy, 2007, 161 p. (ISBN 978-2-95061-078-2).
- Anthony Serex, Antoine Berger, Bertrand Dalin (sous la direction de), Annecy : autour du lac, éd. Déclics, coll. « Tranches de France », 2006, 79 p. (ISBN 978-2-84768-089-8).
- Sophie Bloch et Annie Crouzet, Annecy une ville, un lac : traces d'histoire, Éd. du Dauphiné Libéré, 2005, 50 p. (ISBN 978-2-9162724-3-6).
- Michel Germain, La Vie quotidienne à Annecy pendant la Guerre 1939-1945, éd. Déclics, coll. « La chronique de l'autrefois », 2005, 258 p. (ISBN 978-2-84206-298-9).
- Michel Velay, La Vie quotidienne à Annecy au XVIIe siècle, Michel Velay, 2004, 373 p. (ISBN 978-2-95212-790-5).
- Gilbert Jond et Michel Germain, La Annecy et son lac autrefois, Michel Germain, 2002, 256 p. (ISBN 978-2-84206-140-1).
- Elisabeth Chalmin-Sirot, Le Château d'Annecy, Presses universitaires de Lyon, 1998, 76 p. (ISBN 978-2-72970-363-9).
- Paul Guichonnet (dir.), Histoire d'Annecy, vol. 21, Éditions Privat, coll. « Pays et villes de France » (réimpr. 2000) (1re éd. 1987), 336 p. (ISBN 978-2-70898-244-4).  (2000  (ISBN 2-70898-244-3))
- Henri Baud (dir.), Le diocèse de Genève-Annecy, t. 1, Éd. Beauchesne, collection « Histoire des diocèses de France », 1985, 331 p. (ISBN 978-2-701-01112-7).
- Henri Baud, Jean-Yves Mariotte, Jean-Bernard Challamel, Alain Guerrier, Histoire des communes savoyardes. Le Genevois et Lac d'Annecy (Tome III), Roanne, Éditions Horvath, 1981, 422 p. (ISBN 2-7171-0200-0), p. 21-25, « Les cantons d'Annecy - Annecy-le-Vieux - Seynod », 27-124 « Annecy ».
- Raoul Blanchard, Naissance et développement d'Annecy, Annecy, Le Vieil Annecy, 1977, 97 p. (ASIN B0000DTPFC).
- Pierre Duparc, La Formation d'une ville, Annecy jusqu'au début du XVIe siècle, Annecy, Société des Amis du Vieil Annecy, 1973, 372 p. (ASIN B0000DTPKI), compte-rendu par Francois Michel, « Pierre Duparc. La formation d'une ville : Annecy jusqu'au début du XVIe siècle », Bibliothèque de l'École des chartes, t. 136, no 1,‎ 1978, p. 209-211 (lire en ligne).
- Paul Guiton, Les Délices d'Annecy, Annecy, Gardet et Garin, 1944, 256 p. (ASIN B0000DTPFC).
- Léandre Vaillat, Paysages d'Annecy, Annecy, Éd. Dardel, 1931, 97 p. (ASIN B0000DTPF1).
- Albert Besnard, Annecy, Paris, Éd. Émile-Paul Frères, 1930, 95 p.

Revues et articles
- Franck Gabayet, « La marge orientale du vicus de Boutae : les fouilles récentes de la ZAC Galbert à Annecy (lots CCI et Halpades) », Revue archéologique de Narbonnaise, vol. 38-39,‎ 2005, p. 131-139 (lire en ligne). .
- Jean-Yves Mariotte, « Annecy et ses environs au XIIe siècle d'après le cartulaire de Talloires », Bibliothèque de l'École des chartes, vol. 130, no 1,‎ 1972, p. 30 (lire en ligne). .